# الأندلس

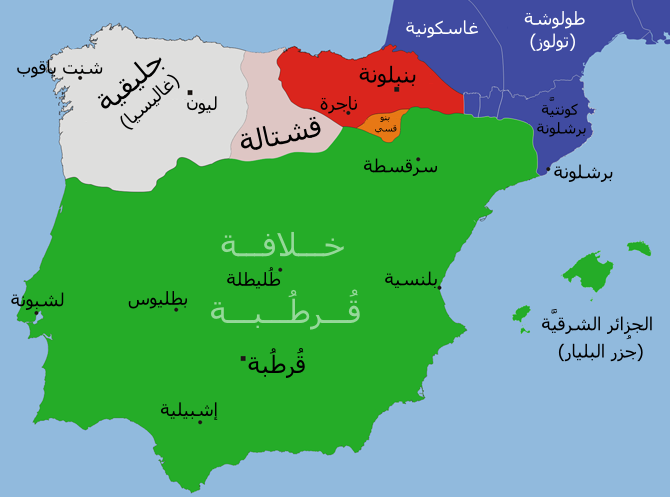
الأندلس والممالك المسيحيَّة المُجاورة نحو سنة 925م.

الأنْدَلُس المعروفة أيضًا في الخطاب الشعبي الغربي خُصوصًا والعربي والإسلامي أحيانًا باسم «إسبانيا الإسلاميَّة» أو «أيبيريا الإسلاميَّة»، هي إقليمٌ وحضارةٌ إسلاميَّة قروسطيَّة قامت في أوروبَّا الغربيَّة وتحديدًا في شبه الجزيرة الأيبيريَّة، على الأراضي التي تُشكِّلُ اليوم إسبانيا والبرتغال، وفي ذُروة مجدها وقوَّتها خلال القرن الثامن الميلاديّ امتدَّت وُصولًا إلى سبتمانيا في جنوب فرنسا المُعاصرة. غير أنَّ التسمية عادةً ما يُقصد بها فقط الإشارة إلى الأراضي الأيبيريَّة التي فتحها المُسلمون وبقيت تحت ظل الخِلافة الإسلاميَّة والدُّويلات والإمارات الكثيرة التي قامت في رُبوعها وانفصلت عن السُلطة المركزيَّة في دمشق ومن ثُمَّ بغداد، مُنذ سنة 711م حتَّى سنة 1492م حينما سقطت الأندلس بيد اللاتين الإفرنج وأُخرج منها المُسلمون، علمًا أنَّه طيلة هذه الفترة كانت حُدودها تتغيَّر، فتتقلَّص ثُمَّ تتوسَّع، ثُمَّ تعود فتتقلَّص، وهكذا، استنادًا إلى نتائج الحرب بين المُسلمين والإفرنج.

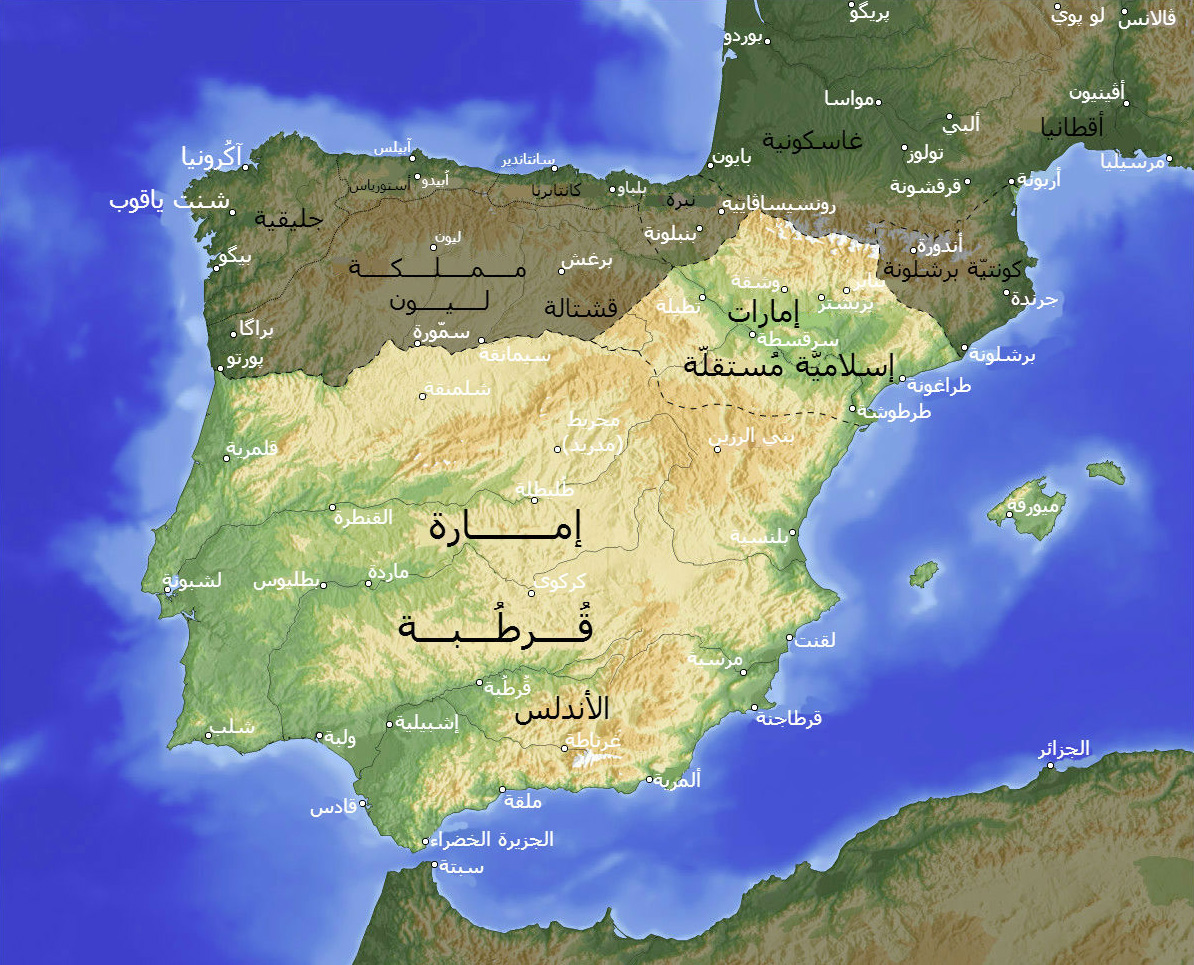
الأندلس نحو سنة 990م.

قُسِّمت الأندلس إلى خمس وحداتٍ إداريَّة بعد فتحها واستقرار الحُكم الإسلامي فيها، وتلك الوحدات تُقابلُ تقريبًا كُلًا من: منطقة أندلوسيا، والجُمهوريَّة البرتغاليَّة، ومنطقة جليقية (غاليسيا)، ومنطقة أراگون المُعاصرة؛ ومنطقة قشتالة، ومملكة ليون، وكونتيَّة برشلونة، ومنطقة سبتمانيا التاريخيَّة. أمَّا من الناحية السياسيَّة، فقد كانت في بادئ الأمر تُشكِّلُ ولايةً من ولايات الدولة الأُمويَّة زمن الخليفة الوليد بن عبد الملك، وبعد انهيار الدولة الأُمويَّة وقيام الدولة العبَّاسيَّة، استقلَّ عبد الرحمٰن بن مُعاوية، وهو أحد أُمراء بني أُميَّة الناجين من سُيُوف العبَّاسيين، استقلَّ بالأندلس وأسس فيها إمارة قُرطُبة، فدامت 179 سنة، وقام بعدها عبد الرحمٰن الناصر لِدين الله بإعلان الخِلافة الأُمويَّة عوض الإمارة، لِأسبابٍ سياسيَّة خارجيَّة في الغالب، وقد تفككت الدولة الأخيرة في نهاية المطاف إلى عدَّة دُويلات وإمارات اشتهرت باسم «الطوائف». كانت الإمارات والدُول الأندلُسيَّة المُتعاقبة مرتعًا خصبًا للتحاور والتبادل الثقافي بين المُسلمين والمسيحيين واليهود من جهة، وبين العرب والبربر والقوط والإفرنج من جهةٍ أُخرى، وقد انصهرت هذه المُكونات الثقافيَّة في بوتقةٍ واحدة وخرج منها خليطٌ بشري وحضاري ميَّز الأندلس عن غيرها من الأقاليم الإسلاميَّة، وجعل لها طابعًا فريدًا خاصًا. كانت الشريعة الإسلاميَّة هي المصدر الأساسي للحكم والقضاء وحل المُنازعات، وترك المُسلمون أهل الكتاب من اليهود والنصارى يرجعون إلى شرائعهم الخاصَّة للتقاضي والتظلُّم، لقاء الجزية. شكَّلت الأندلس منارةً للعلم والازدهار في أوروبَّا القروسطيَّة، في حين كانت باقي القارَّة تقبع في الجهل والتخلُّف، وأصبحت مدينة قُرطُبة إحدى أكبر وأهم مُدن العالم، ومركزًا حضاريًا وثقافيًا بارزًا في أوروبَّا وحوض البحر المُتوسِّط والعالم الإسلامي، مُنافسةً بغداد عاصمة الدولة العبَّاسيَّة والقُسطنطينيَّة عاصمة الإمبراطوريَّة البيزنطيَّة. ساهم العُلماء الأندلُسيّون على اختلاف خلفيَّاتهم العرقيَّة والدينيَّة بتقدُّم مُختلف أنواع العُلوم في العالمين الإسلامي والمسيحي، ومن هؤلاء على سبيل المِثال: جابر بن أفلح في علم المُثلثات، وإبراهيم بن يحيى الزرقالي في علم الفلك، وأبو القاسم الزهراوي في الجراحة، وابن زُهر في الصيدلة، وغيرهم.

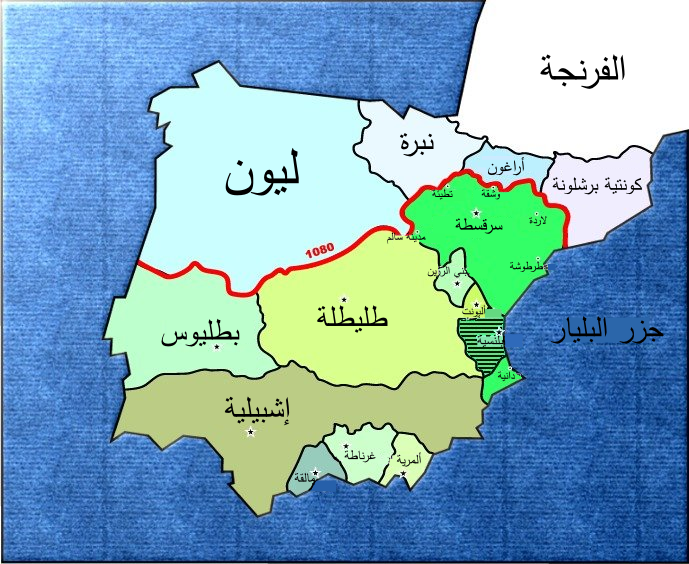
خارطة تُظهرُ الطوائف الأندلسيَّة زمن المقتدر بن هود في سنة 1076م.

عاشت الأندلس صراعاتٍ مريرةٍ مع الممالك المسيحيَّة الشماليَّة أغلب تاريخها، وبعد أن تفككت دولة الخِلافة فيها وقامت دُويلات مُلوك الطوائف، تشجَّعت الممالك المسيحيَّة على مُهاجمتها وغزو أراضيها، بِقيادة ألفونسو السادس ملك قشتالة، فانتفضت دولة المُرابطين بالمغرب الأقصى لِنُصرة الأندلس، وتمكَّنت من صد الهجمات الإفرنجيَّة والقضاء على استقلال جميع دُويلات الطوائف، فأصبحت الأندلس ولايةً من ولايات الدولة المُرابطيَّة، ووريثتها الدولة المُوحديَّة من بعدها. تمكَّنت الممالك المسيحيَّة الإفرنجيَّة في نهاية المطاف من التفوّق على جيرانها المُسلمين، فتمكَّن ألفونسو السادس من السيطرة على طُليطلة سنة 1085م، وسُرعان ما أخذت باقي المُدن الإسلاميَّة تتساقط بيد الإفرنج الواحدة تلو الأُخرى، وفي سنة 1236م سقطت قُرطُبة، وأصبحت إمارة غرناطة خاضعة لِسُلطان مملكة قشتالة وتدفعُ لها الجزية لقاء عدم التعرُّض لها. وفي سنة 1249م تمكَّن ألفونسو الثالث ملك البرتغال من انتزاع منطقة الغرب من المُسلمين، الأمر الذي جعل من غرناطة الحصن الوحيد والأخير للمُسلمين في الأندلس. وفي يوم 2 ربيع الأوَّل 897هـ المُوافق فيه 2 كانون الثاني (يناير) 1492م، إستسلم أمير غرناطة أبو عبد الله مُحمَّد الثاني عشر إلى الإفرنج وسلَّم المدينة إلى الملكين الكاثوليكيين: إيزابيلَّا القشتاليَّة وفرناندو الثاني الأراگوني، مُنهيًا بذلك العصر الإسلامي في أيبريا. وقد نزح المُسلمون واليهود من الأندلس بِأعدادٍ كبيرة، وتبعثروا في المغرب العربي ومصر والشَّام والآستانة عاصمة الدولة العُثمانيَّة. وكان العُثمانيون قد خططوا للهُجوم على الأندلس واستردادها، لكنَّ الخطة لم تُطبَّق لانشغال الأُسطول العُثماني بفتح قبرص ولِعدم التوصل إلى اتفاق مع الدولة السعديَّة المغربيَّة. تركت الحضارة الأندلسيَّة علامةً بارزةً في الثقافتين الإسبانيَّة والبرتغاليَّة، من حيثُ المطبخ، والعمارة، وتخطيط الحدائق، والملبس، خُصوصًا في الأجزاء الجنوبيَّة من تلك البلاد، كما استعارت اللُغتين الإسبانيَّة والبرتغاليَّة الكثير من التعابير والمُصطلحات العربيَّة والأمازيغيَّة وأصبحت تُشكِّلُ جُزءًا لا يتجزَّأ من قاموسها.

## التسمية
ورد في قاموس المعاني أنَّ كلمة «أَندَلُس» و«الأنْدَلُسِ» أصلُها بربريّ، وقد اقتبسها العربُ من الأمازيغ بفعل العشرة والاختلاط والتزاوج بين الطرفين في بلاد المغرب. وقيل: «أَندَلُس: بِلادُ جَنُوبِ إِسْپانِيا، وَهُوَ الاسْمُ الَّذِي أَطْلَقَهُ العربُ عَلَيْها حِينَ فَتَحوها سنة 711م \ 92هـ، واسْتَقَرُّوا فِيها إلى غايَةِ سنة 1492م \ 897هـ أَهَمُّ مُدُنِها غَرْناطَة وإِشْبيلية وَقُرْطُبَةُ عَرَفَتِ الحَضارَةُ العَرَبِيَّةُ أَوْجَها في بِلادِ الأنْدَلُسِ». وقيل أيضًا: «والأُنْدُلُسُ بضَمِّ الهَمْزَةِ والدّالِ اللامِ: إِقْليمٌ عَظِيمٌ بالمَغْرِبِ». اقترح المؤرخون الغربيّون ثلاثة أُصولٍ مُحتملةٍ للإسم، تتفقُ المصادر العربيَّة والإسلاميَّة مع إحداها على الأقل، وتقول جميع تلك النظريَّات أنَّ الاسم ظهر في البداية بعد انهيار الحُكم الروماني في شبه الجزيرة الأيبيريَّة، غير أنَّ البعض يُعارض هذا، ويقولُ بأنَّ الاسم سابقٌ على العهد الرومانيّ، وقد أرفقوا ادعائهم هذا بعددٍ من الأدلَّة عبر الاستعانة بخبرات عُلماء لُغويين وعُلماء مُختصين بدراسة تسميات الأماكن.

### نظريَّة الأصل الوندالي
تنص هذه النظريَّة على أنَّ تسمية «الأندلس» ترجع إلى بعض القبائل التي جاءت من شمال إسكندناڤيا واستقرَّت في أيبيريا فترة من الزمن دامت من سنة 409م إلى سنة 429م. ويُقال أيضًا إنَّ هذه القبائل جاءت من جرمانية. وكانت هذه القبائل تُسمّى «بالوندال» أو «الڤندال»، فسُمِّيت هذه البلاد «بڤانداليسيا» على اسم القبائل التي كانت تعيش فيها، ومع الأيام حُرِّف إلى «أندوليسيا» فأندلُس. يُقالُ بأنَّ صاحب هذه النظريَّة هو المؤرِّخ الهولندي المُستشرق رينهارت دوزي، الذي وضعها عندما تفرَّغ لِدراسة اللُغة العربيَّة والحضارة الإسلاميَّة في مصر أواسط القرن التاسع عشر. غير أنَّها تسبق زمانه، بدليل أنَّهُ قام بتفنيدها وإظهار أوجه القُصور فيها، لكنَّهُ رُغم ذلك يقول باقتناعه بأنَّ أصل الكلمة يأتي من عبارة «ڤندال»، وأنَّهُ يعتقد بأنَّ هذه كانت تسمية المرفأ الذي انطلق منهُ الوندال لغزو شمال إفريقيا، دون أن يشمل شبه الجزيرة بأكملها، بيد أنَّ موقع هذا المرفأ غير معلوم.

### نظريَّة الأصل القوطي الغربي
خِلال عقد الثمانينيَّات من القرن العشرين، ظهر رأيٌ آخر حول أصل تسمية «الأندلس» على يد المؤرِّخ هاينز هالم، الذي رفض نظريَّة الأصل الوندالي رفضًا قاطعًا، وأرجعها إلى أصلٍ قوطيٍّ غربيّ. يقول هالم أنَّ القبائل الجرمانيَّة المُرتحلة كانت تُقسم الأراضي حديثة الفتح فيما بينها عن طريق القُرعة، كما أنَّهُ من المعروف أنَّ أيبريا كان الأجانب يعرفونها زمن القوط الغربيّين باسمها اللاتينيّ، أي «Gothica Sors» (نقحرة: گوثيكا سورس)، ومعناها: «حصَّة القوط». وهكذا، يفترضُ هالم أنَّ القوط أطلقوا على بلادهم الجديدة تسمية «بلاد القرعة» وأنَّ ذلك كان بِلُغتهم الخاصَّة عوض اللاتينيَّة. غير أنَّ المُقابل القوطي لِعبارة «Gothica Sors» مُختلفٌ على صحته، لكنَّ هالم أشار إلى أنَّهُ تمكَّن من إعادة صياغته واستنباطه، وأنَّه *landahlauts - لاندالوتس (يستخدمُ عُلماء اللُغويَّات العلامة النجميَّة للإشارة إلى الكلمات المُختلف على صحَّة أصلها أو صياغتها). اقترح هالم أن يكون هذا المُصطلح القوطي المُقترح هو أصلُ التسميتين اللاتينيَّة والعربيَّة لِشبه الجزيرة الأيبيريَّة، فالاسم اللاتينيّ كان ترجمةً حرفيَّةً للاسم القوطي، بينما برز الاسمُ العربيّ نتيجة التقليد الصوتي وتحريف اللفظ بعد أن احتكَّ المُسلمون بالقوط. على الرُغم من كُل ما سلف، إلَّا أنَّ هالم فشل في تقديم الأدلَّة والبراهين الكافية التي تؤيِّد نظريَّته، فلم تؤخذ إلَّا على سبيل الاستئناس.

### نظريَّة الأصل الأطلنطي

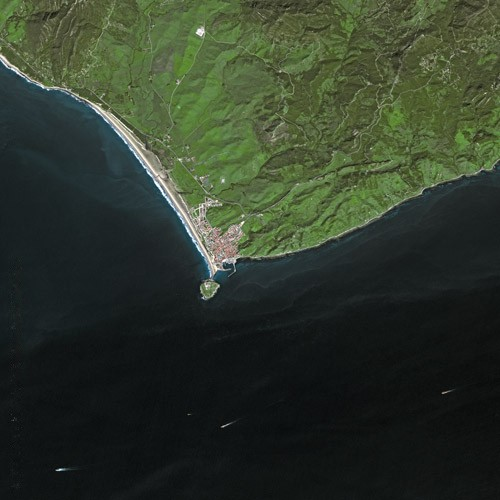
لقطة جويَّة لِجزيرة طريفة، التي يُعتقد أنَّها سُمِّيت «الأندلُس» في بادئ الأمر ثُمَّ أُطلق الاسم على كامل أيبريا.

من النظريَّات الأُخرى حول أصل كلمة «الأندلُس» هي تلك النظريَّة القائلة بأنَّها تحريفٌ عربيٌّ لِكلمة «أطلنطس». وهذه نظريَّةٌ حديثةٌ نسبيًا، قال بها المؤرِّخ الإسباني «ڤالّڤيه»، مُستندًا في ذلك فقط على جدارة تصديق هذا الأمر ظاهريًا بسبب التشابه الصوتي بين الكلمتين، ولأنَّ هذا من شأنه أن يشرح عدَّة أُمور غامضة تتعلَّق بِموقع قارَّة أطلنطس المزعومة، علمًا أنَّ المُؤرِّخ سالِف الذِكر لم يُقدِّم أيَّة أدلَّة تاريخيَّة دامغة لِدعم قوله.
كتب ڤالّڤيه يقول:
إنَّ المصادر العربيَّة التي ورد فيها ذكرُ جزيرة الأندلُس وبحرُ الأندلُس لِأوَّل مرَّة تُصبحُ واضحةً للغاية لو قُمنا باستبدال تلك العِبارة بِعبارة «أطلنطس» أو «أطلنطي». والأمر نفسه يسري عند الحديث عن هرقل والأمازونيَّات اللواتي قيل بأنَّ جزيرتهن، وفق التعليقات والتفسيرات العربيَّة لِتلك الأساطير الإغريقيَّة واللاتينيَّة، كانت تقع في جوف الأندلُس—أي ما يُشكِّلُ اليوم شمال أو قلب المُحيط الأطلسي.
ذُكرت «جزيرةُ الأندلُس» في مخطوطةٍ عربيَّةٍ مجهولة المؤلِّف تتحدث عن الفتح الإسلامي لِأيبريا، بعد قرنين أو ثلاثة قُرون من تاريخ ذلك الحدث. وقد حُدد موقعها على أنَّهُ المكان الذي نزلت فيه طلائع الجيش الإسلامي القادم من شمال إفريقيا. كما تذكر المخطوطة أنَّ جزيرة الأندلُس أُعيد تسميتُها «جزيرة طريفة» تيمُنًا بقائد مُقدِّمة الطليعة البربري، المدعو «طريف بن مالك المعافري» المُكنى «أبو زرعة»، الذي تمكَّن من السيطرة على جزيرةٍ صغيرة تقع على بضعة كيلومترات من أيبريا سنة 710م، قبل أن يتقدَّم طارق بن زياد بالجيش الرئيسي بعد سنةٍ من هذا الحدث ويفتح البلاد قلعةً تلو الأُخرى. يُعرف موقع نُزول المُسلمين الأوَّل في إسبانيا باسم «رأس المغاربة» (بالإسبانيَّة: Punta Marroquí) أو «رأس طريفة» (بالإسبانيَّة: Punta de Tarifa)، وهو يُشكِّلُ اليوم طرف جزيرةٍ تُعرف باسم «جزيرة طريفة» تقع قبالة الشواطئ الأيبيريَّة.
أدَّى النص المذكور في المخطوطة العربيَّة، بالإضافة إلى الدليل اللُغوي المكاني بأنَّ «الأندلُس» هو اسمٌ ذو أصلٍ قبروماني (سابق على العصر الروماني)، أدّى إلى اعتبار أنَّ جزيرة الأندلُس وجزيرة طريفة هما ذات المكان الواقع حاليًا قبالة شواطئ مدينة طريفة في إسبانيا، وأنَّ أيبريا حصلت على اسمها العربي الإسلامي من تلك الجزيرة الصغيرة.

## التاريخ

### الفتحُ الإسلامي

خارطة تُظهرُ انتشار الإسلام وتوسُّع الفُتوحات الإسلاميَّة انطلاقًا من شبه الجزيرة العربيَّة وحتَّى شمال إفريقيا

يُعدُّ فتح المُسلمين للأندلُس امتدادًا طبيعيًا لِفُتوح شمالي إفريقيا. والمعروف أنَّ المُسلمين وصلوا في فُتوحهم إلى المغرب الأقصى المُواجه لِشبه الجزيرة الأيبيريَّة في عهد الخليفة الأُموي الوليد بن عبد الملك الذي شجَّع هذا التوجّه وأعطى السياسة الخارجيَّة اهتمامًا خاصًا بعد أن كانت الأوضاع الدَّاخليَّة في الدولة الأُمويَّة هادئة ومُستقرَّة. وكان المُتعارف عليه أن يضطلع الوالي الذي فتح أراضٍ جديدة بفتح ما يليها لو توافرت الظُروف المُناسبة، وهكذا كان يُفترض أن يتولّى فاتحُ المغرب، وهو والي إفريقية حسَّان بن النُعمان، مُهمَّة فتح الأندلُس، لاسيَّما وأنَّ كان لهُ الفضل في تطهير منطقة المغرب من النُفوذ البيزنطي والقضاء على ثورة البربر الثانية، لكنَّهُ استُبدل بِقائدٍ آخر ما أن انتهى من حل المشاكل الخارجيَّة لِولايته، وكان هذا القائد هو مُوسى بن نُصير. غادر موسى بن نُصير مصر مُتجهًا إلى إفريقية يُرافقه أولاده الأربعة وهم مفطورون على التربية العسكريَّة، وما أن وصل وتولّى مقاليد الولاية حتَّى اهتمَّ بتثبيت دعائم النصر الذي حققه سلفه في المغربين الأدنى والأوسط، ففتح ما تبقّى من مُدنٍ وقلاع خارجة عن سيطرة المُسلمين، وأرسل أولاده في كُل اتجاه لِتثبيت أقدام المُسلمين في المناطق المفتوحة. وبعد هذه الانتصارات خضعت بلادُ المغرب كُلَّها، وأقبل البربر على اعتناق الإسلام، وتطوَّع الكثير منهم في الجُيوش كجُنودٍ مُحاربين، وقُدِّر لِبعضهم أن يُصبح أكثر حماسةً للإسلام من العرب أنفُسهم، وهذا التحوُّل الذي طرأ على وضع البربر كانت لهُ آثار إيجابيَّة في فتح الأندلُس بعد ذلك لِأنَّ مُعظم قبائل البربر أخذت، بعد اعتناقها الإسلام، تتوق إلى الحرب والجهاد. وقد أدرك موسى بن نُصير هذه النزعة فاستغلَّها بتوجيههم إلى الفُتوحات الخارجيَّة، ولم يكن أمامه في هذه الحالة سوى عُبور المضيق الفاصل بين المغرب وأيبريا لِتحقيق هذا الغرض.

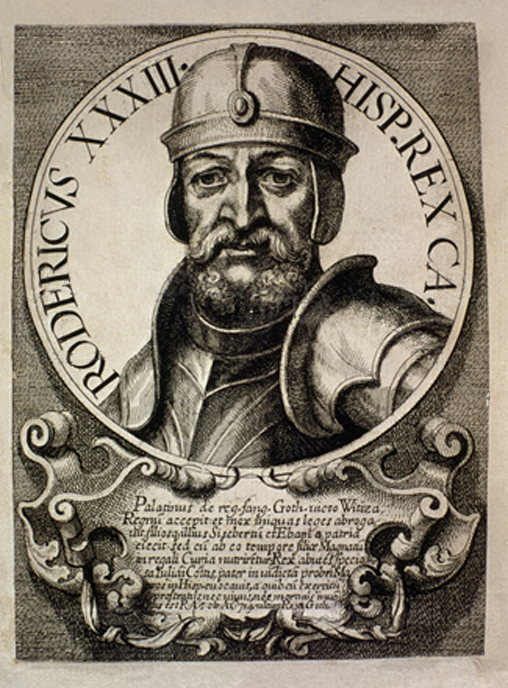
لذريق (رودريك) ملك القوط الغربيين قبل الفتح الإسلامي للأندلُس.

بقيت مدينة سبتة الواقعة على ساحل البحر المُتوسِّط المغربي خارج نطاق الدولة الأُمويَّة، وكانت تتبع، من الناحية النظريَّة، للإمبراطوريَّة البيزنطيَّة، إلَّا أنَّ هذه الأخيرة فقدت تأثيرها الفعلي على هذا الجُزء من الشمال الأفريقي، بِفعل بُعدها عن مركز العاصمة، الأمر الذي جعل حاكمها يوليان مُستقلًا على الشريط الساحلي المُمتد بين طنجة وسبتة، ويتوجَّه في وقت الشِّدَّة إلى مملكة القوط الغربيين (المُمتدَّة عبر أغلب أنحاء إسبانيا والبرتغال المُعاصرتين وقسمٌ بسيط من جنوب فرنسا). وكان يوليان هذا على صِلاتٍ حسنةٍ مع مُلوك القوط السَّابقين، وهم آل غيشطة، وكان رسولهم إلى المُسلمين، وكان بينه وبين لذريق (رودريك) ملك القوط آنذاك حقدٌ وعداوة، وتُشير المصادر العربيَّة والإسلاميَّة القديمة إلى أنَّ ذلك كان بسبب اعتداء لذريق على ابنة يوليان واغتصابها بعد أن أرسلها والدها إلى البلاط الملكي في طُليطلة، جريًا على العادة، لِتتربى تربية الأميرات. ولمَّا تاخم المُسلمون حُدود كونتيَّة سبتة، وجد يوليان في قوَّتهم خير من يُساعده في تحقيق أهدافه القاضية بالانتقام من لذريق ومُعاونة حُلفاءه آل غيشطة، فاتصل بمولى مُوسى بن نُصير أمير طنجة المدعو طارق بن زياد، وعرض عليه أن يؤدي دور الوسيط بين المُسلمين والغيشطيين والتيَّار المُناوئ للملك القوطي، واقترح عليه غزو أيبريا بعد أن بيَّن لهُ حسنها وفضلها وما تحويه من الخيرات وهوَّن عليه حال رجالها ووصفهم بالضعف. وبادر طارق بن زياد بالاتصال بموسى بن نُصير وأبلغه بما عرضه عليه يوليان لاتخاذ القرار بهذا الشأن. والواقع أنَّهُ لم يكن لدى موسى بن نُصير ما يدعوه إلى رفض هذه الفكرة، ذلك أنَّ الأمر قد يتطوَّر إلى صورة فتح إسلامي شامل لِهذا البلد ويُدخلهُ في دائرة الدولة الإسلاميَّة. إلَّا أنَّ عملًا ضخمًا من هذا النوع، لا بُد وأن ينال مُوافقة الخِلافة في دمشق، لذا كتب موسى إلى الخليفة الوليد بن عبد الملك يُبلغه بما عرضه يُوليان ويستأذنه بالعُبور، فردَّ الوليد عليه بأن يتروّى ويختبر البلاد بالسرايا أولًا.
بناءً على هذا، أرسل موسى أحد القادة ويُدعى طريف بن مالك المعافري، وهو من البربر، على رأس قُوَّةٍ عسكريَّة تُقدَّر بِأربعمئة راجل ومئة فارس، في مُهمَّةٍ استطلاعيَّة، وأمره بالقيام بالغارة على ساحل أيبريا الجنوبي، وكان ذلك سنة 91هـ المُوافقة لِسنة 710م. نزل طريف وجُنوده في جزيرة «بالوماس» (التي سُميت باسمه مُنذ ذلك الحين)، وأغار على المناطق التي تليها إلى جهة الجزيرة الخضراء وعاد مُحمَّلًا بالغنائم، ومُقتنعًا بضعف وسائل الدفاع الأيبيريَّة. شجَّع نجاح طريف موسى بن نُصير، فأرسل، في شهر رمضان سنة 92هـ المُوافق فيه شهر حُزيران (يونيو) سنة 711م، قُوَّةً عسكريَّةً قوامها سبعة آلاف مُقاتل، تألَّفت غالبيَّتُها من البربر، بِقيادة مولاه ونائبه على طنجة طارق بن زياد. عبر طارق المضيق، ونزل تجاه الجزيرة الخضراء عند صخرة الأسد، وسيطر على الجبل بعد أن اصطدم بالحامية القُوطيَّة. وقد حمل الجبل مُنذ ذلك الوقت اسمه، فدُعي «جبل طارق» وعُرف المضيق بمضيق جبل طارق. أقام القائدُ المُسلم عدَّة أيَّام في قاعدة الجبل، نظَّم خلالها جيشه، وأعدَّ خطَّة لِفتح القلاع القريبة والتوغُّل في عُمق أيبريا، ونجح في فتح بعض القلاع والمُدن منها قرطاجنة والجزيرة الخضراء، ثُمَّ تقدَّم باتجاه الغرب حتَّى بلغ بُحيرة خندة جنوبي غربي أيبريا التي يقطعها نهر برباط عبر وادي لكة الشهير، وعسكر هُناك. وعلم بواسطة جواسيسه بأنباء الحُشود الضخمة التي حشدها لذريق الذي تقدَّم باتجاه القُوَّات الإسلاميَّة، وعسكر على الضفَّة المُقابلة للنهر. وبدا الفرق واضحًا بين القُوَّتين كبيرًا ممَّا دفع طارق إلى طلب النجدة من موسى بن نُصير، الذي كان يُراقب باهتمام أخبار الحملة من السَّاحل الأفريقيّ. فأمدَّهُ بخمسة آلاف مُقاتل.

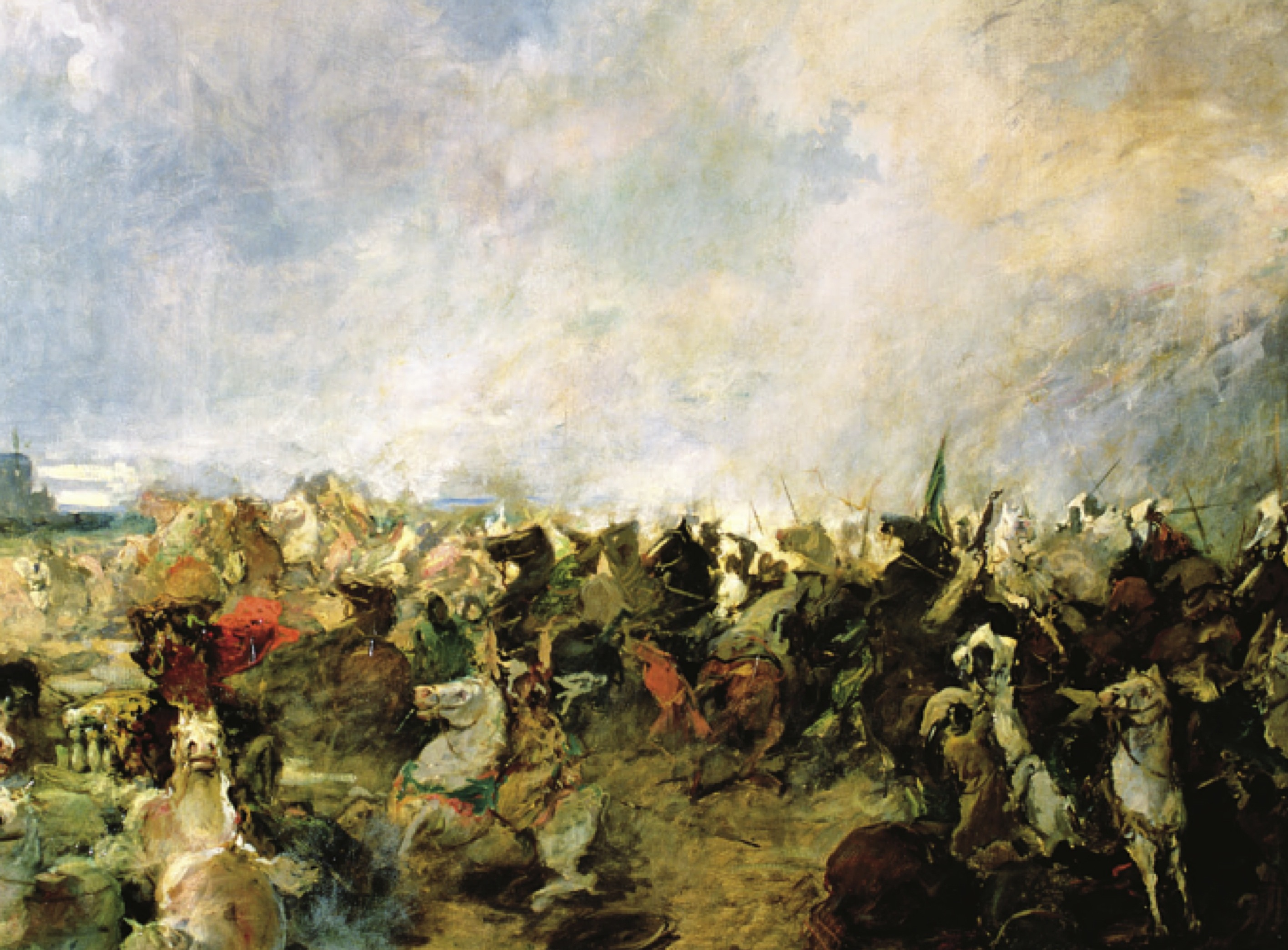
هزيمة الجيش القوطي أمام المُسلمين في معركة وادي لكة.

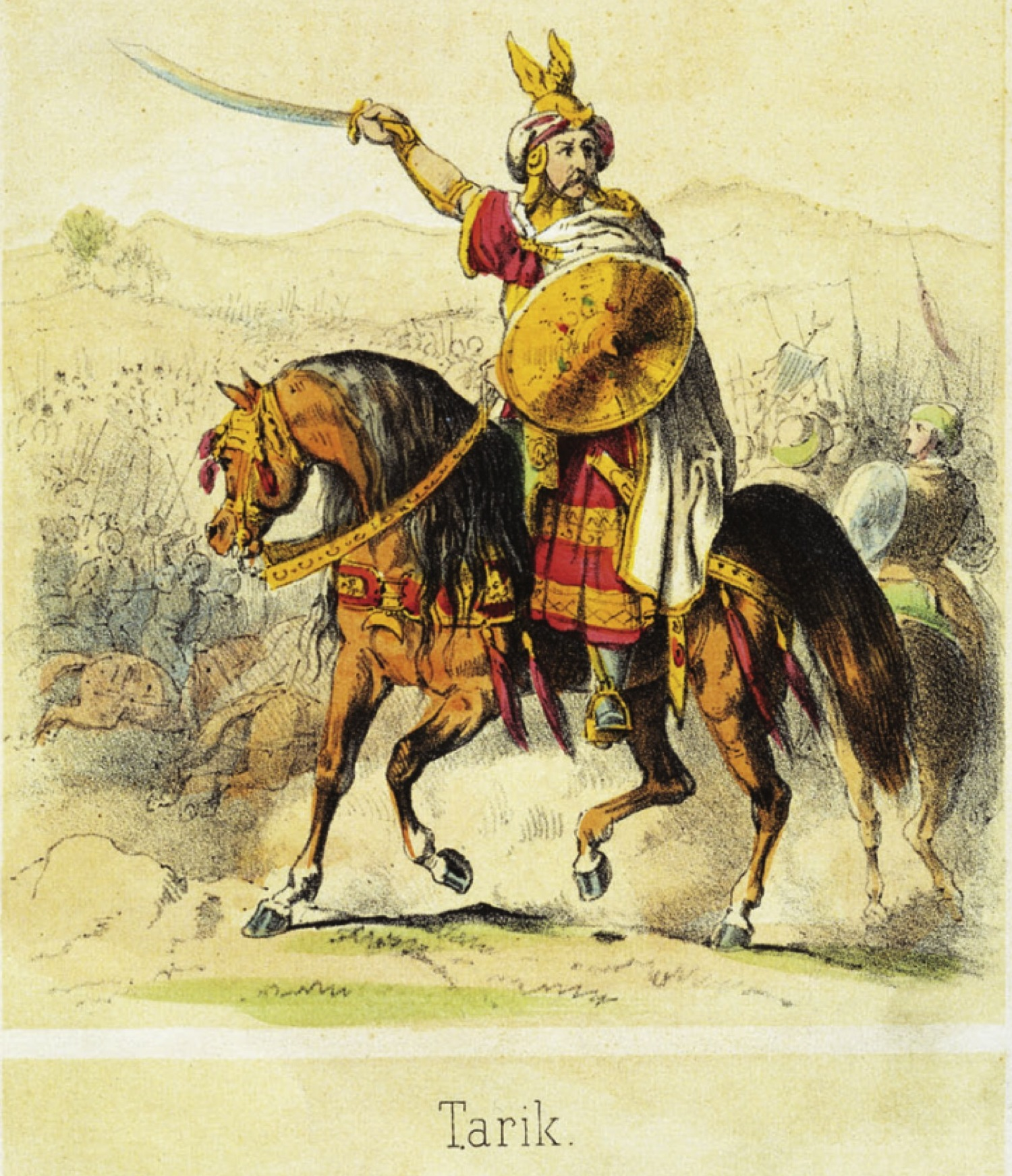
رسم تخيلي لِطارق بن زياد على رأس جيشه. بريشة ثيودور هوزمن (1807-1875م).

إلتقى الجيشان الإسلامي والقُوطي عند وادي لكة من كورة شذونة، على بُعد أميال إلى الشرق من قادش، وجرت بينهما معركةً طاحنة انتهت بانتصار المُسلمين، وتمَّ القضاء على الجيش القوطي ومعهُ الملك. وفتح هذا الانتصار أمام المُسلمين بابًا واسعًا للوُلوج منهُ إلى عُمق أيبريا، وأخذت المُدن والقلاع تتساقط تباعًا، وهكذا فُتحت قُرطُبة ومالقة وإلبيرة وأريولة وطُليطلة، العاصمة القوطيَّة الشهيرة. وطارد المُسلمون فُلول الهاربين باتجاه الشمال الغربي قبل أن يعودوا إلى طُليطلة في خريف سنة 93هـ المُوافقة لِسنة 712م، لِتنتهي هذه المرحلة من عمليَّة فتح أيبريا بنجاحٍ كبير. كتب طارق إلى موسى يُخبره بما أصاب من انتصاراتٍ وما فتحهُ من مُدنٍ، فردَّ عليه يأمُرهُ بألَّا يتجاوز مكانه حتَّى يلحق به. أقلع موسى بن نُصير في شهر رمضان سنة 93هـ المُوافق فيه شهرُ حُزيران (يونيو) سنة 712م إلى الجزيرة الخضراء على رأس قُوَّة عسكريَّة تُقدَّر بِثمانية عشر ألف مُقاتل، ولمَّا دخل أيبريا سار في طريقٍ غربيّ الطريق التي سلكها طارق، وفتح مُدنًا أُخرى مثل قرمونة ثُمَّ مضى إلى إشبيلية في الشمال الغربي، وكانت الهدف الرئيسي في حملته ففتحها في سنة 94هـ المُوافقة لِسنة 713م بعد حصار، وصالحتهُ مدينة ماردة، وامتدَّت فُتوحاته إلى برشلونة شرقًا وأربونة في الجوف وقادش في الجنوب وجليقية في الشمال الغربي. ولمَّا اقترب من طُليطلة خرج طارق بن زياد لاستقباله في طلبيرة التي شهدت مجلسًا عسكريًا لِتقييم ما تمَّ إنجازه من خطَّة الفتح وما سيتمُّ فتحه مُستقبلًا. وجدَّد موسى بن نُصير لِطارق إمرة الجيش واشتركا معًا في حملةٍ عسكريَّةٍ استهدفت مدينة سرقسطة في إقليم أراگون ففتحاها. ثُمَّ افترقا فسار موسى نحو الشمال مُخترقًا جبال البرينييه، فغزا ولاية سبتمانيا، وفتح قرقشونة وناربون، وغزا وادي الرون في بلاد الفرنجة ووصل إلى مدينة ليون. في هذه الأثناء تلقَّى كُلٍ من موسى بن نُصير وطارق بن زياد أمرًا من الخليفة بِوقف العمليَّات العسكريَّة والعودة فورًا إلى دمشق، وهكذا انتهت فُتوحات الأندلس الأساسيَّة.

### الإمارة الأُمويَّة (إمارة قُرطُبة)

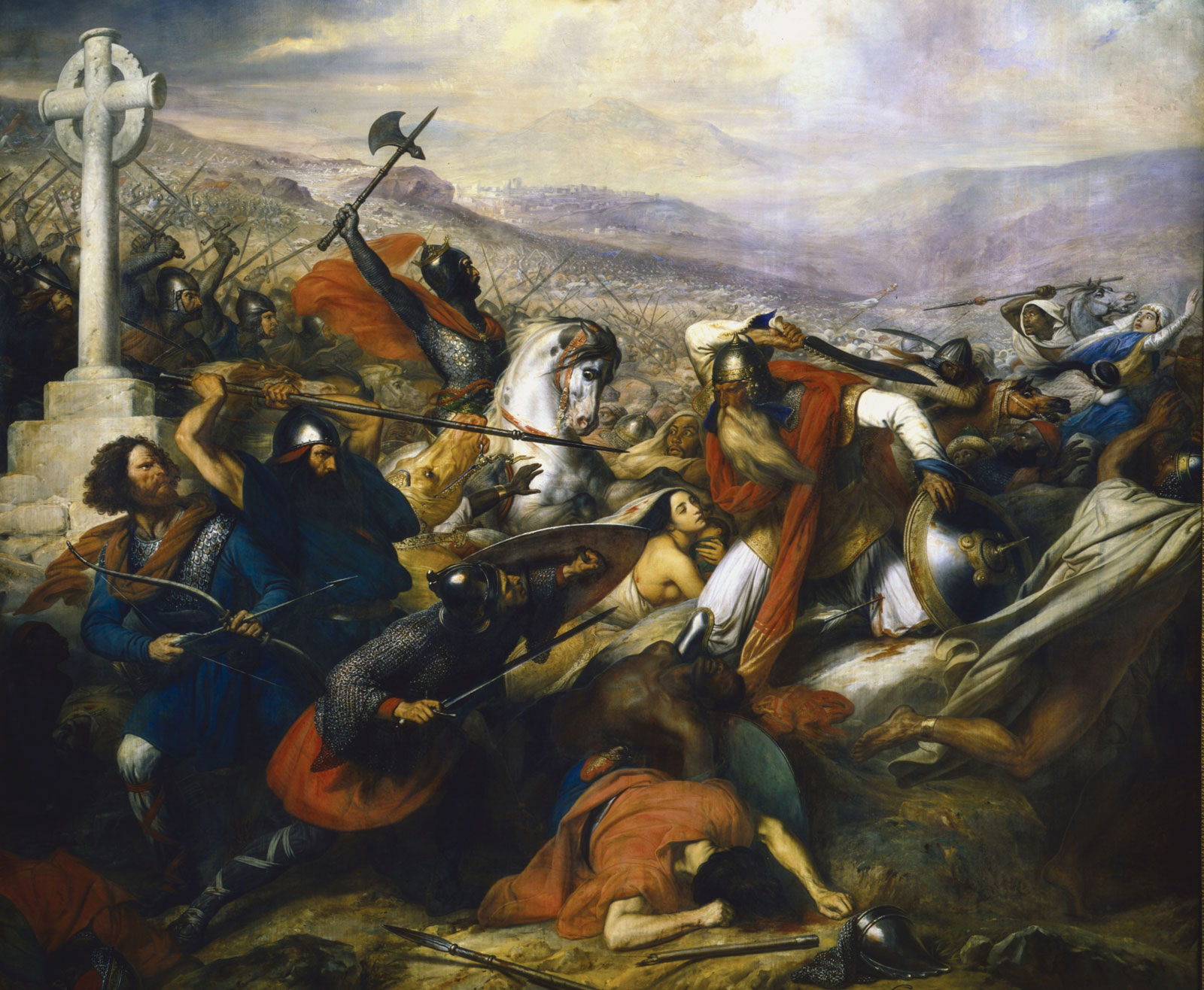
رسم تخيُّلي لِمعركة بلاط الشُهداء التي أوقفت الزحف الإسلامي نحو أوروبَّا.

أصبحت الأندلُس بعد فتحها ولايةً من ولايات الدولة الأُمويَّة، واستمرَّت تخضع للسُلطة المركزيَّة في دمشق حتَّى عهد هشام بن عبد الملك (105 - 125هـ \ 724 - 743م)، عندما ضعُفت الحُكومة المركزيَّة، وانهمك وُلاة وأُمراء شمالي إفريقيا بِشؤونهم الداخليَّة وفي مُقدِّمتها ثورات البربر بعد أن استقطبهم الخوارج، فبات لازمًا على المُسلمين في الأندلُس أن يُدافعوا عن أنفُسهم بأنفُسهم. وقد حاول المُسلمون مُنذُ سنة 100هـ المُوافقة لِسنة 718م الاندفاع وراء جبال البرينييه في غالة، فحصلت بينهم وبين الإفرنج عدَّة وقعات عنيفة انتصر المُسلمون في بدايتها، ثُمَّ انقلبت الآية عليهم، وفي سنة 114هـ المُوافقة لِسنة 732م، اشتبك المُسلمون والفرنجة في رحى معركةٍ عنيفة انهزم فيها المُسلمون، وتوقَّف المدُّ الإسلامي باتجاه قلب أوروبَّا.

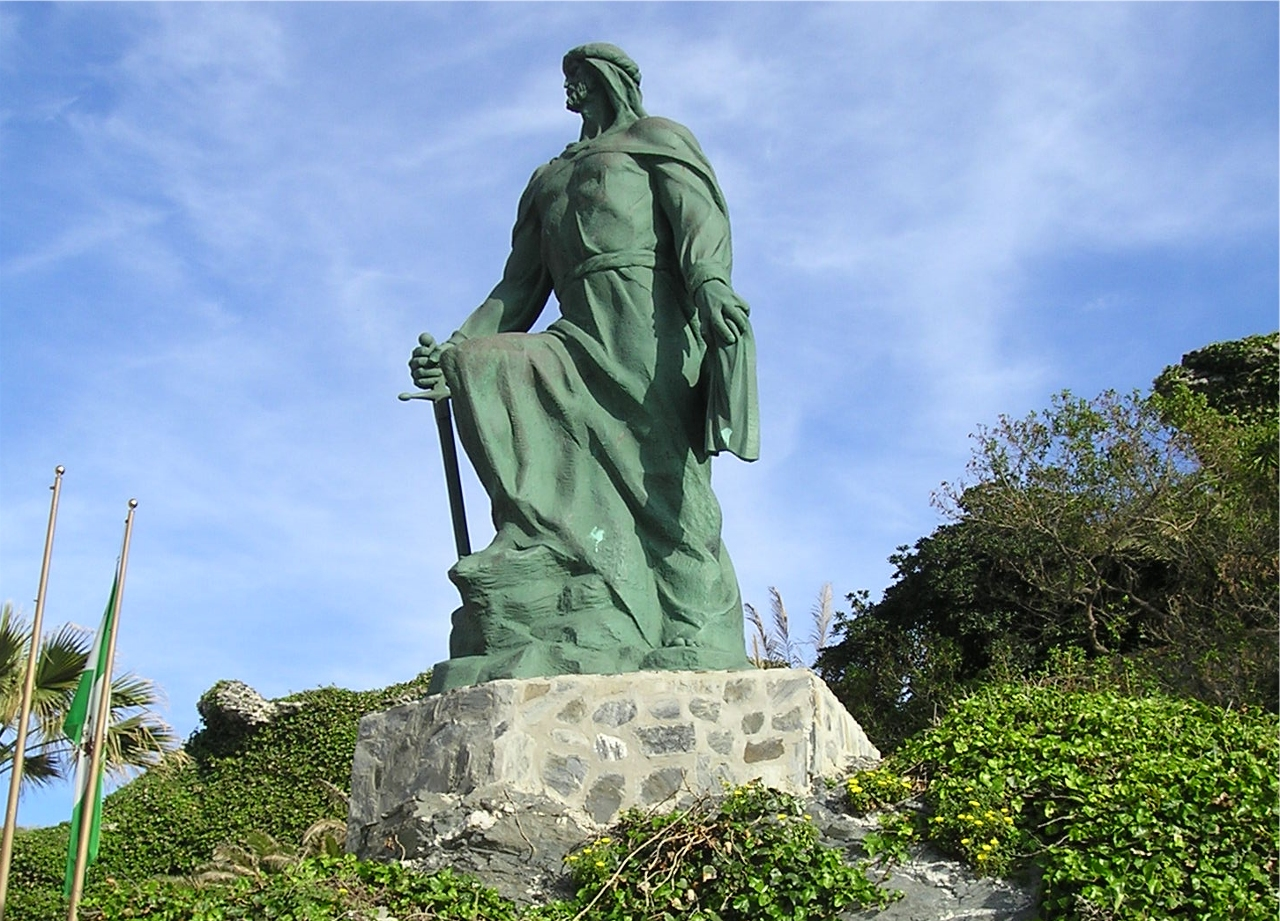
تمثال الأمير عبدُ الرحمٰن بن مُعاوية في المنكب.

وفي 11 جمادى الآخرة 132هـ المُوافق فيه 25 كانون الثاني (يناير) 750م، انهارت الدولة الأُمويَّة بعد أن انهزم آخرُ الخُلفاء الأُمويين مروان بن مُحمَّد في معركة الزَّاب أمام العبَّاسيين، ودخل هؤلاء إلى دمشق للقضاء على من تبقّى من أُمراء بني أُميَّة، لكنَّ أحد هؤلاء الأُمراء، وهو عبدُ الرحمٰن بن مُعاوية، نجا من المذبحة المُروِّعة ويمَّم وجهه صوب المغرب على أمل الاستقرار في رُبوعه بعيدًا عن مركز نُفوذ العبَّاسيين في العراق. وكان عبدُ الرحمٰن هذا يُخططُ لِإنشاء دولةٍ للأُمويين في ولاية إفريقية نظرًا لِكثرة من هرب إليها من بني أُميَّة، لكنَّ واليها الأساسي عبدُ الرحمٰن بن حبيب الفهري كان قد خطط للاستقلال بها أيضًا، وتشدَّد في مُعاملة الأُمويين وضيَّق الخناق عليهم وصادر أموالهم وقتل بعضهم، فآثر عبدُ الرحمٰن بن مُعاوية مُغادرة الولاية وتوجَّه بِطُموحه إلى ولاية الأندلُس التي وجد فيها الفُرصة الأكثر منالًا من المغرب وإفريقية. وكانت الأندلُس في ذلك الوقت تتعرَّض لِهجمات جيرانها المسيحيين في الشمال، وكان من العسير على الأندلُسيين الاتفاق على زعيمٍ يلتف الجميع حوله بسبب النزاعات المُتواصلة بين القبائل المضريَّة واليمانيَّة. وشرع عبدُ الرحمٰن بن مُعاوية يعمل على استغلال الموقف لِمصلحته، فأرسل مولاهُ بدرًا إلى الأندلُس ليُعبّئ أنصارهُ فيها، فاجتمع بدر فور وُصوله إلى ساحل إلبيرة بِهؤلاء الأنصار وعرض عليهم مأساة الأُمويين والكارثة المُفجعة التي حلَّت بهم، مُشيدًا بِصفات عبد الرحمٰن بن مُعاوية ومُؤهلاته كحفيدٍ لِهشام بن عبد الملك، ومقدرته على ردّ الأمر لِجماعة الأُمويين إذا ما أُتيحت لهُ فُرص المُساعدة. وافقت دعوة عبد الرحمٰن رغبة اليمانيَّة المدفوعين بالرغبة في الثأر لهزيمتهم أمام الفهريَّة والقيسيَّة في موقعة شقندة، فاحتشدوا لِنُصرة عبد الرحمٰن. ثم أرسل زُعماء الموالي مركبًا تعبر به إلى الأندلُس، فوصل إلى ثغر المنكب في ربيع الآخر سنة 138هـ المُوافق لِشهر أيلول (سبتمبر) 755م. أحدث دُخول عبد الرحمٰن بن مُعاوية إلى الأندلُس ردَّ فعلٍ إيجابيّ من جانب أنصاره من الموالي وغيرهم من اليمنيين، فتوافدوا عليه للسَّلام والبيعة. وبلغت الأحداث مسامع يُوسُف الفهري، آخر وُلاة الأندلُس، فحاول بدايةً التفاوض مع الأمير الأُموي بعد أن رأى كثرة أنصاره واتساع شعبيَّته، ففشل، وكان لا بُد من الصِّدام العسكري لِتقرير مصير الأندلُس، وفي ضُحى يوم 9 ذي الحجَّة 138هـ المُوافق فيه 11 أيَّار (مايو) 756م، دارت معركةٌ حاسمة بين الطرفين انتهت بنصر عبد الرحمٰن، الذي استثمر انتصاره بأن تقدَّم نحو قُرطُبة ودخلها، وتربَّع على العرش في قصر الإمارة، وبايعه الناس البيعة العامَّة، ثُمَّ أدّى صلاة الجُمُعة في المسجد الجامع، وخطب بالنَّاس مُعلنًا قيام الإمارة الأُمويَّة، ومُوضحًا سياسته القائمة على العدل والإحسان.

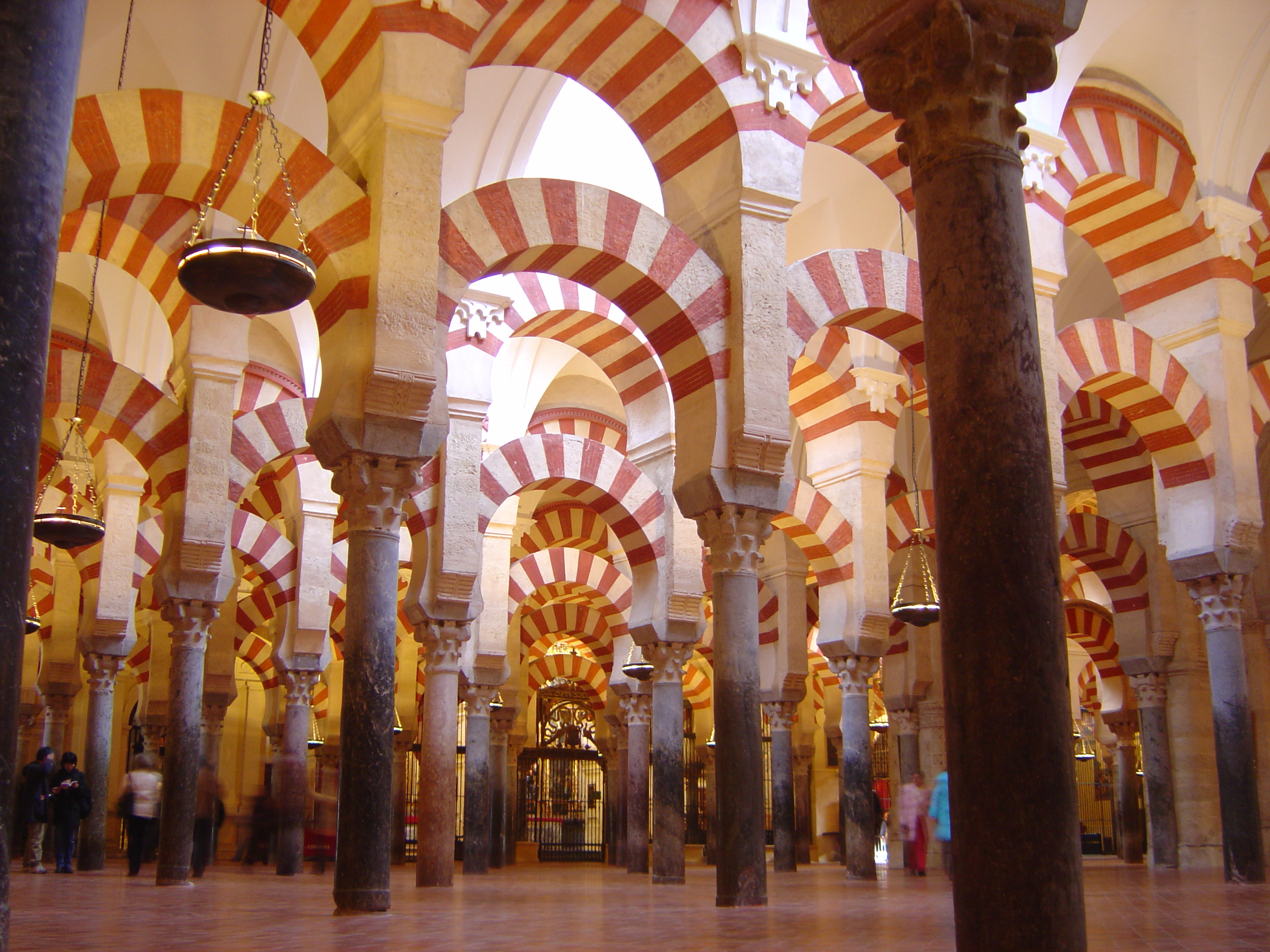
أعمدة وقناطر المسجد الجامع في قُرطُبة، إحدى آثار عصر الإمارة الأُمويَّة في الأندلُس.

عُرف عبدُ الرحمٰن بن مُعاوية باسم «عبدُ الرحمٰن الدَّاخل»، كونه «دخل» (أي هاجر) إلى الأندلُس، ومُنذُ أن تسلَّم الحُكم حتَّى دخل المُسلمون في الأندلُس في عهدٍ جديدٍ قائمٍ على أُسسٍ سياسيَّة بعيدةٍ عن العُنصُريَّة والقبليَّة من واقع تحجيم نُفوذ زُعماء القبائل وإحلال سُلطة الدولة مُمثلة بالأمير، محل سُلطة القبائل، وبدأت الأندلُس تسير في طريق اكتساب الحضارة. وبِفعل الاستمرار في هذا الاتجاه، برز في عهد الإمارة الكثير من المعالم الحضاريَّة التي استمرَّت زهاء قرنين، كما ظهرت خصائص المُجتمع الإسلامي بشكلٍ واضح. وبدأ عهد الإمارة يجني ثِمار ما غُرس أثناء عهد الوُلاة في جوانب التبدُّل الذي تمَّ نتيجةً لِدُخول الإسلام إلى الأندلُس، وهو ما شمل الجوانب الحضاريَّة المُتعددة والإنسانيَّة كافَّة. وأضحى الأندلُس بلدًا إسلاميًا مُستقلًا عن الخِلافة العبَّاسيَّة في المشرق بعد أن كان خاضعًا لِمركز الخِلافة في العهد الأُموي، ولم تُحاول الدَّولة العبَّاسيَّة جديًا إعادته إلى حظيرتها. ويبدو أنَّ انفصاله النهائي عنها لم يُشكِّل خطرًا حقيقيًا مُباشرًا على كيانها، بالإضافة إلى أنَّهُ استمرَّ في حمل الرسالة الإسلاميَّة، ولا يدعو ذلك بالضرورة للمُواجهة المُباشرة، غير أنَّهُ جرت مُحاولات عابرة قام بها العبَّاسيّون لِإعادته إلى حظيرة الخِلافة، لكنَّها لم تُحقق شيئًا. وتوقَّفت حركة الفُتُوح في هذا العهد، وقنع المُسلمون بما وضعوا أيديهم عليه من أراضٍ، وأخذوا يُنظمون شؤونهم ويُرتبون أوضاعهم حتَّى ينعموا بِثمرات الفتح، فظهرت التنظيمات المُختلفة، مثل منصب الحِجابة والوزارة، كما ظهرت البحريَّة الأندلُسيَّة، وتطوَّرت التنظيمات العسكريَّة مع العناية بالثُغور والأساطيل. واتبع عبدُ الرحمٰن الدَّاخل سياسة حكيمة تجاه الدولة العبَّاسيَّة في بداية عهده، وذلك بوصفها صاحبة السيادة الروحيَّة على العالم الإسلامي، فلم يُعلن الانفصال عنها بدايةً لكي لا يُثير الشُعور العام على الرُغم من كُرهه الشديد للعبَّاسيين، فدعا للخليفة العبَّاسي أبي جعفر المنصور، ولكن لِمُدَّة قصيرة لم تتجاوز عشرة أشهر، حيثُ قطع الدُعاء للعبَّاسيين وأعلن انفصال الأندلُس عن الدولة العبَّاسيَّة، واستقلالها بأُمورها، وأضحى اسمُه، ومن جاء بعده من بنيه يُذكر فوق منابر الأندلُس.

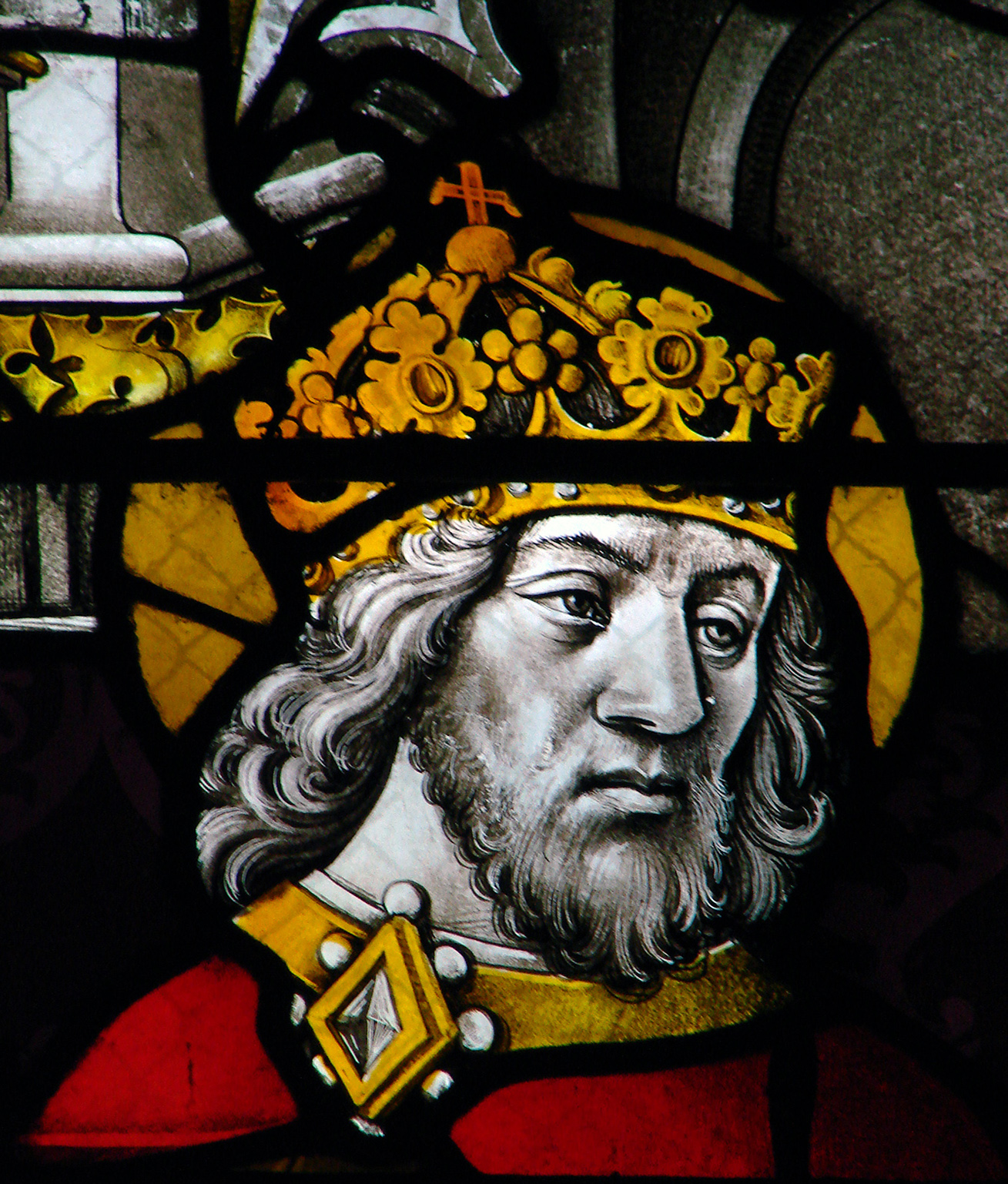
رسمٌ لوجه الإمبراطور شارلمان، أو «قارلة» وفق المراجع العربيَّة والإسلاميَّة، على زُجاجٍ مُلوَّن في كاتدرائيَّة مولان بفرنسا. تمكَّن شارلمان من انتزاع برشلونة من أيدي المُسلمين، واتخذها قاعدةً للوُثوب على الأندلُس.

إلى جانب المُنجزات الحضاريَّة الكثيرة، شهد عهد الإمارة الأُمويَّة عددٌ من القلاقل تمثَّلت بعدَّة ثورات، اتخذ بعضُها طابعًا عرقيًا وبعضُها طابعًا دينيًا واجتماعيًا، ومن تلك الثورات على سبيل المِثال: ثورة البربر في شنتبرية بِقيادة شقيا أوسفين بن عبد الواحد المكناسي البربري الذي ادَّعى أنَّهُ من نسل الإمام الحُسين بن عليّ، فعُرف بالفاطميّ، واستطاع من خلال اعتناق المذهب الشيعي أن يستغلَّ الشُعور الديني القوي في الثغرين الأوسط والأدنى، وتنظيم حركة سياسيَّة دينيَّة، ورُبَّما نسَّق مع الدُعاة الفاطميين في شمالي إفريقيا. وقد امتدَّت تلك الثورة طيلة ثماني سنوات (152 - 160هـ \ 769 - 777م). كذلك شهد هذا العهد مُحاولة الفرنجة بقيادة الإمبراطور شارلمان غزو الأندلُس بعد أن اتفق مع سُليمان الأعرابي حاكم برشلونة ومعه الحُسين بن يحيى الأنصاري زعيم سرقسطة اللذين ثارا على السُلطة المركزيَّة، لكنَّ المُحاولة فشلت، وأُخذ الأعرابي أسيرًا إلى بلاد الفرنجة، وقُتل الأنصاري. عاود الفرنجة هُجومهم على الأندلُس بعد بضع سنوات، وفي هذه المرَّة تمكنوا من السيطرة على برشلونة، فكانت تلك ضربةً قاسية للمُسلمين، بحيث فقدوا شطرًا هامًا من ثُغورهم القريبة من جبال البرينيه، وفشلت جميع مُحاولاتهم في استعادتها. بالمُقابل نجح الفرنجة في فرض سيطرتهم على الأراضي الإسلاميَّة المُمتدَّة على طول الحافَّة الجنوبيَّة من تلك الجبال، واتخذوا المدينة قاعدة انطلاق للاستيلاء على المُدن المُجاورة. وفي سنة 229هـ المُوافقة لِسنة 844م، حاول النورمان غزو الأندلُس عبر مدينة أشبونة الواقعة على السَّاحل الغربي، فصدَّهم والي المدينة، لكنَّ غاراتهم استمرَّت طيلة شهرين من الزمن وكادت أن تتعرَّض فيها سلامة البلاد لِخطرٍ مُحقَّق لولا يقظة الأمير عبدُ الرحمٰن الأوسط وقادته وحُسن استعدادهم العسكري، فهُزم النورمان شرَّ هزيمة واضطرَّ ملكهم إلى طلب الصُلح، وأُبرم تفاهمٌ بينهم وبين المُسلمين. كذلك شهدت هذه الفترة ثورةٌ لعلَّها الأشهر في تاريخ الأندلُس هي ثورة عُمر بن حفصون، التي استمرَّت حتَّى سنة 316هـ، بعد عشر سنواتٍ على وفاة عُمر بن حفصون نفسه. ومُنذُ أواخر القرن الثاني الهجري، نشط المُجاهدون الأندلُسيّون فكثَّفوا غاراتهم عبر البحر ضدَّ أراضي الإمبراطوريَّة الكارولنجيَّة. وتطوَّرت هذه الغارات في الرُبع الأخير من القرن الثالث الهجري نحو الاستقرار في جهات فرنسا الجنوبيَّة. ففي سنة 276هـ المُوافقة لِسنة 889م، اشتدَّ عود البحريَّة الإسلاميَّة، واضطربت الأوضاع في فرنسا بسبب انتقال السُلطة من الأُسرة الكارولنجيَّة إلى أُسرة كابييه، فانقضَّ المُسلمون على إقليم بروڤانس وسيطروا عليه، ثُمَّ تخطوه في أواخر القرن الثالث الهجري وتقدموا شمالًا في عُمق الأراضي الفرنسيَّة، وأضحى نُفوذهم بِنهاية القرن سالِف الذكر يمتد من لانجدوك غربًا إلى مشارف الأراضي السويسريَّة شمالًا، ثُمَّ إلى الأطراف الغربيَّة من إيطاليا شرقًا، فتحكَّموا بذلك في مُعظم ممرات جبال الألب، وسيطروا على طريق المُواصلات بين فرنسا وإيطاليا.

### الخِلافة الأُمويَّة (خِلافة قُرطُبة)
بويع الأمير عبدُ الرحمٰن بن مُحمَّد بالإمارة يوم الخميس في 1 ربيع الأوَّل 300هـ المُوافق فيه 16 تشرين الأوَّل (أكتوبر) 912م، واضطلع مُنذُ اليوم الأوَّل الذي تولّى فيه الحُكم بإصلاح أحوال الأندلُس بعد أن تكاثرت فيها الثورات وتجمَّع حولها الأعداء، فأعلن من خِلال منشور عام التأكيد على التسامُح وإسقاط كافَّة الجرائم التي اقتُرفت بِحق الدولة في حال أعلن الثائرون الولاء للسُلطة المركزيَّة في قُرطُبة، كما توعَّد وأنذر باجتثاث معاقل الثائرين والعابثين بأمن البلاد والمُتحالفين مع القوى الأجنبيَّة ضدَّ الدولة. لقي منشور الأمير استجابةً من بعض الثائرين، وتوالت اعترافاتهم بحُكمه، غير أنَّ فريقًا ظلَّ مُتجاهلًا نداءه، وهم جماعة عُمر بن حفصون، فاضطرَّ عبدُ الرحمٰن بن مُحمَّد إلى تجريد حملة عسكريَّة لِسحقه، ونجحت العمليَّات العسكريَّة في تطويع الأقاليم والحُصون الثائرة بِقيادة بني حفصون، كما تمكَّنت من استرداد بطليوس وببشتر وطُليطلة ومناطق الثغر الأعلى، التي كانت قد أصبحت شبه مُستقلَّة في عهد مُحمَّد بن عبد الرحمٰن وولديه المُنذر وعبد الله، وقامت فيها دُويلات بنو قُسي وبنو تجيب ومُحمَّد بن عبد الملك الطويل وعبد الرحمٰن بن مروان الجُليقي. بعد القضاء على الثورات الدَّاخليَّة، اتخذ عبدُ الرحمٰن بن مُحمَّد أكبر وأخطر قرار لهُ على مدى حياته السياسيَّة، لم يتجرَّأ أسلافه على اتخاذه، وهو تلقيب نفسه بِلقبين ساميين، الأوَّل لقبُ الخليفة، والثاني لقب أميرُ المُؤمنين، وأضاف إلى اسمه اللقب الشرفي: «النَّاصر لِدين الله»، وأمر بأن تتضمَّن خِطبة الجُمعة في المسجد الجامع ذلك. واستمرَّ هذا اللقب في عهده وعهد خُلفائه من بعده حتَّى انقرضت دولة الأُمويين سنة 422هـ المُوافقة لِسنة 1031م.

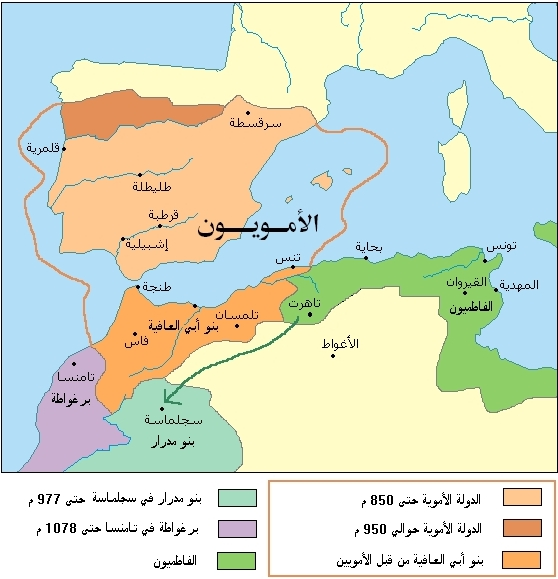
خريطة الدولة الأُمويَّة بالأندلس والدُويلات التي عاصرتها بعد أن دبَّ الضعف في الخلافة العبَّاسية ببغداد.

خرج عبدُ الرحمٰن النَّاصر بِعمله هذا عن الأصل النظري للمذهب السُنّي للخِلافة، القائل بأنَّ الخِلافة كمُؤسسة دينيَّة ودُنيويَّة لا يُمكن أن تتجزَّأ حسب المفاهيم السَّائدة في ذلك الوقت، إلَّا أنه وضع هذا العمل في موضع الاجتهاد. وأجاز الفُقهاء والعُلماء السُّنَّة بِتعدُّد الخِلافة في حال وُجود مصلحة عامَّة للمُسلمين، واعترفوا بِشرعيَّة وُجود إمامين يتولَّيان حُكم المُسلمين في وقتٍ واحد، شرط أن تكون المسافة بينهما كبيرة حتَّى لا يحصل التصادم بينهما. ومن الأسباب الواقعيَّة التي دفعت عبد الرحمٰن النَّاصر إلى إعلان الخِلافة، كان ضُعف الدولة العبَّاسيَّة وانحدار سُمعتها إلى الحضيض، بحيثُ تحوَّلت إلى مطيَّة لِأطماع القادة التُرك المُهيمنين على مصائر الخُلفاء، والذين أضحوا أصحاب الكلمة النافذة في الدَّولة غير عابئين بِالخِلافة بوصفها لقبًا لهُ حُرمته، ولا بالخليفة بوصفه صاحب سُلطة دينيَّة وزمنيَّة. كذلك فقد كان الإمام عُبيد الله المهدي الفاطمي قد بُويع بالإمامة في إفريقية وتلَّقب بأمير المُؤمنين في سنة 297هـ المُوافقة لِسنة 910م، لِيُنافس عدُوَّه الرئيسي خليفة بغداد، ورُبما كانت هذه الحادثة أكثر إلحاحًا من تراجُع نُفوذ الخِلافة العبَّاسيَّة في المشرق للإقدام على هذه الخُطوة من جانب عبد الرحمٰن النَّاصر، لا سيَّما وأنَّ الفاطميين كانوا قد أعلنوا الخِلافة على أساسٍ شيعيّ إسماعيليّ، وهو ما مثَّل تهديدًا عسكريًا ودينيًا للأُمويين بصفةٍ خاصَّة والأندلُس بصفةٍ عامَّة. وفي سبيل مُواجهة هذا الخطر حصّن النَّاصر الموانئ الجنوبيَّة للأندلُس، وضمَّ موانئ المغرب المُواجهة للأندلُس في مليلة وسبتة وطنجة، إضافة إلى دعم البربر المُعادين للفاطميين في المغرب ماديًا وعسكريًا، وفي الوقت نفسه، استطاع عبد الرحمٰن النَّاصر التصدي لأطماع الممالك المسيحيَّة في الشمال.

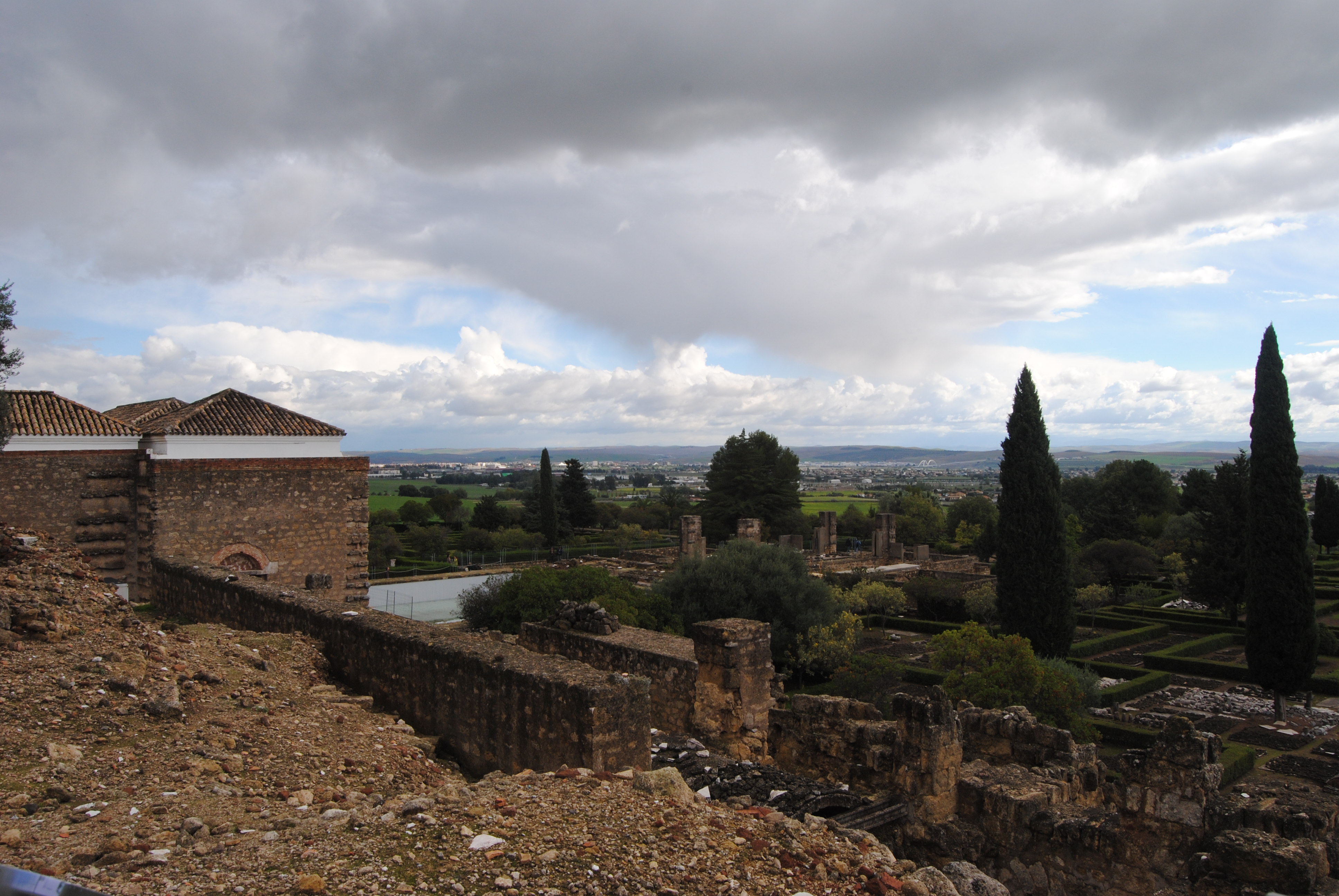
أطلال مدينة الزهراء.

وصلت الأندلُس إلى حالةٍ كبيرة من الاستقرار والأمن بعد السيطرة على التمرُّدات الداخليَّة، وبعد نجاح الحملات التي كانت تُرسل لِقتال الممالك المسيحيَّة في الشمال، والتي كانت تعود مُحمَّلة بالغنائم والأموال، كما تحسَّنت أحوال البلاد الزراعيَّة والصناعيَّة، حتَّى بلغت جباية الأندلُس من الكور والقُرى في عهد عبد الرحمٰن النَّاصر خمسة ملايين وأربعمئة وثمانين ألف دينار، ومن ضريبة الأسواق سبعمئة وخمس وستين ألف دينار، بالإضافة إلى ما كان يدخل خزائن الدولة من أخماس الأغنام. كما بُنيت مدينة الزهراء شمالي غرب قُرطُبة بنحو خمسة أميال، لِتكون قاعدة ملكيَّة جديدة بعدما ضجَّت قُرطُبة بساكنيها وازدحموا بها. وفي هذا العهد خطا المُسلمون في بروڤانس خُطوةٌ أُخرى في سبيل التوغُّل في عُمق أوروبَّا. ففي سنة 318هـ المُوافقة لِسنة 930م غزوا ثغر فريجوس، وهو من أمنع ثُغور فرنسا الجنوبيَّة، كما غزوا ثغر طولون. وفي سنة 327هـ المُوافقة لِسنة 939م غزوا منطقة ڤاليه في جنوبي سويسرة، واستقرّوا فيها، واتخذوا منها قاعدة لِغزو الأراضي المُجاورة في سويسرة وإيطاليا، كما غزوا منطقة جزبرون في شرقي سويسرة، ووصلوا في توغُلهم إلى بُحيرة جنيڤ، وجاوزوا إلى مفاوز جورا الواقعة في شمالها، وسيطروا على ولاية ليگوريا في شمالي إيطاليا، وفتحوا آكام الألب وممرَّاتها، ونفذوا إلى منطقة نيس واخترقوا قلب ولاية دوفينيه، وغزوا گرونوبل وسيطروا عليها مُدَّةً من الزمن، كما سيطروا على واديها الخصيب. تجاه هذا التوغُّل الإسلامي في عُمق الفارَّة الأوروبيَّة، نهض المُلوك والأُمراء والأباطرة الأوروبيّون لِوقف المُسلمين عند حدِّهم ودفعهم إلى الجنوب، فتمكَّن هيو ملك إيطاليا بالتعاون مع الإمبراطور البيزنطي رومانوس الأوَّل من هزيمة المُسلمين وإرغامهم على التراجع حتّى الآكام، وكاد يقضي على سُلطانهم في تلك الأنحاء لولا اضطراب الأوضاع الدَّاخليَّة في بلاده، فاضطرَّ أن يعقد صُلحًا مع المُسلمين مُقابل أن يتمركزوا في رؤوس الألب وممرَّاته ويُغلقوا الطُرق بوجه خُصومه. وبذلك استعاد المُسلمون بعض قلاعهم وسيادتهم في جنوبي بروڤانس. أمَّا في الشمال، فقد أنشأ المُسلمون في الأراضي التي سيطروا عليها سلسلةً من القلاع القويَّة لِتكون مركزًا لِغزواتهم في لومبارديا وفي سويسرة، غير أنهم أُخرجوا من بعض الجهات في بيدمونت.

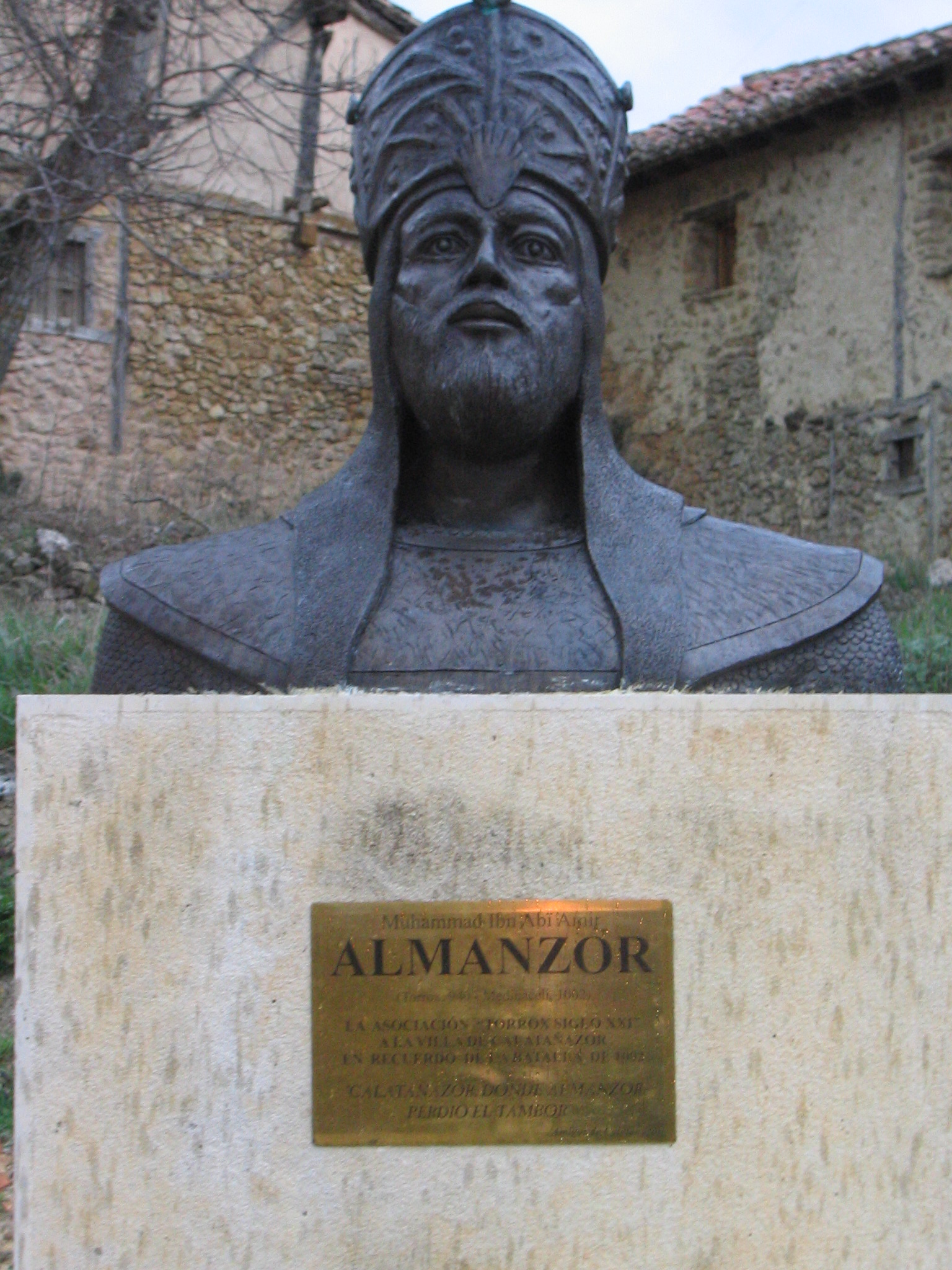
تمثالٌ نصفيّ لِلحاجب المنصور. في عهد حجابته وصلت الدولة الأُمويَّة في الأندلُس إلى أقصى امتدادٍ لها.

عرفت دولة الخِلافة الأندلُسيَّة أوجها الثقافي في عهد الحكم المُستنصر بالله الذي واصل سياسات أبيه عبد الرحمٰن النَّاصر، فكان عهده عهد ثقافة وعُمران. إلَّا أنَّهُ أخطأ حين اختار ابنه الوحيد الطفل هشام المُؤيَّد بالله لِولاية عهده، فاستغل بعض رجال الدولة كالحاجب جعفر بن عُثمان المصحفي وصاحب الشُرطة مُحمَّد بن أبي عامر صغر سنِّه وعدم قُدرته على الحُكم في سنِّه الصغيرة، وفرضوا على الخلِافة وصاية أُم الخليفة صُبح البشكنجيَّة، واستأثروا هُم بكُل السُلطات. ثُمَّ انفرد مُحمَّد بن أبي عامر بكُل السُّلطات بعد أن تخلَّص من كُل شُركائه في الحُكم الواحد تلو الآخر، وحجر على الخليفة الطفل، لتبقى بذلك السُلطة الإسميَّة فقط للخليفة، والحُكم الفعلي لابن أبي عامر الذي تلقَّب بعد ذلك «بالحاجب المنصور». استطاع الحاجب المنصور أن يؤسس دولة داخل الدولة حتى أن بعض المؤرخين سمَّاها «الدولة العامريَّة». تميزت تلك الفترة بوجود تطور اجتماعي جديد بسيطرة البربر على المناصب القياديَّة في الجيش وكثرة عددهم واختفاء القيادة العربيَّة من الجيوش. استمرَّت سيطرة العامريين على الحُكم طوال عهد الخليفة هشام المُؤيَّد بالله، حيثُ خلف الحاجب عبد الملك المُظفَّر بالله أباه المنصور سنة 392هـ في كافة سُلطاته ومناصبه، ثُمَّ خلفه أخاه عبدُ الرحمٰن شنجول بعد وفاته سنة 399هـ، الذي لم يمض شهر على توليه الحجابة، حتى أجبر الخليفة على إعلانه ولاية العهد لشنجول. أثار ذلك حنق الأُمويين في الأندلُس بعد أن رأوا في ذلك اغتصابٌ لِحقِّهم في حُكم البلاد، واستطاع أحد أُمرائهم ويُدعى مُحمَّد بن هشام أن يُدير انقلابًا في جمادى الأولى سنة 399هـ على حكم المُؤيِّد وشنجول، ويطيح بهما من سُدَّة الحُكم، ويعُلن نفسه الخليفة الجديد. حرص مُحمَّد بن هشام على التنكيل بالعامريين والبربر الذين كانوا عماد جيش الحاجب المنصور، مما دعا الفتيان العامريين إلى الفرار إلى شرق الأندلُس، وتأسيس إمارة في تلك الأرجاء، بينما التف البربر حول أميرٍ أُمويٍّ آخر يُدعى سُليمان بن الحكم الذي ثار على الخليفة، ونجح في اقتلاعه من منصبه وإعلان نفسه خليفة في ربيع الأول سنة 400هـ، لِتدخل الأندلس فترة من القلاقل تصارع فيها الأمويين والبربر والحموديين على السُلطة. وقد استمرت الفتنة حتى سنة 422هـ حيثُ سقطت الخِلافة في الأندلس نهائيًا، وتفتت الدولة إلى دُويلاتٍ صغيرة عُرفت تاريخيًا بِدُول الطوائف.

### عهد مُلوك الطوائف

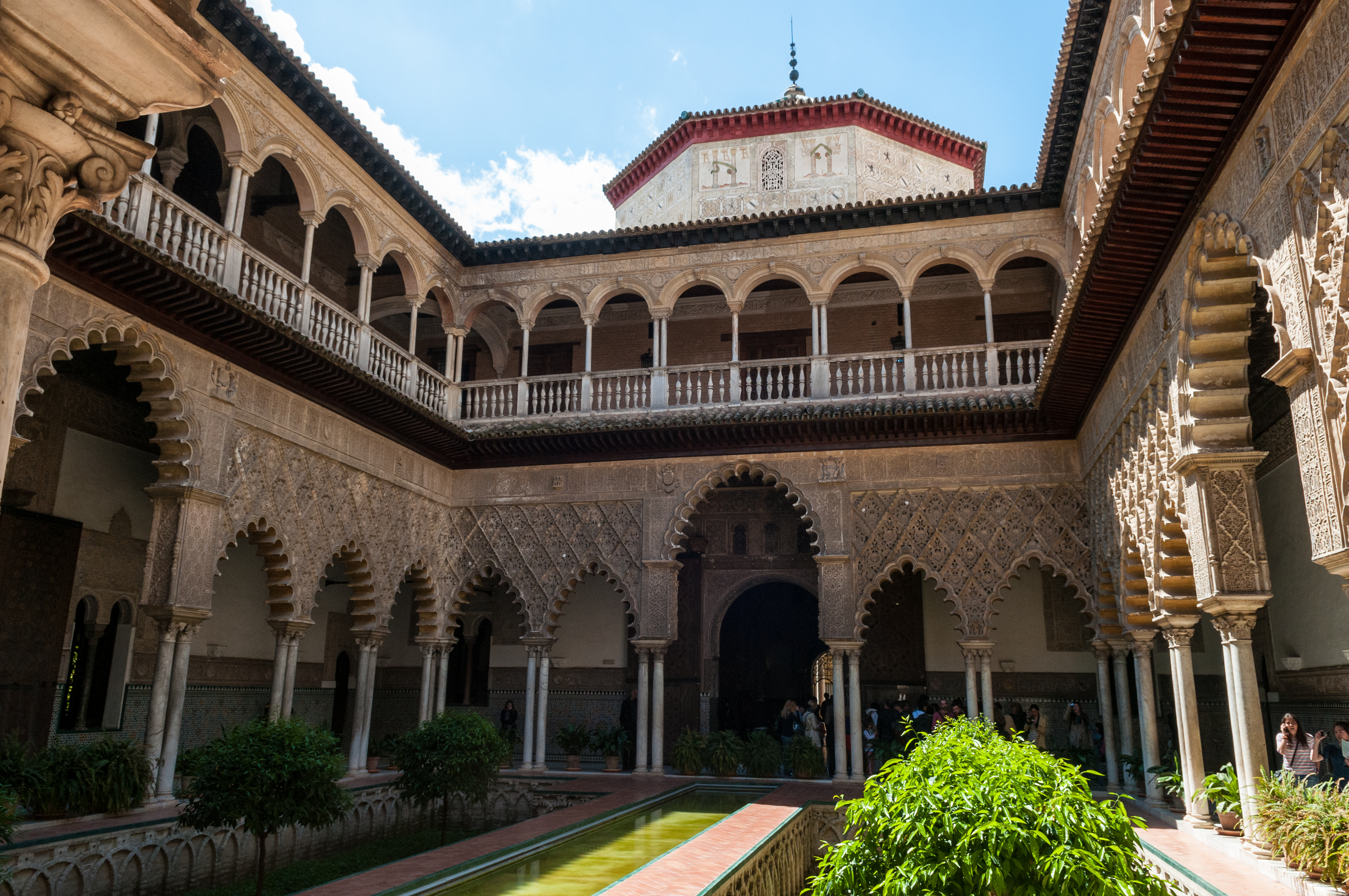
صحن قصر المُبارك، الواقع عند الحافة الجنوبيَّة الشرقية لإشبيلية القديمة. إحدى آثار عصر مُلوك الطوائف في الأندلُس.

يُعدُّ عهد دُول الطوائف من أكثر عُهود التاريخ الأندلُسي تعقيدًا وتشابُكًا واضطرابًا. ففيه انفرط عقدُ البلاد وتقاسمتهُ نحو ستةٍ وعشرين دولة تتفاوت فيما بينها في الحجم والقُوَّة والضعف، حتَّى كان لِكُل مدينة تقريبًا حاكمها المُستقل مُتخذًا لقب الملك أو الأمير أو الوالي أو القاضي، تبعًا لِحجم المنطقة أو المدينة التي يحكُمها. وقد أدَّت الحُروب المُتصلة بين مُلوك الطوائف الأندلُسيَّة إلى تحوُّلاتٍ مُستمرَّة في مسار دويلاتها التاريخيّ يتراوح بين النُشوء والسُقوط وعدم ثبات الحُدود. فالقوي انقضَّ على الضعيف وبطش به وسلبهُ أملاكه، حربًا أو صُلحًا، أو اقتطع أجزاء منها. ولجأ الضعيف حتَّى يدرأ الخطر عنه، إلى التحالف مع جارٍ أقوى، فغدى تابعًا له. وكانت المملك المسيحيَّة في الشمال تتزايد قُوَّتها ولا تكُف عن التدخُّل في شؤون تلك الدُول، فتفرض الجزية على الكثير منها، وتعمل على الاستيلاء على ما تستطيع من أملاكها.
ويُقسِّم بعض المُؤرخين أُسر الطوائف، من الناحية الاجتماعيَّة، إلى أربع فئات: الأرُستقراطيَّة العربيَّة وأشهر أُسرها بنو عبَّاد اللخميّون وبنو تجيب اليمنيّون وبنو صمادح وبنو هود الأدارسة وبنو طاهر القيسيّون؛ موالي بني أُميَّة الذين كانت أُسرُهم عماد الدولة في عهد الأُسرة الأُمويَّة وشتَّت الحاجب المنصور العامري أكثر هؤلاء ولم يبقى منهم إلَّا بنو جهور؛ بقايا أُسرة الحاجب المنصور؛ البربر، وينتظمون في ثلاث مجموعات: البربر المُستعربون ومنهم بنو الأفطس وبنو ذي النون وبنو رزين؛ البربر حديثي الوفود ومنهم بنو زيري الصنهاجيين وبنو زناتة وبنو برزال؛ العرب المُتبربرين ومنهم بنو حمّود الأدارسة الحُسينيين. وقد تكوَّنت، بعد معارك دامية بين الأُسر الطوائفيَّة، سبع دُولٍ رئيسيَّة غلبت على جميع الدُويلات الأُخرى أو تحالفت معها، وهي:

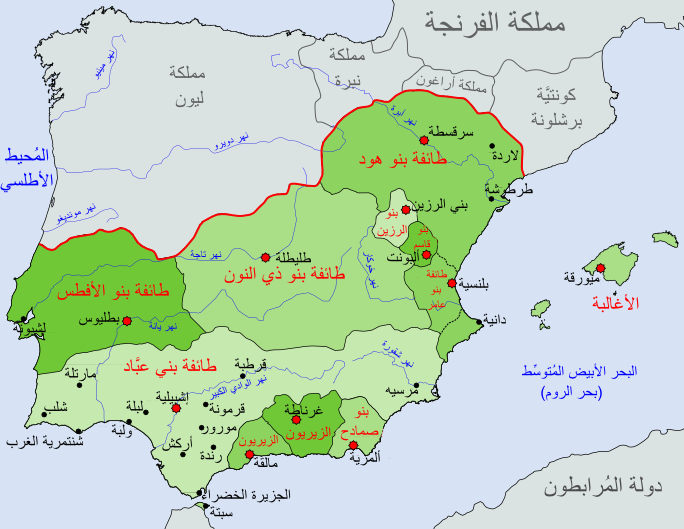
دُويلات الطوائف الأندلُسيَّة نحو سنة 1080م.

1. دولة بنو جهور في قُرطُبة وما يُجاورها من المُدن والأراضي الوُسطى. وهؤلاء من الموالي، وقد قضى عليهم بنو عبَّاد.
2. دولة بنو عبَّاد في إشبيلية. وقد توسَّع هؤلاء على حساب بني حمّود والبربر، واضطرَّ أميرا قُرطُبة وبطليوس إلى الانضواء تحت لوائهم حُلفاء، أو مغلوبين، وحاولوا الاستيلاء على الأندلُس كُلَّها، إلَّا أنَّهم اصطدموا ببني ذي النون، حُكَّام طُليطلة الأقوياء، غير أنَّ أراضيهم امتدَّت حتَّى المُحيط الأطلسي.
3. دولة بنو ذو النون في طُليطلة أو الثغر الأوسط، ودخلوا في صراعٍ مع بني عبَّاد، وتصدَّوا لِطُموحاتهم التوسُّعيَّة، غير أنَّ ذلك لم يكن إلَّا على حساب استقلالهم، ذلك أنَّهم كانوا يدفعون الجزير لِملك قشتالة التماسًا لِمُساعدته ضدَّ خُصومهم.
4. دولة بنو زيري في غرناطة ومالقة في جنوبي الأندلُس، بعد بني حمّود الأدارسة.
5. دولة بنو هود في منطقة سرقسطة، أو الثغر الأعلى.
6. دولة بنو الأفطس في بطليوس.
7. دولة بنو عامر في بلنسية ومرسية، في شرقيّ الأندلُس، إلَّا أنهم كانوا أضعف من الأُسر الأُخرى وأقل استقلالًا.

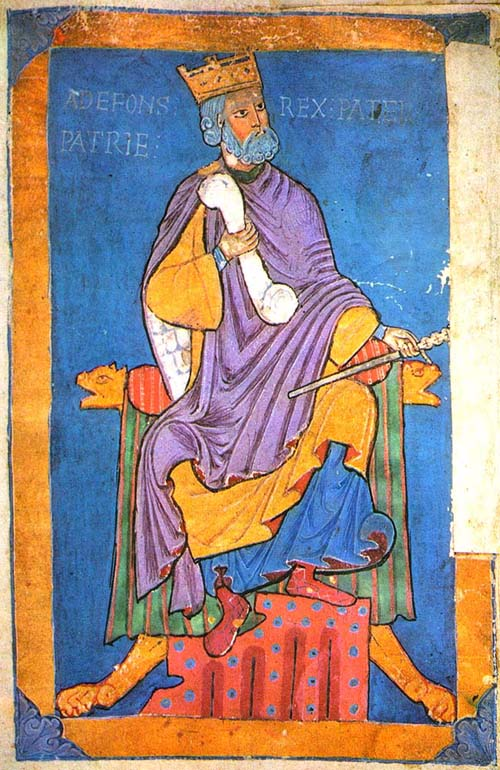
مُنمنمة أوروبيَّة لِألفونسو السادس ملك قشتالة، قائد الحملة الصليبيَّة التي سيطرت على طُليطلة وأخرجتها من حظيرة الإسلام.

يختلف عهد دُول الطوائف، في كثيرٍ من مظاهره، عن العُهود الأندلُسيَّة السابقة، ذلك أنَّ هذه التجمُّعات الأُسريَّة لم تسترشد بِسياسةٍ إسلاميَّة سواء في علاقاتها بعضها ببعض أو في علاقاتها بِشُعوبها، تقوم على الجهاد وتوسيع رُقعة أراضيها على حساب النصارى في الشمال الأندلُسي. ويُلاحظ، في مجال العلاقات المُتبادلة فيما بينهم، أنَّ مُلوك الطوائف كانوا في نزاعٍ مُستمر، ولم يُقيموا سياستهم على أساس التعايش السلمي، والمُحافظة على الأمر الواقع، ولعلَّ سبب ذلك يعود إلى التفاوت فيما بينهم من حيثُ القوَّة والضعف والأطماع الشخصيَّة وحُب الظُهور والتملُّك، بالإضافة إلى اشتداد الخطر المسيحي. ولم تكن دُول الطوائف دُولًا بالمعنى المعروف بل إنها كانت أقرب إلى وحدات الإقطاع وإلى عصبيَّة الأُسرة القويَّة، ومن ثُمَّ لم تكن بها حُكوماتٍ مُنظَّمة بالمعنى الصحيح تعمل على رفاهيَّة شعبها، وإنما كانت أُسرًا أو زعامات تعمل لِمصلحتها ورفعة شأنها وتنمية مواردها وثرواتها وتدعيم سُلطانها. ومن الأمثلة على استهتار عدد من مُلوك الطوائف نحو أُمَّتهم ودينهم ما فعله مُحمَّد المُعتمد بن عبَّاد صاحب إشبيلية عندما تعاهد مع ملك قشتالة على غزو أراضي مملكة طُليطلة الجنوبيَّة على أن يُسلِّم منها إلى الملك القشتالي الأراضي الواقعة شمالي جبال سيراموريتا - الشارات، وأن لا يعترض على مشروع ألفونسو السادس القاضي بالاستيلاء على طُليطلة. وما فعلهُ يحيى القادر بن إسماعيل عندما تنازل لِألفونسو السادس عن بعض الحُصون الحُدوديَّة، منها سرتة وقنتورية وقنالش، مُجرِّدًا طُليطلة من حُصونها الأماميَّة، مُقابل أن يدعمهُ الأخير ضدَّ جيرانه من مُلوك الطوائف. غير أنَّ ألفونسو السَّادس كان يطمح للاستيلاء على طُليطلة نفسها، فضرب عليها الحصار مُدَّة ثلاث سنوات (شوَّال 474هـ - مُحرَّم 478هـ \ آذار (مارس) 1082م - أيَّار (مايو) 1085م) انتهت باستسلام يحيى القادر وتسليمه المدينة للقشتاليين. كان لِسُقوط طُليطلة أثرٌ عظيمٌ في مسار الحُروب اللاتينيَّة الأندلُسيَّة، وفي إلهاب حماس القوى المسيحيَّة، فقد كانت هذه المدينة في الماضي عاصمةً لِمملكة القوط، وكانت السيطرة عليها نذيرٌ بإحياء مُلك القُوط القديم، والعمل على طرد المُسلمين نهائيًا من الأندلُس. ولم يلبث ألفونسو السادس إلَّا قليلًا حتَّى أغار على نواحي طُليطلة واستولى على جميع أعمالها.

### العهد المُرابطي

خارطة تُظهر توسُّع المُرابطين جنوبًا حتَّى السنغال وشمالًا حتَّى الأندلُس.

نتيجة التمزّق السياسي وتفرّق كلمة المُسلمين في الأندلس وانقضاض اللاتين الإفرنج على البلاد ونهشها القلعة تلو الأُخرى، إلتمس الأندلُسيين المُساعدة من دولة المُرابطين بالمغرب الأقصى، خُصوصًا بعد أن أمعن ألفونسو السادس في إذلال مُلوك الطوائف المُجاورين لِبلاده وفي تطاوله على الإسلام، غير أنَّ طلب النُصرة الفعليّ من المغرب لم يؤخذ على محمل الجد في بداية الأمر نظرًا لِتوجُّس مُلوك الطوائف خيفةً من القُوَّة الجديدة الآتية من الجنوب والتي قد تُزيحهم عن عُروشهم. لكنَّ سُقوط طُليطلة بيد اللاتين جعل الفُقهاء والعُلماء الأندلُسيين يعقدون مؤتمرًا في قُرطُبة للتشاور فيما يجب عمله، وعرضوا على قاضي المدينة عُبيد الله بن أدهم ما وصل إليه حالُ المُسلمين من الذُل، واقترحوا عليه التماس المُساعدة من الهلاليين في إفريقية، ولكنَّ القاضي خشي من أن يُقدموا على تخريب الأندلُس كما فعلوا بإفريقية، وأشار عليهم الاتصال بالمُرابطين لأنَّهم أصلح منهم وأقرب إلى الأندلُس، ففوَّضوه بهذا الأمر، وكان من الطبيعي أن يقف العامَّة وراء الفُقهاء يُساندونهم في دعوتهم. وهكذا أضحت كفَّة الاستعانة بالمُرابطين، من أجل تقويم الموقف الصعب في الأندلُس، هي الراجحة، وضغطت على مُلوك الطوائف وبخاصَّة المُعتمد بن عبَّاد والمُتوكِّل بن الأفطس صاحب بطليوس. وجرت مُباحثات بين هذين الأميرين والأمير عبد الله بن بلقين الصنهاجي صاحب غرناطة، تقرَّر بنتيجتها إرسال وفد إلى المغرب لِمُقابلة أمير المُرابطين يُوسُف بن تاشفين والطلب منه العُبور إلى الأندلُس لِمُساعدة الأندلُسيين. تشكَّلت البعثة الرسميَّة من قاضي قُرطُبة عبدُ الله بن أدهم، وقاضي بطليوس ابن مقانا وقاضي غرناطة ابن القليعي ووزير المُعتمد أبو بكر بن زيدون. وعبر أعضاء البعثة إلى المغرب واجتمعوا بيُوسُف بن تاشفين في مُرَّاكش وسلَّموه رسالة مكتوبة من المُعتمد بن عبَّاد يُبيِّن فيها ما تتعرَّض لهُ المُدن والحُصون من الغارات المُدمِّرة من جانب المملك النصرانيَّة، ويدعوه للعُبور إليه وإغاثة المُسلمين. أطلع يُوسُف بن تاشفين أركان حربه ووُزرائه على مضمون الرسالة والمُباحثات التي جرت مع أعضاء البعثة الأندلُسيَّة، وكان هؤلاء مُتحمسين لِدُخول الأندلُس والجهاد ضدَّ اللاتين، فوافقوا على طلب الاستغاثة، وعدُّوها واجبًا على كُلِّ مُسلمٍ قادرٍ على القتال، وطلبوا من المُعتمد أن يتنازل عن مدينة الجزيرة الخضراء كي يتصرف بها الجيش المُرابطي بحُريَّة ويتمكن من عُبور البحر متى شاء، فوافق المُعتمد وجمع القُضاة والفُقهاء، وكتب لهم عقد هبة بذلك. وبعدها أعلن الأمير يُوسُف حالة النفير العام من أجل الجهاد في الأندلُس، فجاءتهُ قُوَّاتٌ كثيرة من مُرَّاكش ومن الصحراء والزَّاب ومن مُختلف نواحي المغرب، وما أن اكتملت الحُشود حتَّى أصدر أوامره بالعُبور إلى الأندلُس، وكان هو وكبار قادة الجيش والفقهاء آخر من عبر البحر وكان ذلك يوم الخميس 15 ربيع الأوَّل 479هـ المُوافق فيه 30 حُزيران (يونيو) 1086م، ونزل في الجزيرة الخضراء وعمل على تحصينها وترميم أسوارها وأبراجها، ثُمَّ سار مُتوجهًا إلى بطليوس واستراح بإشبيلية ثلاثة أيَّام، وجَّه خلالها رسائل إلى مُلوك الطوائف يستنفرهم للجهاد، فكان أوَّل من لبَّى الدعوة صاحب غرناطة عبد الله بن بلقين الصنهاجي، وأخوه تميم صاحب مالقة، وأرسل ابن صمادح ملك ألمرية ابنه المُعز، وتوافد أيضًا أصحاب الثغر الأعلى، وابن ذي النون، وبنو عزون. وسار هذا الحشد العرمرمي حتَّى حطَّ رحاله عند سهل الزلاقة الذي يبعد عن بطليوس ثمانية أميال. وفي تلك الأثناء كان الملك ألفونسو مشغولًا بمُحاصرة سرقسطة فاضطرَّ إلى رفع الحصار عنها وعاد إلى طُليطلة لِلم جيشه، واستدعى الجُنود والفُرسان من الممالك المسيحيَّة المُجاورة، فجاؤوه من إيطاليا وفرنسا بمُباركة الكنيسة، والتحم الجيشان الصليبي والإسلامي في معركة الزلاقة يوم 12 رجب 479هـ المُوافق فيه 23 تشرين الأوَّل (أكتوبر) 1086م، التي انتصر فيها المُسلمون نصرًا كبيرًا قورن بِنصر القادسيَّة واليرموك، ولُقِّب يُوسُف بن تاشفين «أميرُ المُسلمين»، وقام قبل رجوعه إلى المغرب بجمع مُلوك الطوائف ونصحهم بالاتفاق والائتلاف، وأن تكون كلمتهم واحدة.

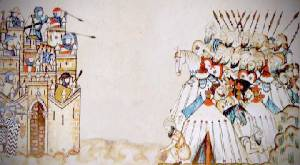
المُرابطين تحت قيادة مُحمَّد بن عائشة وهم يحاصرون قلعة أليدو في مرسية.

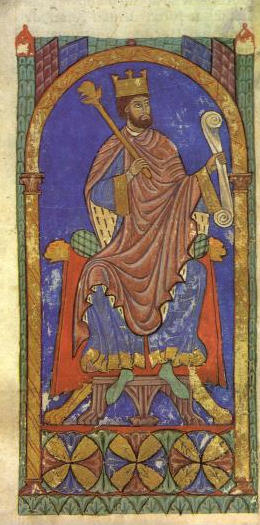
مُنمنمة أوروبيَّة للملك ألفونسو السابع الذي اشتهر في أوروبَّا بِلقب «المُحارب» لِكثرة حُروبه مع المُسلمين.

ما أن رجع يُوسُف بن تاشفين إلى المغرب حتَّى تدهوت الأوضاع مُجددًا في الأندلُس، فعادت الخلافات بين مُلوك الطوائف إلى سابق عهدها، وأخذ ألفونسو السادس يفيق من هول الصدمة ويسترد قوَّته، ويعمل على مُواصلة عُدوانه على الأراضي الإسلاميَّة، وضغطه على مُلوك الطوائف، والثأر لما نالهُ من المُرابطين. فاضطرَّ يُوسُف بن تاشفين إلى أن يعود ثانيةً إلى الأندلُس مُجاهدًا في ربيع الأوَّل سنة 481هـ، المُوافق فيه حُزيران (يونيو) 1088م، ودعى مُلوك الطوائف إلى الجهاد معه فلم يستجب له سوى المُعتمد بن عبَّاد وتميم وعبد الله ابنا بلقين بن زيري صاحبا مالقة وغرناطة، وأُمراء آخرون أقل أهميَّة. كما عمد مُلوك الطوائف إلى الغدر بابن تاشفين وقُوَّاته عندما قطعوا الإمدادات عن مُعسكراته، وأبرموا مُعاهدات سريَّة مع ألفونسو السادس وزوَّدوه بالأموال والهدايا كي يكون نصيرهم ضدَّ التدخُّل المُرابطي في بلادهم، فرأى ابن تاشفين أنَّ الحل يكمن في عزل مُلوك الطوائف وتوحيد الأندلُس مع المغرب، وفي نفسه الوقت اشتكى الناس وفُقهاء الأندلُس إلى يُوسُف بن تاشفين وأجازوا له خلع مُلوك الطوائف وتفكيك دُولهم، بل جاءته فتاوى عُلماء المشرق كالإمام أبي حامد الغزالي وأبو بكر الطرطوشي (المُقيم بالإسكندريَّة آنذاك) تؤيِّد هذا الرأي. بناءً على فتاوى العُلماء ومطالب الشعب، عبر المُرابطون إلى الأندلُس وهاجموا طُليطلة أولًا حيثُ قطعوا الطريق على ألفونسو السادس وجُيوشه كي لا يمُد مُلوك الطوائف بالمُساعدة، ثُمَّ شرعوا يضمّون المدينة تلو المدينة والحصن تلو الحصن، فخُلع صاحب غرناطة عبد الله بن بلقين أولًا، وضُمَّت مدينته إلى الدولة المُرابطيَّة، ثُمَّ استسلم أخوه تميم صاحب مالقة، وضُمَّت جيان والمنكَّب، فسقطت بذلك دولة بني زيري. ثُمَّ ضُمَّت قُرطُبة وإشبيلية، وحاول المُعتمد بن عبَّاد الاستنجاد بألفونسو السادس، فأرسل إليه الأخير قوَّة عسكريَّة، لكنَّ المُرابطين هزموها وشتتوها وقطعوا الاتصال بين الملك القشتالي والمُعتمد، وهكذا سقطت دولة بني عبَّاد، ثُمَّ ضُمَّت ألمرية ليُسيطر المُرابطون بذلك على القسم الجنوبي من الأندلُس. وما كاد يُوسُف بن تاشفين ينتهي من تحقيق انتصاراته حتَّى تهيَّأ للنضال في شرق الأندلُس التي بدت وكأنها على وشك السُقوط في أيدي الممالك المسيحيَّة المُجاورة، فسيَّر ابنه مُحمَّدًا بن عائشة على رأس جيشٍ كبير إلى مرسية، فخلع صاحبها وضمَّها، ثُمَّ دخل وابرة ودانية وشاطبة، ثُمَّ ضُمَّت بلنسية وتلتها بطليوس. وبذلك توحَّدت الأندلُس لِتتحوَّل إلى ولايةٍ تابعة للدولة المُرابطيَّة، ولم يبقَ خارج نطاق هذه الوحدة سوى إمارة سرقسطة، وذلك بفعل وضعها الحُدوديّ الخاص.

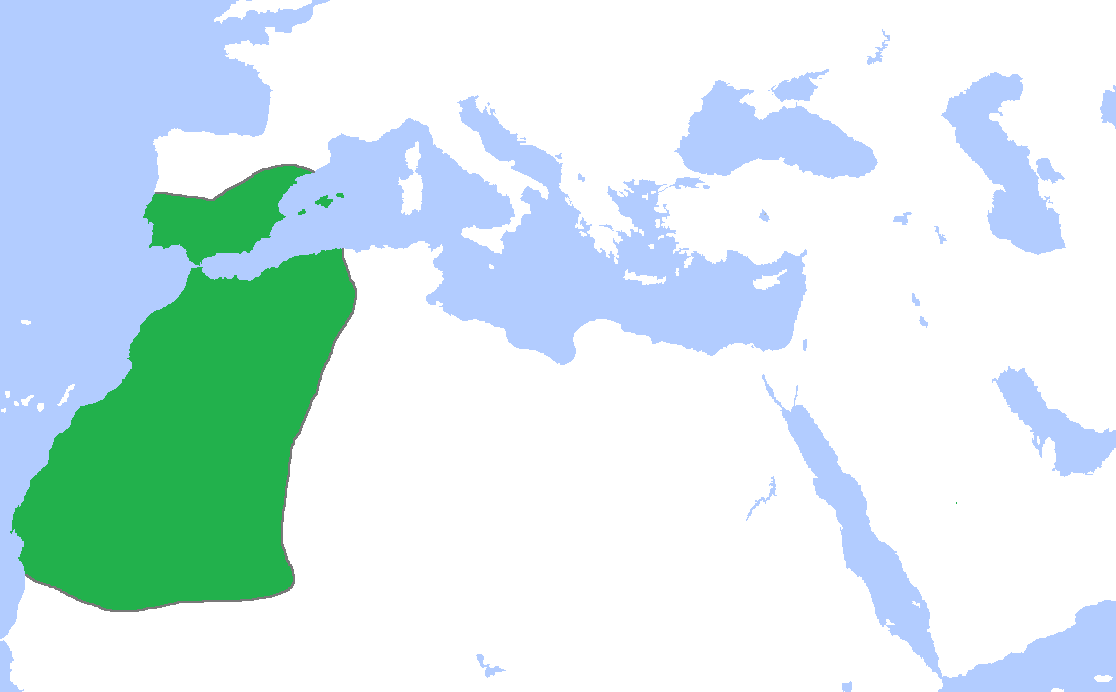
دولة المُرابطين في حدود سنة 1120م.

توفي يُوسُف بن تاشفين في 1 مُحرَّم 500هـ المُوافق فيه 2 أيلول (سبتمبر) 1106م، وخلفه ابنه علي، الذي تابع سياسة أبيه في حرب النصارى، فأرسل حملةً عسكريَّة لغزو أراضي قشتالة، ففتحت مدينة أقليش وأعادت إليها طابعها الإسلامي، وقضت على الجيش القشتالي الذي حاول استردادها وقتلت قائده الأمير شانجة بن ألفونسو، وكان وقع الهزيمة ثقيلًا على الملك القشتالي حتَّى أنه لم يعش بعدها إلَّا أقل من سنة، وخلفته ابنتهُ أوراكة وزوجها ألفونسو الأراگوني، وسُرعان ما تفجَّرت الخلافات بين الزوجين بسبب مُمارسة السُلطة وتطوَّرت إلى حد الحرب الأهليَّة بين اللاتين، فاستغلَّ المُرابطون هذه الفُرصة وهاجموا طُليطلة، لكنَّهم فشلوا في اقتحامها بفعل متانة أسوارها وقُوَّة حاميتها، وعوض ذلك فتحوا عدد من الحُصون والقلاع المُجاورة بالإضافة لِمدينة مجريط ووادي الحجارة وقلعة هنارس. وفي ذات الوقت سار جيشٌ مُرابطيٌ آخر إلى البرتغال حليفة قشتالة لِقطع طريق الإمدادات بينهما، ففتحت بعض المُدن في غربي الأندلُس، مثل بطليوس ويابرة وأشبونة وشنترين وغيرها. وفي سنة 503هـ المُوافقة لِسنة 1110م سيطر المُرابطون على سرقسطة بناءً على فتوى شرعيَّة بعدم جواز مُهادنة صاحبها كونه تحالف مع المُلوك المسيحيين المُجاورين، فالتجأ هذا إلى ألفونسو الأراگوني، الذي حشد بدوره قوَّة أوروبيَّة صليبيَّة ضمَّت جُموعًا مُختلفة، إفرنجيَّة ونورمانيَّة وبشكنسيَّة وأراگونيَّة ونبريَّة وقشتاليَّة، هاجمت المدينة وضربت عليها الحصار نحو ستة أشهر، فاضطرَّ أهلها إلى الاستسلام، وغادرها نحو 50 ألفًا من المُسلمين بعد سُقوطها. وحاول ألفونسو الأراگوني السيطرة على غرناطة بعد أن أغراه أبنائها من المسيحيين المُستعربين، فضرب عليها الحصار لكنَّهُ فشل في اقتحامها، وحاول الاستيلاء على بعض المُدن والحُصون الأُخرى، لكنَّه فشل أيضًا وتكبَّد خسائر جسيمة، فتطوَّرت الحرب بينهُ وبين المُسلمين إلى المُناوشات الحُدوديَّة والغارات المُتقطِّعة.

### العهد المُوحدي

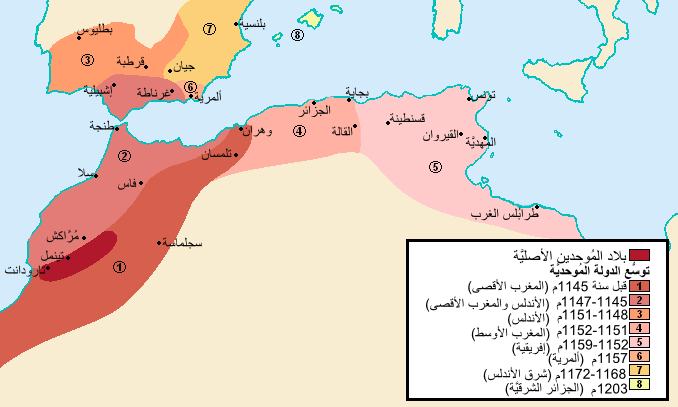
خارطة تُظهر توسُّع وتمدُّد الدولة المُوحديَّة في المغربين الأوسط والأقصى، وإفريقية والأندلُس.

سقطت مُرَّاكش العاصمة المُرابطيَّة بيد عبد المؤمن بن علي زعيم الحركة المُوحديَّة الثوريَّة في 18 شوَّال 541هـ المُوافق فيه 24 آذار (مارس) 1147م، وقُتل آخر أُمرائها إبراهيم بن تاشفين، وجلس المُوحدون على عرش المُرابطين وآلت إليهم أملاكهم، بما فيها الأندلُس. وكانت الأندلُس في تلك الفترة على وشك أن تضيع مُجددًا بعد أن ضعفت الدولة المُرابطيَّة ونتيجة الثورات والحركات الاستقلاليَّة فيها، وتوثُّب الممالك النصرانيَّة واستعدادها لاستئناف حركة الهُجوم عليها. أرسل عبد المُؤمن بن عليّ ثلاثة جُيوشٍ عبرت إلى الأندلُس في مُحرَّم 541هـ المُوافق فيه حُزيران (يونيو) 1146م، وانتشرت في جنوبي البلاد بعد أن نجحت في السيطرة عليها، ووضعت حاميات عسكريَّة في طريف والجزيرة الخضراء وشريش وغيرها، وضمَّت ليلة وميرتلة وحصن طبيرة وبطليوس وشِلب وباجة ويابرة وإشبيلية ومالقة، ودخل سُكَّانُ هذه المُدن في طاعة المُوحدين وخطبوا لهم على المنابر. وبعد فترةٍ من دُخول المُوحدين إلى الأندلُس، إرتدَّت مُعظم المُدن سالِفة الذِكر عن طاعتهم، ومنع بعضُ أُمرائها وُصول المُساعدات من المغرب، ومردُّ ذلك أنَّ الأندلُسيين بعامَّة كانوا يكرهون كُل ما هو مغربيّ، وقد اضطرَّتهم الظُروف السياسيَّة إلى الاستعانة بالمُوحدين لِطرد المُرابطين من بلادهم آملين أن يتغيَّر وضعهم السياسي في ظل حُكمهم، ولكن عندما تصرَّف المُوحدون كالمُرابطين ومنعوا سيادة الزعامات المحليَّة، ثاروا عليهم. نتيجةً لِهذا الوضع المُتدهور، أرسل عبدُ المُؤمن بن عليّ تعزيزاتٍ عسكريَّةٍ بِقيادة يُوسُف بن سُليمان، وأمره بالقضاء على الثورات التي اندلعت ضدَّ حُكمه، واستكمال ضمَّ البلاد، فاستسلمت له مدينتيّ قُرطُبة وقرمونة، وأرسل السرايا لِضم بقيَّة أراضي وسط الأندلُس، وآثر ملك قشتالة عدم الاشتباك بهم، فسحب قُوَّاته من مدينتيّ أبدة وبياسة، ودخلتهُما القُوَّات المُوحديَّة. وضمَّ المُوحدون بقيَّة مناطق وحُصون المنطقة بعد أن هرب منها أُمرائها، باستثناء غرناطة وأنتقيرة ومالقة ووادي آش، بينما كانت ألمرية بيد النصارى مُنذُ استيلائهم عليها في سنة 542هـ المُوافقة لِسنة 1147م. وبحُلول سنة 551هـ المُوافقة لِسنة 1156م، كان جميع أصحاب وأُمراء المُدن سالِفة الذِكر قد تنازلوا عنها إلى المُوحدين أو انضوا تحت لوائهم بكامل إرادتهم، أو تمَّ خلعهم. وفي سنة 552هـ المُوافقة لِسنة 1157م، تمكَّن المُوحدون من استرجاع ألمرية من القشتاليين بعد حصارٍ دامع سبعة أشهر.

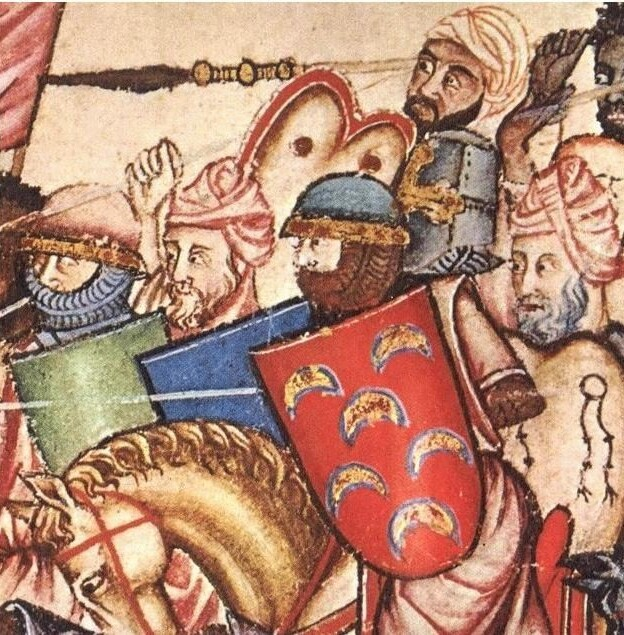
مقطع من رسم للجيش المُوحدي في مُنمنمةٍ أوروبيَّة.

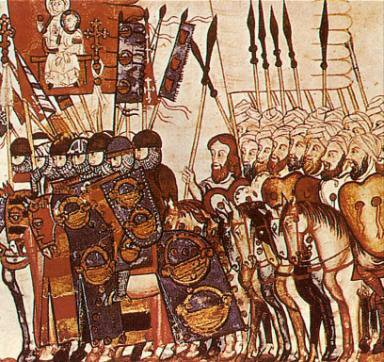
الجيش القشتالي يفُرُّ من أمام الجيش الإسلامي في معركة الأرك.

فقد المُسلمون في بداية العهد المُوحدي جميع قواعدهم في الثغر الأعلى، فسقطت مُدن طرطوشة ولاردة في يد رامون يرنگار الرابع كونت برشلونة، واستولى القشتاليّون على أقليش وسرانية وإفراغة وكناسة. وفي عهد أبي يعقوب يُوسُف بن عبد المُؤمن (55ه - 580هـ \ 1163 - 1184م) ضمَّ المُوحدون شرقيّ الأندلُس الذي كان تحت حُكم مُحمَّد بن سعد بن مرنديش مُولَّوديّ الأصل، وتفرَّغوا للجهاد ضدَّ الممالك المسيحيَّة المُجاورة، وفي صَفَر 566هـ المُوافق فيه تشرين الأوَّل (أكتوبر) 1170م، أعلن الخليفة المُوحدي أبو يعقوب يُوسُف بدء الجهاد، فغزا مدينة وبذة قُرب إشبيلية، وفتح حصنيّ بلج والكرس، واشتبك مع القشتاليين في مكانٍ يُعرف بِفحص كركوي على مقربة من قلعة رباح وهزمهم شرَّ هزيمة وقتل قائدهم الكونت خمينو. كما هاجم أحواز طلبيرة وطُليطلة، فخشيت قشتالة من غزواتٍ أُخرى في الوقت الذي كانت فيه في حربٍ مع مملكة نبرَّة بشأن السيطرة على الحُصون الحُدوديَّة؛ فمالت إلى الصُلح، وأبرمت مُعاهدة سلام مع الخليفة استمرَّت ثلاث سنوات قضاها الأخير في بناء وتعمير الأماكن المُقفرة وإصلاح الثُغور. ما كاد الخليفة أبو يعقوب يُوسُف يُغادر الأندلُس عائدًا إلى مُرَّاكش حتَّى نقض ألفونسو الثامن الهدنة واستأنف الحرب ضدَّ المُسلمين، فسار بقوَّاته إلى قونقة، وهي من حُصون ولاية بلنسية الأماميَّة المنيعة، وحاصرها فترةً من الزمن، فاضطرَّ سُكَّانُها عندئذٍ تحت ضغط الجوع والمرض والعطش إلى الاستسلام، فدخلها الملك القشتالي وجعلها مركزًا أسقفيًا. ترتَّب على سُقوط قونقة امتداد حُدود مملكة قشتالة ناحية الشرق، كما شجَّعت ملك أراگون على غزو الأندلُس. وتجنُبًا لِنُشوب الخِلاف بينهما بشأن تقسيم المناطق الإسلاميَّة، عقد الملكان اتفاقيَّة كاسولا في شوَّال 574هـ المُوافق فيه آذار (مارس) 1179م، ورسما حُدود مناطق الاقتطاع، فكان نصيب ملك أراگون الأراضي الإسلاميَّة الواقعة في شرقيّ الأندلُس، واختصَّ ملك قشتالة بالأراضي الواقعة وراء تلك البلاد. وفي 17 صفر 578هـ، المُوافق فيه 22 حُزيران (يونيو) 1182م، غزا ملك قشتالة قُرطُبة وإشبيلية، وعاث في أراضيهما، وهاجم إستجة ورندة واستولى على حصنيّ المنار وشنتفيلة. وكان الحصن الأخير منيعًا، وموقعهُ إستراتيجيّ بين قُرطُبة وإشبيلية، فاهتمَّ الملكُ القشتاليّ بتحصينه نظرًا لِأهميَّته، وقال حين استولى عليه: «الآنَ آخُذُ قُرْطُبَةَ وَإِشبِيلِيَة». أدرك المُوحدون أهميَّة وخُطورة الضربة التي تلقوها بِفُقدان حصن شنتفيلة، فحاولوا استعادته لكنهم فشلوا، فغزوا أراضي قشتالة عوض ذلك حتَّى وصلوا طلبيرة واشبكوا مع القشتاليين وانتصروا عليهم. وبعد وفاة أبو يعقوب يُوسُف، تولّى ولده أبو يُوسُف يعقوب المنصور شؤون الخِلافة المُوحديَّة، فأبرم صُلحًا مع ألفونسو الثامن لِيتفرَّغ لِقتال مملكة البرتغال انتقامًا لِهزيمة والده ومقتله على أيدي البرتغاليين. وبعد أن استردَّ بعض الحُصون عاد إلى المغرب، فانتهز ألفونسو الثامن هذه الفُرصة ونقض مُعاهدة الصُلح، وهاجم أراضي الأندلُس حتَّى بلغ جنوبها، ودمَّرت قوَّاته في طريقها كُلَّ شيءٍ بدون هوادة أو رحمة. وما أن علم الخليفة المُوحدي بما جرى في الأندلُس حتَّى عبر إليها على رأس جيشٍ كبير بلغ تعداده أكثر من مئة ألف مُقاتل، والتحم مع القشتاليين في رحى معركةٍ طاحنة وهزمهم هزيمة قاسية وكبَّدهم نحو ثلاثين ألف قتيل، وقضى على قُوَّتهم الميدانيَّة وأدخلهم في كبوةٍ عسكريَّة دامت عدَّة سنوات، وأسر منهم نحو عشرين ألف جُندي، عاد وأطلق سراحم جميعًا من دون افتداء.

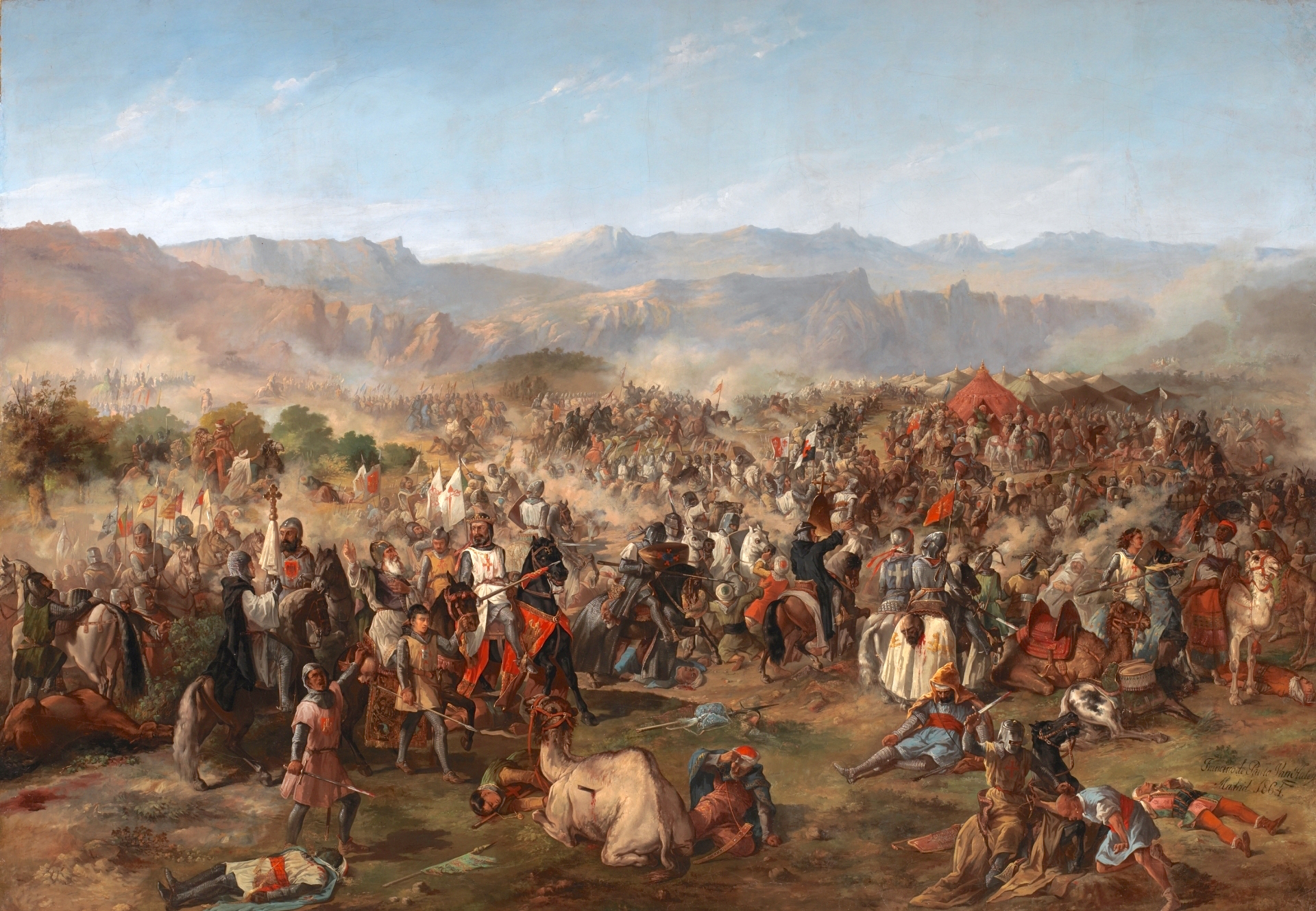
انتصار الحلف الصليبي على المُسلمين في معركة العُقاب.

عملت الممالك النصرانيَّة، بعد أن أدركت مدى حرج وضعها على إثر هزيمتها في معركة الأرك، على التحالف ونبذ الخلافات للتصدي للخطر الإسلامي، فعقد ملكا قشتالة وليون الصُلح، كما عُقدت مُعاهدة صُلح بين قشتالة ونبرَّة، وتمَّ تحقيق السلم والتحالف في السنة التالية بين نبرَّة وأراگون، كما تحالفت قشتالة والبرتغال، واتفق الجميع على غزو الأندلُس والتعاون على قتال المُسلمين. وبارك البابا أنوسنت الثالث هذه الخُطوة، وأيَّد قيام حملة صليبيَّة في أيبريا، مُناشدًا المُلوك والأُمراء المسيحيين المُساعدة، فتوافد المُتطوعون وفُرسان الجمعيَّات الدينيَّة من كافَّة أنحاء المُدن الإسبانيَّة والفرنسيَّة بِقيادة رجال الدين، وقد تقلَّدوا شارة الصليب. واحتشد في طُليطلة أكثر من مائتيّ ألف مُقاتل من الفُرسان والمُشاة، وخرجوا منها في 17 مُحرَّم 609هـ المُوافق فيه 20 حُزيران (يونيو) 1212م، فاستولوا على قلعة رباح وحصن العُقاب، والتقى الجمعان يوم الإثنين 15 صفر 609هـ المُوافق فيه 17 تمُّوز (يوليو) 1212م، فدارت بينهما رحى معركة ضارية انهزم فيها المُسلمون وانسحبوا عائدين إلى إشبيلية. قضت تلك الهزيمة نهائيًا على سُمعة المُوحدين العسكريَّة في شبه الجزيرة الأيبيريَّة، وتحطَّم ذلك الدرع الذي كانت تُشكلهُ الجُيوشُ المُوحدية القادمة من وراء البحر لِحماية المُسلمين في الأندلُس من هجمات النصارى، وتضعضع الحُكم المُوحدي في هذه البلاد التي أخذت مُنذ ذلك الحين تنحدر إلى براثن الفوضى الطاحنة. كما فتحت المعركة الباب واسعًا لاستئناف الهُجوم المُنظم على بِلاد المُسلمين وانتزاع مُدنهم واقتطاع أشلاء الأندلُس بِصورةٍ مُتتابعة، وفي مُددٍ زمنيَّةٍ قصيرة. ومع وفاة مُحمَّد الناصر، أخذت دولة المُوحدين تنهار في المغرب والأندلُس، فقد جاء بعده خُلفاء ضعاف لم يكونوا على مُستوى الأحداث الخطيرة آنذاك، وأبرزُها اتحاد مملكتيّ قشتالة وليون.

### الحُروب اللاتينيَّة الغرناطيَّة وسُقوط الأندلُس

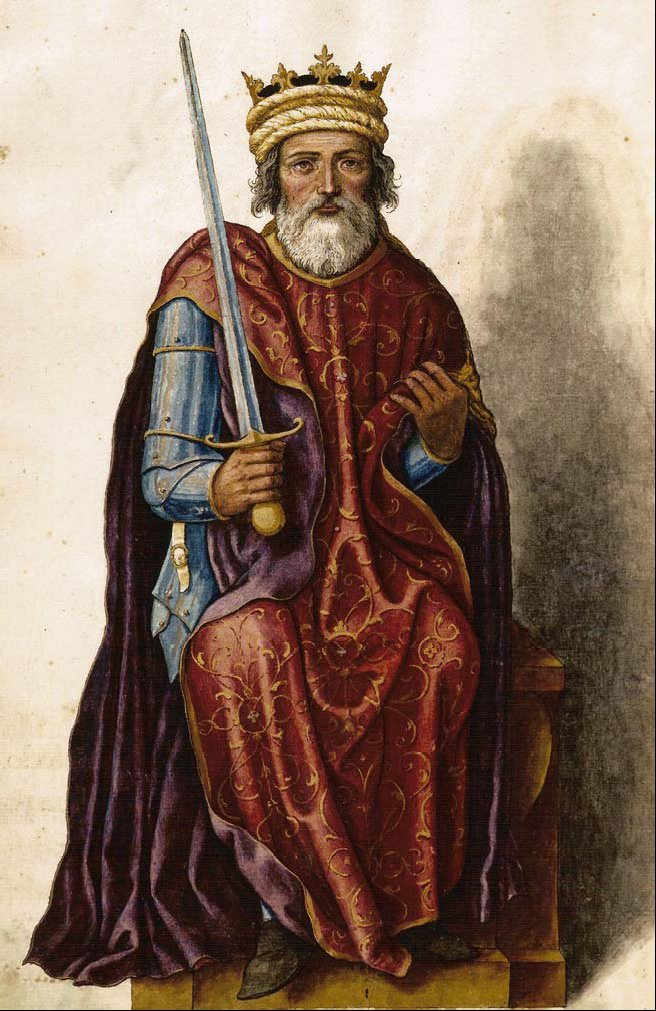
فرناندو الثالث ملك قشتالة.

توزَّع الحُكمُ في الأندلُس بعد وفاة مُحمَّد الناصر بين ثلاثة من إخوته، هُم: عبدُ الله في بلنسية ودانية وشاطبة ومرسية، وأبو الحسن في غرناطة، وأبو العلاء إدريس في قُرطُبة. وسُرعان ما دبَّت الخلافات بين هؤلاء، وطمع كُلٌ منهم بأراضي الآخر، فاندلعت الثورات المُتتالية والحُروب المُتقطعة بينهم، فتحالف الأمير عبد الله مع فرناندو الثالث ملك قشتالة ضدَّ خُصومه، ومكَّن هذا التحالف الملك القشتاليّ أن يستولي على عددٍ من الحُصون الواقعة على نهر الوادي الكبير مثل القبذاق وباجة ومرتش وأندوجر، أثناء غياب عبد الله في المغرب في مُحاولةٍ منه لاعتلاء سُدَّة الحُكم المُوحدي في مُرَّاكش، فانضوى ما تبقّى من الأندلُس تحت راية أبي العلاء إدريس. لكن حدث بعد ذلك أن سقط حصن كابيلا الواقع شماليّ قُرطُبة في يد فرناندو الثالث، ثُمَّ أعقبتهُ بياسة، كما سقطت شوذر، وشعر أبو العلاء بأنَّهُ عاجزٌ أمام القشتاليين فهادنهم. لم يلبث أبو العلاء إدريس أن خرج على حُكم أخيه أثناء غيبة الأخير في المغرب، فخلع طاعته ودعا لِنفسه في إشبيلية، وبايعهُ بعض وُلاة الأندلُس، ثُمَّ كتب إلى أشياخ المُوحدين في مُرَّاكش يدعوهم إلى بيعته والفتك بأخيه، فاقتحموا عليه القصر وقتلوه وعقدوا البيعة له. لكن خِلافًا نشب بين الطرفين بسبب الإصلاحات التي أجرها أبو العلاء في نظام المُوحدين وحدَّت من نُفوذ الأشياخ، وسُرعان ما تطوَّر الأمر إلى حربٍ أهليَّةٍ خُلع أبو العلاء بنتيجتها ونُصب ابنُ أخيه الفتى أبو زكريَّا يحيى خليفةً على البلاد المُوحديَّة. وعندما وصلت أنباء هذه التطورات إلى أبي العلاء وكان لا يزالُ في الأندلُس، استشاط غضبًا، فعبر البحر إلى المغرب مع جيشه ولم يترك بإشبيلية وباقي مُدن الأندلُس سوى بعض الحاميات ضئيلة العدد. فاستعاد عرشه وقضى على خُصومه وأنصار العهد السابق وقاد حركة تجديديَّة ألغى بموجبها بعض النُظم المُوحديَّة، منها إبطال عصمة المهدي ومحو اسمه من الخِطبة والسكَّة، فكفَّرهُ الشعب من أجل ذلك. وأدَّت هذه الحركة إلى انفصال المغرب وإفريقية عن الدولة المُوحديَّة وخُروج مُعظم مُدن الأندلُس على حُكم المُوحدين. فقد قام مُحمَّد بن يُوسُف، سليل أسرة بني هود، في منطقة مرسية، بالاستيلاء على المدينة ونادى بنفسه أميرًا باسم المُتوكِّل على الله، واستقطب الأندلُسيين وألَّبهم على قتال المُوحدين. وسُرعان ما اعترفت مُعظم مُدن الأندلُس بِحُكمه. كما سيطر لاحقًا أمير غرناطة، مُحمَّد بن الأحمر، على الأجزاء الجنوبيَّة من الأندلُس.

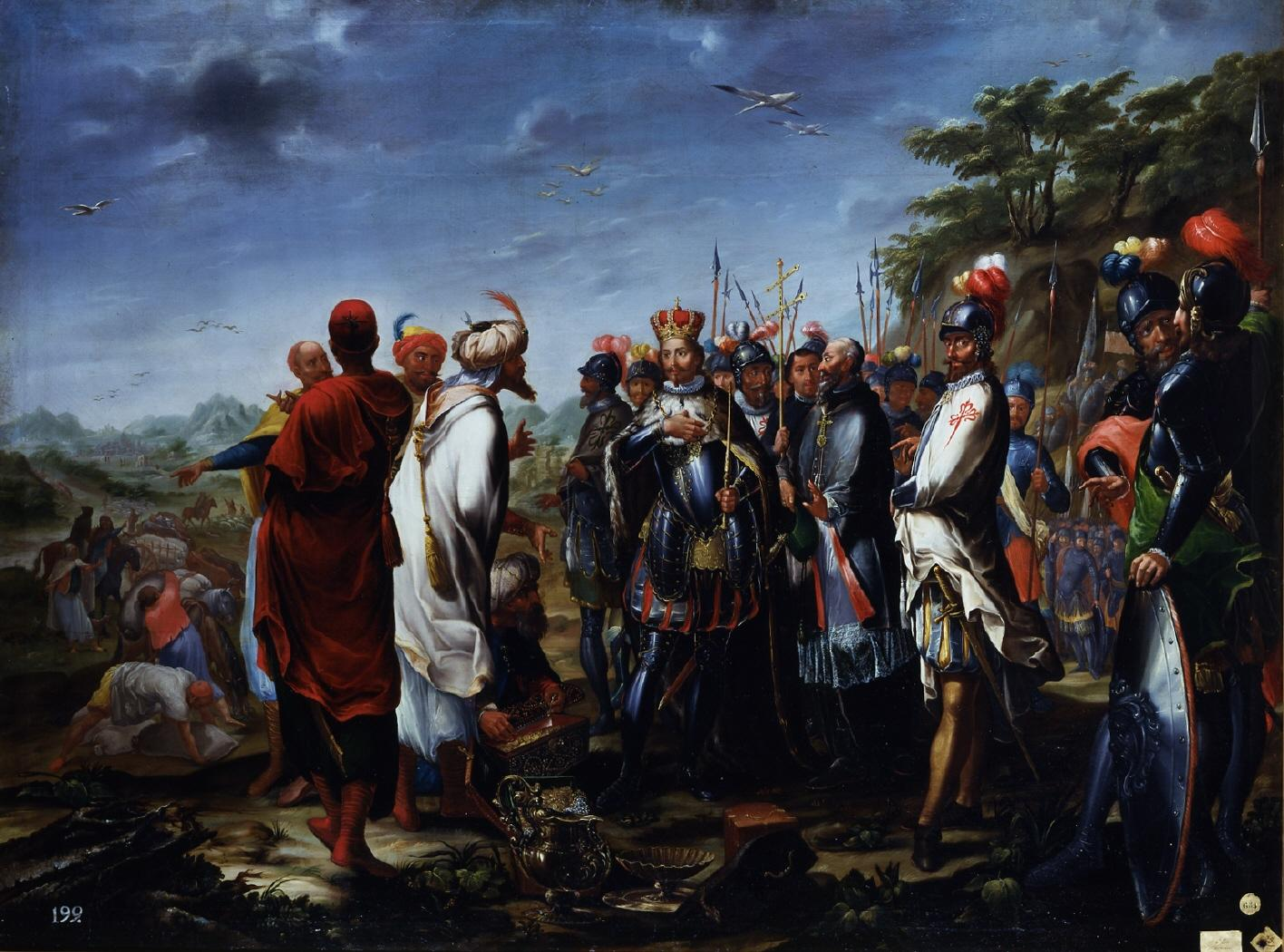
سفارة مُحمَّد المتوكل بن هود إلى فرناندو الثالث ملك قشتالة.

في الوقت الذي اندلعت فيه الثورات في رُبوع الأندلُس، كانت الممالك المسيحيَّة تسيرُ بِخُطىً ثابتة، وتتطلَّع بأمل إلى انتزاع كافَّة المُدن الأندلُسيَّة من أيدي المُسلمين، مُستغلَّةً انهيار جبهتهم الدفاعيَّة وتراجع قُوَّتهم العسكريَّة. فهاجم ألفونسو التاسع ملك ليون مدينة قاصرش واستولى عليها، وأضحى الطريق مفتوحًا أمامه للانسياب إلى ماردة وبطليوس الواقعتين جنوبي قاصرش، كما استولى على حصن منتانجش الواقع شمالي ماردة، وحاصر هذه الأخيرة واقتحمها في شهر رجب سنة 627هـ، المُوافق فيه شهر أيَّار (مايو) سنة 1230م، كما سقطت بطليوس في يده. واستغلَّ فرناندو الثالث تنافس وتحارب الأُمراء المُسلمون، فأرسل حملةً عسكريَّةً ضربت الحصار على مدينة أبدة مُدَّة سبعة أشهر حتَّى سقطت في يده، ودخلها في شهر ذي الحجَّة سنة 631هـ المُوافق فيه شهر أيلول (سبتمبر) 1234م. الواقع أنَّ غزوات فرناندو الثالث المُتوالية لِأراضي الأندلُس وسيطرته على حُصون منطقة جيان ومدينة أبدة؛ لم تكن سوى مُقدمات لِحدثٍ أخطر وأبعد مدىً، كان يعمل على تحقيقه، ألا وهو الاستيلاء على قُرطُبة. ففي أواخر ربيع الآخر سنة 633هـ المُوافق فيه أوائل كانون الثاني (يناير) 1236م، سار جيشٌ مسيحيٌ ضخم من أبدة وضرب الحصار على عاصمة المُسلمين القديمة، وشدَّد فرناندو حصاره عليها وعزلها عن الخارج، فنضبت أقواتُها واضطرَّ سُكَّانُها إلى التفاوض معهم بشأن التسليم مُقابل الأمان على أنفُسهم، فوافق على ذلك، ودخل النصارى المدينة يوم الأحد 22 شوَّال 633م المُوافق فيه 29 حُزيران (يونيو) 1236م، وغادرها سُكَّانها وتفرَّقوا في أنحاء ما تبقى من مُدن الأندلُس، وأعقب سُقوطها خُضوع مُعظم البلدات والحُصون التابعة لها، بعد أن حكمها المُسلمون مُدَّة خمسمئة وخمسةٍ وعشرين سنة.

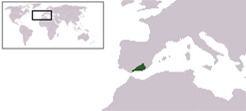
موقع مملكة غرناطة، آخر الحُصون الإسلاميَّة، في أيبريا.

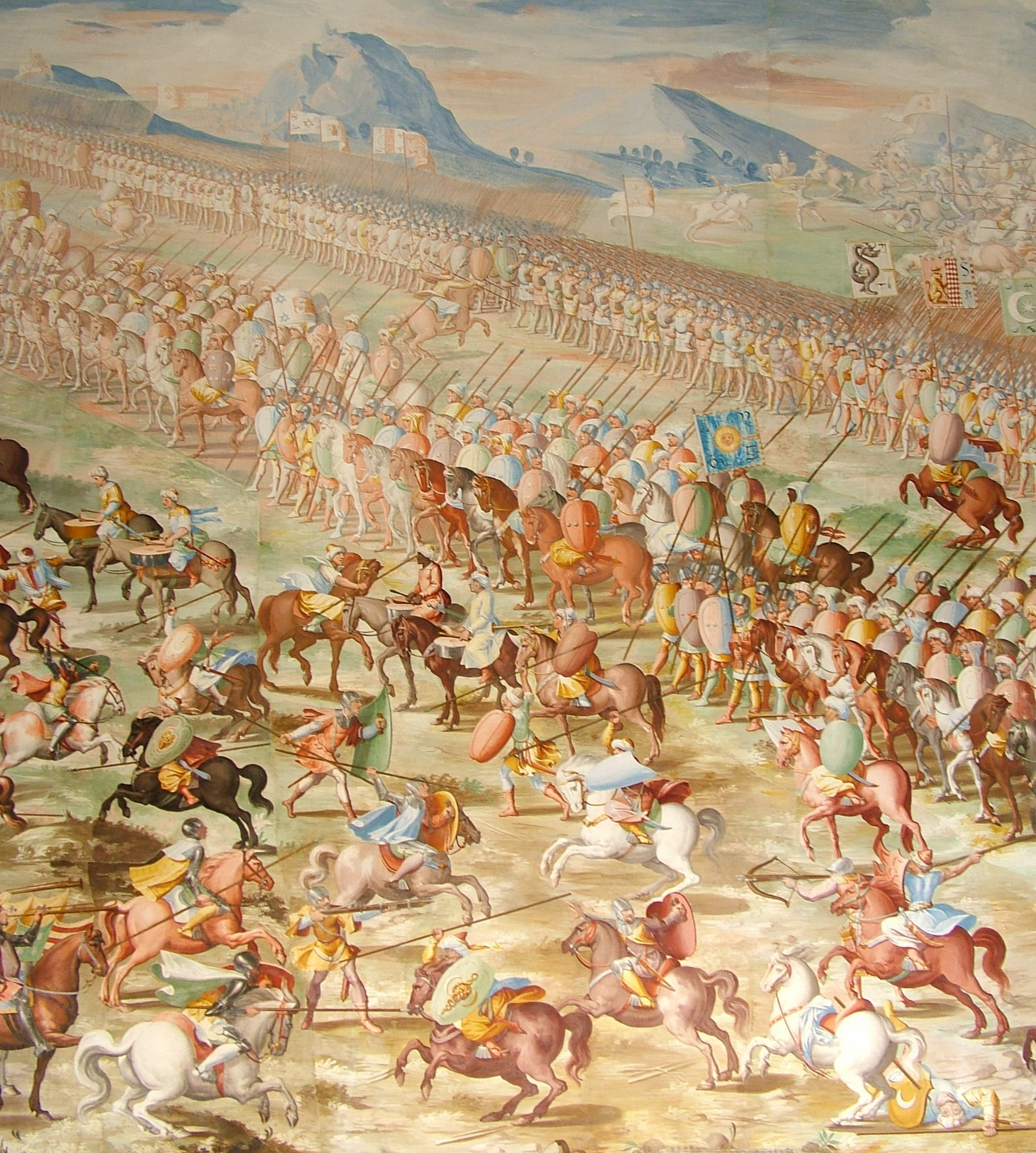
من المعارك الأخيرة بين المُسلمين واليهود الأندلُسيين، والنصارى القشتاليين.

قُتل مُحمَّد المُتوكل في 4 جمادى الآخرة 635هـ المُوافق فيه 21 كانون الثاني (يناير) 1238م، فانهارت دولته بوفاته والتي كانت تُبشِّرُ ببعثٍ أندلُسيٍّ جديد، فآل مُعظم تُراثه إلى مُحمَّد بن الأحمر أمير جيان وأرجونة، واجتمعت تحت ظلال إمارته أشلاء الأندلُس المُنهارة والتي انكمشت أطرافُها فيما وراء الوادي الكبير جنوبًا، وشغلت شرقًا رقعة مُتواضعة تمتد من جيان وبياسة وأستجَّة حتَّى البحر، ومن ألمرية وإلبيرة غربًا حتَّى مصب الوادي الكبير. وعُرفت هذه الدولة باسم «الدولة النصريَّة أو مملكة غرناطة»، وكانت آخر ممالك المُسلمين في الأندلُس، واستمرَّت بفضل وعي حُكَّامها وسياساتهم المرنة زهاء مائتين وخمسين سنة أُخرى كمُستودع للحضارة الأندلُسيَّة. خِلال تلك الفترة، كان چايم الأوَّل ملك أراگون قد عقد العزم للاستيلاء على الجزائر الشرقيَّة، فحشد جيشًا كبيرًا وأبحر في مئة وخمسين سفينة كبيرة باتجاه جزيرة ميورقة، ونجح بالنُزول إلى البر على الرُغم من المُقاومة الشديدة، وشقَّ طريقه نحو العاصمة واقتحمها في شهر صفر سنة 627هـ المُوافق لِشهر كانون الأوَّل (ديسمبر) 1229م. ما كاد چايم الأوَّل ينتهي من الاستيلاء على الجزائر الشرقيَّة حتَّى خطَّط للاستيلاء على بلنسية، الثغر الإسلامي الكبير، وأضفى على حملته هذه الطابع الصليبي بمُباركة البابا گريگوري التاسع، الأمر الذي دفع بالكثير من الفُرسان والمُقاتلين من فرنسا وإنگلترا للاشتراك بالحملة. بدأت المرحلة الأولى من الاستيلاء على المدينة عبر السيطرة على جميع الحُصون والبلدات الشماليَّة لِحرمان بلنسية من قواعد الحماية والتموين، وفي المرحلة الثانية ضُرب عليها حصارًا شديدًا حتَّى نضبت مواردها وبلغ سُكَّانُها الإعياء، فاستسلم صاحبها لِچايم الأوَّل الذي دخلها يوم الجُمُعة في 27 صفر المُوافق فيه 9 تشرين الأوَّل (أكتوبر). وفي جمادى الأولى 645هـ المُوافق فيه أيلول (سبتمبر) 1247م فرض فرناندو الثالث ملك قشتالة حصارًا شديدًا على إشبيلية من ناحية البر والبحر، وضيَّق الخناق على أهلها حتَّى استسلموا دون قيدٍ أو شرط، فدخلها في موكب النصر يوم الإثنين في 5 شعبان 646هـ المُوافق فيه 23 تشرين الثاني (نوڤمبر) 1248م، وهكذا سقط إشبيلية حاضرة المُوحدين بالأندلُس، بعد أن حكمها المُسلمون خمسة قُرونٍ وثُلث القرن. وبِسُقوط إشبيلية سقطت جميع المُدن الواقعة على مصب نهر الوادي الكبير وفي منطقة وادي لكة، وكان ذلك بمثابة التصفية النهائيَّة لِسُلطان المُسلمين في شبه الجزيرة الأيبيريَّة. وخِلال الفترة المُمتدَّة بين سنتيّ 614 - 648هـ \ 1217 - 1250م، كانت جميع مُدن وثُغور غربيّ الأندلُس قد سقطت كُلها في أيدي البرتُغاليين، وبذلك تمَّ القضاء نهائيًا على سُلطان المُسلمين في الأراضي البُرتُغاليَّة.

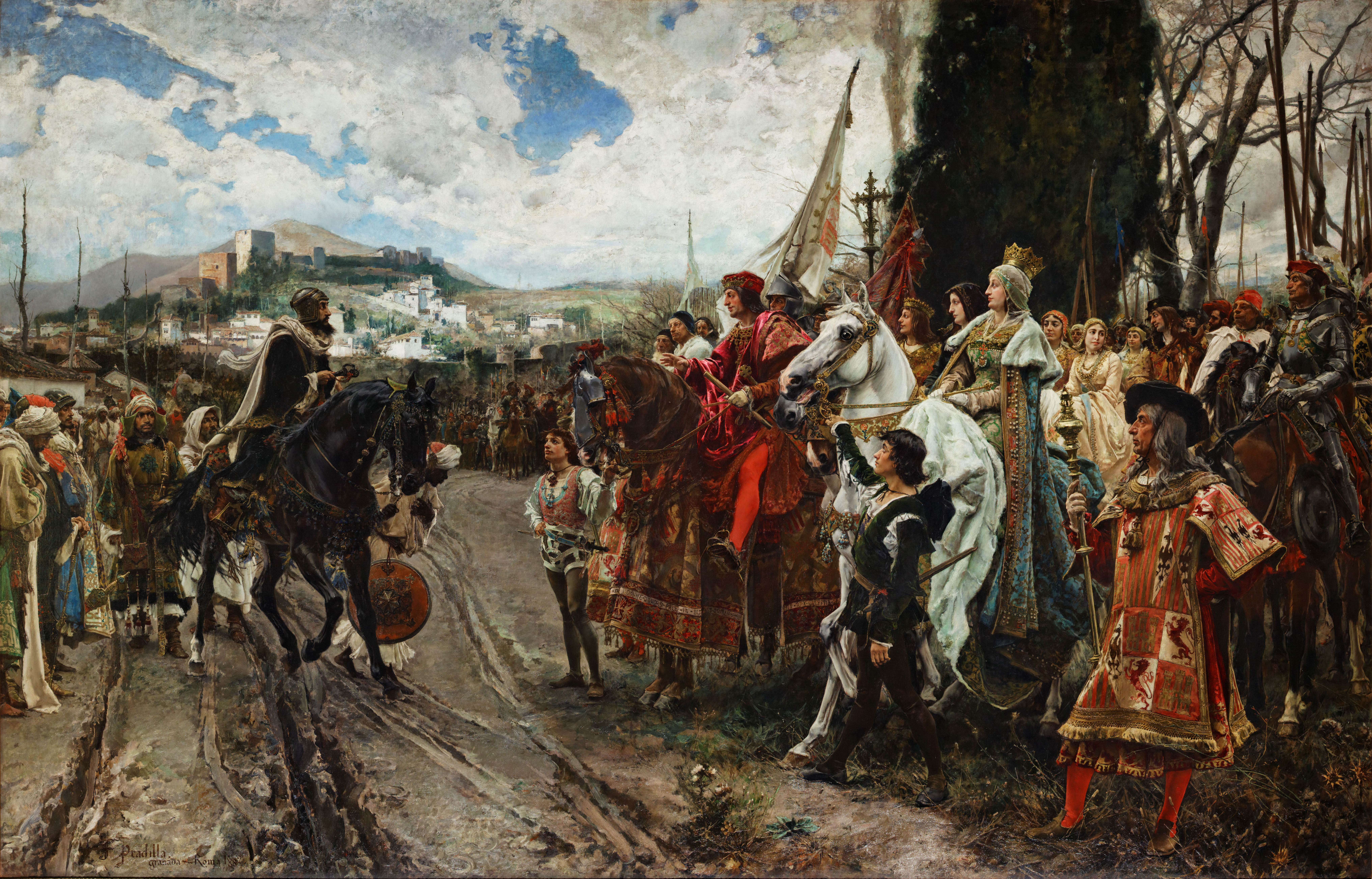
لوحة ، بِريشة فرانشيسكو بارديلَّا، من سنة 1882م.

لم يبقَ في أيدي المُسلمين في أيبريا سوى مملكة غرناطة الواقعة في جنوب شبه الجزيرة الأيبيريَّة، وقد عمَّرت هذه المملكة مُدَّة قرنين ونصف على الرُغم من صغر حجمها الجُغرافي وقلَّة عدد سُكَّانها، وحافظت على ما بقي للمُسلمين من سُلطانٍ سياسيٍّ وتُراثٍ حضاريّ، ويرجع صُمودها هذا إلى عدَّة أسباب لعلَّ أهمُها: بُعدها من مُتناول أيدي الممالك النصرانيَّة، وقُربها من المغرب ممَّا سهَّل عليها طلب العون والمدد العسكري عند الحاجة، وتدريب أهلها على القتال وحمل السلاح والاستعداد الدائم لِمُلاقاة العدو، وتصميم الهاربين إليها من سائر مُدن الأندلُس على الصُمود والتضحية، والتزام سُكَّانها بالجهاد. وقد شهد هذا العصر ذُروة الصراع بين المُسلمين والقشتاليين، ذلك أنَّ ألفونسو الحادي عشر حاول اقتطاع جُزءًا من أراضي مملكة غرناطة الصغيرة، فكثُرت غزواته لِأراضيها، الأمر الذي دفع أميرها إلى الاستنجاد بسُلطان المغرب المريني، الذي أمدَّهُ بالرجال والعتاد، فقاتل حلفًا صليبيًا تمكن من هزيمته في بادئ الأمر، لكنه عاد وانهزم هزيمةً قاسية في معركة طريف، وكانت تلك الهزيمة نذيرًا باقتراب نهاية الصراع على مصير الأندلُس. وخِلال رُبع القرن التالي توالت الهزائم على المُسلمين، فخسروا مُعظم أراضي مملكة غرناطة، حيث خسروا جبل طارق سنة 1462م. وفي 12 صفر 897هـ المُوافق فيه 15 كانون الأوَّل (ديسمبر) 1491م، وقَّع الوزير أبا القاسم بن عبد الملك، بالنيابة عن الملك أبو عبد الله مُحمَّد بن عليّ، مُعاهدةً مع الملك فرناندو الخامس، سلَّم بموجبها غرناطة وكافَّة أعمالها إلى القشتاليين، فدخلوها يوم الإثنين في 1 ربيع الأوَّل 897هـ المُوافق فيه 2 كانون الثاني (يناير) 1492م. وبِسُقوط غرناطة سقطت الأندلُس نهائيًا، وأُسدل الستار على تاريخ المُسلمين فيها.

### المُحاولة العُثمانيَّة لاسترداد الأندلُس

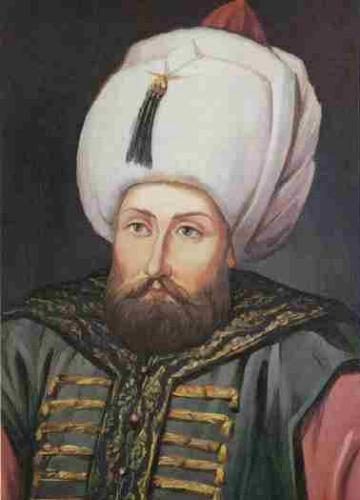
السُلطان الغازي سليم خان الثاني بن سُليمان. شهد عهدهُ آخر المُحاولات الإسلاميَّة لاسترجاع الأندلُس.

خِلال الوقت الذي كانت فيه الأندلُس تعيشُ أواخر أيَّامها، كان المُسلمون في المشرق يُحققون النصر تلو الآخر تحت الرَّاية العُثمانيَّة، ففُتحت القُسطنطينيَّة وقسمًا عظيمًا من البلقان، وبحُلول عصر السُلطان سُليمان القانوني (926 - 974هـ \ 1520 - 1566م)، كانت الدولة العُثمانيَّة قد بلغت ذُروة مجدها وقُوَّتها، وفرضت هيبتها على الإمبراطوريَّة الرومانيَّة المُقدَّسة وجميع الممالك المسيحيَّة في أوروبَّا الغربيَّة، فيمَّم السُلطان وجهه شطر شبه الجزيرة الأيبيريَّة، واتفق مع أمير البحار وصاحب الجزائر خيرُ الدين بربروس، إنَّهُ بعد أن يُهيِّئ القواعد اللازمة لِأساطيله في إفريقية، بعد تحريرها من الإسبان، عليه الانقضاض على إسبانيا لاسترجاع الأندلُس، ولِيضرب هُناك مركز الخطر الذي غدا يُهدد العالم الإسلامي الآن، حيثُ يندفع الإسبان والبُرتُغاليّون بأساطيلهم لِتطويق ديار الإسلام والوُصول إلى المُحيط الهندي للسيطرة على التجارة الشرقيَّة وإضعاف بلاد المُسلمين. وكان خيرُ الدين بربروس قد شرع قبلًا بمُهاجمة السُفن الإسبانيَّة والأوروبيَّة بصِفةٍ عامَّة انتقامًا للمُسلمين في الأندلُس، وأوفد سُفنه لحمل المُسلمين واليهود الهاربين من محاكم التفتيش ومُحاولات التنصير في أيبريا.

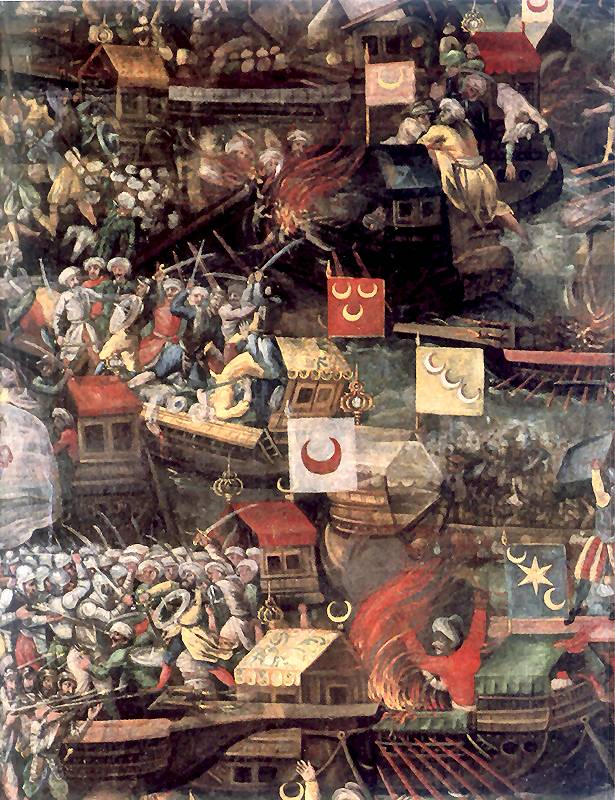
معركة ليبانت بين الأُسطولين العُثماني والصليبي، وهي المعركة التي وضعت حدًا لِمُحاولة استرداد الأندلُس.

توفي السُلطان سُليمان سنة 1566م دون أن يوجّه ضربتهُ إلى إسبانيا، وتولّى بعده ابنه سليم. وعند جُلوسه على العرش، كان الخيار الذي يُواجه العُثمانيين هو السؤال عن اتجاه الضربة التي يجب أن يُوجهوها: إلى إسبانيا أو إلى الشرق. وكان خِيار توجيه الضربة لِإسبانيا، هو خيار الدولة العُثمانيَّة مُنذ زمن السُلطان مُحمَّد الفاتح، تبعًا لِرأي المُؤرِّخ الألماني «رنكه»، وقد لخَّص هذا المُؤرِّخ الموقف حينها، فقال: «كَانَت الوِجْهَةُ الأُولَى مِنْهُمَا ضِدَّ إِسْپَانِيَا، عَدُوَّةُ الإِسْلَامِ الأُولَى، وَالوِجْهَةُ الثَانِيَةُ شَطْرَ قِبْرِص الجَزِيْرَة التِي كَانَت تَابِعَةً لِلبُنْدُقِيَّة، فَأَهْمَلَ السُّلطَانُ الأُولَى، رُغَمَ مَا كَانَ يُقَدَّرُ لِتِلكَ الحَمْلَةُ مِنَ النَّجَاحِ الأَكِيْدِ، مِنْ جَرَّاءَ ثَوْرَةِ كَانَ المُسْلِمُونَ قَد أَضْرَمُوهَا هُنَاك، وَاختَارَ الثَّانِيَة التِي جّرَّت عَلَيْهِ المَتَاعِب». وهكذا، ضرب السُلطان سليم الثاني بكُل خيارات والده عرض الحائط، كما أهمل الاعتبارات المنطقيَّة والسياسيَّة والظُروف الدُوليَّة المُتاحة، فقد كانت الدولة العُثمانيَّة في حلفٍ مع فرنسا، وكانت إنگلترا في خُصومةٍ شديدةٍ مع إسبانيا بسبب إعلان الملكة أليصابت الأولى البروتستانتيَّة مذهبًا رسميًا للبلاد، وكانت البُندُقيَّة تحقد على البرتغال بسبب إزاحتها إياها عن مركز السيادة في التجارة البحريَّة، بعد اكتشافهم طريق رأس الرجاء الصالح. وحتَّى في ديوان السُلطان لم يكن هُناك اتفاقٌ حول هذا الخِيار: فكانت هُناك مجموعة بِزعامة الصدر الأعظم مُحمَّد باشا الصقللي وقفت مع الخطَّة الأندلُسيَّة، وأصرَّت على تركيز الجُهود في الغرب، والتحالف مع الحركات المُناهضة للكاثوليكيَّة، أمَّا المجموعة الثانية فلم يُراعوا شعبيَّة الخِيار الأندلُسي، فكانوا يعتبرون أنَّه يجب البدء بالتخلُّص من العدو الأضعف في الشرق، ثُمَّ التفكير بعد ذلك باسترداد الأندلُس، وتزعَّم سليم الثاني تلك السياسة. وعلى الرُغم من هذا الانقسام، قام الصدر الأعظم بتعيين علج علي بكلربك على الجزائر بسبب حماسته للخطَّة الأندلُسيَّة، وأمره بِتهيئة الظُروف للهُجوم المُرتقب. أيَّد علج علي انتفاضة الموريسكيين في غرناطة سنة 1568م، وأرسل لهم أربعين مركبًا مُحملًا بالسلاح والمُتطوعين، لكنَّ عواصف الشتاء حالت دون وُصولها، فكرَّر المُحاولة سنة 1569م، فلم يصل سوى ستَّة مراكب، وخِلال هذا الوقت كانت مجريط (مدريد) تعيشُ ذُعرًا كبيرًا من احتمال وُصول الجيش العُثماني، وبالأخص الإنكشاريَّة الذين هزموا أقوى جُيوش أوروبَّا، وأعلن المسؤولون الإسبان أثناء حوارهم مع البابا بيوس الخامس أنَّهُ إذا حصل تدخُّلٌ من جانب العُثمانيين، فإنَّ إسبانيا قد تسقط في أيدي المُسلمين. غير أنَّ توجيه السُلطان للجُيوش نحو الشرق للهُجوم على اليمن ومن ثُمَّ على روسيا لاسترجاع أستراخان وقازان، ثُمَّ نُشوب معركة ليبانت بين الأُسطولين العُثماني والصليبي، والتي انهزم فيها العُثمانيون وانتهى معها الطابع الهُجومي للإستراتيجيَّة العُثمانيَّة في البحر المُتوسِّط، أنهت نهائيًا فكرة الهُجوم العُثماني على إسبانيا، ومعهُ خُطط استرداد الأندلُس.

## التقسيم المناطقي والتنظيم الإداري

أسماء البُلدان والأقاليم في الأندلُس كما عرفها المُسلمون في آدابهم.

خلال أوائل العهد الإسلامي، ترددت الأندلُس في ارتباطها الإداريّ، بين ولاية إفريقية والإشراف المباشر لمركز الخلافة الأُمويَّة في دمشق. وعندما كانت الأندلُس تتبع لولاية إفريقية كان والي القيروان يقوم بتعيين وُلاتها، ومنهم على سبيل المِثال: الحُر بن عبد الرحمٰن الثقفي (توفي سنة 100هـ)، وعنبسة بن سحيم الكلبي (توفي سنة 107هـ). ثم اتبعت الأندلُس مركز الخلافة في دمشق أيَّام الخليفة عُمر بن عبد العزيز من أجل الإسراع في الإنجاز والإشراف المُباشر، فعيَّن السمح بن مالك الخولاني واليًا عليها. لكنها عادت ولاية تابعة لإفريقية في ولاية عنبسة سالِف الذِكر، ومن جاء بعده. وهكذا ترددت تبعية الأندلُس بين الإشراف المباشر للخلافة عليها، وبوساطة ولاية إفريقية، حسب مُقتضيات الأمور. وفي بعض الأحيان كانت الظُروف تفرض تعيين والٍ بسُرعة، فيتفق أهل الأندلُس على شخصٍ مُعيَّن يولونه أمر البلاد، حتى يأتي غيره، ويؤيد الخليفة أو والي إفريقية هذا الأمر. كما حدث بعد مقتل عبد العزيز بن موسى، إذ عين أهل الأندلُس الوالي أيُّوب بن حبيب اللخميّ لِيتولّى شُؤونهم، وأقرَّ والي إفريقية بذلك. وكانت الأندلُس، أغلب فترة الوُلاة (95 - 138هـ) تابعة لِولاية إفريقية، وكانت مدينة إشبيلية قاعدة الولاية، ثم انتقلت إلى مدينة قُرطُبة ذات الموقع المُتوسِّط بين السَّاحل والدَّاخل.

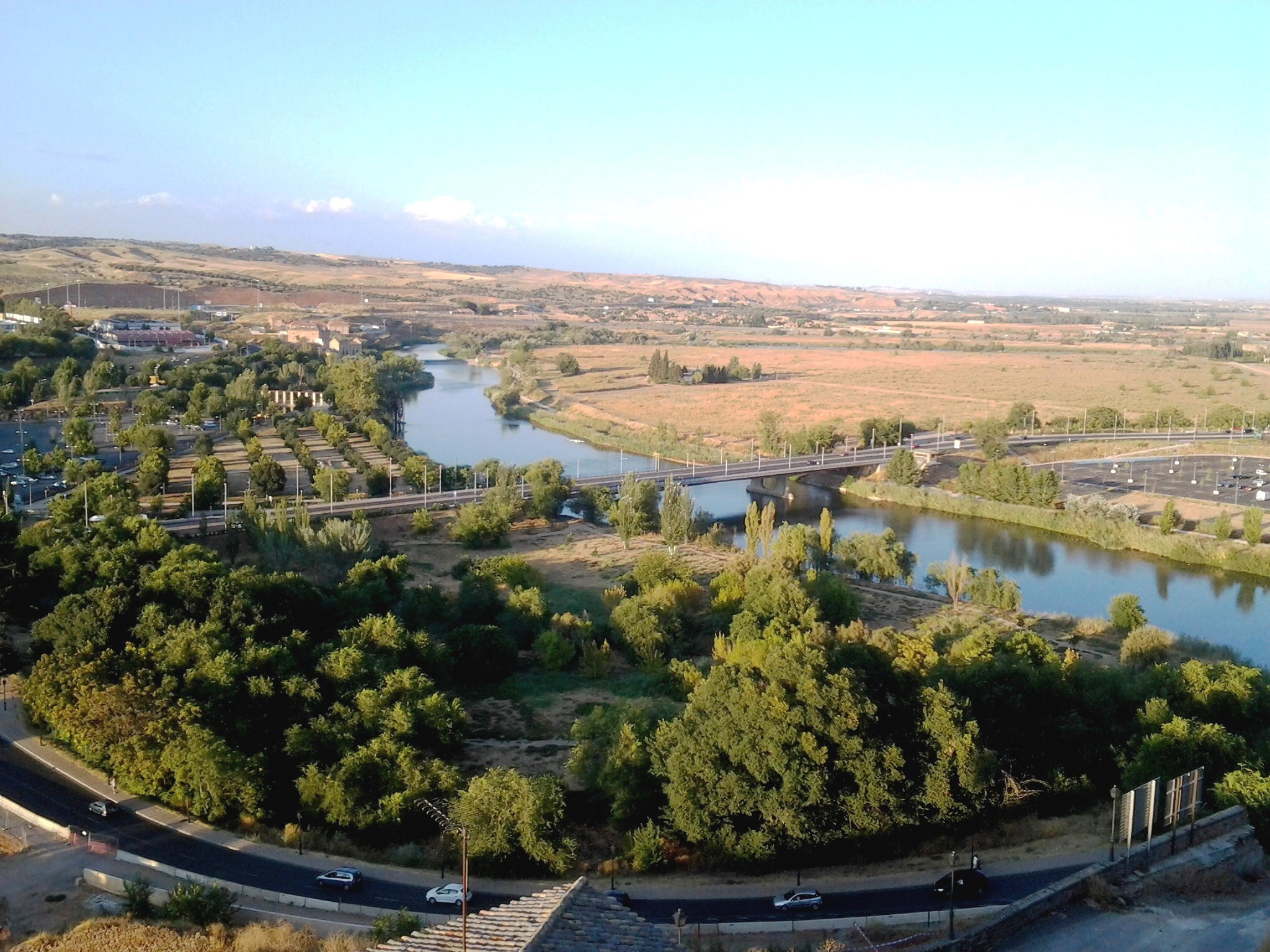
نهر تاجة، أطول أنهار شبه الجزيرة الإيبيريَّة، وأحد أبرز حُدودها الطبيعيَّة التي شكَّلت حدًا سياسيًا بين الولايات ومن ثُمَّ ممالك الطوائف الأندلُسيَّة.

ويبدو أنَّ النظام الإداريّ للأندلُس لم تتضح معالمه إلا في أواخر عصر الوُلاة، وذلك عندما قسم الوالي يُوسُف الفهري الأندلُس إلى خمس ولايات هي: ولاية باطقة، وتقع بين نهر وادي يانة والبحر المُتوسِّط، وأشهر مدنها قُرطُبة، وقرمونة، وإشبيلية، ومالقة، وإلبيرة، وجيان، وإستجة. ولاية طُليطلة، وتمتد بين جبال قرطبة حتى نهر دويرة، وأشهر مدنها: طُليطلة ومرسية ولورقة وشاطبة ودانية وبلنسية ووادي الحجارة وقونقة. ولاية ماردة، تمتد فيما وراء نهر وادي يانة شرقًا حتى المُحيط الأطلسي غربًا، وأشهر مدنها: ماردة وباجة وأشبونة وإسترقة وسمورة وشلمنقة. ولاية سرقسطة، وتمتد من ساحل البحر المُتوسِّط عند طركونة وبرشلونة إلى جبال البرانس وبلاد البشكنس، وأشهر مدنها: سرقسطة وطركونة وبرشلونة ولاردة وطرطوشة ووشقة. ولاية أربونة، كانت توجد في الأراضي الفرنسية، وتشمل مصب نهر الرون، وأشهر مدنها: أربونة وقرقشونة ونيم وماجلونة. وكان الوالي الكبير في قُرطُبة مسؤولٌ عن الوٌلاة الخمسة لهذا التنظيم الإداري، وكُلُّ والٍ مسؤولٌ عن ولايته، وكُلَّ ولايةٍ تتبعها مجموعة مُدن وهي الكُور، وكل كُورةٍ يتبعها عدَّة أقاليم، وكُلُّ إقليمٍ يتبعه عدَّة أرياف. بقي النظام الإداري الأندلُسي على حاله في عهد الإمارة، واعتمد عبد الرحمٰن الداخل والأُمراء من بعده في إدارة الثُغور والولايات والكُور على جماعةٍ مُختارة من الأعوان المُخلصين، ومن أفراد البيت الحاكم، مع الاعتماد على أُسرٍ اشتهرت في الأندلُس، مثل أسرة أبي عبدة، وأُسرة بني شُهيد وأُسرة مُغيث الرومي وغيرهم.
يُلاحظ أنَّ طبيعة البلاد الأندلُسيَّة كانت هي الأساس الأوَّل للتقسيم الإداري السياسي، فالجبال والوديان والأنهار هي أصل التقسيم، فحُدود أيبريا الطبيعيَّة تصلحُ تمامًا لأن تكون حُدودًا سياسيَّة، ويُمكنُ تحويلها إلى حُدودٍ إداريَّة واضحة المعالم بكُل سُهولة، فما كان على الإداري أو المُنظِّم إلَّا أن يُثبِّت حُدود هذه الوحدات ويُعيِّن قواعدها، فلا يجد صُعوبة في إدارتها وجباية خِراجها، وهذا ما فعله الرومان والقُوط، ومن ثُمَّ المُسلمون. وقد تأثر الأندلُسيين بنمط التنظيم الإداري المشرقي، فاقتبسوا العديد من المُصطلحات والأساليب المشرقيَّة، منها على سبيل المِثال مُصطلح «الكورة» وهو لفظٌ من أصلٍ مصريّ إغريقيّ استقر في مصر واستُعمل فيها منذ القرن الثامن الميلاديّ، وكان يُستخدم للدلالة على الأجزاء الإداريَّة التي قُسِّمت إليها أرض مصر في ظل الحُكم البيزنطي، ثم انتقل اللفظ بدلاته الإداريَّة هذه لأرض الأندلُس.

## الاقتصاد

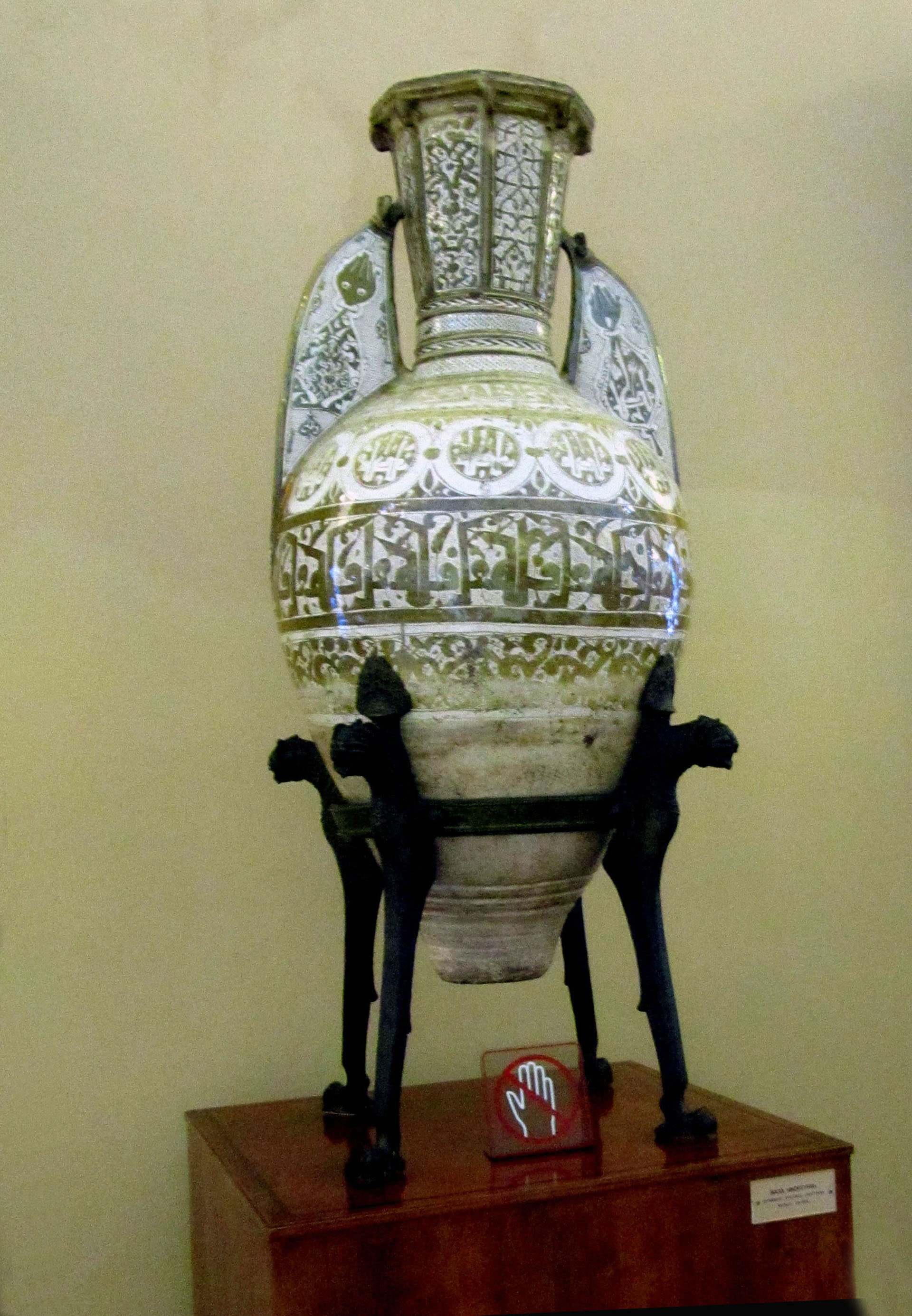
جرَّة لفورتونيَّة. من الفخار اللامع الإسباني الموريسكي، ترجع إلى القرن الرابع عشر. متحف الأرميتاج، بسان بطرسبرگ.

أحدثت الحضارة الإسلاميَّة في شبه الجزيرة الإيبيريَّة تحوُّلاتٍ اقتصاديَّة هامَّة، حيث تحول الاقتصاد من كونه زراعيًا بالمقام الأول إلى حضريًا. وتنوع النشاط الاقتصادي في بلاد الأندلس بين زراعة وصناعة وتعدين. يُعد السوق واحدًا من أهم الأماكن في المدينة الإسلامية، حيث تجارة مختلف المنتجات، وقد شهدت الأسواق ميلادها بشبه الجزيرة في العهد الإسلامي. ولاقت منتجات المعادن والمشغولات اليدوية مثل تلك المصنوعة من الحرير والقطن والصوف الرواج التجاري. كانوا يصدرون منتجات المناجم ومعامل الأسلحة ومصانع النسائج والجلود والسكر وبرعوا في الزراعة. وكانت تُصدر بعض المشغولات الفارهة، والتي أُنتِجت بالأندلُس، إلى أوروبَّا المسيحيَّة والمغرب العربي والشرق. وكانت الورش والمحال التي يُصنع بها هذه المنتجات ملكًا للدولة. وكانت مالقة تشكل إحدى أهم أقطاب صناعة الفخار في العالم، حيث كانت تُحاك الألواح والمزهريات المزخرفة، والتي حققت شهرة كبيرة في دول حوض البحر المتوسط. كان العبيد مصدرًا للأعمال اليدوية، وكان يُفضل بينهم بناءً على العرق، حيث كان يُعهد لكل فئة منهم كميات مختلفة من الأعمال.

### الزراعة

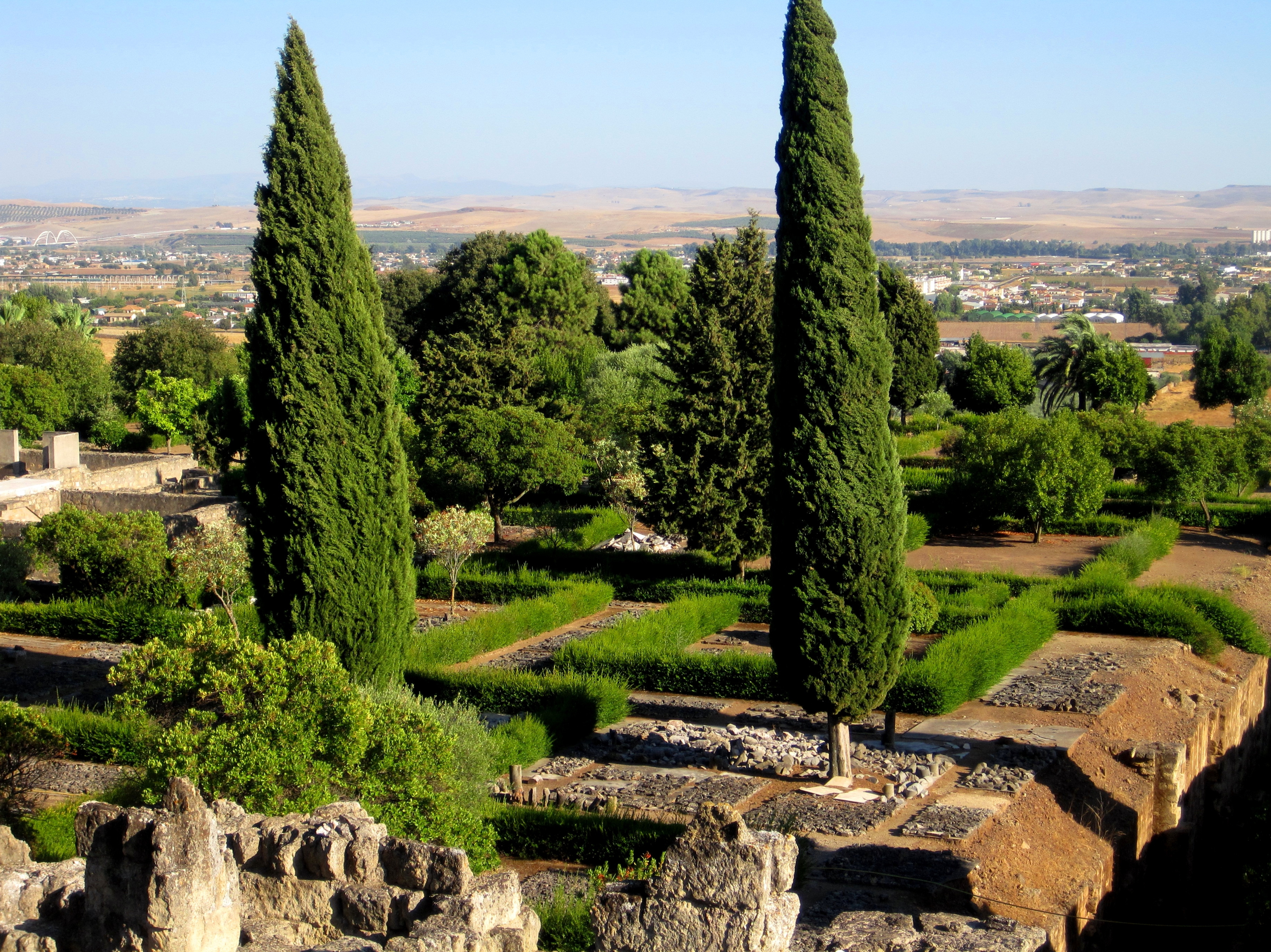
من الحدائق الغنَّاء التي زرعها المُسلمون في مدينة الزهراء.

استخدم المُسلمون طرقًا حديثة للزراعة أو ما يُعرف باسم وسائل الهندسة الزراعية، إضافة إلى الطرق العملية في الري مع الاستعمال الجيد للأسمدة لزيادة إنتاجية الأرض، وقد أنتجوا أنواعًا جديدة من الفاكهة والأزهار، مثل قصب السكر والأرز والقطن والموز، ووضعوا تقويمًا زراعيًا خاصًا سُمي بالتقويم القرطبي، وأبدعوا في طرق تطعيم النباتات. ولأن علماء الزراعة كانوا قد استحسنوا هذه العملية، أقيمت البساتين التي كانت بمثابة حقل تجاربهم، حيث كانوا يستعينون بأحدث المؤلفات في العلوم الزراعية. وبفضل ما قدموه للزراعة، فقد تطورت وبلغت ذروتها، واقتبست أوروبَّا الأسس العلمية الزراعية التي توصل إليها المُسلمون.
تمت زراعة القمح والشعير بالمناطق الأندلُسيَّة الجافة، كما راجت زراعة الحبوب والفول، الذين كانا يُشكلان الغذاء الأساسي للشعب. وجرى استيراد الحبوب من شمال إفريقيا في المناطق الأقل إنتاجًا. نمت الزراعة نموًا مزدهرًا وأُدخلت زراعة الأرز إلى شبه الجزيرة خلال هذه الفترة، مثلها مثل الباذنجان والخرشوف وقصب السكر والزيتون والكتان. واشتهرت بعض المناطق بزراعة أنواع مُعينة من الفواكة، فعلى سبيل المِثال اشتهرت بلدة سينترا، الواقعة حاليًا بمحافظة لشبونة، بالكمثرى والتفاح. وما زالت منطقة الغرب بالبرتغال تتميز حاليًا بإنتاج التين والعنب. وبرز أيضًا إنتاج عسل النحل والنبيذ، وذلك على الرغم من حرمانية استخدام الأخير في الإسلام، إلا أنه كان يُنتج وتُستهلك بكميات كبيرة حتى وصول المرابطين. ووجدت مزارع خاصة لتربية دودة القز، ونُظِّمت أقنية الري وأساليب جر المياه، وجعل تقويمًا للزراعة لكل موسم، ومنها انتقلت الزراعة إلى أوروبَّا.

### الثروة الحيوانيَّة

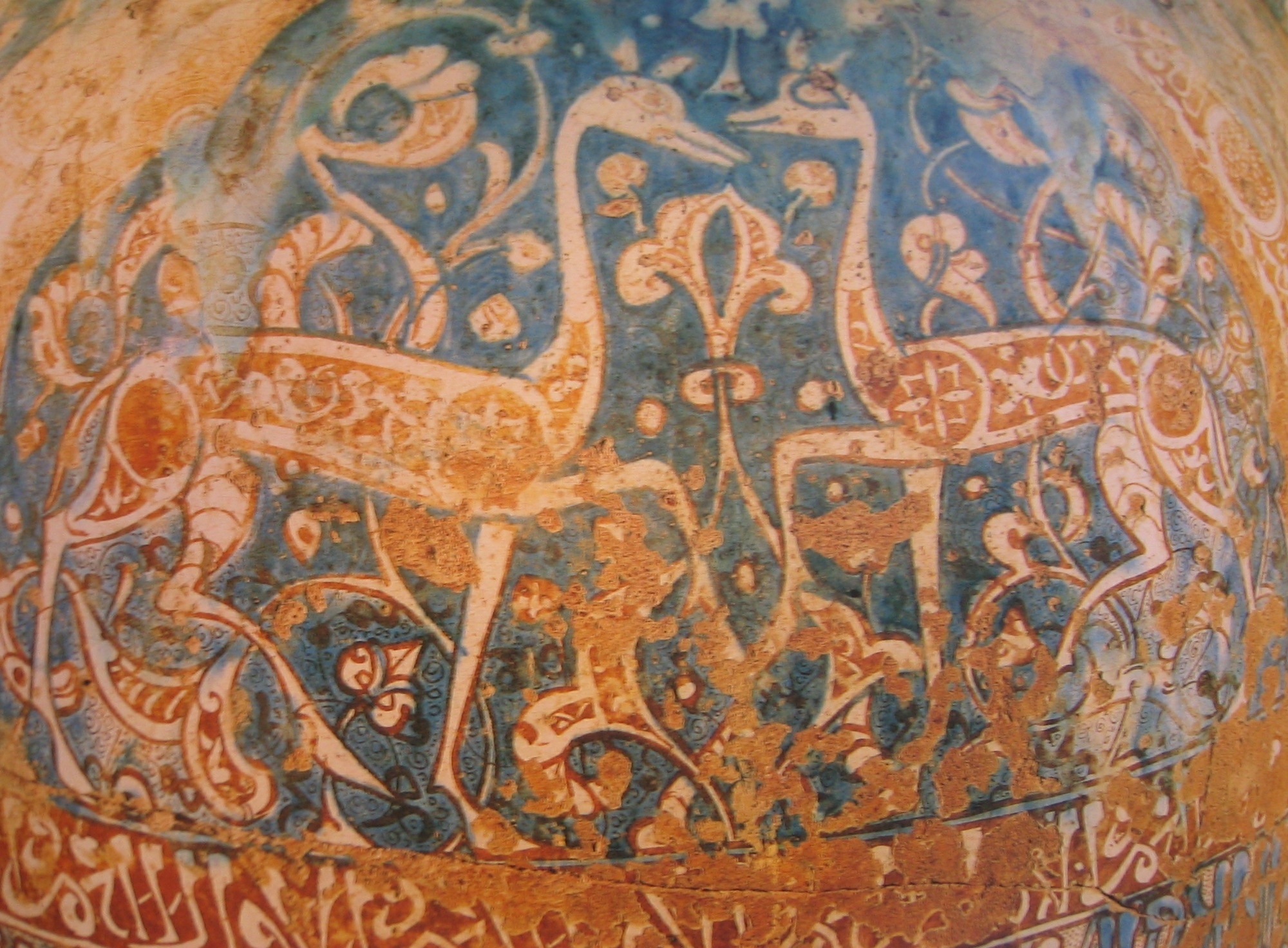
رسمٌ على إحدى الجرار لِغزالٍ أو أيل، إحدى أنواع حيوانات الزينة التي شاعت تربيتها في قُصور الأندلُس.

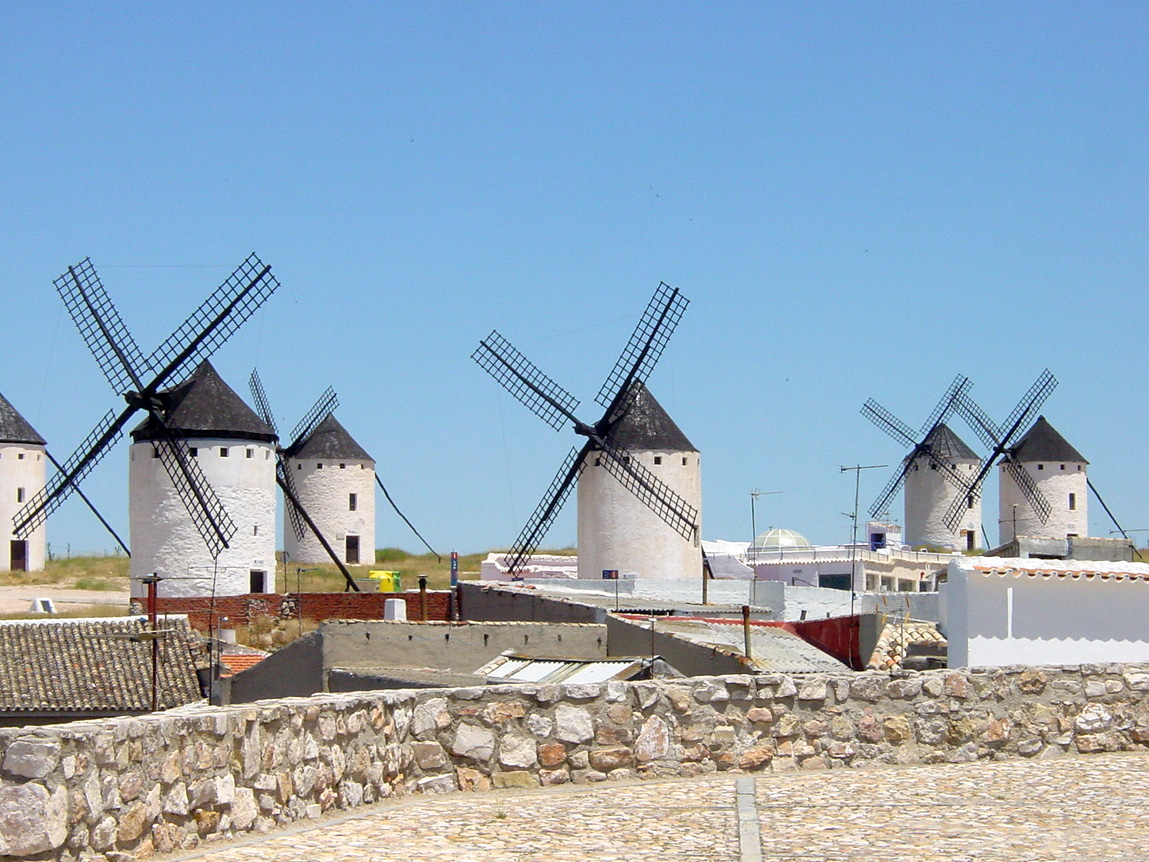
طواحين هواء ذوات المحور الرأسي في لامانشا. كان المُسلمون أوَّل من أدخل طواحين الهواء إلى أيبريا، وقد اقتبست سائرُ أوروبَّا عنهم هذه التقنيَّة.

كان للثروة الحيوانية دورًا أقل تأثيرًا في الجانب الاقتصادي، فظهرت أهميتها القصوى في الغذاء والنقل، فيما لعبت دورًا أقل في الأعمال الزراعية. وكانت تربية الماشية أمرًا شائعًا، وخاصة الأبقار والماعز. فيما مثلت الأرانب والدجاج مصدرًا للغذاء. ودمج المسلمون النظم الهيدروليكية التي طورها الرومان مع تلك التي طورها القوط الغربيون وطوروها بشكل يتناسب مع التقنيات الزراعية التي جلبوها من المشرق كالمحراث والساقية والشادوف والنورج. وأنشأوا طواحين المياه على طول الأنهار، وساعدتهم الرياح على التحكم بذلك، وأدخلوا السواقي لسحب مياه الآبار ورفعها، وقد أخذت أوروبَّا عنهم هذه التقنية.

### التعدين
لم يحظ التعدين بالقدر التقني الكافي، حيث أنها استمرت مرحلة استكشاف المستودعات المعدنية في شبه الجزيرة خلال هذه الفترة، مثلما فعل الرومان قبلًا. ونشط التعدين كثيرًا مقارنة بالفترة القوطية، فبرزت تجارة الحديد والنحاس، إضافة إلى زئبق مدينة المادن. وكان يُستخرج الذهب من بعض الأنهار مثل سيجرا والوادي الكبير وتاجة. فيما كانت الفضة تُستخرج من مرسية وباجة وقرطبة، بينما الحديد من ولبة وسان نيكولاس ديل بويرتو. وكان المستودع الأكبر للزنجفر في المادن، بينما النحاس في طليطلة وغرناطة، والرصاص في قبرة، والقصدير في منطقة الغرب. فيما كانت محاجر الرخام في سييرا مورينا، إلا أنه لم يكن ممهدًا للاستخدام في المواد البنائية وكان يجب استيراده.

### الصناعة والتجارة

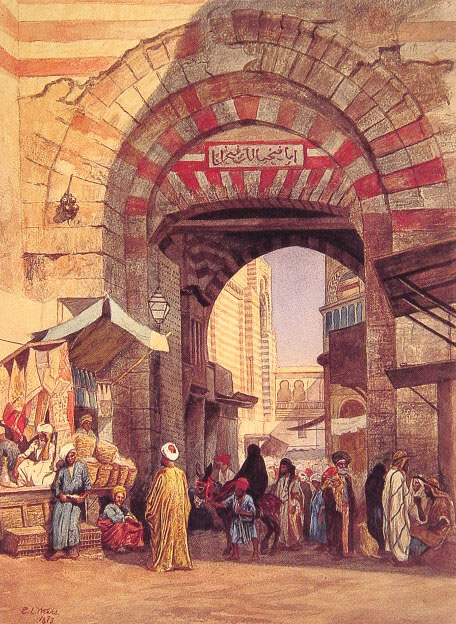
سوقٌ أندلُسيَّة، موصوفة بأنَّها «مغربيَّة»، والمقصود «إسلاميَّة».

كانت الأندلس منذ الفتح حتى سقوط غرناطة دائمة الرواج الصناعي والتجاري على الرغم من بعض الاضطرابات التي ضربتها من حين لحين. فتطورت أشكالهما بشكل كبير خلال القرنين الثالث والرابع الهجريين\ التاسع والعاشر الميلاديين، وحظيت بشهرة واسعة في الشرق الإسلامي والغرب المسيحي، واشتهرت عدد من مدنها بصناعات مختلفة كمالقة وألمرية وغرناطة. ويُعد هذا التطور تقدمًا لم تشهده البلاد قبل الفتح الإسلامي. وبرز هذا النشاط في صناعة الجلود والخشب والأسلحة وضرب العملة وصناعة الخمور والسكر والزيوت والزيتون والصابون والأدوية، والصناعات المعدنية مثل الذهب والفضة والحديد والرصاص وصناعة الزجاج والزئبق والرخام والكُحْل والكبريت الأحمر. وكانت تصدر من هذه الصناعات الجلدية والفخارية والزجاجية ومبريات الخشب وأدوات الموسيقى والمصنوعات المعدنية والبسط والورق والكتان والحرير، ومواد الصباغة مثل الزعفران. وقام أهل الأندلس بتصنيع الورق لتسهيل العلم ونشر الكتب والمعرفة، ليصبح هو الأداة التي تُستخدم في الكتابة بدلًا من الجلود. واشتهرت بعض المدن مثل غرناطة وبلنسية وطليطلة وشاطبة بصناعة الورق. وقاموا بتأليف كتاب للطبخ الأندلسي حتى يعلموا الناس كيفية استخدام التوابل المصدرة إليهم.

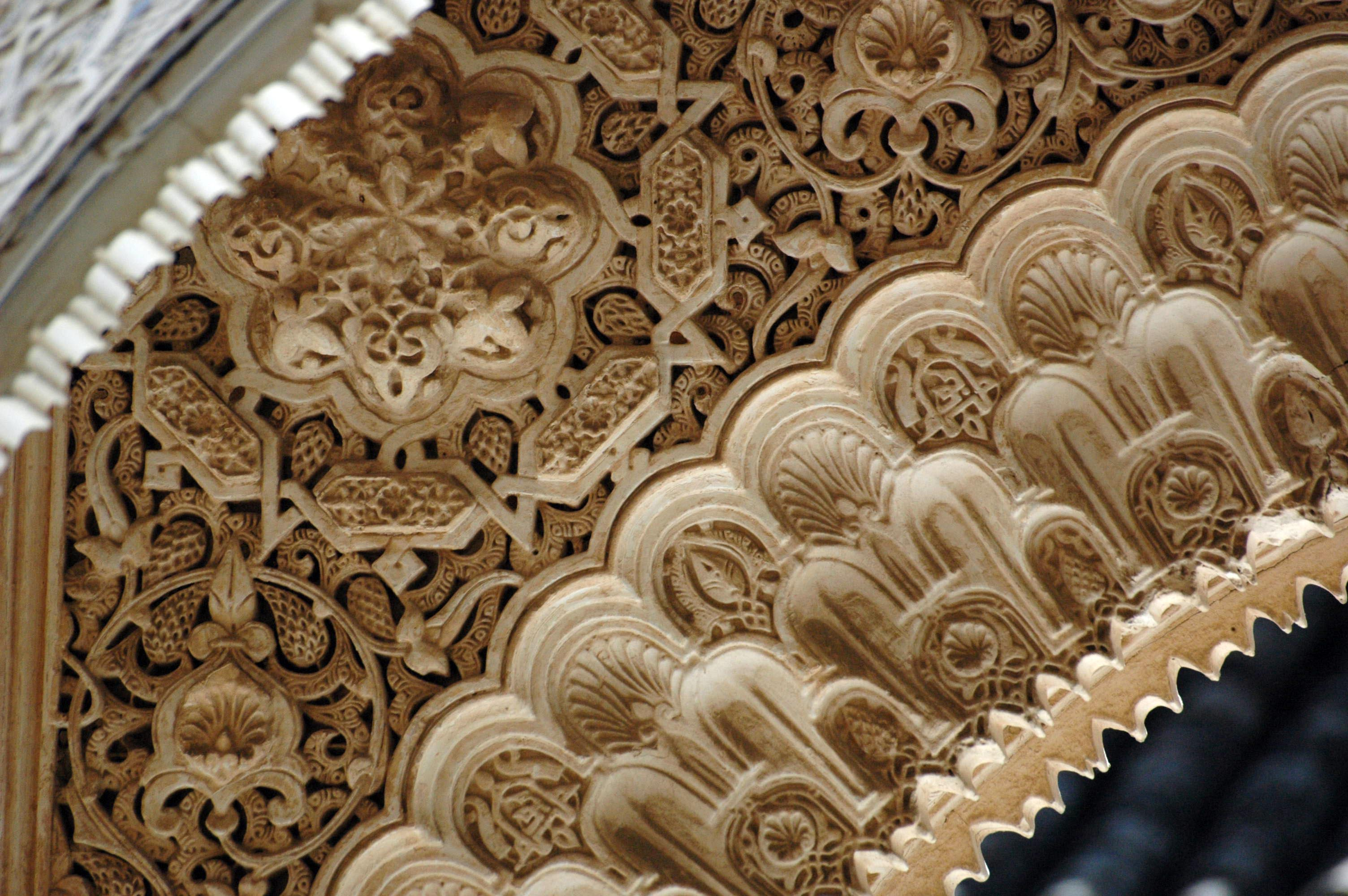
زخرفةٌ إسلاميَّة في قصر الحمراء. كانت الزخرفة إحدى أبرز الصناعات التي راجت في الأندلُس طيلة العصر الإسلامي.

ترجع أسباب تطور الصناعة والتجارة إلى قيام الدولة بتشجيع ودعم النشاط الصناعي، مما نتج عنه تقدم في مختلف الصناعات خاصة الأسلحة والسفن، بالإضافة إلى تقدم الصناعات النسيجية والخزفية والعاجية والجلدية وغيرها من الصناعات التي لها دور في الحياة الاقتصادية والاجتماعية والثقافية؛ وتقنين التجارة وتعيين مراقبين يراقبون الحركة التجارية في الأسواق وقوة الأسطول التي أدت إلى تأمين السواحل والإعفاء من المكوس أو المغارم التي كانت مفروضة أيام دويلات الطوائف وعدم إقحام الدولة نفسها في النشاط التجاري، إلا تلك التي كانت تتطلب الحصول على إذن خاص، مثل بناء الحمامات وصنع الأسلحة وصك النقود وتركيب الأدوية والتطبيب والحجامة، وتعويض الخسائر التجارية وتوفير سيولة الإقراض، وكان خير مثال على ذلك طائفة قرطبة التي كانت تُقرض التجار رأس المال، ويحتفظوا هم بالربح فيما يعود رأس المال للدولة، وظهور الأسواق الخاصة بالبضائع مثل سوق للنحاسين، وسوق للزهور والشحوم وسوق للزيتون.
كان لهجرة اليد العاملة من المدن التي شرد الإسبان سكانها إلى جانب الجاليات الأخرى إلى مملكة غرناطة دورًا كبيرًا في الحفاظ على تراثها والصناعات التقليدية الأندلسية بها. فقد تنوعت صناعات النسيج والفخار والرخام والمعادن الزجاج والزيوت والسفن والسلاح. فأصبحت هذه المملكة تعج بالنجارين والمهندسين والزلاجين والخياطين والعشابين والسراجين والحدادين. وقد تعاون هؤلاء الفنانون في حرفاتهم، واستطاعوا إبراز الفن الحرفي الغرناطي في أبهى صورة. وقد بدأت المنسوجات الغرناطية في الظهور بسبب وفرة كل من أشجار التوت في وادي آش وبسطة والمنكب وجبل الثلج، والقطن والكتان والحرير والصوف في غرناطة، وكانت تُباع لملوك أوروبَّا. وأدت زراعة شجر التوت إلى إنتاج الحرير الطبيعي ليُصدر لتصبح بذلك الأندلس أكبر مصدر للحرير الطبيعي. وبفضل الكيمياء وتوفر القرمز والعصفر كمواد صبغية، أصبح المسلمون قادرين على تلوين المنسوجات بأفضل الألوان. وعليه فقد تقدموا في صناعة السجاد والمنسوجات لتصبح واحدة من أهم الصناعات. وكانت هذه الصناعة ذات أهمية بالغة لقاطني المنطقة
اشتهرت مالقة بصناعة الجلود وخاصة الأغشية والحزم، وصناعة الجلود الغليظة المسماة بالسفن، والتي كانت تُستخدم في صناعة مقابض السيوف. وقد استمرت هذه الصناعة حتى نفي الموريسكيون من الأندلس، وبفضلهم انتقلت إلى أوروبَّا. ووفقًا لما دونه بعض الجغرافيين والرحالة، فإنه كان يتوفر بغرناطة ثروات غابوية مهمة تكسو معظم بسائطها، كمدينة وادي آش ونواحيها وشلوبرينية التي كانت تكثر فيها أشجار البلوط. أما غابات الصنوبر فكانت تكسو جبل الثلج، والتي تصلح أخشابها لصناعة السفن والمراكب التي اشتهرت بصناعتها مدينة ألمرية التي وجدت فيها دار لصناعة السفن في عهد دولة بني نصر. وبشكل عام ولتنمية هذه الصناعة، فقد أقيمت مراكز خاصة لصناعة السفن ومعداتها، وازدهرت تجارتها فأنشأوا أسطول تجاري يخرج من مالقة وميورقة لبيع المنتجات الأندلسية.
ومن أبرز الأمثلة الحية على التجارة، بشكل عام كان التجار يفدون من خارج الأندلس، فقد استقدم المستنصر صناع الفسيفساء من الروم لترصيع الجامع الكبير سنة 354هـ المُوافقة لِسنة 965م. وعبر الاندماج بين التجار الملسمين واليهود والنصارى، امتزجت أسواق الأندلس بفئات عدة ولغات مختلفة. ولعب اليهود أيضًا دورًا هامًا في ذلك، فكانوا جنبًا إلى جنب مع السلع التجارية، كانوا ينشطون في مجال الرق، وكانوا يجابون البلاد شمالًا وجنوبًا لتبادل الخبرات مع الجميع. وكان من الشائع أن يجري التعامل في الصناعة والتجارة بين الطوائف كافة، فقد ارتأت جميع الفئات أنه لا ريب في ذلك.

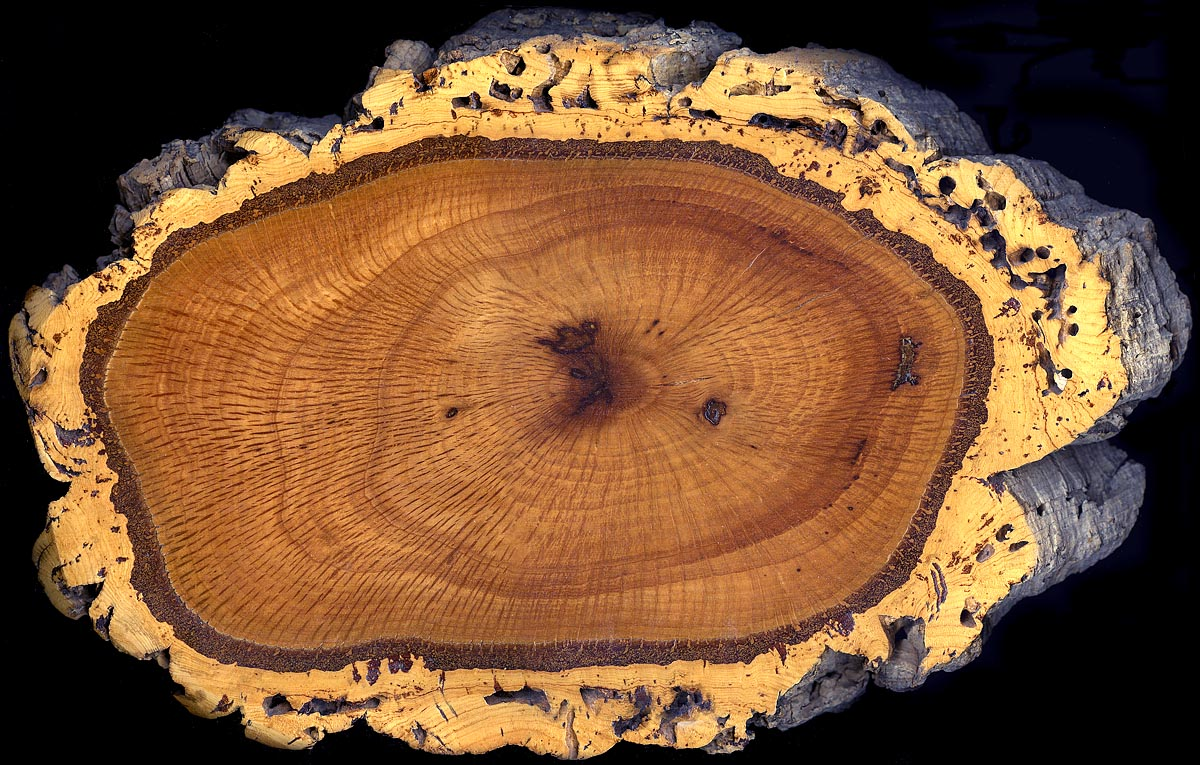
مقطع نصفيّ لجذع سنديانٍ فلينيّ، أحد أنفس أنواع الأخشاب في العالم، وقد اشتهرت به شبه الجزيرة الأيبيريَّة خُصوصًا مُنذ القدم، وشكِّل احتطابه أحد مصادر الدخل البارزة في الأندلُس.

واعتنى الأندلسيون بمراقبة الأسواق وتوسيعها وتنظيم المهن بها والحرص على تخصص المهنيين والتجار، ومراقبة التجارة وجودة السلع وعدل الموازين ومراقبة الأطعمة لحماية صحة السكان. وكانت عملية مراقبة الصناع والحرفيين تجري من خلال تعيين شخص يُدعى الأمين أو العريف، ويكون مسؤولًا عن طائفة حرفية معينة ويدافع عنها أمام المحتسب إذا اقتضى الأمر، وكانوا يحددون السلع وأسعارها، كما كان يقوم بدور الخبير الفني في الخلافات التي تقع بين أهل الحرفة وعملائهم حول سلعة من السلع، ورأيه كان فاصلًا أمام القاضي أو المحتسب، وكان الأمين يأخذ أجرًا من أصحاب الحرف. وكان من وظائف الدولة الكبرى الحسبة وصاحب السوق وصاحب الشرطة. وألف الأندلسيون كتبًا كثيرة عن هذه الوظائف.

### أنشطة أُخرى
كانت تستخدم أخشاب الغابات الوفيرة في صناعة الأثاث وبناء السفن والوقود. ويُعد قصر أبي دانس خير شاهد على استخدام الأخشاب لكثرة وجود الغابات في المناطق المجاورة. وجُمعت أيضًا النباتات الطبية والعطرية والفواكة المخصصة للغذاء مثل البندق والكستناء أو بعض المنتجات مثل الفلين.
وأدت عملية وجود خط ساحلي طويل إلى تشجيع عملية الصيد واستخراج الملح. بالنسبة لعملية صيد الأسماك، كانت تجري على الجانبين البحري والنهري، بالرغم من أنه لم يكن له دورًا هامًا في النظام الغذاني. وكان من بين الأنواع الأكثر صيدًا هي أسماك التن (التونة) والسردين، حيث كانت تستخدم المضربة لاصطياد الأخيرة. فيما كان الملح يُستخرج من مناجم الملح الصخرية في منطقة سرقسطة شأنه شأن الملاحات في مناطق لقنت وألمرية وقادش. وبفضل الملح، تطورت صناعة التمليح بشكل كبير، وكانت واحدة من مواد التصدير.
كانت عملية الصيد بدورها توفر اللحوم، وأكثر لُحوم الطرائد شيوعًا كانت لُحوم الأرانب والحجلان، التي كانت مخصصة للبيع في الأسواق الحضرية، كما كان الصيد يؤمن الجُلود المخصصة لصناعة الفراء، وأكثرها شُيوعًا كانت جُلودالثعالب والقُضاعات، التي كانت تُسوّق في المناطق ذات الكثافة السكانية المنخفضة، الواقعة على الحدود الشمالية. مع ذلك، كانت عملية الصيد تُصنف ضمن الرفاهيات، فكان الأندلسيّون يصطادون الطرائد البريَّة باستخدام الطيور الجارحة، التي كانت تشهد تربيةً ورعايةً وتدريبًا رفيعًا. والصيد باستخدام الجوارح هي عادة عربيَّة قديمة، انتقلت مع العرب إلى مُختلف أنحاء البلاد المفتوحة، ومنها الأندلُس.

## المُجتمع

### التركيبة السُكَّانيَّة

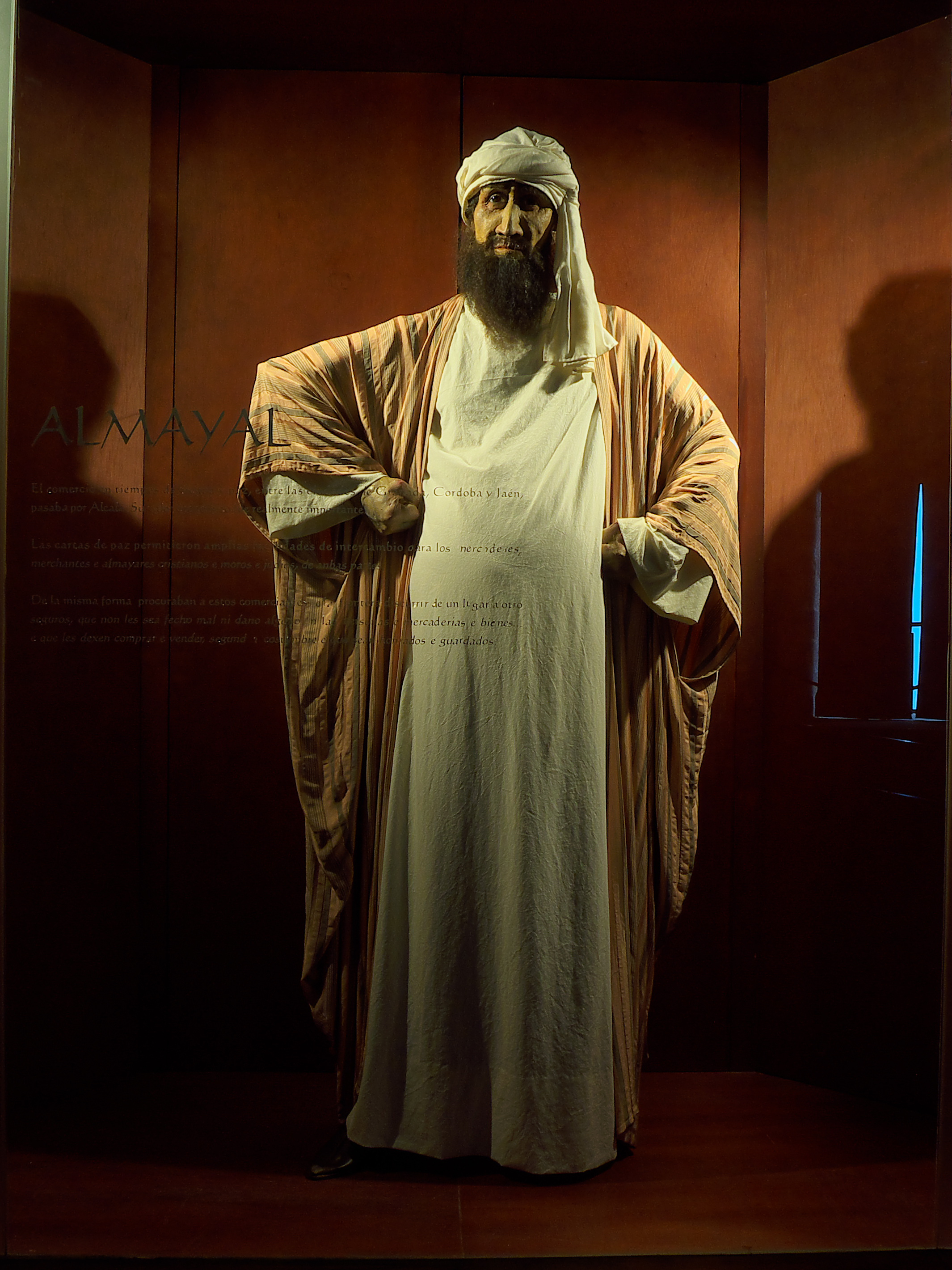
تمثالٌ شمعيّ يُظهرُ ما كانت عليه هيئة ولِباس قسمٌ كبير من أهل الأندلُس.

ينتمي فاتحو الأندلس إلى فرقتين رئيسيتين وهم العرب من بلديين وشاميين ومن قيسية ويمنية، ثم الأمازيغ وهم بدورهم ينتمون إلى بطنين كبيرين، بتر وبرانس، ومنهما تتفرع قبائل كثيرة. وكان البربر هم الأكثر عددًا من العرب، إلا أنهم سرعان ما اندمجوا معهم لغويًا وثقافيًا وبدوا كيانًا واحدًا. إضافة إلى ذلك كان هناك فئة المواليين للعرب، الذين اشتغل البعض منهم بالصنائع وبعض المهن والتجارة وتقديم الخدمات مثل الحياكة والخرازة والنسيج وسبك الحديد وصناعة آلات الحرب والنحاس وآلات الخيل وسرجه؛ ومنهم من امتهن الصباغة والحجامة والتطبيب والطحن وخراطة العود ونجارة الخشب وتسمير البهائم؛ وكانت تجارتهم مركزة في مواضع عدة في النعال والحياك والجلاليب واللحم؛ بينما تمركزت خدماتهم التي يقدمونها للمجتمع على ضرب الطبول والبنود والقيام بالمساجد والآذان ورصد الوقت ودفن الموتى وحفر القبور وحراسة الأسواق ليلًا وحمل السلع من بلد إلى بلد.
عند دخول المسلمين الفاتحين إلى الأندلس، كانوا فرادى امتزجوا وتزاوجوا مع المجتمع القوطي الطبقي، الذي كان منقسمًا إلى قسمين فحسب، الحكام والرعايا. وضرب المسلمون مثالًا حيًا في السياسة المتسامحة في حسن التعامل مع أهل البلاد، فلم يثقلوا كاهلهم بالضرائب وتركوا لهم الحرية الشخصية في البقاء على دينهم أو الدخول في الإسلام. وبدوره أدى ذلك إلى اعتناق الكثير منهم الإسلام وسُمُّوا بالأسالمة أو المسالمة، فيما سُمي أبناؤهم بالمولدين؛ فيما بقيت بعض الفئات المسيحية، إلا أنهم تعربوا وسُمُّوا بالمستعربين.

#### العرب
كان القيسيون والكلبيون، الذين وفدوا أولًا مع موسى بن نصير، ولاحقًا مع الحُر بن عبد الرحمٰن الثقفي سنة 94هـ هم أوائل العرب الوافدين إلى الأندلس. وتوالت الهجرات واستدعى عبد الرحمٰن الداخل أجنادًا شاميين، استقروا فيما بعد في جنوب وغرب الأندلس. وسُمي أولئك الذين وفدوا مع ابن نصير «بالبلديين»، بينما لُقب الوافدون مع بلج بن بشير بالشاميين. اختار العرب الاستقرار قرب منحدرات أنهار الوادي الكبير وتاجة وشنيل وإبرة؛ فيما اختار العدنانيون القيسيون الاستقرار حول طليطلة وقبيلة هذيل في منطقة أريولة ونزل الشوام في مناطق عدة، فمثلًا ذهب جند الأردن إلى كورة أو ما يُعرف بضاحية جيان، وجند مصر بكورة باجة وآخرين منهم بكورة تدمير وجند دمش بكورة ألبيرة؛ وغالبية بنو تميم والقيسيين في منطقة إشبيلية وبلنسية؛ وتوزع القحطانيون اليمنيون في عديد من الأماكن؛ فيما استقرت الأرستقراطية الحميرية في قرطبة وبطليوس وإشبيلية وألبيرة ومرسية.

#### الأمازيغ
تدفقت جموع الأمازيغ على الأندلس مع الوافدين الأوائل، وكان أكثرها من زناتة مع الطلائع الأولى للفتح، ثم تتابعت في عهد المرابطين والموحدين، وتبعتها صنهاجة أيام ضعف الدولة الأموية. وأقام الكثير منهم في الثغور والمدن مثال بلنسية ومرسية وألمرية وبرشلونة وباجة. وكان لهم سلطة في عهد المرابطين، حيث احتلت قبائلهم الكثير من المدن، وخصوصًا الثغور منها. وعدهم صاحب أعيان فاس من الجنس الثالث ممن دخل الأندلس حيث قال «الجنس الثالث دخل إليها من برابرة المغرب وأفريقية. ومن كان منهم من أهل الحاضرة استقر في القرى». ويظهر من أنسابهم وقبائلهم التي ذكرها ابن حزم في جمهرة الأنساب: وزداجة وملزوزة وأمغيلة ومكناسة وزناتة ومديونة وهوارة ومصمودة وأوربة وزواوة وصنهاجة.

#### الصقالبة
الصقالبة (السلاڤ) أو السقالبة أو المواليين هم أحد عناصر المجتمع الأندلسي والمغاربي والصقلي خلال العصور الوسطى، وهم خليط من الخدم والمماليك الذين جلبهم النخاسون الجرمان واليهود أطفالًا من بلاد الفرنجة وحوض الطونة (الدانوب) وبلاد اللونبارد ومختلف ثغور البحر المتوسط ليُباعوا في الأندلس. يرجع أصلهم إلى أسرى الجيوش الجرمانية في حروبها مع السلاڤيين، ومستجلبي القراصنة الذين كانوا يطوفون في مياه البحر المتوسط، واستجلب اليهود، من كان منهم خاصًا بخدمة الحريم، من فرنسا، وخصوصًا من ڤردان. وكثر عدد الصقالبة الموالي أيام الخلافة، وصار لهم ذكر وصيت. يقول ابن عذاري المراكشي: «...وكانوا أبهى حلل المملكة وأخص عددها، عني الخلفاء بجمعهم والاستكثار منهم... هم أمناؤنا وثقاتنا على الحرم، فينبغي للرعية أن تلين لهم وترفق في معاملتهم فتسلم من معرتهم، إذ ليس يمكننا في كل وقت الإنكار عليهم. وازدادت سطوتهم بعد موت الحكم حتى ظنوا أن لا غالب لهم وأن الملك بأيديهم». وعمل الصقالبة في الصنائع اليدوية والتجارة، ووصل عدد الفتيان الصقالبة بالزهراء إلى ثلاثة عشرة آلاف وسبع مئة وخمسين فتى؛ وعدة النساء، الصغار والكبار وخدم الخدمة ستة آلاف وثلاث مئة وأربعة عشرة امرأة.

#### المستعربون

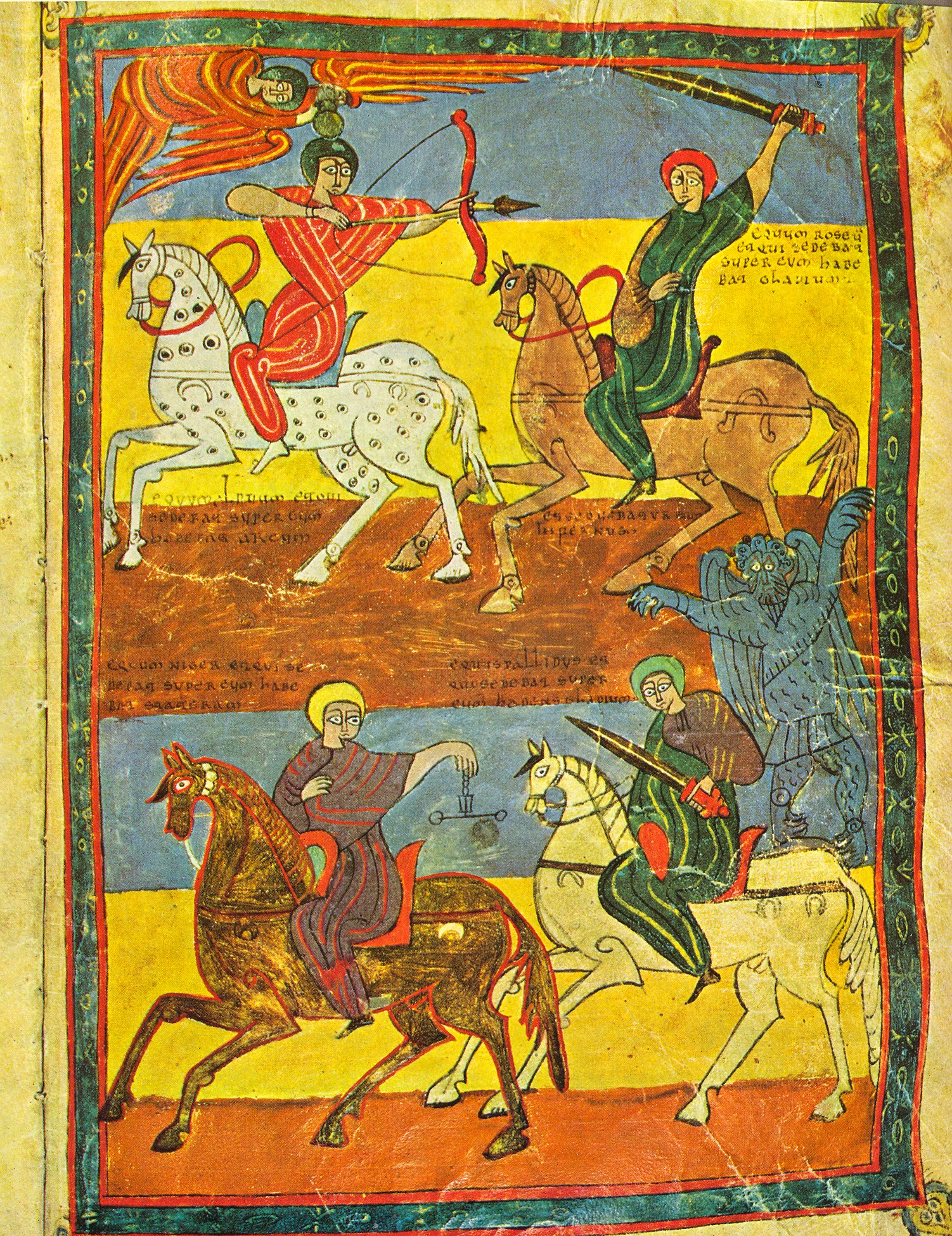
مُنمنمة يظهر فيها بعضُ المُستعربين.

المستعربون أو النصارى المعاهدون أو الأعاجم هم النصارى الذين ظلوا في الأندلس في المدن والبقاع المفتوحة بعد الفتح الإسلامي، وتركزت قواعدهم الأساسية في كل من قرطبة وإشبيلية وطليطلة. وقد شكلوا الطبقة الأكثر عددًا وانقسموا إلى طبقتين داخل المجتمع الأندلسي؛ أولهما عليا، وكانت تتكون من كبار النصارى ووجوههم؛ وثانيهما العامة، إلا أن الطبقة الثانية حظيت بحقوق أخرى إبان الفتح، حيث مكنهم الفاتحون من خدمة الأرض مقابل جزء يسير من منتوجها يؤدونه للدولة ويحتفظون هم بجله، وكانوا قبلًا أقنانًا مملوكين. وتبنى المستعربون تقاليد العرب ولغتهم واهتموا بالحرف العربي وكانوا يجيدون الشعر والنثر العربي وينظمون القصائد ويتفاخرون بإتقانهم للغة العربية. وخلال الحكم الأموي كله اعتمد عليهم الأمويون في إدارة شؤون البلاد الاقتصادية وتنظيم الدولة والعلوم. وبرز المسيحيون في العلوم والطب والفلك، فيما امتهن عوامهم الزراعة وتربية الماشية والصيد.

#### المولودون
المولودون أو المسالمة من أهل الدين هم سكان الأندلس الأصليون الذين اعتنقوا الإسلام وأبناء الأمازيغ والعرب من أمهات مسيحيات، وقد شغلوا مناصب كبرى في الأندلس لاحقًا، كما عملوا بالتجارة. كانوا من الفئة الطبقية الرابعة من وجهة النظر العربية في بدايات عصر الدولة الأموية في الأندلس؛ فيما أطلق عليهم الإسبان لقب المرتدين أو الخوارج لتركهم الدين المسيحي. وقال عنهم صاحب أعيان فاس: «المولودون والنصارى والمعاهدة في الجنس الرابع، ويُقصد بها من أهلها الذين دخل عليهم المسلمون، منهم من أسلم واستقر بموضعه، ومنهم من سبي عند الفتح واستقر بها، وبها بقي عَقبه، ومنهم من أسلم بعد الفتح أو سبي بعد الفتح واستقر بها عقبهما. وهذا الصنف على أجناس، منهم الروم والجلالقة وقشتالة، وراغون البرمدي، والعريقيين والينير والطوطيين من الأمم القديمة، ومنهم أهل البريس مدينة مستقر طاغية فرانسيس، ومنهم عجم رومية... ومنهم من كان من اليهود مستقرًا بها  قبل الفتح، وأسلم عند الفتح أو بعده، أو دخل إليها بعد الفتح وأسلم».

#### اليهود

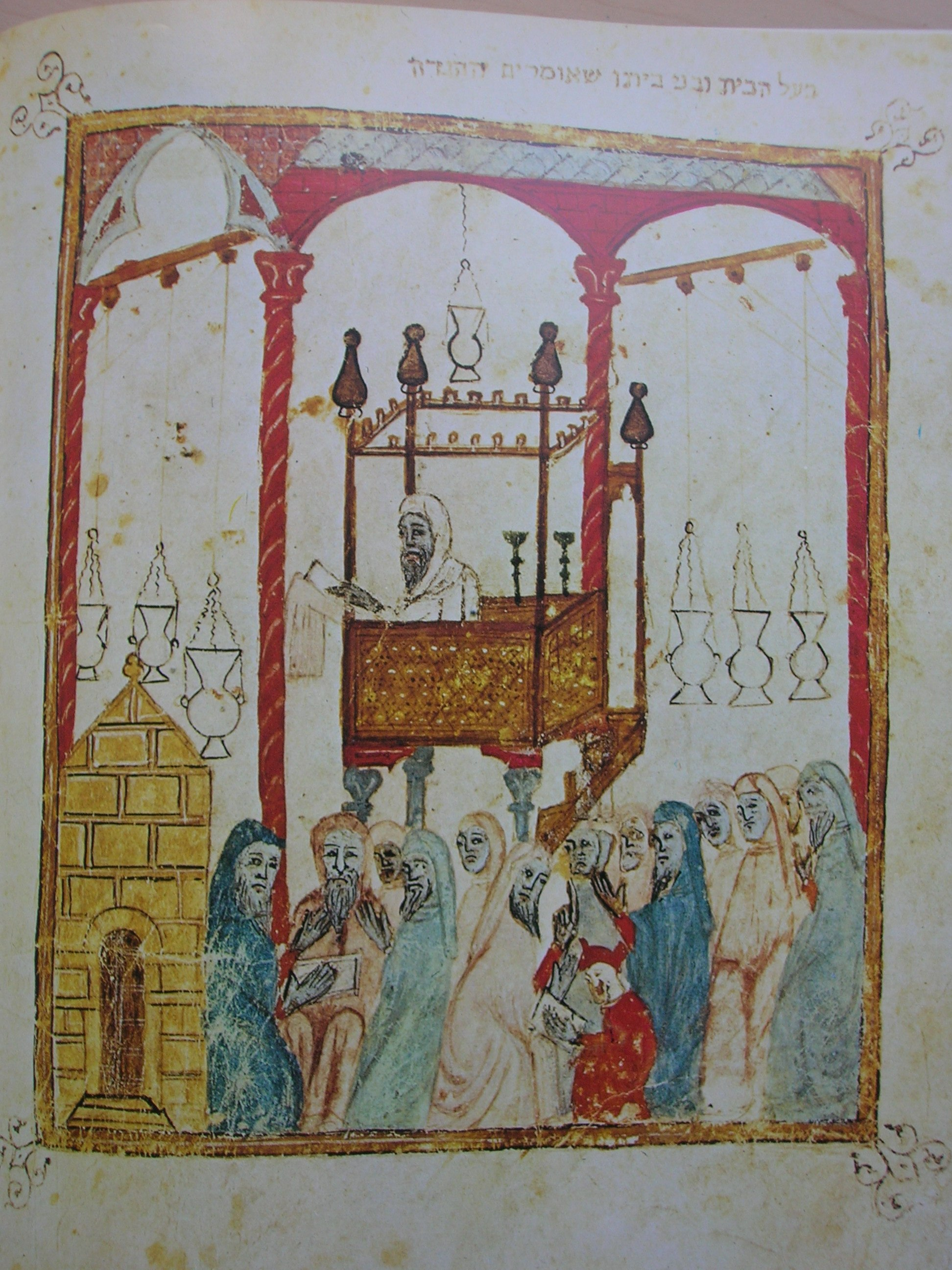
حبرٌ يهوديّ يقرأ قصَّة الفصح على حشدٌ من المؤمنين في إحدى كُنس الأندلُس.

أقر المجمع الذي عُقد في ألبيرة فيما بين عامي 309 و312 ق. م بعدد من البنود، مفادها منع تعامل النصارى مع اليهود وكذلك مخالطتهم والزواج منهم ومشاركتهم الطعام. ويُشير ذلك إلى وجود اليهود قبلًا في أيبريا قرابة القرن الرابع الميلادي، إلا أنه لا يُعرف تحديدًا متى وصلوا، فهناك من زعم أنهم جاءوا إليها مع طلائع الفينيقيين الأولى الذين قدموا من ترشيش الصوريَّة في القرن العاشر قبل الميلاد، كما زعموا أيضًا أن هناك مجموعة ثانية منهم قد وردت أيام نبوخدنصر سنة 558 قبل الميلاد. وقد كان هؤلاء اليهود الذين استوطنوا الأندلس قبل الفتح عونًا للفاتحين المسلمين. فعنهم يقول المقري عن فتح طارق: «... ثم لحق ذلك الجيش بالجيش المتوجه إلى ألبيرة، فحاصروا مدينتها وفتحوها عنوة، وألفوا بها يهودًا ضموهم إلى قصبة غرناطة، وصار ذلك سنة متبعة متى وجدوا بمدينة فتحوها يهودًا، يضمونهم إلى قصبتها ويجعلون معهم طائفة من المسلمين يسدونها». وبدوره تحدث أسطور في كتابه تاريخ اليهود في الأندلس الإسلامية تفصيليًا عن وجود طوائف ذات أهمية كبرى في عديد من المدن، مثل قرطبة وإشبيلية ولسيانة وغرناطة وطليطلة وقلعة حماد وسرقسطة، وكذلك في مدن الشمال، مثل برشلونة وطركونة وطرطوشة. ووصل عددهم في غرناطة فحسب إلى خمسين ألف، بينما وصل في شبه الجزيرة كافة إلى مئة ألف يهودي.

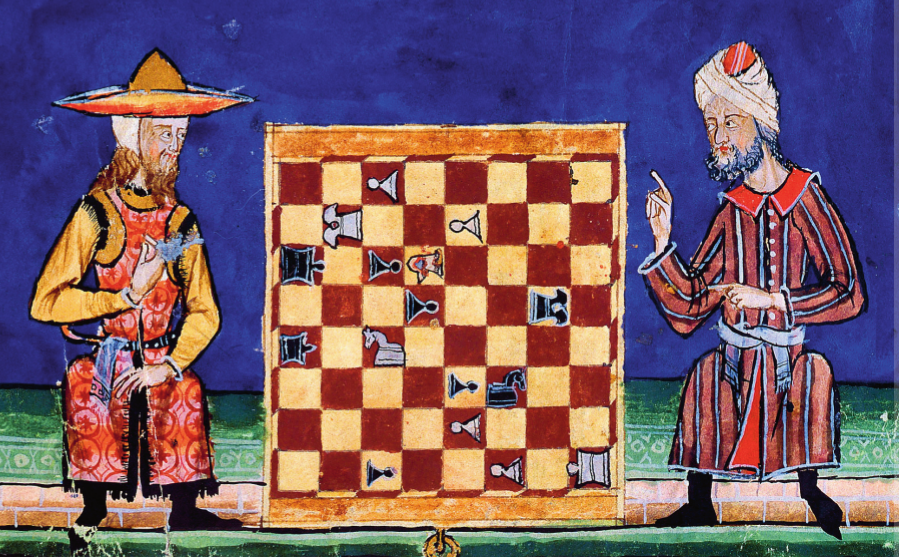
مُسلم ويهودي يلعبان الشطرنج في الأندلس.

ورحبت الخلافة الأموية في الأندلس باليهود نحو عام 750م وسمحت لهم بممارسة جميع الأعمال. وقد جذب تسامح الأندلسيين معهم الكثير من اليهود من البلدان الأخرى. وحذا اليهود حذو العرب وحاكوهم في فنون الشعر والنثر والقواعد باللغة العربية عن اللغة العبرية، لما وجدوا بها من فرصة للترقي والاندماج في المجتمع سريعًا، وتلاقت أهداف العرب واليهود حينئذ لتفضيلهم اللغة عن الصور والفعل عن ما هو بصري. وبالمثل اهتموا بدراسة الموضوعات المتخصصة كعلم الفلك والتنجيم والهندسة والبصريات والبلاغة وفن الخط وفقه اللغة وعلم العروض والطب والفلسفة. وظل اليهود في الأندلُس يعملون في العلوم والرياضيات وكانوا يساهمون في نشر العلوم العربية عبر ترجمة المؤلفات العلمية من العربية إلى العبرية. وقد أنشأ العلماء اليهود الإسطرلاب لقياس خطوط العرض، في محاولة منهم للارتقاء بالتقويمات وأدوات الملاحة عبر الرحلات الاستكشافية التي كانت تجرى في البلاد الأندلُسية. وعندما بدأ الخلافة الإسلامية في قرطبة في الانهيار، ضعفت حماية السكان عامة واليهود خاصةً وتجزأت الخلافة الأموية إلى دويلات عديدة وكثرت الخلافات بينها. واضطر العديد من العلماء اليهود إلى الهجرة من الجزيرة الأيبيرية الإسلامية، عقب معاناتهم من حكم المرابطين الذين أجبروهم على اعتناق الإسلام أو الموت، إلى طليطلة، التي استرجعها المسيحيون. وقام العديد منهم بالمشاركة بترجمة الكتب العربية إلى اللاتينية في مدرسة طليطلة.

### الدين

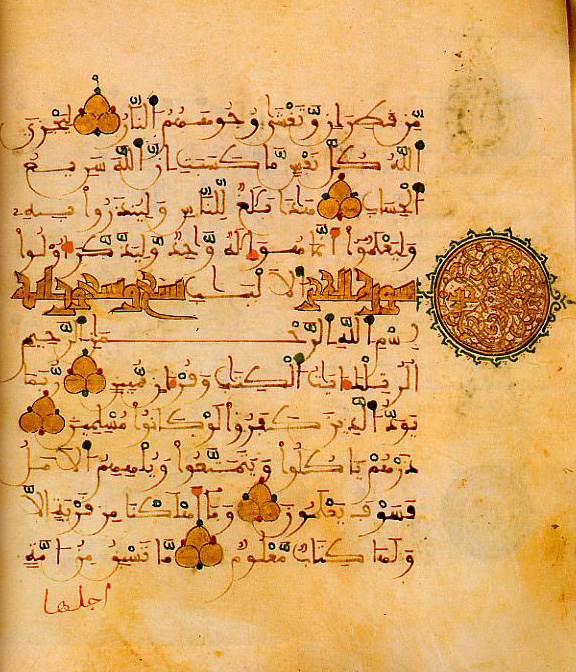
صحيفة قُرآنيَّة خُطَّت بالأندلُس خِلال القرن الثاني عشر الميلادي. تظهرُ فيها آخرُ سورة إبراهيم وأوَّلُ سورة الحجر.

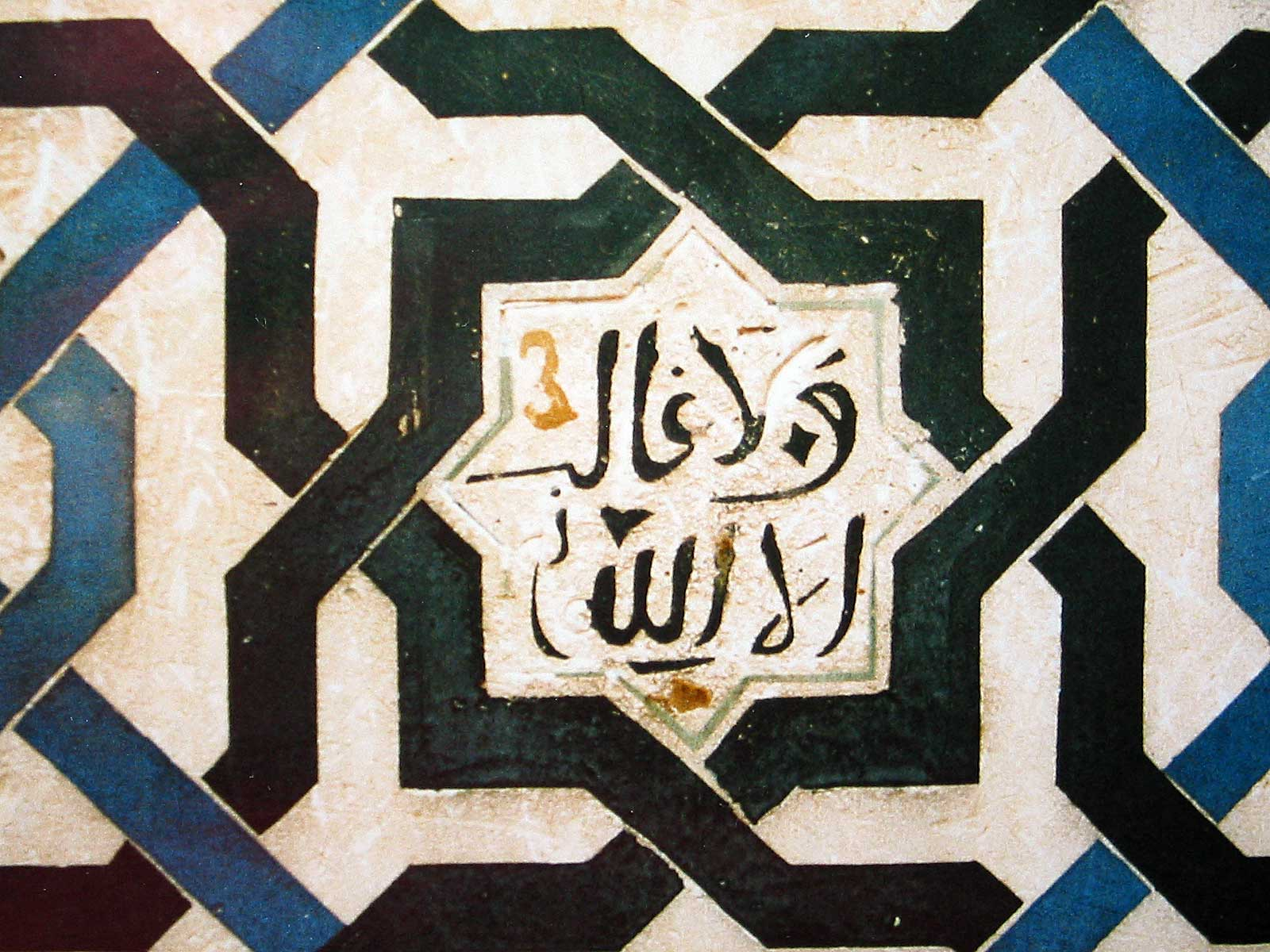
عِبارة «ولا غالب إلَّا الله» منقوشة في قصر الحمراء بالأندلُس، وهي شعار القُضاة وقاضي الجماعة.

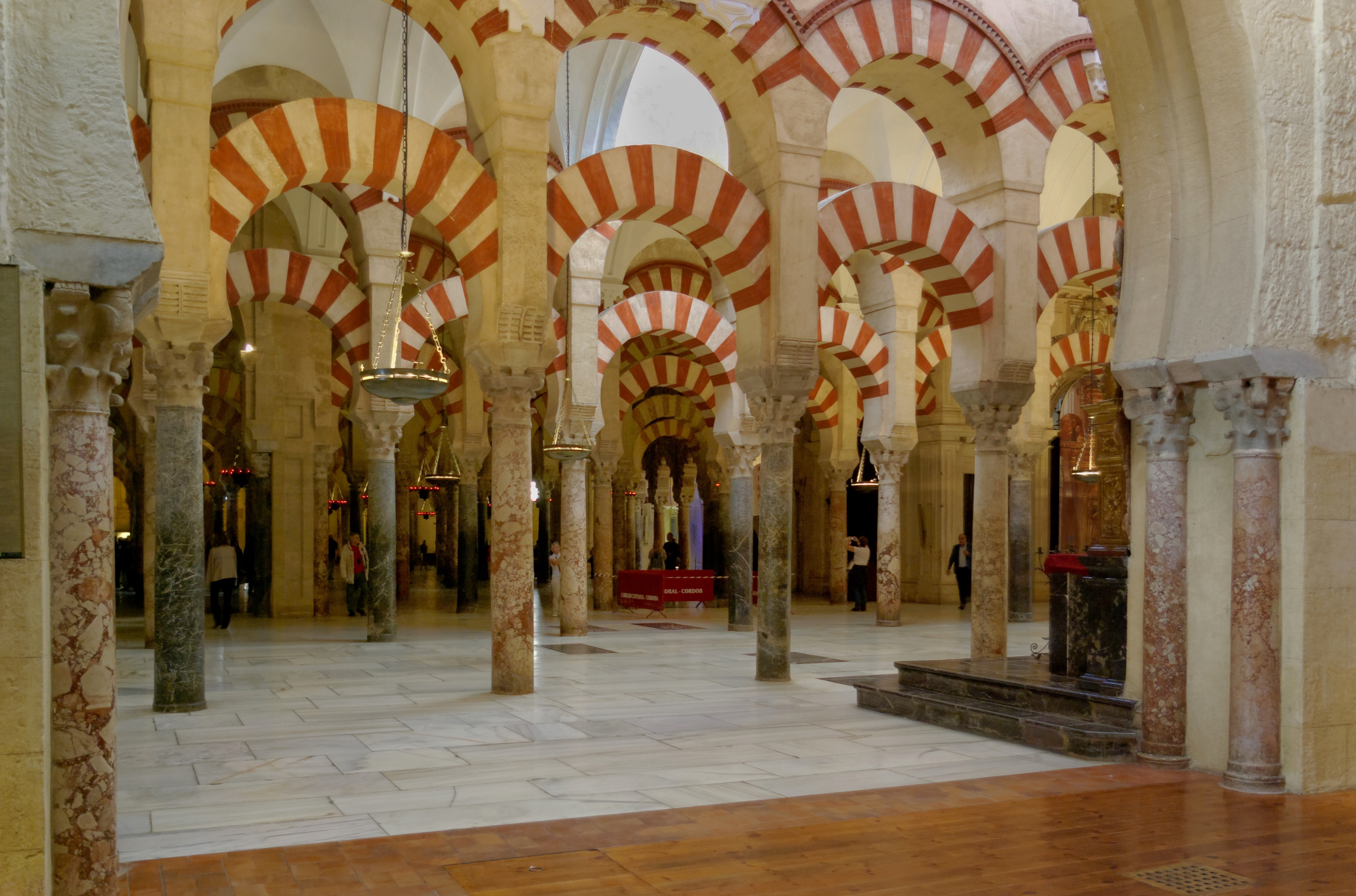
داخل المسجد الجامع في قُرطُبة.

اعتنق أغلب سُكَّان الأندلُس الإسلام دينًا، وقد أقبل أهلُ البلاد الأصليين على اعتناق هذا الدين بعد استقرار وإرساء قواعد الحُكم الإسلامي في شبه الجزيرة الأيبيريَّة، وبقي قسمٌ كبيرٌ منهم على المسيحيَّة، كما كان هُناك قسمٌ يدينُ باليهوديَّة، وآخرٌ ضئيل يدينُ بالوثنيَّة، وقد عُرف هؤلاء الأخيرين بالمجوس. ومن الناحية المذهبيَّة، كان المذهب الأوزاعي هو أوَّلُ مذهبٍ فقهيٍّ عرفته بلادُ الأندلُس. وقد ظهر هذا المذهب زمن الوُلاة، عندما كانت الأندلُس ما تزالُ ولايةً أُمويَّة تتبع السُلطة المركزيَّة في دمشق، ويرجعُ سبب انتشار المذهب الأوزاعي في رُبوع الأندلُس إلى أنها كانت مُتأثرة بالمظاهر الحضاريَّة الشاميَّة جميعًا، والمذهب الأوزاعي كان مذهب أهل الشَّام في ذلك الوقت، وصاحبه هو الإمام عبدُ الرحمٰن بن عمرو الأوزاعي، الذي كان من المُجاهدين الذين رابطوا في مدينة بيروت لِصد غارات الروم البيزنطيّون البحريَّة، ولهذا اهتم مذهبه بالتشريعات الحربيَّة وأحكام الجهاد، وهذا الاهتمام كان يناسب وضع الأندلُسيين في هذه الفترة من حياتهم القائمة على حُروب الجهاد، ولهذا اعتنقوا هذا المذهب. وتختلف الروايات حول العالم الأوَّل الذي نقل مذهب الأوزاعي إلى الأندلًس فتُرجَّح بين القاضي الغرناطي أسد بن عبد الرحمٰن، وصعصعة بن سلام الشاميّ الأندلُسيّ. وفي عهد الإمارة، عظِم التأثير الحجازي في الأندلُس، وبالأخص خِلال مرحلة توطيد الحُكم زمن هشام بن عبد الرحمٰن الداخل والحكم بن هشام، ومن مظاهر هذا التأثير شُيوع المذهب المالكي، الذي استهوى الأمير هشام ومن حوله من الفُقهاء ورُوَّاد الحديث، فتركوا مذهب الأوزاعي وأقبلوا على اعتناق المذهب المالكي، واعتمدوه المذهب الرسميَّ للبلاد. والروايات تعزو هذا التحول إلى الإعجاب المُتبادل بين الإمام مالك بن أنس والأمير هشام بن عبد الرحمٰن، هذا الإعجاب الذي جسده الفقهاء الأندلُسيَّون تلاميذ مالك، دون أن يرى أحدهم الآخر. أضف إلى ذلك أنَّ هشام بن عبد الرحمٰن كان مُتعاطفًا مع مالك من واقع بُغض الاثنين للعبَّاسيين. كذلك، فقد رحل العديد من عُلماء الأندلُس إلى الحجاز ودرسوا على يد مالك وعادوا إلى بلادهم وعملوا على نشر مذهبه هُناك، ومنهم أبو عبد الله زياد بن عبد الرحمٰن اللخمي الذي أدخل مذهب مالك إلى الأندلُس، وأخذه عنه يحيى بن يحيى الليثي، الذي روى عن مالك المُوطأ، وتُعتبر روايته من أصح الروايات. أخذ المذهب المالكي ينتشر في الأندلُس على حساب المذهب الأوزاعي بعد أن صمد هذا مُدَّة أربعين سنة. وفي نهاية المطاف أصبح القضاء والفتيا على المذهب المالكي. وخلال عصر المرابطين طغى طابع المذهب المالكي على سياسة الدولة، وكانت زعامة القضاء راجعة لقاضي مُرَّاكش، عاصمة الدولة، الذي كان عضوا في مجلس الشورى والذي أصبحت له سُلطة كُبرى على قُضاة المغرب والأندلُس. وكان كبير قُضاة وعُلماء الأندلُس يُعرفُ باسم «قاضي الجماعة» أو «شيخ الجماعة»، واعتلى هذا المنصب زمن المرابطين عدة أعلام من المشيخة المالكيَّة، أبرزهم ابن رشد الجد والقاضي عياض، وابن حمدين وابن الحاج القرطبي.

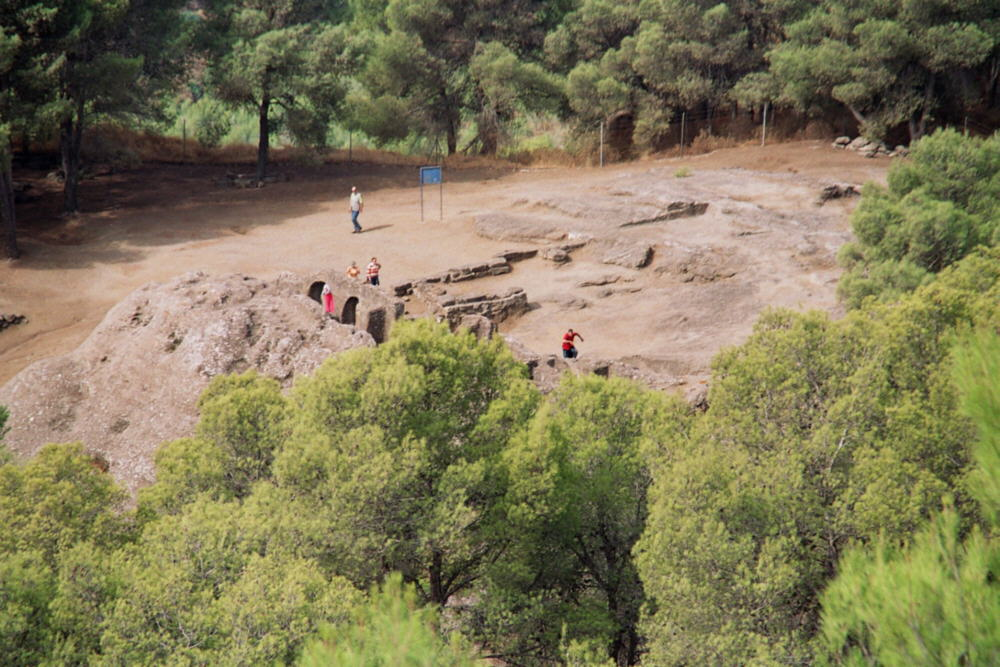
آثار كنيسة شيّدها عُمر بن حفصون ببشتر.

بقي قسمٌ كبيرٌ من أهالي الأندلُس القُوط على المسيحيَّة، فكفلت لهم الدولة الحُريَّة الدينيَّة لقاء الجزية السنويَّة. وقد تمتَّع نصارى الأندلُس زمن الإمارة الأُمويَّة بحقوقٍ وامتيازاتٍ لم يحصلوا عليها خِلال العهد القوطي، من ذلك أن المُسلمين سمحوا لهم بالحفاظ على مُمتلكاتهم الدينيَّة كالكنائس ومُمتلكاتها، والأديرة وغيرها، وعلى مُمتلكاتهم الخاصَّة مثل الأموال والعقارات المُختلفة كالمساكن، والمحلَّات التجاريَّة، والأراضي الزراعيَّة. أضف إلى ذلك، منحت السُلطة الإسلاميَّة في الأندلُس للمسيحيين امتيازات منها قرع النواقيس، ومرور المواكب في شوارع المُدن أثناء الاحتفالات الدينيَّة حاملين الصليب، وبناء كنائس جديدة، إضافةً إلى السماح لهم باستعمال اللُغة العربيَّة في الترانيم الكنسية، وعدم تدخلها في الأُمور التنظيميَّة الدَّاخليَّة للكنيسة. ومن الناحية الثقافيَّة، ساهم الوُجود الإسلامي في الأندلُس في تحرير الكنيسة الأندلُسيَّة من تبعيَّتها لِكنيسة روما، كما تحرر المسيحيّون من ضغط رجال الدين عليهم، بفضل الحماية التي ضمنتها لهم السُلطة الإسلاميَّة، فأصبح بإمكان المسيحي أن ينتقد الكنيسة وتصرُّفات رجال الدين، ونتج عن ذلك ظهور مجموعة من المذاهب الدينيَّة المسيحيَّة في الأندلس. وعلى الرُغم من التمازج والعيش السلمي بين المُسلمين والمسيحيين في الأندلُس، فإنَّ بعض الثورات الطائفيَّة أو المصبوغة بصبغةٍ طائفيَّة قد وقعت بين الحين والآخر لِأسبابٍ مُختلفة، منها ثورة عُمر بن حفصون المُعارض لِسُلطة الدولة الأُمويَّة، وقد استمرَّت 49 سنة (267هـ - 316هـ)، وقضيَّة شُهداء قُرطُبة المُثيرة للجدل.
أمَّا بالنسبة لِمظاهر التسامح مع اليهود، فمن أبرزُها إسنادهم مناصب عالية ووظائف سامية في الدولة، كالدبلوماسيَّة وتسيير الإدارة والاقتصاد والمال وجمع الضرائب، ومنهم مثلًا حسداي بن شبرط الطبيب الذي تحمل مسؤوليات شتى في ظل الدولة الإسلاميَّة، ولاسيما في بلاط عبد الرحمٰن الثالث. وقد أتاح جوُّ التسامح للثقافة اليهوديَّة أن تزدهر، إذ أتاح للعبريَّة أن تتطور تأثُرًا بالعربيَّة، كما أتاح تجديد الأدب اليهود والشعر منهُ خاصة، بتأثيرٍ من الشعر الأندلُسي. وكما هو الحال مع النصارى، وقعت عبر التاريخ الأندلُسي بضعة فتنٍ بين المُسلمين واليهود، فقد استهزء الوزير اليهودي أبو إسحٰق إسماعيل بن النغريلة بالمُسلمين، وأقسم أن ينظم القرآن في مُوشَّحاتٍ يغنى بها، فقال:
وكان من نتيجة هذا أن ثارت حمية البربر الصنهاجيين عليه، فقتلوه. كذلك، فقد تذمَّر بعضُ المُسلمين من هيمنة اليهود على مصادر الدخل والأموال في البلاد، واحتكارهم بعض التجارات والأعمال، فأنشد أبو إسحٰق الألبيري قصيدةً طويلةً استعرض فيها مظاهر استبداد اليهود بغرناطة، وما كان لهم فيها من سُلوك، فقال:

### اللُغة

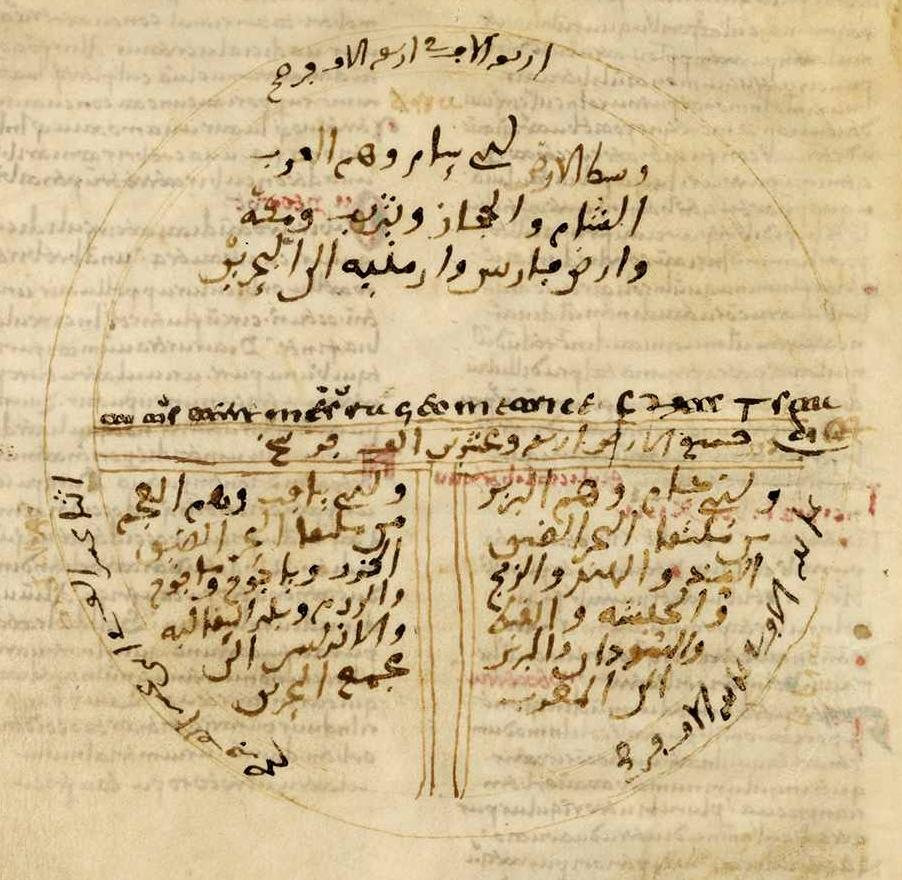
مخطوطة أندلُسيَّة بالعربيَّة والإفرنجيَّة.

كانت اللغة العربية هي أكثر اللغات شيوعًا في الأندلس، واللغة الرسمية للإمارة والخلافة الأموية وعدد من ممالك الطوائف. وكُتبت بها الكثير من أهم الأعمال الدينية والفكرية الإسلامية والمسيحية واليهودية في أيبريا. وكانت اللغة العربية هي لغة السياسة والعلم والأدب لقرون طويلة، وأثرت تأثيرًا مباشراً أو غير مباشر على كثير من اللغات الأخرى التي شاركها أهلها الوطن، كالأمازيغية والإسبانية. ونتيجة لأهميتها في المجال العلمي والثقافي، اقتبست منها بعض اللغات الأوروبيّة كلمات عن طريق التثاقف والاختلاط مع عرب الأندلس. وقد انتشرت اللغة العربية بشكل سريع في نطاق واسع بين سكان الأندلس. وكانت تُعد وقتها لغة الحضارة الغالبة والعلم المتفوق ولسان الممتازين ذوي السلطان، وأقبل سكان شبه الجزيرة أنفسهم على تعلم اللغة العربية. وفي القرن الثالث عشر، أخذت اللغة العربية في الانحسار في شبه الجزيرة الأيبيرية مع قيام القشتاليين بإسقاط المدن الأندلسية شيئاً فشيئًا وقتل أو نفي أهلها المسلمين، كذلك فقد أخذت أهميتها العلمية تتراجع بعد ركود الاكتشافات العلمية الإسلامية، وبدء انتقال شعلة الحضارة إلى أوروبَّا.

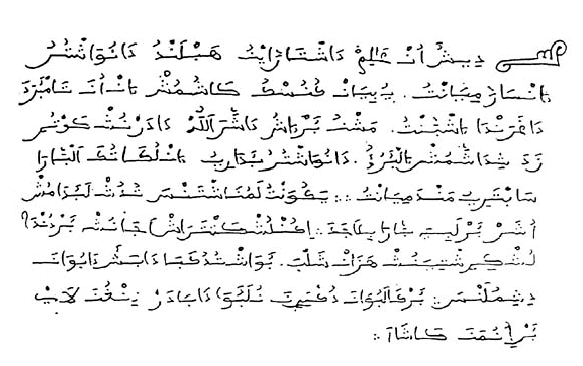
كتابة بالأعجميَّة الأندلُسيَّة باستخدام الحُروف العربيَّة.

وإلى جانب اللغة العربية، شاعت اللغة المستعربة، وهذه لغة شعبية رومانسية، كانت تُستخدم من قبل المستعربين أو المواطنين النصارى بالأراضي الإسلامية بين القرنين الثامن والثالث عشر في كل من الأندلس وشمال إفريقيا. واختفت اللغة المستعربية في القرن الخامس عشر بعد استبدالها باللغات البارزة في الممالك المسيحية عقب حروب الاسترداد مثل اللغة الجليقية والليونية والقطلونية، وإن كانت هناك بعض الأثار المتبقية منها حتى القرن التاسع عشر، مع بعض الكلمات المستخدمة في اللغة اليومية. وكان شائعًا لكتابة اللغة المستعربية استخدام الأعجمية الأندلسية أو العجَميَّة. والأعجمية الأندلسية تعني اللغات الرومانسية الإسبانية والبرتغالية والمستعربية المرسومة بالخط العربي، أو المعَجَّمة. كان هناك بعض الأدباء من شعوب أوروبا المسلمة ممن بدأوا في كتابة أعمالهم الأدبية آنذاك بلغاتهم الأم، مستخدمين في ذلك الأبجدية العربية التي استخدمتها كافة شعوب العالم الإسلامي كالفرس والترك، ثم راحوا بعد ذلك ينشرون تلك الأعمال. والمعروف بعد انسحاب المسلمين من الأندلس أن الموريسكيين تركوا لغتهم العربية، وراحوا يكتبون أشعارهم الإسبانية وأعمالهم الأخرى لمدة طويلة بالحروف العربية، ولا زال هذا النوع من الأعمال محفوظًا في المكتبات حتى الآن.
شاعت اللغة الأمازيغية أيضًا في ربوع الأندلس، والأمازيغية أو البربرية هي إحدى اللغات القديمة التي لا تزال حية وتنتمي لعائلة اللغات الأفروآسيوية ويتحدث بها الأمازيغ وهم سكان شمال إفريقيا الأصليون. كما أن الأمازيغ الغوانش كانوا يتحدثون الأمازيغية في جزر الكناري قبل أن يقضي الاستعمار الإسباني عليها.
كانت اللهجة العربية الأندلسية إحدى لهجات اللغة العربية المستخدمة في الأندلس ولهجة سكان الأندلس من عرب ومستعربين. وكانت هذه اللهجة مطعمة باللاتينية والكلمات الرومانسية، وكان يتحدث بها المسلمون بصفة أساسية منذ القرن التاسع واستمرت حتى الخامس عشر. وتراوح عدد المتحدثين بها بين 5 إلى 7 ملايين نسمة بين القرنين الحادي عشر والثاني عشر. وبالرغم من زوالها حاليًا، إلا أنها تستخدم أحيانًا في الطرب الأندلسي، كما كان لها تأثير طفيف على اللهجات المستخدمة في تطوان وفاس والرباط وطنجة، وشرشال. وكان لها تأثيرًا آخرًا على لهجة المستعربين والمغربية واللغة الإسبانية والقطلونية والبرتغالية. وتميزت الأندلس بخط خاص رُسمت فيه الحروف العربية هو الخط الأندلسي، وقد ظهرت فيه بعض مؤثرات الحروف الأفرنجيّة.

## العُلوم
اعتمدت الحركة العلمية في بلاد الأندلس في بادئ الأمر على علوم الإغريق ومجهودات علماء بغداد والمشرق الإسلامي. ولم يدم الأمر طويلًا، فلم تبلث الأندلس إلا أن استقلت فكريًا في عهد عبد الرحمٰن الناصر، وظهر العديد من العلماء والفلاسفة والمؤرخين مثل ابن رشد وابن زهر وابن طفيل وابن باجة وعباس بن فرناس ولسان الدين بن الخطيب وابن خلدون. وكان يهدف حكام الأندلس إلى الاعتناء بالعلم والمعرفة وتثقيف الأمة والسعي كي تحتل الأندلس مكانة كبيرة في العالم، فقاموا ببناء دور للكتب وأنشأوا المدارس والمكتبات في كل ناحية وترجموا الكتب المختلفة ودرسوا العلوم الرياضية والفلكية والطبيعية والكيمياوية والطبية. وأسسوا الكتاتيب لتعليم الصبيان اللغة العربية وآدابها ومبادئ الدين الإسلامي، على غرار نظام الكتاتيب في المشرق العربي واتخذوا المؤدبين يعلمون أولاد الضعفاء والمساكين اللغة العربية ومبادئ الإسلام. وأشار ابن خلدون إلى المناهج الدراسية قائلًا:«وأما أهل الأندلس فمذهبهم تعليم القرآن والكتابة وجعلوه أصلًا في التعليم، فلا يقتصرون لذلك عليه فقط بل يخلطون في تعليمهم الولدان رواية الشعر، والترسل وأخذهم بقوانين العربية وحفظها، وتجربة الخط والكتابة... إلى أن يخرج الولد من عمر البلوغ إلى الشبيبة وقد شد بعض الشيء في العربية والشعر وأبصر بهما، وبرز في الخط والكتاب وتعلق بأذيال العلم على الجملة». ولم يقتصر دورهم على تعلم العلوم العملية بل كانت لهم دراسات في علوم أخرى كالفيزياء والصيدلة والزراعة. ويُعد عباس بن فرناس واحدًا من عباقرة العرب المسلمين الذين استطاعوا تحقيق أنبغ الكشوفات في ميادين العلوم التجريبية وأن يمهدوا باكتشافاتهم العظيمة الطريق للأجيال اللاحقة من علماء العصر الحديث.
اهتم خلفاء بني أمية بتأسيس المكتبات فنُقلت من كتب الشرق الشيء الكثير من الكتب وشارك الرحالة من الأندلسيين في ذلك، وقام العلماء وطلاب المسلمين بنقل الكتب وأقبلوا على ترجمتها في مختلف صنوف العلم والمعرفة فيذكر ابن جلجل: «أن الكتب الطبية دخلت من المشرق وجميع العلوم على عهد الخليفة الناصر سنة 300هـ- 350هـ». وأنشأ المستنصر بالله مكتبة عظيمة، فقد كان عالمًا مهتمًا بالعلم والقراءة واقتناء الكتب النادرة من بغداد ودمشق والقاهرة، وأنشأ مكتبة تحوي على ما يزيد على 400 ألف مصنف في شتى العلوم والفنون، كما أنشأ دارًا لنسخ الكتب وأودعها بمدينة الزهراء.
ألف الأندلسيون كتبًا في علوم القرآن والحديث والفقه، وفي القضاء واللغة وآدابها وعلومها والمعاجم والتراجم، والتاريخ والسيرة والجغرافية، وألفوا في علوم الطب والحساب والهندسة والفلك والكيمياء والمنطق والفلاحة والملل والنحل، وفي الفلسفة والموسيقى، بحيث لم يتركوا حقلًا من حقول العلم والمعرفة إلا طرقوها. ومن أبرز العلماء والمترجمات يبرز كل من ابن حزم الذي ألف العديد من الكتب في أنساب العرب وفي علماء الأندلس وفي تاريخ الأديان مثل كتاب الفصل في الملل والأهواء والنحل؛ وعبد الملك بن حبيب السلمي وكتابه التاريخ، الذي تناول فيه تاريخ العالم من بدء الخليقة حتى فتح الأندلس وإلى عصره وقتئذ؛ وأبو علي القالي الذي ألف كتاب الأمالي، وكان عبارة عن محاضرات أملاها على تلاميذه الأندلسيين في مسجد قرطبة، ويتضمن فصولًا عن العرب ولغتهم وشعرهم وأدبهم وتاريخهم؛ وألف ابن القوطية كتاب تاريخ افتتاح الأندلس عن تاريخ الأندلس، وقام بنشره المستشرق الإسباني خوليان ربيرا سنة 1868م، وآخر في النحو يُعرف باسم كتاب الأفعال؛ ومؤرخ قضاة الأندلس محمد بن حارث الخشني، الذي ألف كتاب القضاة بقرطبة، تناول فيه الحياة الاجتماعية في الأندلس، وقام بنشره المستشرق الإسباني ريبيرا.

### الطب والصيدلة

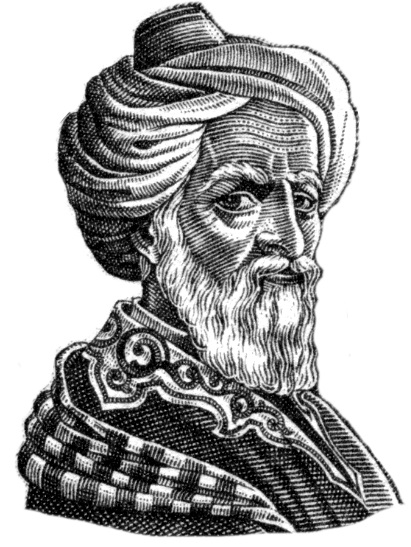
أبو القاسم خلف بن عبَّاس الزهراوي، أحد أبرز أطباء الأندلُس وأبو الجراحة المُعاصرة.

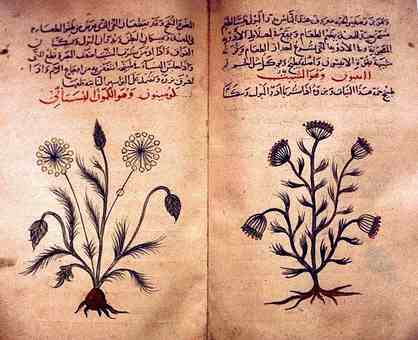
أطروحة عربية للنباتات الطبية.

أثمرت جهود المسلمين في تطوير علم الطب وتأثرت ثقافة الغرب الطبية تأثرًا كبيرًا بما اقتبسوه من المسلمين في هذا المجال. وكان المسلمون هم أول من مارس عمليات الجراحة في العالم على الإطلاق، ووضعوا المؤلفات فيها وفي طرقها، والأمراض التي يجب استئصالها والآلات والأدوات التي تستعمل، وهم أول من اكتشف وسائل التخدير، وأنشأوا المستشفيات، وقسموها قسمين: قسم للرجال والنساء، وقسموا كل قسم إلى أقسام على حسب المرض، وأقاموا المعازل لعزل المرضى المصابين بأمراض معدية بل أن لهم الفضل في إنشاء المستشفيات المتنقلة.

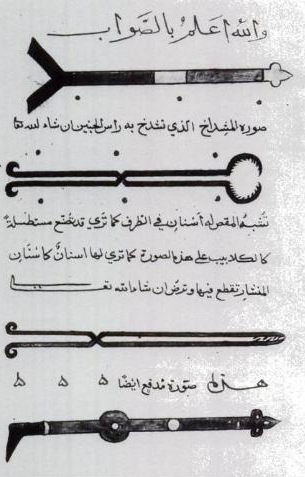
صفحة من كتاب «التصريف لمن عجز عن التأليف».

وعلى الرغم من حالة النضج التي حققها الطب في أواخر القرن العاشر للميلاد كما يظهر في أعمال أبو القاسم الزهراوي، ووصوله لدرجة عالية من الرقي في شبه الجزيرة الإيبيرية في القرن التالي، إلا أن تأثيره الأولي في أوروبا المسيحية كان تأثيرًا ضئيلًا، مقارنة بتأثير الترجمات التي أعدها قسطنطين الأفريقي إلى الإسبانية عن أعمال ساليرنو اللاتينية في القرن الحادي عشر الميلادي. يعد الزهراوي أشهر أطباء وجراحي الأندلس حيث كان طبيبًا خبيرًا بالأدوية المفردة والمركبة وله تصانيف في الطب، ومن مؤلفاته كتاب التصريف لمن عجز عن التأليف، وهو عبارة عن دائرة معارف طبية كبيرة في ثلاثة أجزاء، قسم في الطب وآخر في الصيدلة وآخر في الجراحة، وقد حصل على أعلى درجات التقدير في أوروبا، وتُرجم إلى العبرية واللاتينية والإنگليزية، وأعُيد طبع النص العربي في الهند سنة 1908م. ولُقب الزهراوي بأبو الجراحة بعدما كان أول من ربط الشرايين واستأصل حصى المثانة في النساء عن طريق المهبل وأول من أوقف النزيف ونجح في عملية شق القصبة الهوائية، وبحث في التهاب المفاصل، واكتشف آلة لتوسيع باب الرحم للعمليات؛ ومنهم أحمد بن يونس بن أحمد الحراني الذي تولى إقامة خزانة للطب ورتب لها اثنى عشر طبيبًا، وكان يعالج المحتاجين والمساكين من المرضى. وكان يشارك الحراني عدد من الأطباء في القيام على خزانة الطب، الذين دُونت أسمائهم ورواتبهم في ديوان الأطباء.
وبالمثل، نالت الصيدلة حظًا من التطوير الإسلامي لها، بعد أن استفاد العلماء من النص العربي لكتاب ديوسقوريدس المادة الطبية، الذي أعده أطباء قرطبة في القرن العاشر الميلادي، في حين تُرجم كتابا ابن وافد في العلاج بالحمامات والينابيع الطبية والعقاقير النباتية المفردة إلى اللاتينية والقطلونية، وحمل الأخير عنوان كتاب العقاقير المفردة وكان بمثابة ثمرة عقدين من العمل والجهد، وبه اقتفى ابن وافد خطى ديوسقوريدس وجالينوس وجمع في الوقت ذاته ملاحظاته الخاصة التي قادته إلى تفضيل استعمال العقاقير المفردة على المركبة، أو إلى الاستغناء عنهما إن لزم الأمر، مع الاكتفاء بالعلاج بواسطة نظم غذائية، والتي أثبتت جدواها.
كما يُعد أبو جعفر محمد بن أحمد الغافقي من أشهر صيادلة الأندلس وأعلمهم بالأدوية المفردة ومنافعها وخواصها، وعكف على دراسة النبات الأندلسي، وألف كتابًا في الأدوية المفردة ووصف النباتات بشكل دقيق، إضافة إلى ذكر أسمائها باللغة العربية واللاتينية والبربرية. ويرجع اهتمام المسلمين بالنبات إلى القرن الأول للهجرة، وقد عني علماء النبات المسلمون بوضع أسماء الكثير من النباتات. بدوره، وضع الطبيب الأندلسي ابن جلجل كتابًا عن الأشياء التي أغفلها غيره، وألحق هذا الكتاب بكتاب ابن باسيل المترجم فجاء الكتابان مؤلفًا كاملًا. وسيرًا على هذا المنهج التجريبي، استطاع العلماء العرب دراسة الكثير من النباتات الطبيعية التي لم يسبقهم إلى دراستها أحد وأدخلوها في العقاقير الطبية. واستطاعوا أيضًا أن يستولدوا بعض النباتات التي لم تكن معروفة كالورد الأسود، وأن يكسبوا بعض النباتات خصائص العقاقير في أثرها الطبي. إضافة إلى عالم النبات والأدوية أبو العباس بن الرومية، الذي أتقن علم النبات والأدوية، وألف كتابًا في تركيب الأدوية.

### الفلسفة

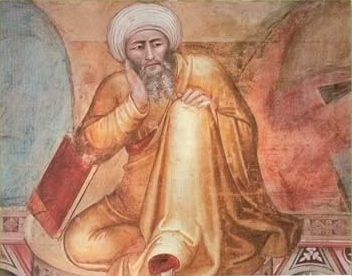
لوحة تظهر كبير فلاسفة الأندلُس وأشهرهم، أبو الوليد مُحمَّد بن أحمد ابن رشد. من أعمال الفنان الإيطالي أندريا دا فيرنزي.

كان ظهور الفلسفة في الأندلس مرافقًا للعلوم التطبيقية مثل الطب والفلك، وكان الفلاسفة الأندلسيون الأولون أطباءً أو منجمين، ثم أخذ الطب والتنجيم يتبلوران إلى فلسفة مدة سنين، حتى ظهر الفلاسفة الحقيقيين. وكان لوجود الكتب الفلسفية اليونانية الأثر الكبير في تبلور الفكر الفلسفي. مرت الفلسفة الأندلسية بعدة مراحل وتطورت وأثرت فيها عدة أفكار، فكانت بدايتها مع إدارجها مع العوم التطبيقية، ثم بدأ الاهتمام بالمنطق ودراسته، إلى أن تطورت لتصل إلى الفلسفة البحتة مع ابن باجة. وبدأ ظهور الفلسفة بشكل مستقل في أوائل القرن العاشر على يد محمد بن عبد الله بن مسرة، رائد الفلسفة الإسلامية في الأندلس، ويُعتبر أول مؤسس للفكر الأندلسي، الذي كان منصبًا على تركيب المبادئ المعتزلية المتعلقة بالوحدة الإلهية، والعدل الإلهي، والقدرية مع النظريات والتطبيقات الصوفية؛ ويرجع الفضل إليه في تعريف الإسبان الأندلسيين المذهب الوجداني الأفلاطوني، الذي أثر بشكل ملحوظ في تفكير ابن جبيرول وابن عربي. ثم ازدهرت في عهد ملوك الطوائف، وكانت الفلسفة في بدايتها أقرب إلى التصوف من الفلسفة البحتة، وتبعوا أفلوطين في بادئ الأمر، ومن بينهم ابن مسرة، وكانت تعتمد على الذوق والكشف ومراقبة النفس أكثر مما تعتمد على العقل والمنطق ومقدمات القياس ونتائجه.

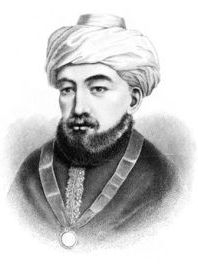
أبو عُمران موسى بن ميمون، أحد أبرز فلاسفة الأندلُس خِلال القرن الثاني عشر الميلاديّ.

لم يعرف المسلمون علم الفلسفة إلا بعد حركة الترجمة من الفلسفة اليونانية، ونقلوها إلى الغرب وما أضافوا إليها من شروحات وتلخيصات مع ابتكارات فلسفية تميزت بالأصالة. ومن هنا اختلف علماء المسلمين في موقفهم منها؛ فمنهم من وقف منها موقف الرفض والمعارضة، ونظر إليها على أنها باب إلى الضلال والفساد، وكانوا بعض من الفقاء المتشددين؛ ومنهم من وقف موقفًا وسطًا يقوم على النقد والتمحيص، فيأخذ منها ما يراه حقًا، ويرفض ما يراه باطلاً، وهذا هو موقف المعتزلة وكثير من الأشاعرة من أمثال الغزالي الذي ميز بين ثلاثة أقسام فيها: قسم يجب التكفير به، وقسم يجب التبديع به، وقسم لا يجب إنكاره أصلًا. ومنهم من وقف منها موقف الإعجاب والتقدير، فعكف على دراستها، وحاول محاكاتها، والتأليف على نمطها، وهذا هو موقف الكندي وأتباعه. وكان من أكبر مشكلات المسلمين الفلسفية محاولة التوفيق بين الدين والفلسفة. وقد حاولوا التوفيق بين الفلسفة والدين أو بين العقل والوحي وهي المحاولات التي سبقتها جهود أخرى للتوفيق بين أفلاطون ذي النزعة المثالية الصوفية وبين أرسطو صاحب الاتجاه العقلي.
كان ابن سينا حامل لواء الفلسفة اليونانية في المشرق. وفي أواخر القرن الثاني عشر كان ابن رشد القرطبي يحذو حذو ابن سينا بتحمسه للفلسفة اليونانية وشروحه لفلسفة أرسطو. ويُعد ابن رشد أول وآخر أرسطوطالي كبير على المسرح الفلسفي في الإسلام. ولعب مركزه بوصفه قاضيًا في إشبيلية على تخصيص الكثير من وقته لتفسير كتب أرسطو وشرحها وتلخيصها. وقد أثر نتاجه الفلسفي بشكل كبير على أوروبا، وكان كتاب تهافت التهافت من أشهر كتبه، كان بمثابة ردًا على الإمام الغزالي في كتابه تهافت الفلاسفة. شكلت محاولة ابن رشد في الجمع بين الشريعة والفلسفة خطوة نوعية في سلسلة الفلاسفة التي بدأت أنشطتها المعرفية منذ نهاية القرن الهجري الأول. فجاءت المحاولة في سياق تراكم، تأسست خطواته الجدية حين بدأت حركة الاعتزال بالانتقال من طور الاجتهاد في الكلام إلى طور التفلسف. ومن فلاسفة الأندلس أيضًا يأتي ابن باجة وابن طفيل، صاحب قصة حي بن يقظان التي ترجمت إلى اللاتينية والهولندية ونقلت إلى أكثر اللغات الأوروبية.

### الرياضيَّات والهندسة والفلك

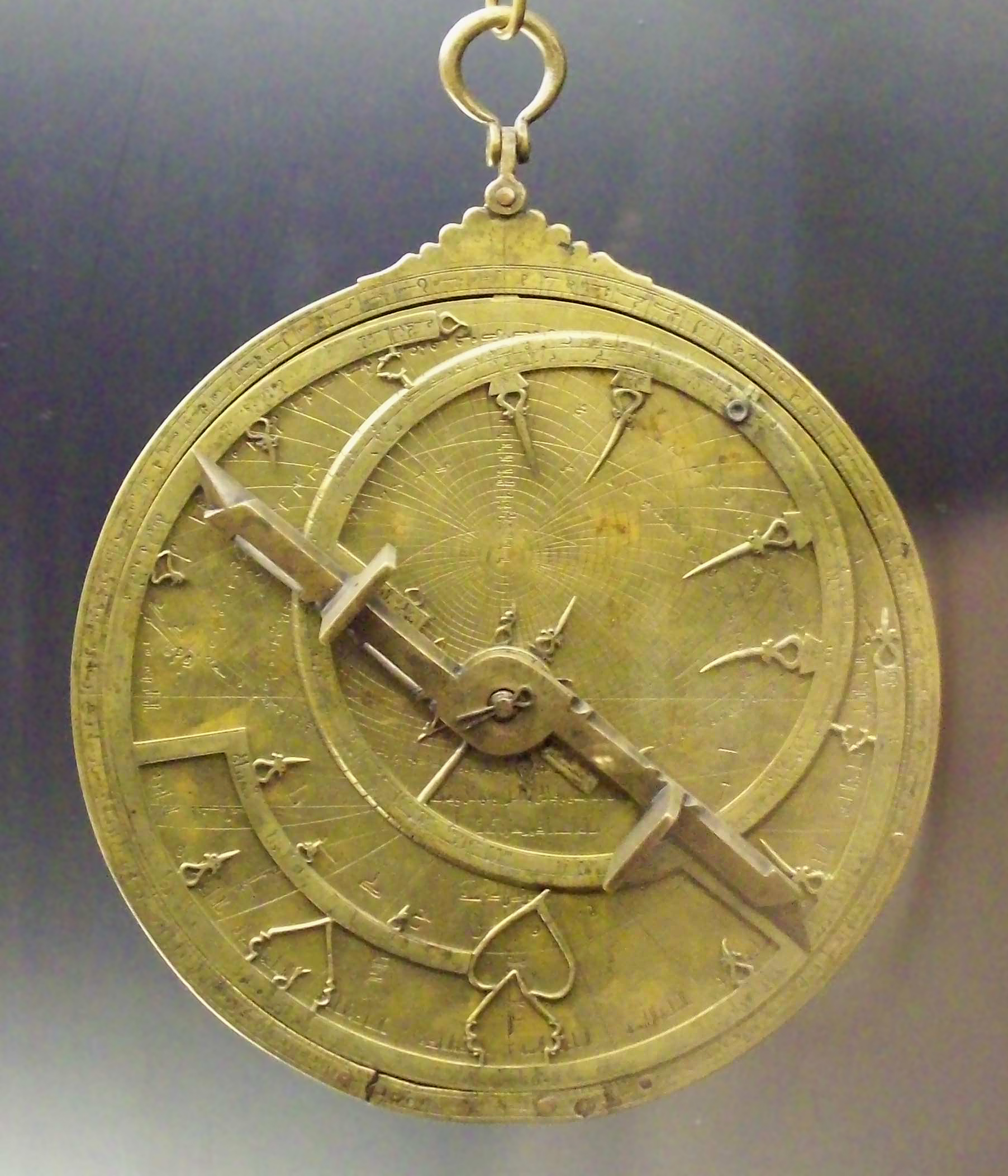
الأَسْطُرلاب الأندلسي في طليطلة عام 1067.

كان اهتمام علماء المسلمين بالفلك مقتصرًا على رصد الكواكب وحركاتها وعلاقتها بالكسوف والخسوف، وكذلك لمعرفة علاماتها بالحرب والسلم والظواهر الطبيعية. وبالمثل كان ارتباط بعض أحكام الدين الإسلامي بالظواهر الفلكية دافعًا لاهتمام المسلمين بأمور الفلك، فاقتضى معرفة المواقع الجغرافية للبلدان، ومركز الشمس في البروج، وذلك لاختلاف أوقات الصلاة ومعرفة سمت القبلة. وقد تطور هذا العلم إلى دراسة حركات النجوم وظهور حركة التنجيم واختراع الساعات الشمسية لمعرفة الأوقات، وبدوره ابتكر عباس بن فرناس أول آلة، والتي تُعد نوعًا مبتكرًا من الساعات. وتوصل علماء المسلمين إلى حقائق علمية رائدة، في علم الفلك، ويبرز صاحب القبلة أبو عبيدة البلنسي الذي أقر بكروية الأرض واختلاف المناخ في أنحائها.
طبق المسلمون النظريات الهندسية على فن البناء فشيدوا الأبنية التي تميزت بالفخامة والإتقان والمتانة كالمدن والقصور والجوامع، ومنها مدينة الزهراء وجامع الزهراء وقصور الحمراء، والنافورات المائية، بالإضافة إلى عنايتهم بالنقوش والزخارف، كما اهتموا بهندسة الري أيضًا، وذلك لأن تنظيم الري يتطلب معرفة دقيقة بمستوى الأرض وانحدارها وبكمية الماء وسرعة مجراها، ومواد البناء وطرق بنائها.

### الكيمياء والخيمياء
كان الكيميائيون والخيميائيون المسلمون أول من استخدم المنهج العلمي التجريبي، كما يُمارس في الكيمياء الحديثة. في حين أن الخيميائيين المسلمين وضعوا نظريات عن تحويل الفلزات وحجر الفلاسفة والتكوين (حياة اصطناعية للحياة في المختبر)، كما هو الحال بالنسبة للخيمياء في القرون الوسطى في أوروبا، على الرغم من أن هذه النظريات الخيميائية رفضت من قبل الكيميائيين المسلمين العمليين في القرن التاسع وما بعده. وقد لمس الأوروبيون بشكل جلي الجهود العلمية التي بذلها الأندلسيين في علم الكيمياء فوصلت إليهم ثروة كبيرة من المعرفة والحقائق، والتجارب والنظريات العلمية، فأخذوا يقبلون على دراستها وترجمتها إلى لغاتهم. وهناك بعض من الكلمات العربية المستخدمة في اللغات الأوروبية في حقل الكيمياء، والتي تدل بدورها على جهود المسلمين في هذا العلم عند الغربيين، وذلك مثل الكيمياء والكمل والزرنيخ والبورق والإكسير والقرمز والكبريت والأنبيق والنفط والعطر والزئبق والقطران البنج والسموم.

## الفُنون

### الآداب
انقسم الأدب العربي تاريخيًّا في الأندلس إلى فترتين، فترة المد، وتبدأ بالفتح حتى عصر ملوك الطوائف، حيث حكمها أمراء وحكام من المشرق أو الأندلس نفسها؛ وفترة الجزر، حيث حكمها دولتي المرابطين والموحدين من شمال إفريقيا. وتميزت الفترة الثانية عن الأول أدبيًا. ولم تشهد الفترة الأولى غير المعرفة بالقرآن الكريم وعلومه، والشعر الغنائي المشرقي الذي كان ذائعًا أواخر القرن الأول الهجري، وتركز شعرهم على الافتخار بالأصل والتغني بالشجاعة في الحروب والحنين إلى الوطن الأم والبكاء على شهداء الفتوحات؛ فيما نقل إليهم أدباء الفترة الثانية المزيج التطوري من الآداب والفنون.

#### الشعر
نظم الأندلسيون الشعر في الأغراض التقليدية كالغزل والمجون والزهد والتصوف والمدح والهجاء والرثاء، وقد طوروا موضوع الرثاء فأوجدوا رثاء المدن والممالك الزائلة وتأثروا بأحداث العصر السياسية فنظموا شعر الاستغاثة والاستنجاد بالرسول وكبار الصحابة ونظم العلوم والفنون والشعر الفلسفي، وتوسعوا في وصف البيئة الأندلسية، واستحدثوا فن الموشحات والأزجال. وامتازت معانيه وأفكاره بالوضوح والبساطة والبعد عن التعقيد والتلميح إلى الوقائع التاريخية ولاسيما في رثاء الممالك الزائلة؛ بينما كانت ألفاظه وعباراته واضحة وسهلة وفيه معانٍ من الرقة والعذوبة وتجنب الغريب من الألفاظ مع الاهتمام بالصنعة اللفظية. واستمد تصويره وخياله من البيئة الأندلسية الغنية بمظاهر الجمال الطبيعي وتزاحم الصور. وفيما يخص الأوزان والقوافي، فقد التزموا بوحدة الأوزان والقوافي بدايةً، ثم ابتدعوا أوزانًا جديدة لانتشار الغناء في مجالسهم ونوعوا في القوافي، ومن بينها ظهرت الموشحات. من أشهر شعراء العصر الأندلسي: ابن زيدون وابن حزم وابن خفاجة والمعتمد بن عباد وابن عبد ربه وابن هانئ الأندلسي وابن سهل الأندلسي والرصافي البلنسي.

#### النثر
تعددت فنون النثر العربي في الأندلس، فتناول الأندلسيون ما كان معروفًا في المشرق من خطب ورسائل ومناظرات ومقامات، وزادوا عليها بعض ما أملته ظروف حياتهم وبيئاتهم، وقد شاع فيهم تصنيف كتب برامج العلماء، التي تضمنت ذكر شيوخهم ومروياتهم وإجازاتهم. وكان للكتاب مزية الجمع بين الشعر والنثر والإجادة فيهما. ومن أشهر النثريين الأندلسيين يأتي كل من ابن زيدون وابن شهيد وابن حزم وأبي حفص ابن برد وابن دراج القسطلي ولسان الدين بن الخطيب.
كانت الخطابة وليدة الفتح، فقد استدعت الغزوات التي قام بها المسلمون قيام الخطباء باستنهاض الهمم، وإذكاء روح الحماسة للجهاد في سبيل الله. وبعد تدهور حال البلاد وانقسامها إلى دويلات كثيرة، وُجهت الخطابة للدعوة إلى لم الشمل وترك التناحر. وكانت الرسالة في القرن الأول من الفتح ذات أغراض محددة أملتها ظروف العصر، وكان لا يلتزم فيها سجع ولا توشية. ثم حظيت كتابة الرسائل بكتاب معظمهم من فرسان الشعر استطاعوا بما أوتوا من موهبة شعرية وذوق أدبي أن يرتقوا بأساليب التعبير وأن يعالجوا شتى الموضوعات، فظهرت الرسائل المتنوعة ومنها الديوانية والإخوانية. بينما هدفت المناظرات إلى إظهار الكاتب مقدرته البيانية وبراعته الأسلوبية، وهي نوعان خيالية وغير خيالية. وكانت المقامات من الأنواع النثرية الفنية التي نشأت في المشرق على يد بديع الزمان الهمذاني، ثم حذا حذوه الحريري.

### العمارة

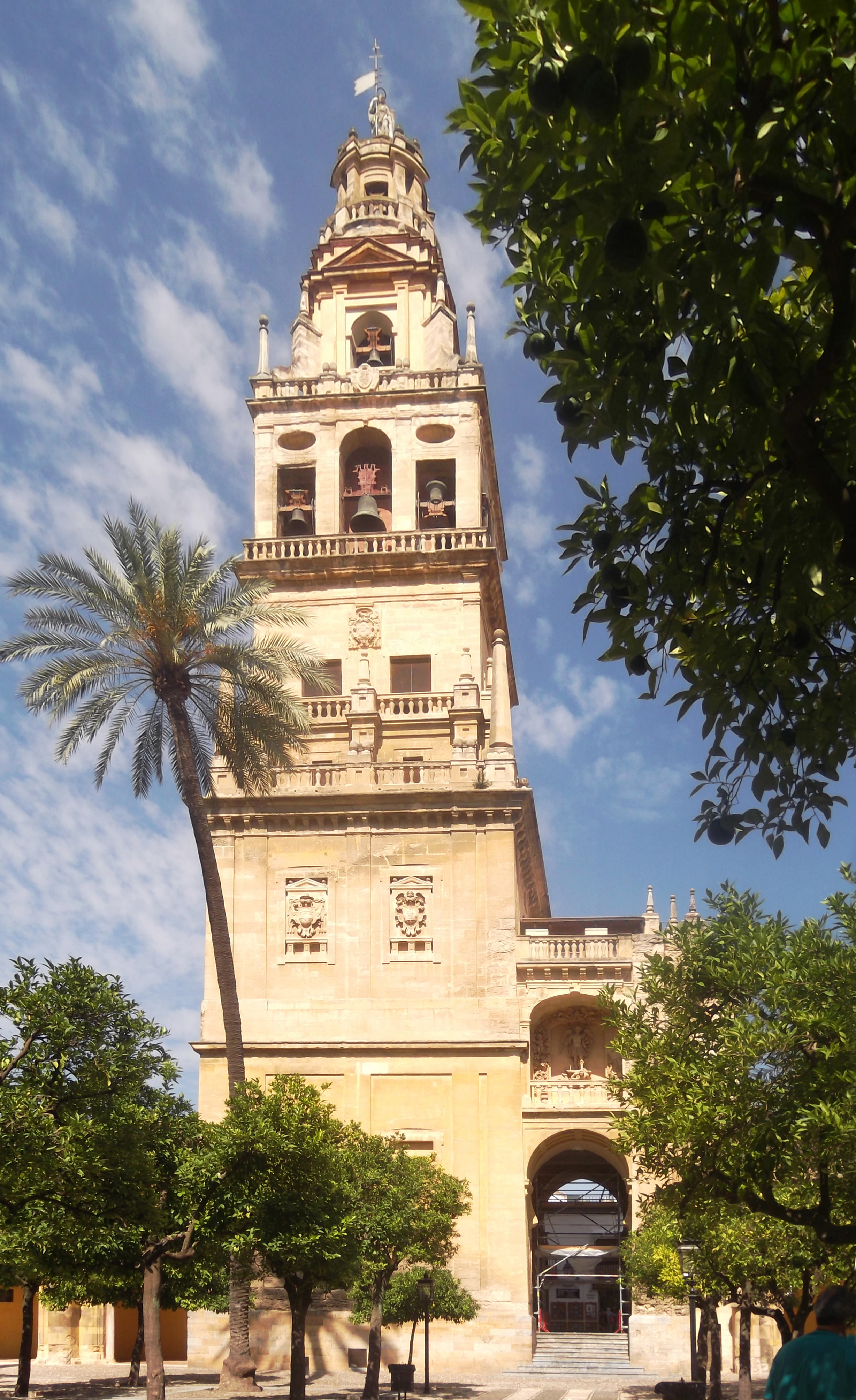
منارة كاتدرائية-جامع قرطبة.

كانت الأندلس قبل الفتح الإسلامي الأقل عمارة عن سائر الممالك الأوروبية، وإن كانت تحفل بكثير من آثار العمارة التي تعود لحضارات مختلفة، وكانت لها وظائف عدة كالدينية في حالة المعابد، والدفاعية كالقلاع والحصون، والمدنية كالقصور والمسارح والقناطر. وبعد الفتح، صبغ المسلمون مدنهم بطابع إسلامي مميز، وذلك بإقامة المساجد التي تُعد نواة لعمارة المدن وتمددها سياسيًا واقتصاديًا واجتماعيًا، حيث كان يشهد عقد الاجتماعات السياسية وتوزيع ألوية الجيش وتدريس العلوم الدينية والعلوم العامة. وكان يتفرع منه الطرق الكبيرة المؤدية إلى أبواب المدينة ومنها الشوارع والأزقة الموصلة للأحياء، وتُقام حول ساحته الأسواق والحمامات والفنادق والقيساريات. ونظم المسلمون المدن التي أقاموا بها وفق الأسلوب المشرقي بشوارع ضيقة ذات محاور متكسرة درءًا للشمس وحماية للسكان، واتخذوا شكلًا مميزًا في بناء قصورهم، فقد جعلوا في المسكن صحنًا يتوسطه بركة ماء، وعلى جانبها الأزهار والأشجار، وتقوم بعض طنوف الطبقة الثانية من البناء على عمد من الرخام وغيره، والدور طبقتان فقط طبقة سفلية للصيف والطبقة العلوية للشتاء ويدخل إلى الدار من دهليز. كان بناء الأندلسيين بالآجر والحجر، وكان الحجر ينقسم إلى الحموي والأحمر والأبيض، وكانوا ينحتون السواري والعمد من مقالعهم على الأغلب.

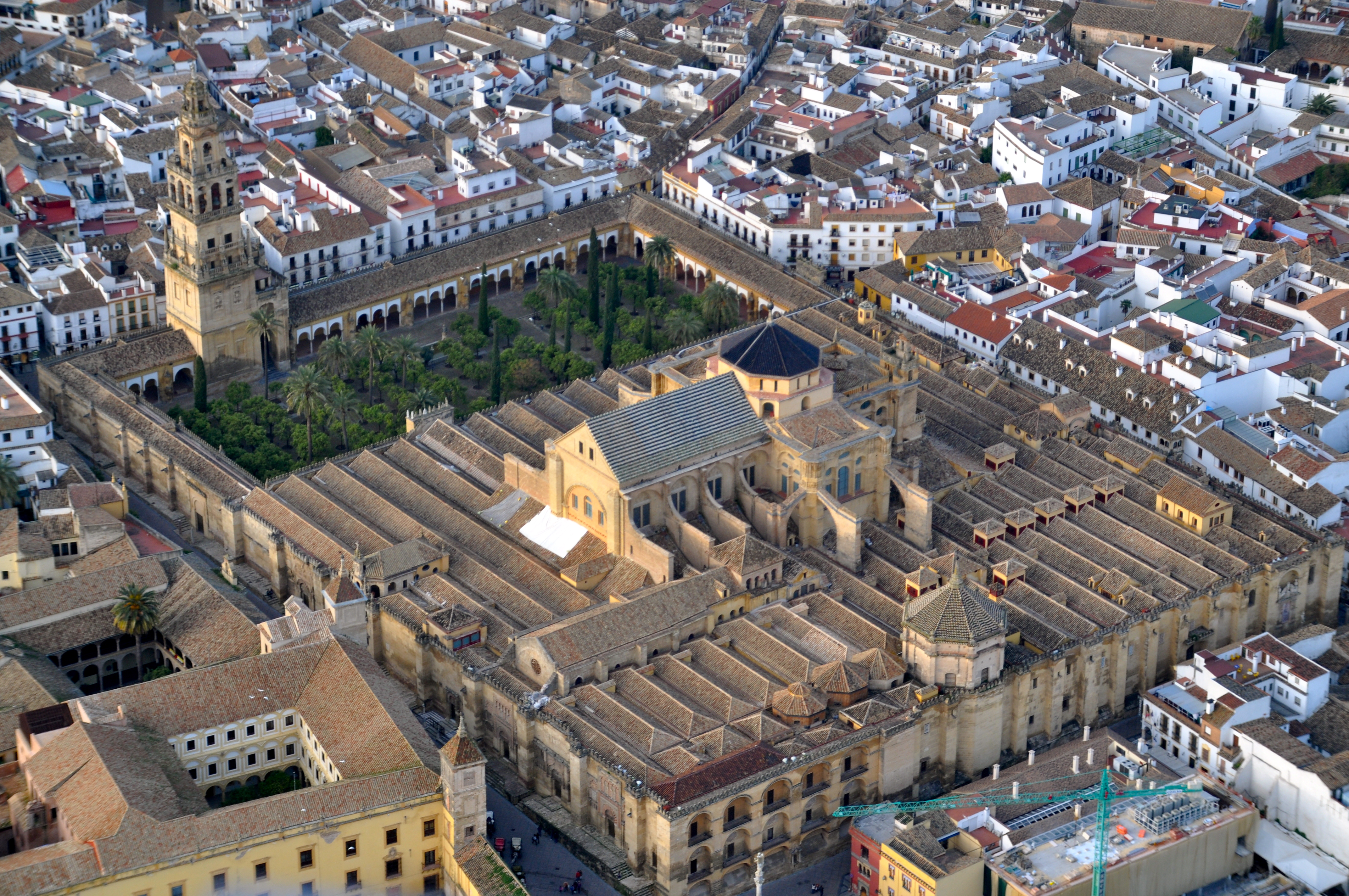
كاتدرائية - جامع قرطبة.

اشتهرت الأندلس بالمنشآت المعمارية ذات الشأن، وانقسمت الحقبة إلى ثلاثة مراحل معمارية، شملت المرحلة الأولى جامع قرطبة، الذي تم بناءه في القرن الثاني للهجرة\الثامن الميلادي، جنبًا إلى جنب مع بعض مبانِ طليطلة؛ فيما شملت المرحلة الوسطى منارة إشبيلية، التي أنشأها الموحدون في القرن السادس للهجرة\ الثاني عشر الميلادي وقصر المعتمد؛ بينما اشتملت الثالثة على قصر الحمراء في غرناطة، الذي شُيد في القرن الثامن للهجرة\الرابع عشر الميلادي، وكان بمثابة عنوان صريحًا لما انتهت إليه العمارة الأندلسية، وبدوره، يرى گوستاڤ لوبون أنها تدل باختلاف طرزهما على أصالتها العربية.
اهتم عبد الرحمٰن الداخل بتنظيم قرطبة لتتلاءم مع مكانة الدولة وعظمتها، فجدد معانيها وشد مبانيها وحصنها بالسور، وبنى قصر الإمارة، والمسجد الجامع ووسع فناءه، ثم بنى مدينة الرصافة وفقًا لفن العمارة الإسلامية في الشام سواءً في زخارفها المعمارية أم في بعض عناصر بنائها، وفي نظام عقودها، كما بنى قصر الرصافة ونقل إلى مدينته غرائب الأشجار المثمرة الشائعة في فارس، فانتشرت إلى سائر أنحاء الأندلس. وقُيل أن قرطبة بوقتها كانت تحتوي على مئتي ألف قصر وستمئة مسجد وسبعمئة حمام، وكانت طرقها مرصوفة بالحجارة ومحفوفة بطوارين على الجانبين، وكانت تُضاء في الليل حتى يقال إن المسافر كان يستطيع أن يسير على ضوء المصابيح وبين صفين من المباني مسافة عشرة أميال. ولم يغفل الخلفاء والأمراء بناء الجسور على الأنهار ومد قنوات مياه الشرب إلى المنازل والقصور والحمامات إضافة إلى الحدائق والمتنزهات التي تزينها برك الماء المتدفق.

#### معالم الأندلس

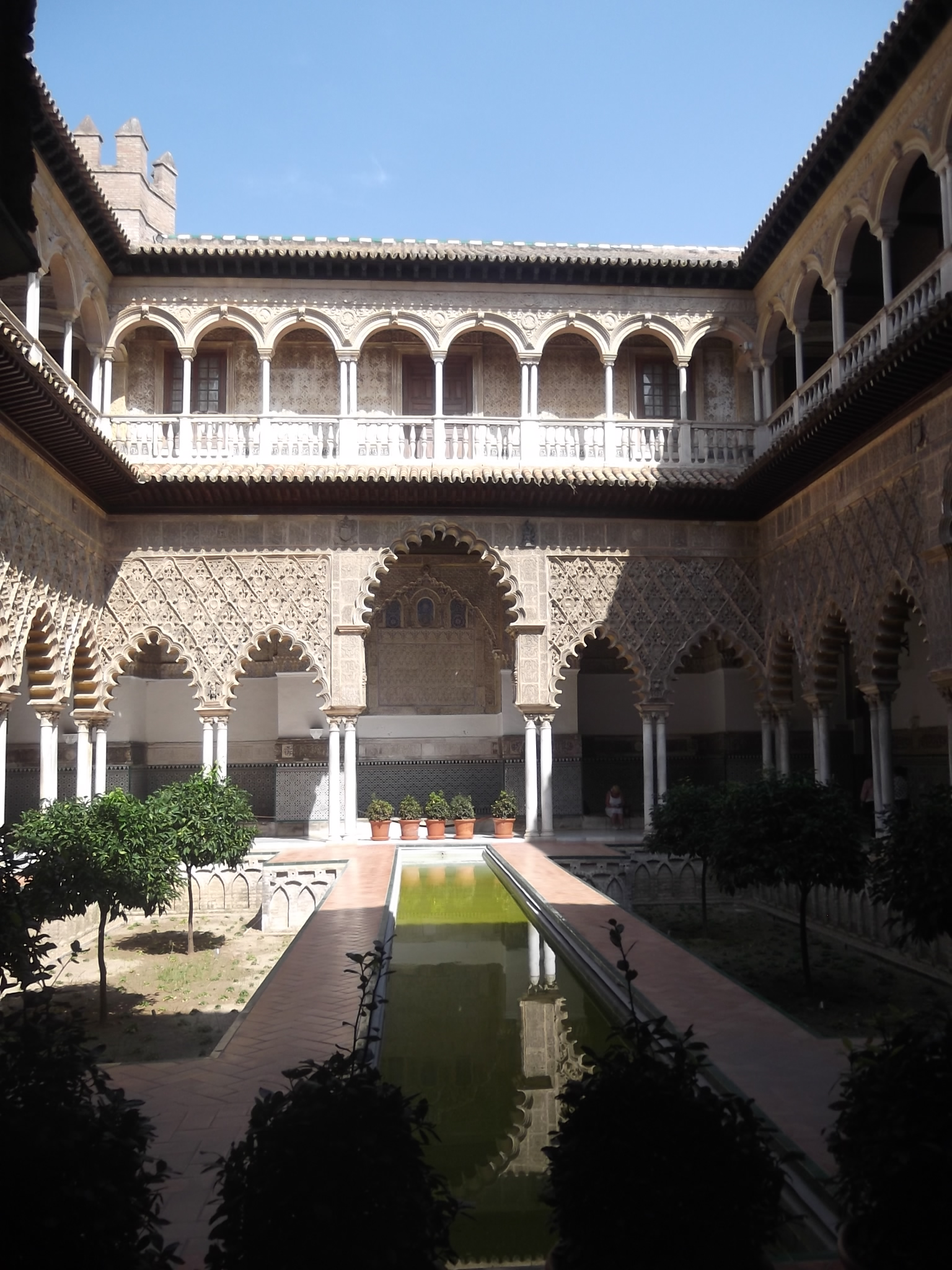
القصر الملكي في إشبيلية (باحة الوصيفات).

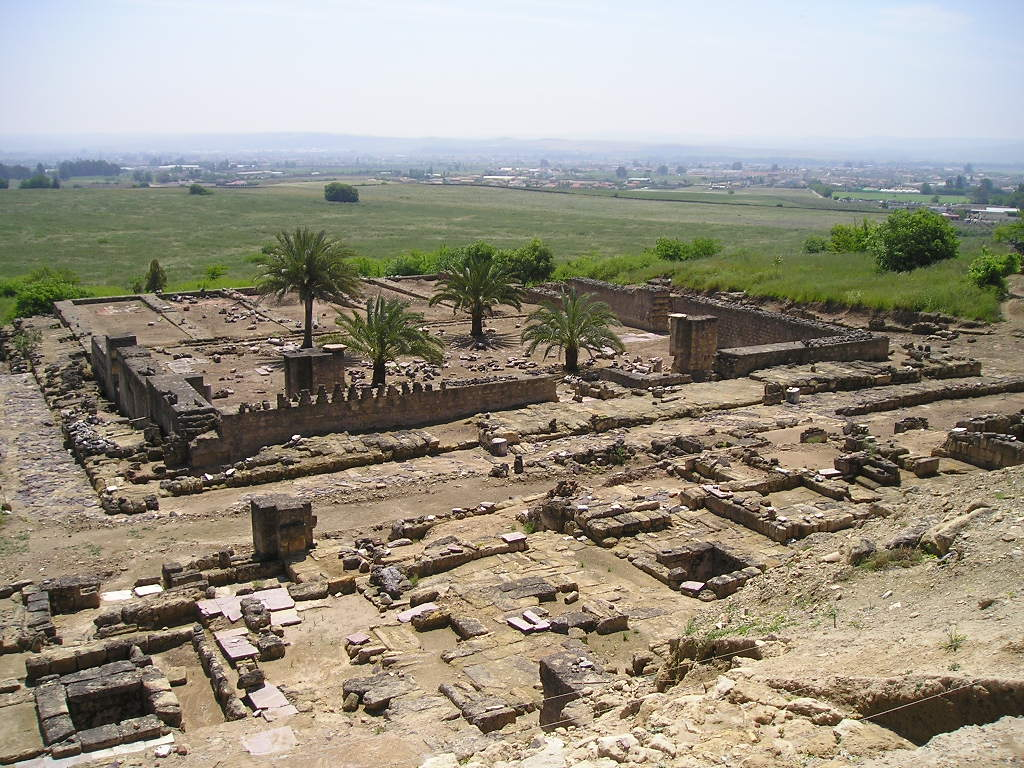
أطلال جامع مدينة الزهراء.

كان جامع قرطبة كيانًا شامخًا في بنائه وهندسته، فقد بناه عبد الرحمٰن الداخل سنة 170هـ الموافقة لِسنة 786م، وتتابع الأمراء والخلفاء في العناية به وتوسعته، وكان الناصر والمستنصر وابن أبي عامر ممن أسهموا في هذا الأمر. وأصبح أعظم جامعة عربية في أوروبا في العصر الوسيط، فكان البابا سلڤستر الثاني قد تعلم في هذا الجامع يوم كان راهبًا، كما أن كثيرًا من نصارى الأندلس كانوا يتلقون علومهم العليا فيه، واستأثر المسجد في الأندلس بتدريس علوم الشريعة واللغة إضافة إلى العلوم الأخرى.
تعد مدينة الزهراء من أشهر المشيدات العمرانية في حقبتي الإمارة والخلافة الأموية، وقد بنيت على بعد 30 كم شرق قرطبة. أمر بتشييدها الخليفة الأموي عبد الرحمٰن الناصر تخليدًا لاسم زوجته، واستغرق بناؤها سنوات طويلة، وقد ازدهرت لنحو 80 عامًا، ثم هجرها أهلها من جند قرطبة خلال ثورة البربر. وتشتمل الزهراء على ثلاث مدن متدرجة في البناء عثر عليها المعمار الإسباني فلاسكيز عام 1910م، وتنحدر تلك المدن نحو الوادي الكبير ولكل منها سورها، القصور في أعلاها والبساتين والجنان في الثانية، وفي الثالثة الديار والجامع. وبدأ التنقيب عنها أوائل القرن العشرين، وأعيد ترميم بعض أقسامها. وبلغت أعمدة الرخام في الزهراء نحو 4313 سارية جُلِبت من قرطاجة وتونس والقسطنطينية وما وجد في إسبانيا.

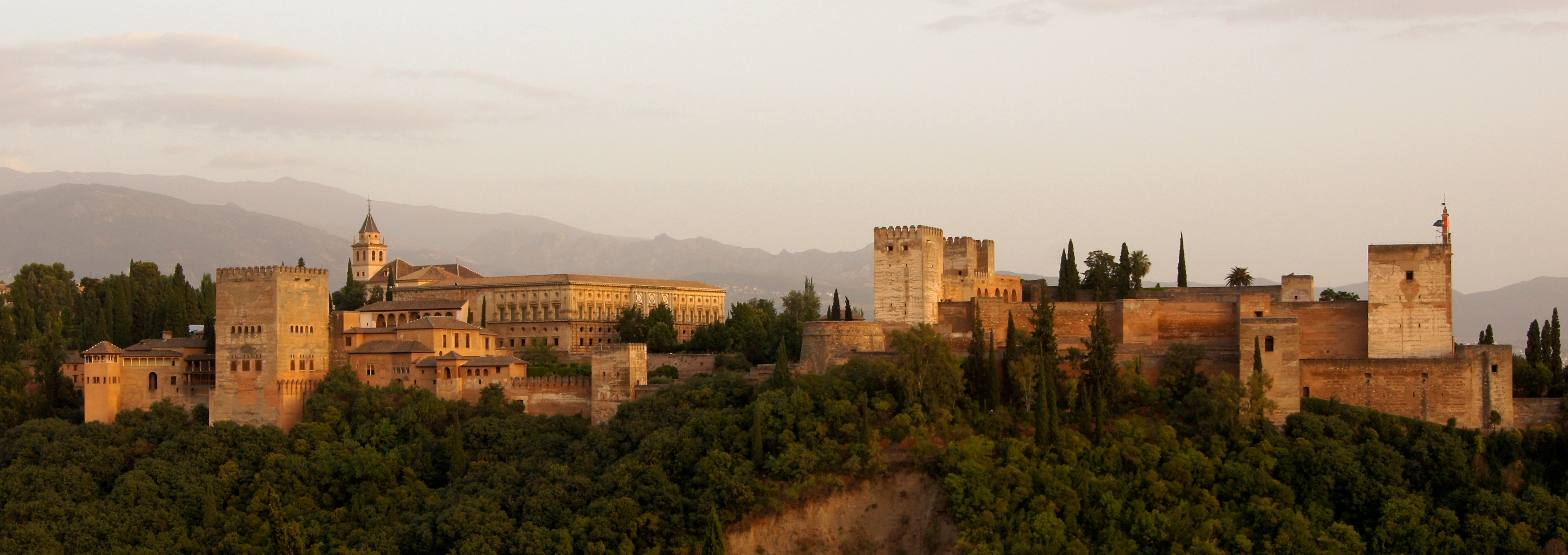
قصر الحمراء في غرناطة عند الغروب.

قصر المورق كما عرفه الموحدون أو قصر المبارك كما عرفه بنو عبَّاد أو كما يعرف حديثًا باسم «قصر إشبيلية»، كان في الأصل حصنًا بناه المسلمون في إشبيلية، ثم تحول إلى قصر للحكم، وهو أقدم قصر ملكي لا يزال مستخدمًا في أوروبا. كان القصر يحوي ساحات ونوافير وقاعة مشابهة لقاعة السفراء في قصر الحمراء سميت قاعة العدل والحكم.

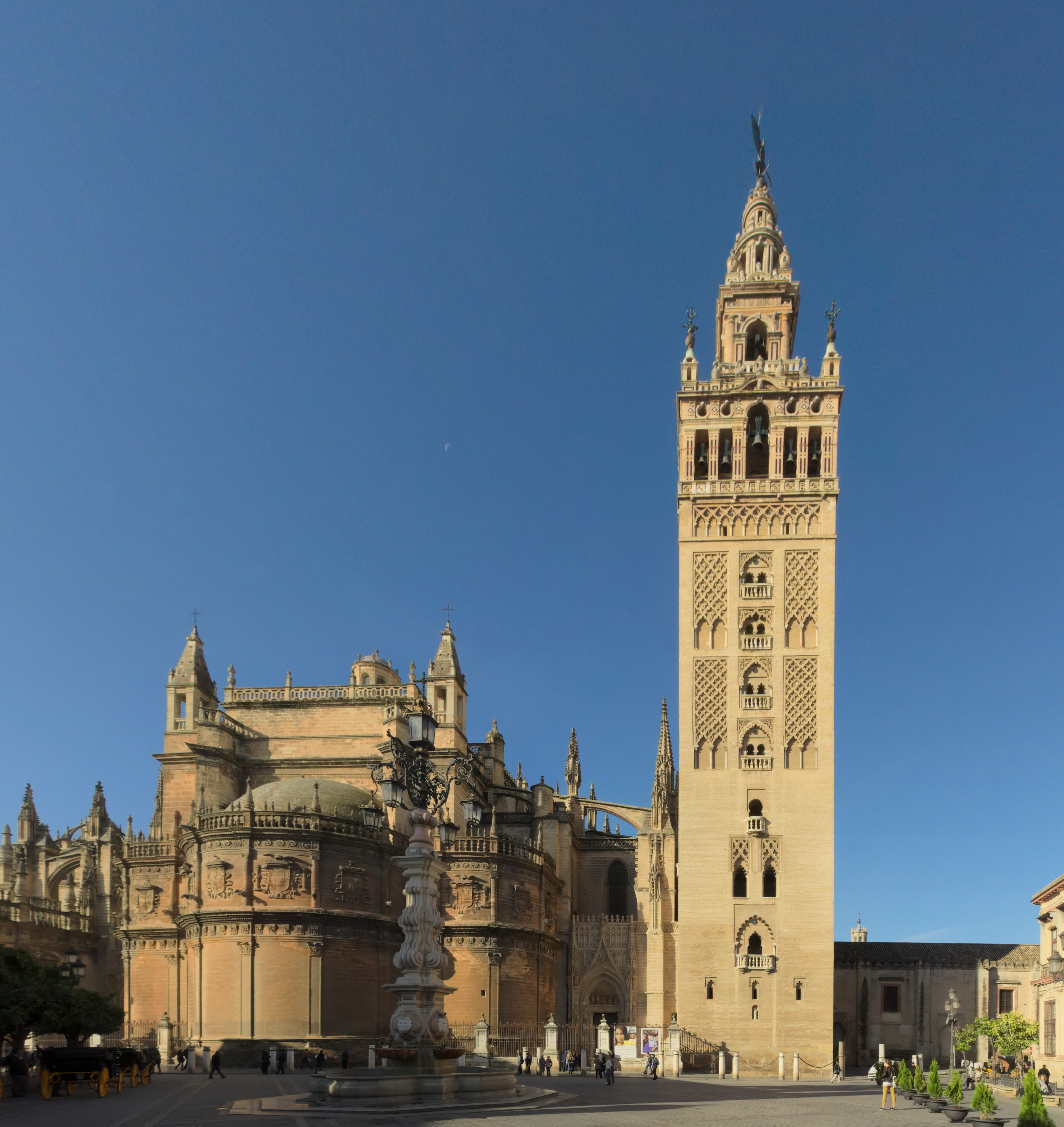
الخيرالدة، منارة إشبيلية.

قصر الحمراء هو قصر أثري وحصن شيده الملك أبو عبد الله محمد الأول بن الأحمر في مملكة غرناطة خلال النصف الثاني من القرن العاشر الميلادي، وترجع بعض أجزائه إلى القرن الثالث عشر الميلادي. يُعد من أهم المعالم السياحية بإسبانيا ويقع على بعد 430 كم جنوب مدريد. وتظهر به بعض من سمات العمارة الإسلامية الواضحة مثل استخدام العناصر الزخرفية الرقيقة في تنظيمات هندسية كزخارف السجاد، وكتابة الآيات القرآنية والأدعية، مع بعض من المدائح والأوصاف من نظم الشعراء كابن زمرك، وتحيط بها زخارف من الجص الملون الذي يكسو الجدران، وبلاطات القيشاني الملون ذات النقوش الهندسية، التي تغطي الأجزاء السفلى من الجدران. وتمتد جنة العريف حول قصر الحمراء، ويعود تنسيقها إلى القرن الرابع عشر الميلادي، وهي حدائق عامرة بالأشجار المثمرة والورد من مختلف الأنواع.

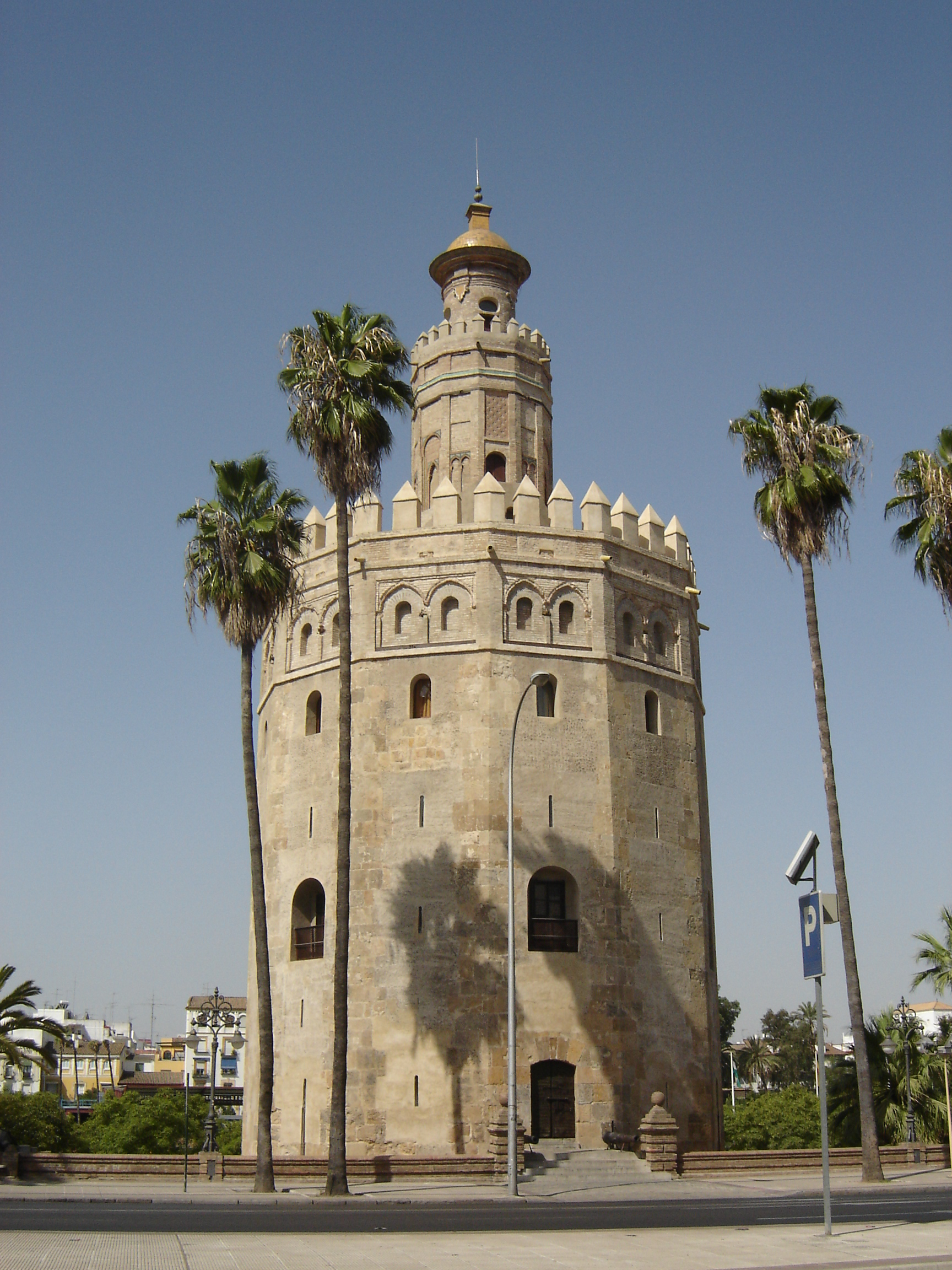
برج الذهب في إشبيلية.

الخيرالدة أو ما يُعرف بمئذنة الجامع الكبير في عهد الموحدين، هو برج قائم من الآجر في إشبيلية، بُني عام 1184م بأمر من الخليفة الموحدي أبو يوسف يعقوب المنصور، ويُعد من أهم معالم المدينة. أصبح برجًا لأجراس كاتدرائية إشبيلية التي أسسها الإسبان بعد سقوط إشبيلية بيد القشتاليين. يعتبر أحد المشيدات المعمارية الهامة في الفن الإسلامي في الأندلس، حيث تُبرز قدرة الفنانين الأندلسيين على الربط بين ضخامة العمارة ودقة التزيينات.
أقام الأمويون عددا كبيرا من القلاع والحصون المنيعة لضمان سلامة بلادهم، وقد أصبحت بعد ذلك مدنًا. وشيدت أسوار أكثر المدن من الحجر المنحوت المرصوف بتناسب هندسي. أما أسوار القلاع ومراكز الخفر وبعض أبراج المراقبة داخل المدن فكانت تُشيد من الطين المدكوك على أساس من الحجر الغشيم وتعلوها شراريف هرمية. ويُعد برج الذهب من أحد أشهر الأبراج في الأندلس، ويُعد آخر صرح حضاري بناه الموحدون في إشبيلية، وقد أقيم لحراسة المدينة ومراقبة حركة الملاحة في نهر الوادي الكبير. وهو مكون من اثني عشر ضلعًا، ومن طابقين، شيد فوقهما طابق ثالث في القرن الثامن عشر بأسلوب مختلف عن الطابقين القديمين.

#### الزخرفة

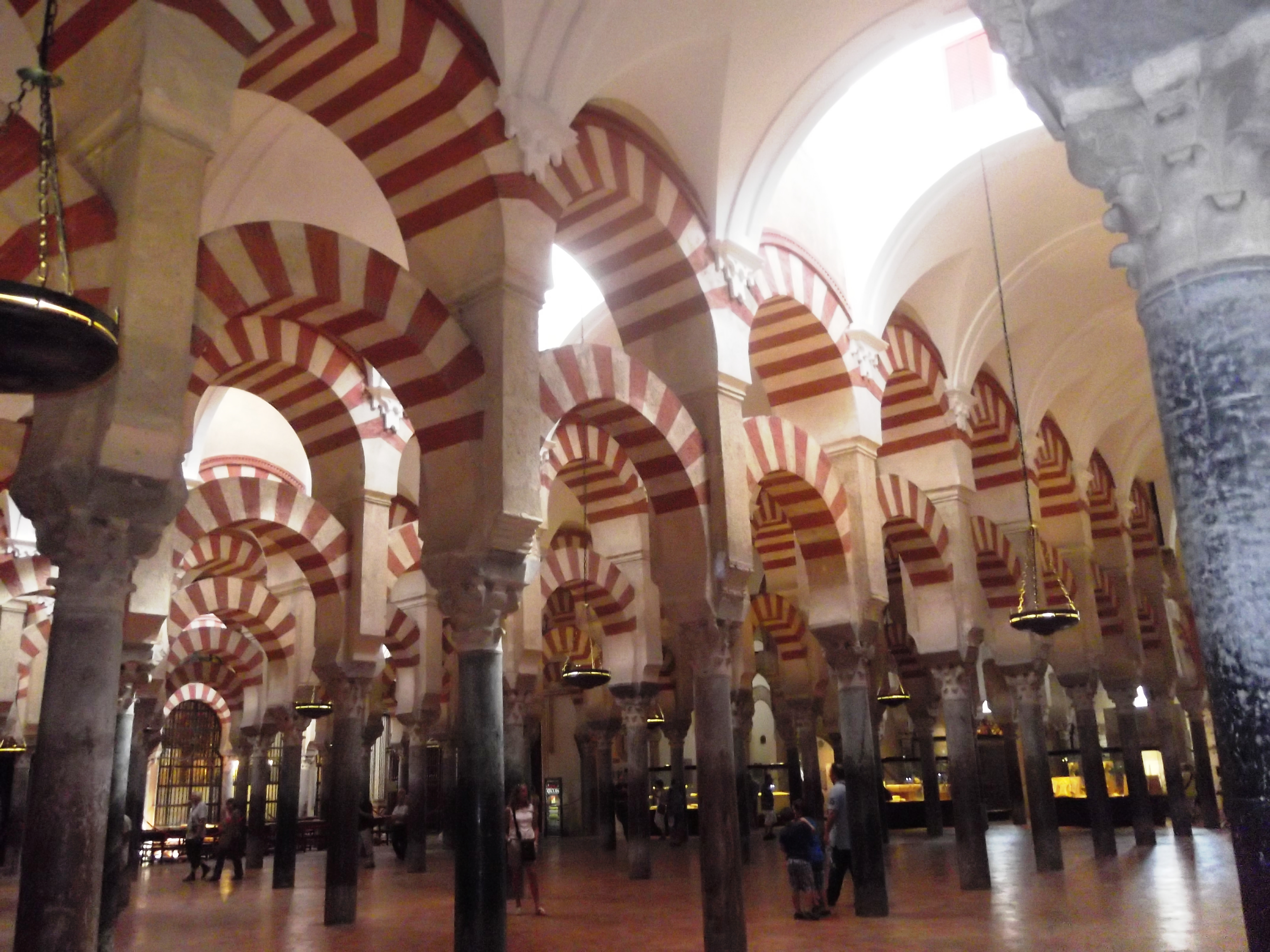
الأقواس نصف الدائرية في جامع قرطبة.

استعمل المزخرفون الحجر والرخام والفسيفساء والخزف والقاشاني والبلاط القرميدي والآجر المطلي بالميناء، واستخدم النوعان الأخيران في النواتئ التزيينية في المآذن. واستخدمت القوس نصف الدائرية، أو على شكل حذوة الحصان والأقواس المدورة الفصوص في أكثر الأبنية، وخاصة في أجنحة جامع قرطبة، وقد طورت هذه الأقواس وتعددت أشكالها في عصر المرابطين والموحدين. وتنوع شكل القوس المفصص فكان منه المشججر والمقرنص، واستعملت فيها الأحجار الملونة بالتناوب، وخاصة الأحمر والأصفر، أو الأحمر والأبيض، وكان لبعض الأقواس حوامل ملتفة، وقد انتقلت تأثيرات هذا الأسلوب في العمارة إلى الفن الكلاسيكي.

الزخرفة والنقوش والحجارة المستخدمة في بناء قصور الأندلس.

كانت تيجان أعمدة جامع قرطبة، التي تعود إلى عهد الخليفة الحكم الثاني والمنصور، تتناوب بين التيجان الكورنثية والتيجان المركبة. ويمكن ملاحظة الأسلوب ذاته في مدينة الزهراء، ولكن بروز النحت فيها قليل، وفي زخارفها عناصر مستمدة من الفنون القديمة كحبات اللؤلؤ والحلزون وحلية القلب وأوراق الشجر. ولعبت الكتابة العربية دورًا هامًا في زخرفة المباني المدنية والدينية، وخاصة مسجد قرطبة. وقد استعمل فيها الحرف الكوفي البسيط أو المشجر كما انتقلت إلى الأندلس الكتابة الفاطمية من إفريقية. وكان يُضاف إلى العناصر الزخرفية النباتية في الأندلس الأشكال الإنسانية والحيوانية، وخاصة تلك الذي نُصبت على الأحواض الرخامية في القصور في القرنين العاشر والحادي عشر الميلاديين، ولكن القرن الثاني عشر للهجرة شهد انقطاعًا واضحًا في هذه العناصر لتعارضها مع فكر الموحدين واعتقادهم. وفيما يخص قصر الحمراء، فقد استُخدمت فيه الزخارف الجصية.

#### تأثيرات أندلسية
كان لفن المعمار الأندلسي دورًا كبيرًا في التأثيرات على الفن المعماري المغربي خلال عهد المرابطين والموحدين بين أعوام 1056 و1269، حيث امتزجا سويًا لينتجا خليطًا بين الطابع المغاربي، الذي كان متاثرًا بالطابع البربري البيزنطي، والأندلسي العربي، الذي ظهر كل المباني الأثرية بالبلاد. وكان أول من بدأ عملية المزج يوسف بن تاشفين، الذي أحضر أمهر الصناع من قرطبة إلى فاس، فأضافوا إليها فنادق وحمامات وسقايات.

### الموسيقى والمُوشحات

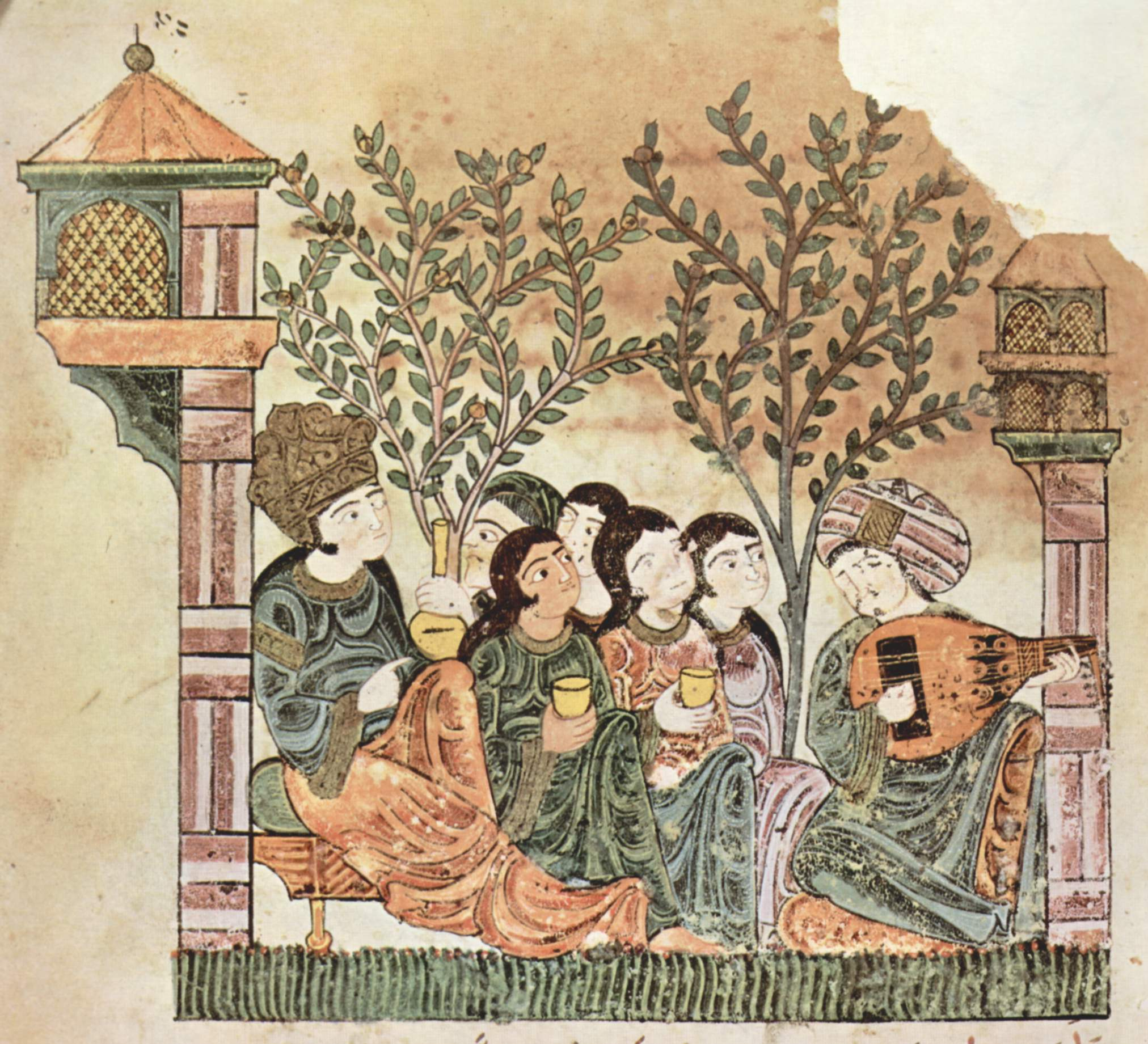
حديقة زرياب، صورة مصغرة من القرن السادس عشر الميلادي.

الموسيقى الأندلسية هي مصطلح يُطلق على الموسيقى الكلاسيكية بالمغرب العربي بقسميه الدنيوي والديني المتصل بمدائح الطرق الصوفية. نشأت هذه الموسيقى بالأندلس وارتبطت في بعض الأحيان بالمدائح غير المتقيدة بالأوزان والقوافي. وتُعتبر إحدى الامتدادات والروافد التي تفرعت عن الموسيقى العربية بمفهومها العام. ازدهرت الحياة الاجتماعية في الأندلس بظهور المدارس الموسيقية، ونهضت الموسيقى فيما بين القرنين الثامن والخامس عشر الميلادي. فقد شاع الغناء الحجازي والموسيقى الحجازية، وانتقل هذا الفن إلى الأندلس عن طريق الجواري والمغنيات والمغنين. ولعبت الموسيقى العربية دورها في الأندلس، فالمدرسة الموسيقية التي أسسها زرياب، أبرز من ظهر خلال الحضارتين العباسية في بغداد والأموية في قرطبة، وأبناؤه وبناته وجواريه كان لها تأثير كبير في الحياة الاجتماعية، وعرف الأوربيون في لغتهم أسماء كثير من الآلات الموسيقية العربية واستعملوها بألفاظها العربية، مثل القانون والطبل والنقارة والقيثارة والربابة والعود. وكان الفارابي من الشخصيات التي كان لها باع طويل مع الموسيقى، فقد استخدم العود ذو الأوتار الخمسة بدل الأربعة، وكذلك استخدم الطنبور والشهرود والقيثارة والزهر والكنارة والقانون والربابة والكمنجة والمزمار والسرناي والناي والشبابة والصفارة، إضافة إلى الآلات الإيقاعية وآلات النفخ النحاسية.
كان الزجل هو فن العامة بالأندلس، وكانوا ينظمونه في سائر البحور للخمسة عشر بالعامية. وكان يلتقي كبار العلماء والأدباء والشعراء في قصور الخلفاء والأمراء في الأندلس في منتديات علمية وأدبية وفنية.
كانت الموشحات الأندلسية واحدة من أهم الأشكال الشعرية الغنائية والموسيقة التي ابتكرت بالأندلس، حيث تتنوع الأوزان وتتعدد القوافي مع استخدام اللغة الدارجة في خرجته. ونشأت أواخر القرن التاسع الميلادي، وازدهرت الموسيقى وشاع الغناء من جانب، وقوي احتكاك العنصر الإسلامي بالعنصر الإسباني من جانب آخر. يرجع ظهور الموشحات إلى الحاجة إلى التحرر من قيود الأوزان الشعرية التي لازمتهم طيلة حياتهم، والبحث عن نوع شعري جديد يواكب الموسيقى والغناء في تنوعها واختلاف ألحانها، وإلى ولعهم بالموسيقى والغناء منذ أن قدم عليهم زرياب، وأشاع فيهم فنه. وتتألف الموشحة غالباً من خمس فقرات، تسمى كل فقرة بيتًا. والبيت في الموشحة ليس كالبيت في القصيدة، لأن بيت الموشحة فقرة أو جزء من الموشحة يتألف من مجموعة أشطار، وليس من شطرين فقط كبيت القصيدة. وتنقسم كل فقرة من فقرات الموشحة الخمس إلى جزأين: الجزء الأول مجموعة أشطار تنتهي بقافية متحدة فيما بينها ومغايرة في الوقت نفسه للمجموعة التي تقابلها في فقرة أخرى من فقرات الموشحة؛ أما الجزء الثاني من جزئي بيت الموشحة، فهو شطران ـ أو أكثر ـ تتحد فيها القافية في كل الموشحة. والجزء الأول الذي تختلف فيه القافية من بيت إلى بيت يسمى غصنًا، والجزء الآخر الذي تتحد قافيته في كل الموشحة، يسمى قفلًا. وسرعان ما انتشر هذا الفن الجديد في المشرق والمغرب، وقاربت الموشحة القصيدة الشعرية، واستخدمها الصوفيين في مدائحهم وأذكارهم.

## الإرث الأندلُسي

### اللغوي
يُعد تأثير اللغة العربية في اللغة الإسبانية أحد السمات التاريخية المكونة للثقافة واللغة الإسبانية حيث استوطنت الأندلس وبعض المقاطعات الإسبانية من قبل العرب لمدة ناهزت ثمانية قرون. دخلت بعض الكلمات العربية في لغات أوروبية كثيرة مثل الألمانية والإنگليزية والإسبانية والبرتغالية والفرنسية، وذلك عن طريق الأندلس والتثاقف طويل الأمد الذي حصل طيلة عهد الحروب الصليبية. وكُتبت العربية بحروف لاتينية في حالات تاريخية نادرة مثل عربية المدجنين، التي ابتدعها عرب الأندلس في القرون من الرابع عشر حتى السابع عشر.

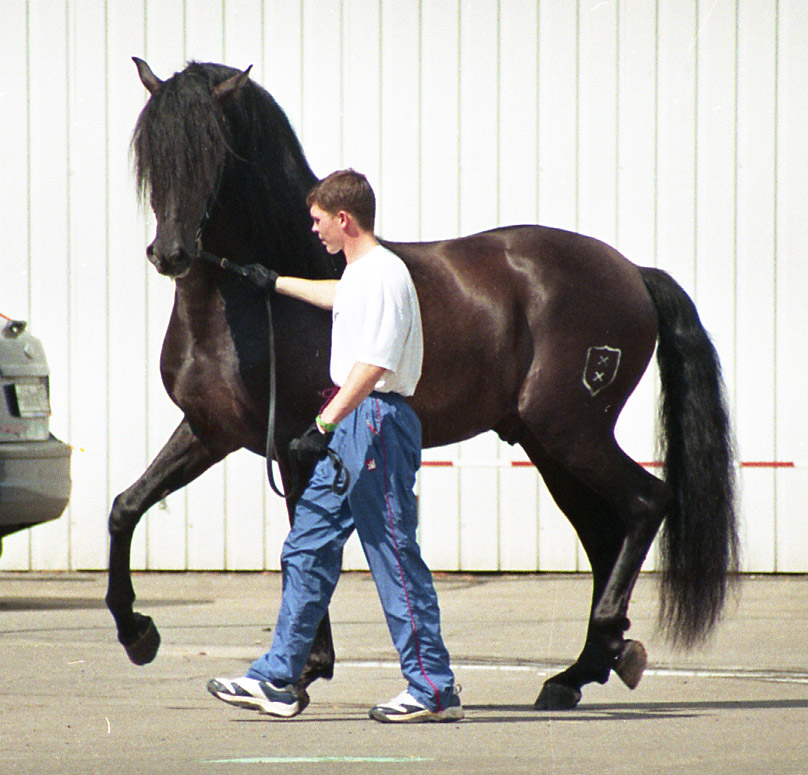
حصانٌ أندلُسيٌّ أصيل مع سائسه. ظهرت هذه السُلالة من الخُيول نتيجة تهجين الأحصنة العربيَّة والبربريَّة الأصيلة مع الخُيول الأيبيريَّة خِلال العهد الإسلامي وما بعده.

وعلى الرغم من استيلاء الملوك النصارى على الأراضي التي كانت بين يدي حكام المسلمين، وانهيار الدولة الإسلامية في شبه الجزيرة الأيبيرية، إلا أن الكلمات العربية أثرت على اللغة الإِسبانية المستخدمة في مملكة قشتالة الشمالية، والتي أصبحت اللهجة الغالبة في الدولة الإسبانية الموحدة حديثًا. وكان تأثير اللغة العربية على اللغة الإسبانية في الغالب معجمي؛ وهذا يعني أنه يُرى بصفة رئيسةٍ في مفردات اللغة الإسبانية أكثرَ من قواعدها أو تراكيبها النحوية، وقد قُدِر أن هناك ما يزيد على 4000 كلمة عربية
مستعارة، وأكثر من 1000 جذر لُغوي عربي، وهما معًا يشكلان 8% من المفردات الإسبانية. وتبنت اللغات الإسبانية كلها كلمات عربية وأدخلتها في لغتها. وكان القشتاليون هم أكثر الشعوب التي ضمت إلى لغتها كلمات عربية كثيرة، بعد اللاتينية، وتبدو الكلمات ذات الأصل العربي أكثر عددًا في القاموس الإسباني. وبسبب أنَّ الأندلس كانت في كثير من الأحوال مجتمعًا أكثرَ تقدُّمًا من الثقافات الأوروبية الأخرى، فإنَّ الكلماتِ الإسبانيةَ المشتقَّة عن العربية توجد بصفةٍ أساسية في المجالات التي أدخلها العرب لشبه الجزيرة.
هناك الكثير من المؤلفات والمصنفات في شتى العلوم والفنون التي انتقلت كما هي بألفاظها العربية إلى أوروبا وإفريقيا وآسيا، مثل مصطلحات العلوم الرياضية؛ والتجارية؛ وفن العمارة؛ والإدارية والدينية؛ والزراعية وفي مجال الري؛ والحيوانية؛ الحيوان والصناعية؛ والنباتية؛ والفلكية إضافة إلى التي مازالت تستعمل بألفاظها العربية حتى الوقت الحاضر في اللغات الأوروبية.

### الحيواني
الحصان الأندلسي الأصيل، ويُعرف كذلك بسلالة الحصان الإسباني الأصيل أو حصان الملوك هو واحد من أشهر الخيول الإسبانية ذات الأصول العربية المختلطة. وهو نتاج تهجينه مع الخيول العربية، ويتمتع بجمال الحصان العربي ورشاقته، ويُعد حيوانًا مثاليًّا لمصارعة الثيران لشجاعته وقوته.

## شهادات معاصرة
يقول الباحث الإسباني لويس خابيير رويث سيّيرا مدير المركز الثقافي الإسباني في دمشق: 
| الأندلس | من خلال معايشتي لقرطبة وأناسها، أستطيع القول بأن الآثار العربية فيها والمكتوبة بالعربية مثل الحمامات العمومية وحمام الخليفة تؤكد أنها قرطبة الخلفاء. فأنا حين أتجول في الطرقات أجد مئة أثر موثقة، يستخدمها أهل قرطبة، وهي تثير مسألة عاطفية تضفي أهمية كبيرة على عظمة قرطبة… هذا الفضاء الذي تربَّيْتُ فيه لم يكن يسمح بوجود تربية عدائية تناقض هذا الحضور، فكانت التربية تسمح بخطاب مزدوج حول الهوية، لأن قرطبة ـ كهوية ـ تتطابق مع الآثار العربية والفلسفة العربية التي صنعت عظمة قرطبة. لذا لا يمكن النظر إلى العرب بمعزل عن هذه العظمة. | الأندلس |

ويقول المستعرب الإسباني خوسيه ميجيل بويرتا، الباحث والأستاذ في علم الجمال: 
| الأندلس | تخرجت من كلية التاريخ، وبحثي كان عن تاريخ الفن. وإلى حينه، كنت أجهل تمامًا أن هناك لغة عربية على الرغم من أنني غرناطي. وهذا يثبت أننا كنا في إسبانيا والأندلس (غرناطة) في حالة من الأمية والجهل الكبيرـ تصور أنني من مدينة كانت عربية أكثر من ثمانية قرون وأهلها لا يعرفون شيئًا عن ماضيها، لأن الماضي كان ممحوًا تمامًا، تخرجت من الجامعة ولم أسمع أستاذًا يذكر كلمة عن الأندلس، عن العرب، واكتشفت هذا الأمر وحدي، عندما زرت الحمراء وشاهدت أن كل شيء مكتوب بلغة أخرى… ما هي هذه اللغة؟ دهشت، وعندما انتهيت من الخدمة العسكرية انتقلت إلى مدينة مليلية. وهناك بدأت أدرس اللغة العربية. وبعد ستة أشهر، اكتشفت أن اللغة التي أتعلمها هي لغة وحضارة وقاعدة متينة في قريتي، وحضور استمر ثمانية قرون. | الأندلس |

وأضاف: 
| الأندلس | لا ريب في أن علاقة غرناطة بماضيها الإسلامي والعربي علاقة متوتّرة ومعقّدة وذات أوجه عدّة، وليس من اليسير أبدًا شرح ذلك في سطرين. بعد سقوط آخر مدينة عربية وإسلامية في شبه الجزيرة الإيبيريّة، المدينة التي دامت أكثر من ثمانية قرون في دار الإسلام، بدأت عملية مكثّفة من قبل السلطات الإسبانية المحتلّة لتحويلها إلى مدينة كاثوليكية صرفة، باللجوء إلى عناصر العنف المتوافرة كافة، من طرد السكان المسلمين واليهود، وحرب إبادة إنسانية وصراع من أجل تغيير الملامح الأندلسية الإسلامية. ولكن، بقيت أوابد كثيرة، أشهرها قصور الحمراء، رمزًا لمدينة غدت طوال قرون مديدة تحتفل وتفتخر بما يسمّيه المحتلّون «استرداد» آخر بقعة للإسلام في إسبانيا. تكوّنت الثقافة الإسبانية الرسمية خلال قرون على فكرة الدولة الموحّدة والأوحديّة دينًا ولغة وقومًا، حاولت اجتثاث كل مختلف عنها من حضنها، سواء أكان يهوديًا أو مسلمًا أو غجريًا أو ملحدًا بمقاييس الكنيسة الكاثوليكية الإقطاعية والموالية للملكية والمعاصرة للفاشية. مع بداية المرحلة الديمقراطية الحالية، منذ ثلاثين عامًا تقريبًا، تغيّرت الأمور وظهرت في غرناطة، وفي مدن جنوبية أخرى، أجيال معجبة وفخورة بالماضي الأندلسي لهذه الأرض، بكل ما فيه من تنوّع لغوي وثقافي. في نظري، المقلق ليس وجود تمثال مترجم وطبيب أندلسي يهودي في زاوية ما كانت حارة اليهود في غرناطة الأندلسية، شأنها شأن قرطبة حيث نرى تمثال الفيلسوف المعروف ابن ميمون، إلخ، ولكن في عدم وجود تماثيل أخرى لشخصيات الثقافة والعلم من المسلمين حيث كان عددهم لا يحصى، أمثال أبو حيّان الغرناطي وابن الخطيب وأسرة بني عاصم. مؤخّرًا، سمّت البلدية المزيد من الشوارع والحدائق بأسماء مسلمين أندلسيين غرناطيين، ولكن، والحق يقال، لم تكرّم بعد كما ينبغي تلك الشخصيات الغرناطية المسلمة البارزة ولا حتى بناة قصور الحمراء، وهي القصور التي من خلالها تُعرف غرناطة في العالم، والتي تتهالك السلطات المحلّيّة وغيرها للسيطرة على إدارتها بوصفها الموقع الأكثر جذبًا للسياحة في إسبانيا. تلك السلطات تعتزّ بقصر الحمراء وتقدّمه للعالم رمزًا للمدينة، وفي الوقت ذاته تحتفل باحتلال المدينة وتنصب تماثيل لكبار عساكر الاحتلال. وهذه المعضلة لا بد من أن نحلّها ذات مرّة نحن الغرناطيين. | الأندلس |

يقول المستعرب الإسباني بيدرو مارتينث مونتابيث: 
| الأندلس | لا يزال هناك حضورًا واضحًا للموضوعات والعناصر العربية، سواءً على مستوى الكم أو الكيف... في الواقع، فإن أعمال كبار الكتاب الإسبان في العصر الذهبي كانت تلمس بطريقة ما الموضوع العربي، تستدعيه وتعكسه. ولا يمكن نسيان المثال الأكثر خصوصية في هذا المجال: ميجيل دي ثربانتيس الذي يعتبر أكبر الكتاب الإسبان في كل العصور والذي يعكس بشكل مثالي ذلك العنصر العربي الإسلامي في أعماله وحياته. كررت كثيرًا أنه من أجل النظر إلى العالم العربي وتمثله، فإن الإسباني غير مطالب بالنظر إلى الخارج، بل يكفيه أن ينظر إلى داخله، المساحة في جزء منها تبدأ من داخل أنفسنا، وهذا يفردنا بين الشعوب الأوروبية الغربية الأخرى. أشير بالطبع إلى الواقع الأندلسي، إنه إسباني عربي بروحه ومعناه، نتقاسمه مع العرب كماضٍ وميراث مستمر، كذاكرة جمعية، وأيضًا يجب المحافظة عليه في أعلى درجاته كمشروع ثقافي يتخطى الزمان والمكان. انتهت الأندلس كواقع تاريخي، لكنها تبقى كواقع رمزي سببًا لا يبارى للقاء والتأثير المتبادل، لأنها تمثل مجموعة علاقات يمكنها أن تربط بين جانبين، إنها أساس جدلي وتكاملي لا يقارن. | الأندلس |

يقول المستعرب الإسباني بيدرو تشالميتا أستاذ التاريخ العربي الإسلامي بجامعة كومبلوتنسي: 
| الأندلس | يتميز الاستعراب الإسباني بوضع يجمع بين النقيضين. فمن ناحية الظروف الجغرافية التاريخية، يظهر أن هناك اهتمامًا بالحقبة الأندلسية. وفي هذا السياق، نحن نتفوق على باقي حركات الاستعراب، ولكننا نسير في المؤخرة فيما يتعلق بالدراسات المتعلقة بالإسلام خارج الأندلس: فآسين بلاثيوس تطرق إلى الموضوعات من منظور أندلسي، وكانت أكثر عالمية من الموضوعات التي تطرق إليها جارثيا جوميث، إذ طرق مسألة تأثير الإسلام في المسيحية، والمسيحية في الإسلام من منطلق أندلسي، إلا أنها كانت بمثابة قضية عامة، وهي قضية التصوف نفسها التي عالجها ماسينيون الذي ركز دراساته حول الحلاج، في حين أن آسين بلاثيوس ركز على ابن حزم وشخصيات أخرى، إلا أنها كانت تطرح المشكلة نفسها. لهذا يبدو أن وقع دراسات هذا الإسباني في المجال العلمي والعالم العربي كانت أكثر تشابهًا مع أعمال ماسينيون بنسبة أربعين إلى ستين في المئة، في حين أن هذه النسبة تنخفض في أعمال جارثيا جوميث مقارنة بأعمال جاك بيرك إلى عشرة مقابل أربعين، وذلك لأن جارثيا جوميث ركز على موضوعات أندلسية بحتة، في حين أن زميله الفرنسي اشتغل بقضايا عالمية ذات انطلاقة أندلسية. | الأندلس |

ويقول المستعرب الإسباني المتخصص في اللغة العربية فيديريكو كورينتي قرطبة: 
| الأندلس | أما تأثير الأدب العربي في الإسباني، فيظهر الجزء الأكبر منه في القرون الوسطى من خلال الأدب العلمي والتعليمي والأساطير والحكايات والمواعظ التربوية، سواءً من خلال الترجمة المباشرة أو من خلال تقليد النموذج المنتشر بشكل واسع في ذلك الحين. وعدا هذا، لابد من أن نذكر تأثير الأدب الشعبي أو المروي والذي دُرس بشكل جيد. ويعود الفضل إلى المستعرب جارثيا جوميث في توضيح تأثير الأمثال العربية في تشكيل مجموعة الأمثال الإسبانية... وهناك طرائف عربية في دون كيخوتي وموضوعات شرقية في الشعر الرومانطيقي... أما عن اللغة العربية، فإن إسبانيا كانت ولا تزال مهتمة باللغة العربية بحكم تاريخها وعلاقتها مع العالم العربي وحتى موقعها الجغرافي. أما من حيث تطور هذا الاهتمام، فقد كثر عدد الجامعات التي تعنى بالدراسات العربية الإسلامية وكذلك كثر عدد الأساتذة. | الأندلس |

وتقول المستعربة كارمن رويث برابو: 
| الأندلس | إن المهمة الأساسية للمستعربين الإسبان اليوم هي كسر الحواجز الأكاديمية الخالصة، ومحاولة الخروج إلى المجتمع في سبيل نشر الثقافة العربية. وهذا ما بدأنا نلاحظ آثاره في الفترة الأخيرة، حيث أن هناك الكثير من البرامج الإذاعية والتلفزيونية التي تتناول الثقافة العربية، والتي تساهم فيها وفي حواراتها أعداد كبيرة من الناس من خلال الاتصالات الهاتفية من أجل السؤال أو التعليق. إن الأدب الإسباني سواء ما كان مكتوبًا باللغة الإسبانية أو باللغة الكاتالانية أو غيرهما إنما وُلد في مجرى نهر الأدب العربي. فرواية دون كيخوتي وُلدت من أصول عربية، لأن هذا النوع الأدبي، شبه الروائي، له صلة مباشرة بالأدب العربي، وبالمثل، ترك الشعر العربي هو الآخر بصماته الجلية على الأدب الإسباني في القرون السابقة... وكما تعرفون، فإن هناك سلسلة نصدرها بعنوان ألف كتاب وكتاب. وقد صدر منها عدد لا بأس به من الكتب، وإننا جادون في نشر أعمال أدبية لكتاب عرب. وسبب هذا الاهتمام هو محاولة محو هذه الأمية الموجودة في مجال التعريف بالثقافة العربية في إسبانيا، لأنه في حالة وصول الكتاب العربي إلى القارئ الإسباني، تبدأ مرحلة التذوق. وهنا أقول إن الإسباني يحسن استقبال الأدب العربي، لأن الأدب هو السبيل الوحيد الذي يعرفنا كيف يشعر العرب، كيف عاشوا أمل تجربة النهضة، كيف يتعاملون مع الفن. والفن والأدب هما الشيء الوحيد الحقيقي في حياة الشعوب، وفيهما يلتقي العرب والإسبان كثيرًا. وبالفعل يتضح أن هناك ثراءً ثقافيًا مطموس جزئيًا، ولكن الشعب يكتشفه من خلال القراءة. | الأندلس |

ويقول المستعرب الإسباني فيديريكو آربوس: 
| الأندلس | ابتداءً من عام 1960، ازداد عدد الدراسات العامة والتراجم الأدبية بشكل ملحوظ لأسباب مختلفة؛ كما أن الأجيال الجديدة من المستعربين الإسبان، وغالبيتهم من الجامعيين وأيضًا من الباحثين والمترجمين غير الجامعيين، بدأوا في الاهتمام بالمشرق الأدنى والأوسط بشكل عام، وبالعالم العربي المعاصر بشكل متزايد. كما أن الأقسام الأكاديمية المتخصصة في دراسة اللغة والأدب العربي تزايدت وتعددت موادها الدراسية، ليس فقط في جامعات مدريد وبرشلونة، ولكن أيضًا في كليات الآداب بجنوب إسبانيا مثل غرناطة وإشبيلية ومالقة، أو في الشرق الإسباني. بالإضافة إلى ذلك، بدأت دور النشر العامة والخاصة في الاهتمام بشؤون العالم العربي والإسلامي، حيث ظهرت سلاسل عدة من المطبوعات التي تركز على ترجمة النصوص الأدبية العربية من العصور الوسطى والمعاصرة بشكل خاص. وتحاول أعمال الاستعراب الإسباني الجديد كسر الدائرة الضيقة للعلماء والمتخصصين سواءً عن طريق دور النشر أو النشر الدوري، والتي هي بالأساس نتاج عمل المستعرب مارتينيث مونتابيث ومجموعة من المستعربين الذين اجتازوا مرحلة التأهيل، خلال منتصف أو نهاية الستينات مثل: فيجيرا، بييجاس، فانخول، ديل آمو، غارولو، رويث برابو، وأنا أيضًا من بين آخرين. | الأندلس |

يقول الكاتب الإسباني خوسيه ماريا ريداو:
| الأندلس | إن وضعية إسبانيا كأرض خضعت للإسلام تاريخيًا وكقوة استعمارية خلال الفترة المعاصرة، لم تفتأ تشكل ثغرة بين المستعربين. في هذا الصدد، تكتسي أطروحة إدوار سعيد المعروفة عن الترابط بين الدراسات الاستشراقية والتغلغل الاستعماري الأوروبي طبيعة خاصة بالنسبة للمستعربين الإسبان: فالاعتراف بأن نفس الشعب الذي يُراد فرض السيطرة الاستعمارية عليه هو الذي امتلك شبه الجزيرة، في وقت سابق، سيكون باهظ الثمن بالنسبة لمثقفين لا يبذلون فقط أي جهد للتخلص من الحكم المسبق بمعاداتهم للإسلام، وإنما يسعون خلاف ذلك إلى التحول إلى نصراء للمسيحية. من هنا تم تشويه تاريخ الأندلس إلى حد أصبح من السهل التعرف فيه على أثر مخاوفنا وأحكامنا الجاهزة وحتى تاريخنا الحديث، بدلاً من التعرف على الواقع الحقيقي لماضينا الإسلامي. في المقام الأول، حاول المستعربون الإسبان البرهنة على أن فتح شبه الجزيرة عمل قام به عرب الشرق بصفة استثنائية، قبل أن تلتحق بهم، كوقود للمعركة، تجريدة من برابرة شمال أفريقيا. وفي المقام الثاني، أكدوا أن صفاء أعراق العرب الذين قدموا إلى شبه الجزيرة لا يتعدى الجيل الثالث أو الرابع، بحيث لا يمكن الحديث بعد ذلك سوى عن الإسبان الأقحاح. وفي المقام الثالث، اعتبر المستعربون دخول الإمبراطوريات البربرية إلى مشهد التاريخ حوالي سنة 1091، وهي السنة التي أطاح فيها يوسف بن تاشفين بحكم المعتمد، بمثابة نهاية للحضارة العربية الإسبانية حسب تعبير جارثيا جوميث، ناسين باطمئنان أن أربعة قرون ما تزال تنتظر سقوط غرناطة. | الأندلس |

وأخيرًا يقول المستعرب الإسباني وأستاذ الفلسفة الإسلامية بجامعة الأوتونوما مدريد ميجيل كروث إيرنانديث: 
| الأندلس | إن لفظ الأندلس لم يكن موجودًا من قرن سوى في عدد ضئيل من الكتب، بينما كان يُقال ويكتب إسبانيا المسلمة، مع تناسي البرتغال الموجودة في شبه الجزيرة الإيبيرية أيضًا. أما بالوقت الحالي، فإن هناك قطارًا مترفًا اسمه الأندلس وبرنامج ثقافي يحمل المسمى ذاته. ورغم كثرة بحث هذا الواقع الاجتماعي والتاريخي، فإن الاستفسار عن أسباب مجده وتعاسته اللاحقة لم يحدث كثيرًا. وأتسائل أليس لعرب اليوم ما يقولونه حول هذا الأمر؟؛ لقد قال مارتينث مونتابيث: «أن الأندلس تشكل للعرب حالة من الحيرة والشك لا يمكن التخلي عنها، وتناقضًا لا مفر منه يحتل موقعًا جماليًا لا يتزحزح إطلاقًا.» | الأندلس |

### باللُغة العربيَّة
1. ↑  المعجم الكبير لمجمع اللغة العربية في مصر حرف الهمزة. صفحة 539
2. ↑  "قاموس المعاني: معنى اسم الأندلس في قاموس معاني الأسماء". مؤرشف من الأصل في 2015-09-05. اطلع عليه بتاريخ 2015-04-09.
3. ↑  "قاموس المعاني: معنى الأندلس في معجم المعاني الجامع - معجم عربي عربي". مؤرشف من الأصل في 2016-03-05. اطلع عليه بتاريخ 2015-04-09.
4. ↑  "معاجم اللغة العربية: معنى أندلس في معاجم اللغة العربية - قاموس عربي عربي". مؤرشف من الأصل في 2016-04-01. اطلع عليه بتاريخ 2015-04-09.
5. ↑  موقع قصَّة الإسلام: بلاد الأندلس.. التاريخ والجغرافيا. بقلم د. راغب السرجاني. تاريخ التحرير: 27 شُباط (فبراير) 2011م نسخة محفوظة 16 ديسمبر 2016 على موقع واي باك مشين.
6. ↑  ابن عبد الحكم، عبدُ الرحمٰن بن عبد الله القُرشي؛ تحقيق: عبد الله أنيس الطبَّاع (1964). فتوح أفريقيا والأندلُس. بيروت - لُبنان: دار الكتاب اللُبناني. ص. 274. {{استشهاد بكتاب}}: تحقق من التاريخ في: |سنة= (مساعدة)
7. ↑  ابن قُتيبة، أبو مُحمَّد عبدُ الله بن مُسلم الدينوري (1963). الإمامة والسياسة، الجُزء الثاني (ط. الثالثة). القاهرة - مصر: مكتبة ومطبعة مُصطفى البابي الحلبي. ص. 63، 66-68. {{استشهاد بكتاب}}: تحقق من التاريخ في: |سنة= (مساعدة)
8. ↑  طقّوش، مُحمَّد سُهيل (1431هـ - 2010م). تاريخ الدولة الأُمويَّة 41-132هـ \ 661-750م (ط. السَّابعة). بيروت - لُبنان: دار النفائس. ص. 116. ISBN:9789953183978. {{استشهاد بكتاب}}: تحقق من التاريخ في: |سنة= (مساعدة)
9. ↑  دوزي، رينهارت؛ ترجمة حسن حبشي (1994). المُسلمون في إسبانيا، الجُزء الأوَّل. القاهرة - مصر: الهيئة المصريَّة العامَّة للكتاب. ص. 34. {{استشهاد بكتاب}}: تحقق من التاريخ في: |سنة= (مساعدة)
10. ↑  مؤنس، حُسين (2002). فجر الأندلُس (ط. الأولى). بيروت - لُبنان: العصر الحديث للنشر. ص. 64. {{استشهاد بكتاب}}: تحقق من التاريخ في: |سنة= (مساعدة)
11. ↑  القُرطُبي، ابنُ القوطيَّة؛ ترجمة وتحقيق: عبدُ الله الصبَّاغ (1994). تاريخ افتتاح الأندلُس (ط. الأولى). بيروت - لُبنان: مؤسسة المعارف للطباعة والنشر. ص. 76. {{استشهاد بكتاب}}: تحقق من التاريخ في: |سنة= (مساعدة)
12. ↑  القُرطُبي، ابنُ القوطيَّة؛ ترجمة وتحقيق: عبدُ الله الصبَّاغ (1994). تاريخ افتتاح الأندلُس (ط. الأولى). بيروت - لُبنان: مؤسسة المعارف للطباعة والنشر. ص. 8. {{استشهاد بكتاب}}: تحقق من التاريخ في: |سنة= (مساعدة)
13. ↑  رمضان، عبدُ العظيم (1998). الصِّراع بين العرب وأوروبَّا من ظُهور الإسلام إلى انتهاء الحُروب الصليبيَّة (ط. الأولى). القاهرة - مصر: دار المعارف. ص. 117. {{استشهاد بكتاب}}: تحقق من التاريخ في: |سنة= (مساعدة)
14. ↑  ابن عذاري المُرَّاكشي، أبو عبد الله مُحمَّد بن مُحمَّد؛ تحقيق ومُراجعة: ج. س. كولان، إِ. ليڤي بروفنسال (1983). البيانُ المُغْرِب في اختصار أخبار ملوك الأندلُس والمغرب، الجُزء الثاني (ط. الثالثة). بيروت - لُبنان: دار الثقافة. ص. 6. {{استشهاد بكتاب}}: تحقق من التاريخ في: |سنة= (مساعدة)
15. ↑  المُقري التلمساني، شهابُ الدين أحمد بن مُحمَّد؛ تحقيق: إحسان عبَّاس (1388هـ - 1968م). نفحُ الطيب من غُصن الأندلُس الرطيب، وذكر وزيرها لسانُ الدين بن الخطيب، الجُزء الأوَّل (ط. الأولى). بيروت - لُبنان: دار صادر. ص. 43 - 44. {{استشهاد بكتاب}}: تحقق من التاريخ في: |سنة= (مساعدة)
16. ↑  دوزي، رينهارت؛ ترجمة حسن حبشي (1994). المُسلمون في إسبانيا، الجُزء الأوَّل. القاهرة - مصر: الهيئة المصريَّة العامَّة للكتاب. ص. 43 - 44. {{استشهاد بكتاب}}: تحقق من التاريخ في: |سنة= (مساعدة)
17. ↑  ابن الأثير الجزري، عزُّ الدين أبي الحسن عليّ بن أبي الكرم الشيباني؛ تحقيق: أبو الفداء عبدُ الله القاضي (1407هـ - 1987م). الكامل في التاريخ، الجُزء الرَّابع (ط. الأولى). بيروت - لُبنان: دار الكُتب العلميَّة. ص. 122. {{استشهاد بكتاب}}: تحقق من التاريخ في: |سنة= (مساعدة)
18. ↑  القُرطُبي، ابنُ القوطيَّة؛ ترجمة وتحقيق: عبدُ الله الصبَّاغ (1994). تاريخ افتتاح الأندلُس (ط. الأولى). بيروت - لُبنان: مؤسسة المعارف للطباعة والنشر. ص. 34 - 35. {{استشهاد بكتاب}}: تحقق من التاريخ في: |سنة= (مساعدة)
19. ↑  ابن قُتيبة، أبو مُحمَّد عبدُ الله بن مُسلم الدينوري (1963). الإمامة والسياسة، الجُزء الثاني (ط. الثالثة). القاهرة - مصر: مكتبة ومطبعة مُصطفى البابي الحلبي. ص. 74. {{استشهاد بكتاب}}: تحقق من التاريخ في: |سنة= (مساعدة)
20. ↑  ابن عذاري المُرَّاكشي، أبو عبد الله مُحمَّد بن مُحمَّد؛ تحقيق ومُراجعة: ج. س. كولان، إِ. ليڤي بروفنسال (1983). البيانُ المُغْرِب في اختصار أخبار ملوك الأندلُس والمغرب، الجُزء الثاني (ط. الثالثة). بيروت - لُبنان: دار الثقافة. ص. 10. {{استشهاد بكتاب}}: تحقق من التاريخ في: |سنة= (مساعدة)
21. ↑  ابن الأثير الجزري، عزُّ الدين أبي الحسن عليّ بن أبي الكرم الشيباني؛ تحقيق: أبو الفداء عبدُ الله القاضي (1407هـ - 1987م). الكامل في التاريخ، الجُزء الرَّابع (ط. الأولى). بيروت - لُبنان: دار الكُتب العلميَّة. ص. 122 - 123. {{استشهاد بكتاب}}: تحقق من التاريخ في: |سنة= (مساعدة)
22. ↑  دوزي، رينهارت؛ ترجمة حسن حبشي (1994). المُسلمون في إسبانيا، الجُزء الأوَّل. القاهرة - مصر: الهيئة المصريَّة العامَّة للكتاب. ص. 46. {{استشهاد بكتاب}}: تحقق من التاريخ في: |سنة= (مساعدة)
23. ↑  القُرطُبي، ابنُ القوطيَّة؛ ترجمة وتحقيق: عبدُ الله الصبَّاغ (1994). تاريخ افتتاح الأندلُس (ط. الأولى). بيروت - لُبنان: مؤسسة المعارف للطباعة والنشر. ص. 35. {{استشهاد بكتاب}}: تحقق من التاريخ في: |سنة= (مساعدة)
24. ↑  عنَّان، مُحمَّد عبدُ الله (1417هـ - 1997م). دولة الإسلام في الأندلس، العصر الأوَّل، القسم الأوَّل (ط. الرَّابعة). القاهرة - مصر: مكتبة الخانجي. ص. 52. {{استشهاد بكتاب}}: تحقق من التاريخ في: |سنة= (مساعدة)
25. ↑  ابن عبد الحكم، عبدُ الرحمٰن بن عبد الله القُرشي؛ تحقيق: عبد الله أنيس الطبَّاع (1964). فتوح أفريقيا والأندلُس. بيروت - لُبنان: دار الكتاب اللُبناني. ص. 81. {{استشهاد بكتاب}}: تحقق من التاريخ في: |سنة= (مساعدة)
26. ↑  طقّوش، مُحمَّد سُهيل (1431هـ - 2010م). تاريخ الدولة الأُمويَّة 41-132هـ \ 661-750م (ط. السَّابعة). بيروت - لُبنان: دار النفائس. ص. 160 - 161. ISBN:9789953183978. {{استشهاد بكتاب}}: تحقق من التاريخ في: |سنة= (مساعدة)
27. ↑  المُقري التلمساني، شهابُ الدين أحمد بن مُحمَّد؛ تحقيق: إحسان عبَّاس (1388هـ - 1968م). نفحُ الطيب من غُصن الأندلُس الرطيب، وذكر وزيرها لسانُ الدين بن الخطيب، الجُزء الرَّابع (ط. الأولى). بيروت - لُبنان: دار صادر. ص. 23. {{استشهاد بكتاب}}: تحقق من التاريخ في: |سنة= (مساعدة)
28. ↑  السَّامرَّائي، خليل إبراهيم وآخرون (2000). تاريخ العرب وحضارتهم في الأندلس. دار الكتاب الجديد المتحدة. ص. 90. ISBN:9959-29-015-8.
29. ↑  ابن عذاري المُرَّاكشي، أبو عبد الله مُحمَّد بن مُحمَّد؛ تحقيق ومُراجعة: ج. س. كولان، إِ. ليڤي بروفنسال (1983). البيانُ المُغْرِب في اختصار أخبار ملوك الأندلُس والمغرب، الجُزء الثاني (ط. الثالثة). بيروت - لُبنان: دار الثقافة. ص. 42. {{استشهاد بكتاب}}: تحقق من التاريخ في: |سنة= (مساعدة)
30. ↑  القُرطُبي، ابنُ القوطيَّة؛ ترجمة وتحقيق: عبدُ الله الصبَّاغ (1994). تاريخ افتتاح الأندلُس (ط. الأولى). بيروت - لُبنان: مؤسسة المعارف للطباعة والنشر. ص. 84. {{استشهاد بكتاب}}: تحقق من التاريخ في: |سنة= (مساعدة)
31. ↑  زيتون، مُحمَّد مُحمَّد (1990). المُسلمون في المغرب والأندلُس. ص. 243.
32. ↑  مؤلف مجهول، تحقيق: إبراهيم الإبياري (1989). أخبار مجموعة في فتح الأندلُس. دار الكتاب المصري، القاهرة - دار الكتاب اللُبناني، بيروت. ص. 72. ISBN:977-1876-09-0.
33. ↑  مؤلف مجهول، تحقيق: إبراهيم الإبياري (1989). أخبار مجموعة في فتح الأندلُس. دار الكتاب المصري، القاهرة - دار الكتاب اللُبناني، بيروت. ص. 76. ISBN:977-1876-09-0.
34. ↑  مؤلف مجهول، تحقيق: إبراهيم الإبياري (1989). أخبار مجموعة في فتح الأندلُس. دار الكتاب المصري، القاهرة - دار الكتاب اللُبناني، بيروت. ص. 80-83. ISBN:977-1876-09-0.
35. ↑  السَّامرَّائي، خليل إبراهيم وآخرون (2000). تاريخ العرب وحضارتهم في الأندلس. دار الكتاب الجديد المتحدة. ص. 101. ISBN:9959-29-015-8.
36. ↑  القُرطُبي، ابنُ القوطيَّة؛ ترجمة وتحقيق: عبدُ الله الصبَّاغ (1994). تاريخ افتتاح الأندلُس (ط. الأولى). بيروت - لُبنان: مؤسسة المعارف للطباعة والنشر. ص. 89-90. {{استشهاد بكتاب}}: تحقق من التاريخ في: |سنة= (مساعدة)
37. 1 2 3 4  طقّوش، مُحمَّد سُهيل (1431هـ - 2010م). تاريخ المُسلمين في الأندلُس: 91 - 897هـ \ 710 - 1492م (ط. الثالثة). بيروت - لُبنان: دار النفائس. ص. 146. ISBN:9789953184128. {{استشهاد بكتاب}}: تحقق من التاريخ في: |سنة= (مساعدة)
38. ↑  ابن الأبَّار، مُحمَّد بن عبدُ الله بن أبي بكر القضاعي البلنسي؛ تحقيق: الدكتور حُسين مؤنس (1985). الحلَّة السيراء، الجُزء الأوَّل (ط. الثانية). القاهرة - مصر: دار المعارف. ص. 35. {{استشهاد بكتاب}}: تحقق من التاريخ في: |سنة= (مساعدة)
39. ↑  مؤلف مجهول، تحقيق: إبراهيم الإبياري (1989). أخبار مجموعة في فتح الأندلُس. دار الكتاب المصري، القاهرة - دار الكتاب اللُبناني، بيروت. ص. 107-108. ISBN:977-1876-09-0.
40. ↑  طقّوش، مُحمَّد سُهيل (1431هـ - 2010م). تاريخ المُسلمين في الأندلُس: 91 - 897هـ \ 710 - 1492م (ط. الثالثة). بيروت - لُبنان: دار النفائس. ص. 159. ISBN:9789953184128. {{استشهاد بكتاب}}: تحقق من التاريخ في: |سنة= (مساعدة)
41. ↑  زيتون، مُحمَّد مُحمَّد (1990). المُسلمون في المغرب والأندلُس. ص. 264.
42. ↑  طقّوش، مُحمَّد سُهيل (1431هـ - 2010م). تاريخ المُسلمين في الأندلُس: 91 - 897هـ \ 710 - 1492م (ط. الثالثة). بيروت - لُبنان: دار النفائس. ص. 196. ISBN:9789953184128. {{استشهاد بكتاب}}: تحقق من التاريخ في: |سنة= (مساعدة)
43. ↑  طقّوش، مُحمَّد سُهيل (1431هـ - 2010م). تاريخ المُسلمين في الأندلُس: 91 - 897هـ \ 710 - 1492م (ط. الثالثة). بيروت - لُبنان: دار النفائس. ص. 226. ISBN:9789953184128. {{استشهاد بكتاب}}: تحقق من التاريخ في: |سنة= (مساعدة)
44. ↑  طقّوش، مُحمَّد سُهيل (1431هـ - 2010م). تاريخ المُسلمين في الأندلُس: 91 - 897هـ \ 710 - 1492م (ط. الثالثة). بيروت - لُبنان: دار النفائس. ص. 305-306. ISBN:9789953184128. {{استشهاد بكتاب}}: تحقق من التاريخ في: |سنة= (مساعدة)
45. ↑  ابن الخطيب، لسانُ الدين أبو عبد الله مُحمَّد بن عبدُ الله بن سعد بن أحمد السلماني؛ تحقيق سيِّد كسروي حسن (2003). أعمال الأعلام فيمن بويع قبل الاحتلام من مُلوك الإسلام وما يتعلَّق بذلك من الكلام، الجُزء الثاني (ط. الأولى). بيروت - لُبنان: دار الكُتب العلميَّة. ص. 30. {{استشهاد بكتاب}}: تحقق من التاريخ في: |سنة= (مساعدة)
46. ↑  طقّوش، مُحمَّد سُهيل (1431هـ - 2010م). تاريخ المُسلمين في الأندلُس: 91 - 897هـ \ 710 - 1492م (ط. الثالثة). بيروت - لُبنان: دار النفائس. ص. 310 - 311. ISBN:9789953184128. {{استشهاد بكتاب}}: تحقق من التاريخ في: |سنة= (مساعدة)
47. ↑  العذري، أحمد بن عمر بن أنس (-). نصوص عن الأندلس من كتاب ترصيع الأخبار وتنويع الآثار، والبستان في غرائب البلدان والمسالك إلى جميع الممالك. منشورات معهد الدراسات الأسلامية في مدريد. ص. 29-35. {{استشهاد بكتاب}}: تحقق من التاريخ في: |سنة= (مساعدة)
48. ↑  العذري، أحمد بن عمر بن أنس (-). نصوص عن الأندلس من كتاب ترصيع الأخبار وتنويع الآثار، والبستان في غرائب البلدان والمسالك إلى جميع الممالك. منشورات معهد الدراسات الأسلامية في مدريد. ص. 64-65. {{استشهاد بكتاب}}: تحقق من التاريخ في: |سنة= (مساعدة)
49. ↑  ابن عذاري المُرَّاكشي، أبو عبد الله مُحمَّد بن مُحمَّد؛ تحقيق ومُراجعة: ج. س. كولان، إِ. ليڤي بروفنسال (1983). البيانُ المُغْرِب في اختصار أخبار ملوك الأندلُس والمغرب، الجُزء الثاني (ط. الثالثة). بيروت - لُبنان: دار الثقافة. ص. 143-133. {{استشهاد بكتاب}}: تحقق من التاريخ في: |سنة= (مساعدة)
50. ↑  ابن عذاري المُرَّاكشي، أبو عبد الله مُحمَّد بن مُحمَّد؛ تحقيق ومُراجعة: ج. س. كولان، إِ. ليڤي بروفنسال (1983). البيانُ المُغْرِب في اختصار أخبار ملوك الأندلُس والمغرب، الجُزء الثاني (ط. الثالثة). بيروت - لُبنان: دار الثقافة. ص. 101-105. {{استشهاد بكتاب}}: تحقق من التاريخ في: |سنة= (مساعدة)
51. ↑  ابن حزم، علي (1987). رسائل ابن حزم الأندلُسي - الجزء الأوَّل والثاني. المؤسسة العربية للدراسات والنشر - تحقيق إحسان عبَّاس. ص. 63.
52. ↑  ابن الأبَّار، مُحمَّد بن عبدُ الله بن أبي بكر القضاعي البلنسي؛ تحقيق: الدكتور حُسين مؤنس (1985). الحلَّة السيراء، الجُزء الأوَّل (ط. الثانية). القاهرة - مصر: دار المعارف. ص. 198. {{استشهاد بكتاب}}: تحقق من التاريخ في: |سنة= (مساعدة)
53. ↑  طقّوش، مُحمَّد سُهيل (1431هـ - 2010م). تاريخ المُسلمين في الأندلُس: 91 - 897هـ \ 710 - 1492م (ط. الثالثة). بيروت - لُبنان: دار النفائس. ص. 317. ISBN:9789953184128. {{استشهاد بكتاب}}: تحقق من التاريخ في: |سنة= (مساعدة)
54. ↑  بيضون، إبراهيم (1980). الدولة العربيَّة في الأندلُس. بيروت - لُبنان: دار النهضة العربيَّة. ص. 305 - 306. {{استشهاد بكتاب}}: تحقق من التاريخ في: |سنة= (مساعدة)
55. ↑  الدُليمي، انتصار مُحمَّد صالح (2005). التحديات الداخليَّة والخارجيَّة التي واجهت الأندلُس خلال الفترة (300-366 هـ / 912-976 م). جامعة الموصل. ص. 117. {{استشهاد بكتاب}}: تحقق من التاريخ في: |سنة= (مساعدة)
56. ↑  ابن عذاري المُرَّاكشي، أبو عبد الله مُحمَّد بن مُحمَّد؛ تحقيق ومُراجعة: ج. س. كولان، إِ. ليڤي بروفنسال (1983). البيانُ المُغْرِب في اختصار أخبار ملوك الأندلُس والمغرب، الجُزء الثاني (ط. الثالثة). بيروت - لُبنان: دار الثقافة. ص. 185-189. {{استشهاد بكتاب}}: تحقق من التاريخ في: |سنة= (مساعدة)
57. ↑  عنَّان، مُحمَّد عبدُ الله (1997). دولة الإسلام في الأندلس، الجزء الأول. مكتبة الخانجي، القاهرة. ص. 447. ISBN:977-505-082-4. {{استشهاد بكتاب}}: تأكد من صحة |isbn= القيمة: checksum (مساعدة)
58. 1 2 3 4  طقّوش، مُحمَّد سُهيل (1431هـ - 2010م). تاريخ المُسلمين في الأندلُس: 91 - 897هـ \ 710 - 1492م (ط. الثالثة). بيروت - لُبنان: دار النفائس. ص. 338 - 339. ISBN:9789953184128. {{استشهاد بكتاب}}: تحقق من التاريخ في: |سنة= (مساعدة)
59. ↑  عنَّان، مُحمَّد عبدُ الله (1997). دولة الإسلام في الأندلس، الجزء الأول. مكتبة الخانجي، القاهرة. ص. 506. ISBN:977-505-082-4. {{استشهاد بكتاب}}: تأكد من صحة |isbn= القيمة: checksum (مساعدة)
60. ↑  المقري، أبو العبَّاس أحمد بن مُحمَّد بن أحمد (1988). نفح الطيب من غصن الأندلس الرطيب، الجُزء الأوَّل. دار صادر، بيروت. ص. 395.
61. ↑  عنَّان، مُحمَّد عبدُ الله (1997). دولة الإسلام في الأندلس، الجزء الأول. مكتبة الخانجي، القاهرة. ص. 517-520. ISBN:977-505-082-4. {{استشهاد بكتاب}}: تأكد من صحة |isbn= القيمة: checksum (مساعدة)
62. ↑  ابن عذاري المُرَّاكشي، أبو عبد الله مُحمَّد بن مُحمَّد؛ تحقيق ومُراجعة: ج. س. كولان، إِ. ليڤي بروفنسال (1983). البيانُ المُغْرِب في اختصار أخبار ملوك الأندلُس والمغرب، الجُزء الثاني (ط. الثالثة). بيروت - لُبنان: دار الثقافة. ص. 268-269. {{استشهاد بكتاب}}: تحقق من التاريخ في: |سنة= (مساعدة)
63. ↑  ابن عذاري المُرَّاكشي، أبو عبد الله مُحمَّد بن مُحمَّد؛ تحقيق ومُراجعة: ج. س. كولان، إِ. ليڤي بروفنسال (1983). البيانُ المُغْرِب في اختصار أخبار ملوك الأندلُس والمغرب، الجُزء الثاني (ط. الثالثة). بيروت - لُبنان: دار الثقافة. ص. 279. {{استشهاد بكتاب}}: تحقق من التاريخ في: |سنة= (مساعدة)
64. ↑  دوزي، رينهارت (1994). المُسلمون في الأندلس - الجزء الثاني. الهيئة العامة المصريَّة للكتاب، القاهرة. ص. 157. ISBN:977-01-3796-0.
65. ↑  عنَّان، مُحمَّد عبدُ الله (1997). دولة الإسلام في الأندلس، الجزء الأول. مكتبة الخانجي، القاهرة. ص. 625. ISBN:977-505-082-4. {{استشهاد بكتاب}}: تأكد من صحة |isbn= القيمة: checksum (مساعدة)
66. ↑  عنَّان، مُحمَّد عبدُ الله (1997). دولة الإسلام في الأندلس، الجزء الأول. مكتبة الخانجي، القاهرة. ص. 632-634. ISBN:977-505-082-4. {{استشهاد بكتاب}}: تأكد من صحة |isbn= القيمة: checksum (مساعدة)
67. ↑  عنَّان، مُحمَّد عبدُ الله (1997). دولة الإسلام في الأندلس، الجزء الأول. مكتبة الخانجي، القاهرة. ص. 646-647. ISBN:977-505-082-4. {{استشهاد بكتاب}}: تأكد من صحة |isbn= القيمة: checksum (مساعدة)
68. ↑  دوزي، رينهارت (1994). المُسلمون في الأندلس - الجزء الثاني. الهيئة العامة المصريَّة للكتاب، القاهرة. ص. 190-191. ISBN:977-01-3796-0.
69. ↑  دوزي، رينهارت (1994). المُسلمون في الأندلس - الجزء الثاني. الهيئة العامة المصريَّة للكتاب، القاهرة. ص. 223. ISBN:977-01-3796-0.
70. ↑  طقّوش، مُحمَّد سُهيل (1431هـ - 2010م). تاريخ المُسلمين في الأندلُس: 91 - 897هـ \ 710 - 1492م (ط. الثالثة). بيروت - لُبنان: دار النفائس. ص. 427 - 428. ISBN:9789953184128. {{استشهاد بكتاب}}: تحقق من التاريخ في: |سنة= (مساعدة)
71. ↑  مكّي، محمود؛ تحرير: سلمى الخضراء الجيّوسي (1999). تاريخ الأندلُس السياسي: بحثٌ في كتاب الحضارة العربيَّة الإسلاميَّة في الأندلُس، الجُزء الأوَّل (ط. الثانية). بيروت - لُبنان: مركز دراسات الوحدة العربيَّة. ص. 100 - 102. {{استشهاد بكتاب}}: تحقق من التاريخ في: |سنة= (مساعدة)
72. ↑  ابن بسَّام، أبو الحسن عليّ بن بسَّام الشنتريني؛ ترجمة وتحقيق سالم مُصطفى البدري (1998). الذخيرة في محاسن أهل الجزيرة، الجُزء الثاني (ط. الأولى). بيروت - لُبنان: دار الكُتب العلميَّة. ص. 511. {{استشهاد بكتاب}}: تحقق من التاريخ في: |سنة= (مساعدة)
73. ↑  طقّوش، مُحمَّد سُهيل (1431هـ - 2010م). تاريخ المُسلمين في الأندلُس: 91 - 897هـ \ 710 - 1492م (ط. الثالثة). بيروت - لُبنان: دار النفائس. ص. 443. ISBN:9789953184128. {{استشهاد بكتاب}}: تحقق من التاريخ في: |سنة= (مساعدة)
74. ↑  ابن بسَّام، أبو الحسن عليّ بن بسَّام الشنتريني؛ ترجمة وتحقيق سالم مُصطفى البدري (1998). الذخيرة في محاسن أهل الجزيرة، الجُزء الثاني (ط. الأولى). بيروت - لُبنان: دار الكُتب العلميَّة. ص. 97 - 99. {{استشهاد بكتاب}}: تحقق من التاريخ في: |سنة= (مساعدة)
75. ↑  ابن بسَّام، أبو الحسن عليّ بن بسَّام الشنتريني؛ ترجمة وتحقيق سالم مُصطفى البدري (1998). الذخيرة في محاسن أهل الجزيرة، الجُزء الرَّابع (ط. الأولى). بيروت - لُبنان: دار الكُتب العلميَّة. ص. 102 - 103. {{استشهاد بكتاب}}: تحقق من التاريخ في: |سنة= (مساعدة)
76. ↑  الحِميري، أبو عبد الله مُحمَّد بن عبد الله بن عبد المنعم؛ تحقيق: إحسان عبَّاس (1980). الروض المعطار في خبر الأقطار (ط. الثانية). بيروت - لُبنان: مؤسسة ناصر للثقافة. ص. 84. {{استشهاد بكتاب}}: تحقق من التاريخ في: |سنة= (مساعدة)
77. ↑  طقّوش، مُحمَّد سُهيل (1431هـ - 2010م). تاريخ المُسلمين في الأندلُس: 91 - 897هـ \ 710 - 1492م (ط. الثالثة). بيروت - لُبنان: دار النفائس. ص. 485. ISBN:9789953184128. {{استشهاد بكتاب}}: تحقق من التاريخ في: |سنة= (مساعدة)
78. ↑  الحِميري، أبو عبد الله مُحمَّد بن عبد الله بن عبد المنعم؛ تحقيق: إحسان عبَّاس (1980). الروض المعطار في خبر الأقطار (ط. الثانية). بيروت - لُبنان: مؤسسة ناصر للثقافة. ص. 87. {{استشهاد بكتاب}}: تحقق من التاريخ في: |سنة= (مساعدة)
79. ↑  الصنهاجي، عبدُ الله بن بلقين؛ ترجمة وتحقيق ليڤي پروڤنسال (1998). مُذكرات الأمير عبدُ الله آخر مُلوك بني زيري بغرناطة (469هـ - 483هـ) المُسمَّاة بِكتاب التبيان (ط. الثانية). القاهرة - مصر: دار المعارف. ص. 102 - 103. {{استشهاد بكتاب}}: تحقق من التاريخ في: |سنة= (مساعدة)
80. ↑  أبو القاسم مُحمَّد؛ ابن سمَّاك العامليّ؛ تحقيق: عبد القادر بوباية (2010). الحلل الموشية في ذكر الأخبار المُرَّاكشيَّة (ط. الأولى). بيروت - لُبنان: دار الكُتُب العلميَّة. ص. 79. {{استشهاد بكتاب}}: تحقق من التاريخ في: |سنة= (مساعدة)
81. ↑  الصنهاجي، عبدُ الله بن بلقين؛ ترجمة وتحقيق ليڤي پروڤنسال (1998). مُذكرات الأمير عبدُ الله آخر مُلوك بني زيري بغرناطة (469هـ - 483هـ) المُسمَّاة بِكتاب التبيان (ط. الثانية). القاهرة - مصر: دار المعارف. ص. 107. {{استشهاد بكتاب}}: تحقق من التاريخ في: |سنة= (مساعدة)
82. ↑  المُقري التلمساني، شهابُ الدين أحمد بن مُحمَّد؛ تحقيق: إحسان عبَّاس (1388هـ - 1968م). نفحُ الطيب من غُصن الأندلُس الرطيب، وذكر وزيرها لسانُ الدين بن الخطيب، الجُزء الرَّابع (ط. الأولى). بيروت - لُبنان: دار صادر. ص. 361. {{استشهاد بكتاب}}: تحقق من التاريخ في: |سنة= (مساعدة)
83. ↑  السلاوي، شهابُ الدين أبو العبَّاس أحمد بن خالد بن محمد الناصري الدرعي الجعفري؛ تحقيق: جعفر الناصري ومُحمَّد الناصري (1959). الاستقصا لأخبار دول المغرب الأقصى. الدار البيضاء - المغرب: دار الكتاب. ص. 119.
84. ↑  ابن خلدون، أبو زيد وليُّ الدين عبدُ الرحمٰن بن مُحمَّد بن مُحمَّد؛ تحقيق: خليل شحادة (1408هـ - 1988م). كتاب العبر وديوان المُبتدأ والخبر في أيام العرب والعجم والبربر ومن عاصرهم من ذوي السلطان الأكبر، الجُزء السادس (ط. الثانية). بيروت - لُبنان: دار الفكر. ص. 187. {{استشهاد بكتاب}}: تحقق من التاريخ في: |سنة= (مساعدة)
85. ↑  الصنهاجي، عبدُ الله بن بلقين؛ ترجمة وتحقيق ليڤي پروڤنسال (1998). مُذكرات الأمير عبدُ الله آخر مُلوك بني زيري بغرناطة (469هـ - 483هـ) المُسمَّاة بِكتاب التبيان (ط. الثانية). القاهرة - مصر: دار المعارف. ص. 89 - 90. {{استشهاد بكتاب}}: تحقق من التاريخ في: |سنة= (مساعدة)
86. ↑  بين يُوسُف بن تاشفين وصلاحُ الدين الأيوبيّ - الدكتور علي القاسمي - إيسيسكو ـ الرباط  نسخة محفوظة 04 مارس 2016 على موقع واي باك مشين.
87. ↑  الحِميري، أبو عبد الله مُحمَّد بن عبد الله بن عبد المنعم؛ تحقيق: إحسان عبَّاس (1980). الروض المعطار في خبر الأقطار (ط. الثانية). بيروت - لُبنان: مؤسسة ناصر للثقافة. ص. 96. {{استشهاد بكتاب}}: تحقق من التاريخ في: |سنة= (مساعدة)
88. ↑  الصنهاجي، عبدُ الله بن بلقين؛ ترجمة وتحقيق ليڤي پروڤنسال (1998). مُذكرات الأمير عبدُ الله آخر مُلوك بني زيري بغرناطة (469هـ - 483هـ) المُسمَّاة بِكتاب التبيان (ط. الثانية). القاهرة - مصر: دار المعارف. ص. 162 - 163. {{استشهاد بكتاب}}: تحقق من التاريخ في: |سنة= (مساعدة)
89. ↑  ابن الأثير الجزري، عزُّ الدين أبي الحسن عليّ بن أبي الكرم الشيباني؛ تحقيق: أبو الفداء عبدُ الله القاضي (1407هـ - 1987م). الكامل في التاريخ، الجُزء الثامن (ط. الأولى). بيروت - لُبنان: دار الكُتب العلميَّة. ص. 341. {{استشهاد بكتاب}}: تحقق من التاريخ في: |سنة= (مساعدة)
90. ↑  طقّوش، مُحمَّد سُهيل (1431هـ - 2010م). تاريخ المُسلمين في الأندلُس: 91 - 897هـ \ 710 - 1492م (ط. الثالثة). بيروت - لُبنان: دار النفائس. ص. 504 - 508. ISBN:9789953184128. {{استشهاد بكتاب}}: تحقق من التاريخ في: |سنة= (مساعدة)
91. ↑  ابن عذاري المُرَّاكشي، أبو عبد الله مُحمَّد بن مُحمَّد؛ تحقيق ومُراجعة: ج. س. كولان، إِ. ليڤي بروفنسال (1983). البيانُ المُغْرِب في اختصار أخبار ملوك الأندلُس والمغرب، الجُزء الرابع (ط. الثالثة). بيروت - لُبنان: دار الثقافة. ص. 49 - 50. {{استشهاد بكتاب}}: تحقق من التاريخ في: |سنة= (مساعدة)
92. ↑  ابن عذاري المُرَّاكشي، أبو عبد الله مُحمَّد بن مُحمَّد؛ تحقيق ومُراجعة: ج. س. كولان، إِ. ليڤي بروفنسال (1983). البيانُ المُغْرِب في اختصار أخبار ملوك الأندلُس والمغرب، الجُزء الرابع (ط. الثالثة). بيروت - لُبنان: دار الثقافة. ص. 52. {{استشهاد بكتاب}}: تحقق من التاريخ في: |سنة= (مساعدة)
93. ↑  ابن أبي زرع، علي بن مُحمَّد الفاسي (1842 - 1846). الأنيس المغرب بروض القرطاس في أخبار مُلوك المغرب وتاريخ مدينة فاس. نشر فورنبرگ، أبسال. ص. 61. {{استشهاد بكتاب}}: تحقق من التاريخ في: |سنة= (مساعدة)
94. ↑  المُقري التلمساني، شهابُ الدين أحمد بن مُحمَّد؛ تحقيق: إحسان عبَّاس (1388هـ - 1968م). نفحُ الطيب من غُصن الأندلُس الرطيب، وذكر وزيرها لسانُ الدين بن الخطيب، الجُزء الأوَّل (ط. الأولى). بيروت - لُبنان: دار صادر. ص. 422. {{استشهاد بكتاب}}: تحقق من التاريخ في: |سنة= (مساعدة)
95. ↑  طقّوش، مُحمَّد سُهيل (1431هـ - 2010م). تاريخ المُسلمين في الأندلُس: 91 - 897هـ \ 710 - 1492م (ط. الثالثة). بيروت - لُبنان: دار النفائس. ص. 520 - 523. ISBN:9789953184128. {{استشهاد بكتاب}}: تحقق من التاريخ في: |سنة= (مساعدة)
96. ↑  ابن خلدون، أبو زيد وليُّ الدين عبدُ الرحمٰن بن مُحمَّد بن مُحمَّد؛ تحقيق: خليل شحادة (1408هـ - 1988م). كتاب العبر وديوان المُبتدأ والخبر في أيام العرب والعجم والبربر ومن عاصرهم من ذوي السلطان الأكبر، الجُزء السادس (ط. الثانية). بيروت - لُبنان: دار الفكر. ص. 189. {{استشهاد بكتاب}}: تحقق من التاريخ في: |سنة= (مساعدة)
97. ↑  ابن أبي زرع، علي بن مُحمَّد الفاسي (1842 - 1846). الأنيس المغرب بروض القرطاس في أخبار مُلوك المغرب وتاريخ مدينة فاس. نشر فورنبرگ، أبسال. ص. 130. {{استشهاد بكتاب}}: تحقق من التاريخ في: |سنة= (مساعدة)
98. ↑  أشباخ،يُوسُف؛ ترجمة: د. مُحمَّد عبد الله عنَّان (1996). تاريخ الأندلُس في عهد المُرابطين والمُوحدين، الجُزء الأوَّل (ط. الثانية). القاهرة - مصر: مكتبة الخانجي للطباعة والنشر والتوزيع. ص. 232. {{استشهاد بكتاب}}: تحقق من التاريخ في: |سنة= (مساعدة)
99. ↑  ابن خلدون، أبو زيد وليُّ الدين عبدُ الرحمٰن بن مُحمَّد بن مُحمَّد؛ تحقيق: خليل شحادة (1408هـ - 1988م). كتاب العبر وديوان المُبتدأ والخبر في أيام العرب والعجم والبربر ومن عاصرهم من ذوي السلطان الأكبر، الجُزء السادس (ط. الثانية). بيروت - لُبنان: دار الفكر. ص. 232. {{استشهاد بكتاب}}: تحقق من التاريخ في: |سنة= (مساعدة)
100. ↑  ابن الأثير الجزري، عزُّ الدين أبي الحسن عليّ بن أبي الكرم الشيباني؛ تحقيق: أبو الفداء عبدُ الله القاضي (1407هـ - 1987م). الكامل في التاريخ، الجُزء التاسع (ط. الأولى). بيروت - لُبنان: دار الكُتب العلميَّة. ص. 241 - 242. {{استشهاد بكتاب}}: تحقق من التاريخ في: |سنة= (مساعدة)
101. ↑  ابن الأثير الجزري، عزُّ الدين أبي الحسن عليّ بن أبي الكرم الشيباني؛ تحقيق: أبو الفداء عبدُ الله القاضي (1407هـ - 1987م). الكامل في التاريخ، الجُزء التاسع (ط. الأولى). بيروت - لُبنان: دار الكُتب العلميَّة. ص. 164. {{استشهاد بكتاب}}: تحقق من التاريخ في: |سنة= (مساعدة)
102. ↑  ابن صاحب الصلاة، عبدُ الملك؛ تحقيق: عبد الهادي التازي (2012). المن بالإمامة (ط. الرابعة). بيروت - لُبنان: دار الغرب الإسلامي. ص. 428 - 435. {{استشهاد بكتاب}}: تحقق من التاريخ في: |سنة= (مساعدة)
103. ↑  ابن صاحب الصلاة، عبدُ الملك؛ تحقيق: عبد الهادي التازي (2012). المن بالإمامة (ط. الرابعة). بيروت - لُبنان: دار الغرب الإسلامي. ص. 436. {{استشهاد بكتاب}}: تحقق من التاريخ في: |سنة= (مساعدة)
104. ↑  أشباخ،يُوسُف؛ ترجمة: د. مُحمَّد عبد الله عنَّان (1996). تاريخ الأندلُس في عهد المُرابطين والمُوحدين، الجُزء الثاني (ط. الثانية). القاهرة - مصر: مكتبة الخانجي للطباعة والنشر والتوزيع. ص. 70 - 71. {{استشهاد بكتاب}}: تحقق من التاريخ في: |سنة= (مساعدة)
105. ↑  طقّوش، مُحمَّد سُهيل (1431هـ - 2010م). تاريخ المُسلمين في الأندلُس: 91 - 897هـ \ 710 - 1492م (ط. الثالثة). بيروت - لُبنان: دار النفائس. ص. 540. ISBN:9789953184128. {{استشهاد بكتاب}}: تحقق من التاريخ في: |سنة= (مساعدة)
106. ↑  ابن خلدون، أبو زيد وليُّ الدين عبدُ الرحمٰن بن مُحمَّد بن مُحمَّد؛ تحقيق: خليل شحادة (1408هـ - 1988م). كتاب العبر وديوان المُبتدأ والخبر في أيام العرب والعجم والبربر ومن عاصرهم من ذوي السلطان الأكبر، الجُزء السادس (ط. الثانية). بيروت - لُبنان: دار الفكر. ص. 241. {{استشهاد بكتاب}}: تحقق من التاريخ في: |سنة= (مساعدة)
107. ↑  عنَّان، مُحمَّد عبدُ الله (1990م). دولة الإسلام في الأندلس، العصر الثالث، القسم الثاني (ط. الثانية). القاهرة - مصر: مكتبة الخانجي. ص. 104 - 105. {{استشهاد بكتاب}}: تحقق من التاريخ في: |سنة= (مساعدة)
108. ↑  ابن أبي زرع، علي بن مُحمَّد الفاسي (1842 - 1846). الأنيس المغرب بروض القرطاس في أخبار مُلوك المغرب وتاريخ مدينة فاس. نشر فورنبرگ، أبسال. ص. 145. {{استشهاد بكتاب}}: تحقق من التاريخ في: |سنة= (مساعدة)
109. ↑  ابن الأثير الجزري، عزُّ الدين أبي الحسن عليّ بن أبي الكرم الشيباني؛ تحقيق: أبو الفداء عبدُ الله القاضي (1407هـ - 1987م). الكامل في التاريخ، الجُزء العاشر (ط. الأولى). بيروت - لُبنان: دار الكُتب العلميَّة. ص. 132-135. {{استشهاد بكتاب}}: تحقق من التاريخ في: |سنة= (مساعدة)
110. ↑  ابن أبي زرع، علي بن مُحمَّد الفاسي (1842 - 1846). الأنيس المغرب بروض القرطاس في أخبار مُلوك المغرب وتاريخ مدينة فاس. نشر فورنبرگ، أبسال. ص. 152. {{استشهاد بكتاب}}: تحقق من التاريخ في: |سنة= (مساعدة)
111. ↑  أشباخ،يُوسُف؛ ترجمة: د. مُحمَّد عبد الله عنَّان (1996). تاريخ الأندلُس في عهد المُرابطين والمُوحدين، الجُزء الثاني (ط. الثانية). القاهرة - مصر: مكتبة الخانجي للطباعة والنشر والتوزيع. ص. 110-111. {{استشهاد بكتاب}}: تحقق من التاريخ في: |سنة= (مساعدة)
112. ↑  المُرَّاكشي، مُحيي الدين عبد الواحد بن علي التميميّ؛ تحقيق: الدكتور صلاحُ الدين الهواري (1426هـ - 2006م). المعجب في تلخيص أخبار المغرب من لدُنَّ فتح الأندلُس إلى آخر عصر الموحدين (ط. الأولى). بيروت - لُبنان: المكتبة العصريَّة. ص. 230. {{استشهاد بكتاب}}: تحقق من التاريخ في: |سنة= (مساعدة)
113. ↑  طقّوش، مُحمَّد سُهيل (1431هـ - 2010م). تاريخ المُسلمين في الأندلُس: 91 - 897هـ \ 710 - 1492م (ط. الثالثة). بيروت - لُبنان: دار النفائس. ص. 556. ISBN:9789953184128. {{استشهاد بكتاب}}: تحقق من التاريخ في: |سنة= (مساعدة)
114. ↑  ابن خلدون، أبو زيد وليُّ الدين عبدُ الرحمٰن بن مُحمَّد بن مُحمَّد؛ تحقيق: خليل شحادة (1408هـ - 1988م). كتاب العبر وديوان المُبتدأ والخبر في أيام العرب والعجم والبربر ومن عاصرهم من ذوي السلطان الأكبر، الجُزء السادس (ط. الثانية). بيروت - لُبنان: دار الفكر. ص. 252. {{استشهاد بكتاب}}: تحقق من التاريخ في: |سنة= (مساعدة)
115. ↑  المُرَّاكشي، مُحيي الدين عبد الواحد بن علي التميميّ؛ تحقيق: الدكتور صلاحُ الدين الهواري (1426هـ - 2006م). المعجب في تلخيص أخبار المغرب من لدُنَّ فتح الأندلُس إلى آخر عصر الموحدين (ط. الأولى). بيروت - لُبنان: المكتبة العصريَّة. ص. 239. {{استشهاد بكتاب}}: تحقق من التاريخ في: |سنة= (مساعدة)
116. ↑  أشباخ،يُوسُف؛ ترجمة: د. مُحمَّد عبد الله عنَّان (1996). تاريخ الأندلُس في عهد المُرابطين والمُوحدين، الجُزء الثاني (ط. الثانية). القاهرة - مصر: مكتبة الخانجي للطباعة والنشر والتوزيع. ص. 158. {{استشهاد بكتاب}}: تحقق من التاريخ في: |سنة= (مساعدة)
117. ↑  ابن خلدون، أبو زيد وليُّ الدين عبدُ الرحمٰن بن مُحمَّد بن مُحمَّد؛ تحقيق: خليل شحادة (1408هـ - 1988م). كتاب العبر وديوان المُبتدأ والخبر في أيام العرب والعجم والبربر ومن عاصرهم من ذوي السلطان الأكبر، الجُزء السادس (ط. الثانية). بيروت - لُبنان: دار الفكر. ص. 253. {{استشهاد بكتاب}}: تحقق من التاريخ في: |سنة= (مساعدة)
118. ↑  ابن الخطيب، أبو عبد الله لسانُ الدين مُحمَّد بن عبدُ الله بن سعيد السلماني اللوشي الأصل، الغرناطي الأندلُسي (1424هـ). الإحاطة في أخبار غرناطة، الجُزء الثاني (ط. الأولى). بيروت - لُبنان: دار الكُتب العلميَّة. ص. 75. {{استشهاد بكتاب}}: تحقق من التاريخ في: |سنة= (مساعدة)
119. ↑  ابن سعيد، أبو الحسن عليّ بن مُوسى بن سعيد المغربيّ الأندلُسيّ؛ تحقيق: د. شوقي ضيف (1955). المغرب في حُلى المغرب، الجُزء الثاني (ط. الثالثة). القاهرة - مصر: دار المعارف. ص. 61. {{استشهاد بكتاب}}: تحقق من التاريخ في: |سنة= (مساعدة)
120. ↑  ابن أبي زرع، علي بن مُحمَّد الفاسي (1842 - 1846). الأنيس المغرب بروض القرطاس في أخبار مُلوك المغرب وتاريخ مدينة فاس. نشر فورنبرگ، أبسال. ص. 183. {{استشهاد بكتاب}}: تحقق من التاريخ في: |سنة= (مساعدة)
121. ↑  أشباخ،يُوسُف؛ ترجمة: د. مُحمَّد عبد الله عنَّان (1996). تاريخ الأندلُس في عهد المُرابطين والمُوحدين، الجُزء الأوَّل (ط. الثانية). القاهرة - مصر: مكتبة الخانجي للطباعة والنشر والتوزيع. ص. 430-431. {{استشهاد بكتاب}}: تحقق من التاريخ في: |سنة= (مساعدة)
122. ↑  طقّوش، مُحمَّد سُهيل (1431هـ - 2010م). تاريخ المُسلمين في الأندلُس: 91 - 897هـ \ 710 - 1492م (ط. الثالثة). بيروت - لُبنان: دار النفائس. ص. 569-570. ISBN:9789953184128. {{استشهاد بكتاب}}: تحقق من التاريخ في: |سنة= (مساعدة)
123. ↑  ابن خلدون، أبو زيد وليُّ الدين عبدُ الرحمٰن بن مُحمَّد بن مُحمَّد؛ تحقيق: خليل شحادة (1408هـ - 1988م). كتاب العبر وديوان المُبتدأ والخبر في أيام العرب والعجم والبربر ومن عاصرهم من ذوي السلطان الأكبر، الجُزء الرابع (ط. الثانية). بيروت - لُبنان: دار الفكر. ص. 171. {{استشهاد بكتاب}}: تحقق من التاريخ في: |سنة= (مساعدة)
124. ↑  ابن الخطيب، أبو عبد الله لسانُ الدين مُحمَّد بن عبدُ الله بن سعيد السلماني اللوشي الأصل، الغرناطي الأندلُسي (1374هـ). اللمحة البدريَّة في الدولة النصريَّة (ط. الأولى). القاهرة - مصر: المطبعة السلفيَّة. ص. 39. {{استشهاد بكتاب}}: تحقق من التاريخ في: |سنة= (مساعدة)
125. ↑  طقّوش، مُحمَّد سُهيل (1431هـ - 2010م). تاريخ المُسلمين في الأندلُس: 91 - 897هـ \ 710 - 1492م (ط. الثالثة). بيروت - لُبنان: دار النفائس. ص. 612. ISBN:9789953184128. {{استشهاد بكتاب}}: تحقق من التاريخ في: |سنة= (مساعدة)
126. ↑  إمبر، كولينز؛ الحارس، عبدُ اللطيف (صيف العالم 1999\1420هـ). "قضايا المثال والمشروعيَّة في التاريخ العُثماني المُبكر". مجلَّة الاجتهاد. دار الاجتهاد. العدد الثالث والأربعون: 121. {{استشهاد بدورية محكمة}}: تحقق من التاريخ في: |تاريخ= (مساعدة) وتجاهل المحلل الوسيط |name-list-format= لأنه غير معروف، ويقترح استخدام |name-list-style= (مساعدة)
127. ↑  "قصة الإسلام: عهد سليمان القانوني". مؤرشف من الأصل في 2016-11-20. اطلع عليه بتاريخ 2015-05-27.
128. ↑  بيهُم، مُحمَّد جميل (1957). العرب والتُرك في الصراع بين الشرق والغرب. بيروت - لُبنان: دار النشر بدون. ص. 118. {{استشهاد بكتاب}}: تحقق من التاريخ في: |سنة= (مساعدة)
129. 1 2 3  إيڤانوڤ، نيقولاي؛ ترجمة وتحقيق: يُوسُف عطا الله (2004). الفتح العُثماني للأقطار العربيَّة 1516-1574 (ط. الثانية). بيروت - لُبنان: دار الفارابي. ص. 240-242. ISBN:9953710120. {{استشهاد بكتاب}}: تحقق من التاريخ في: |سنة= (مساعدة)
130. ↑  إمبر، كولينز؛ الحارس، عبدُ اللطيف (صيف العالم 1999\1420هـ). "قضايا المثال والمشروعيَّة في التاريخ العُثماني المُبكر". مجلَّة الاجتهاد. دار الاجتهاد. العدد الثالث والأربعون: 138. {{استشهاد بدورية محكمة}}: تحقق من التاريخ في: |تاريخ= (مساعدة) وتجاهل المحلل الوسيط |name-list-format= لأنه غير معروف، ويقترح استخدام |name-list-style= (مساعدة)
131. 1 2 3 4  مركز دراسات الأندلُ وحوار الحضارات: التقسيم الإداري في عصر الولاة والإمارة. نسخة محفوظة 20 سبتمبر 2020 على موقع واي باك مشين. نقلًا عن: تاريخ العرب وحضارتهم في الأندلس، بتصرُّف. بقلم مجموعة من المؤلفين. دار المدار الإسلامي، صيف 2004. "نسخة مؤرشفة". مؤرشف من الأصل في 2015-05-26. اطلع عليه بتاريخ 2015-07-26.{{استشهاد ويب}}:  صيانة الاستشهاد: BOT: original URL status unknown (link)
132. ↑  جامعة أُم القُرى، كُليَّة الشريعة والدراسات الإسلاميَّة: عصر الوُلاة في الأندلُس (95-138هـ/714-755م) [وصلة مكسورة] نسخة محفوظة 28 مارس 2020 على موقع واي باك مشين.
133. ↑  موقع يا بيروت: اللقاء الحضاري بين الشرق الإسلامي والغرب الأوروپي؛ التقسيم الإداري في الأندلُس نسخة محفوظة 28 سبتمبر 2014 على موقع واي باك مشين.
134. ↑  جريدة الأهرام: مصر وإسبانيا..علاقات لها جذور. بقلم: د.محمد أحمد مُرسي. تاريخ النشر: 30 أبريل 2015 نسخة محفوظة 26 مايو 2015 على موقع واي باك مشين.
135. 1 2  طارق السويدان: الأندلس التاريخ المصور، ص200
136. ↑  الزراعة الإسلامية قديمًا نسخة محفوظة 09 مارس 2016 على موقع واي باك مشين.
137. 1 2  Luis Suárez Fernández, Historia de Espana antigua y media, Ediciones Rialp, 1976, p. 296
138. ↑  النشاط الاقتصادي في الغرب الإسلامي خلال القرن السادس الهجري لعز الدين أحمد موسى، دار الشرق، 1983
139. ↑  عبد الرحمن الحجي، الكتب والمكتبات في الأندلس ص361 مجلة كلية الدراسات الإسلامية العدد الرابع، بغداد 1972
140. ↑  تواتية بودالية، دور السلطة الأموية في دعم وتشجيع النشاط الصناعي في بلاد الأندلس خلال القرنين (3 – 4 هـ / 9 – 10م).- دورية كان التاريخية.- العدد الثالث عشر؛ سبتمبر 2011. ص 78 – 84
141. ↑  النشاط الاقتصادي في الغرب الإسلامي خلال القرن السادس الهجري لعز الدين أحمد موسى، دار الشرق، 1983، ص. 274
142. ↑  أحمد ثاني الدوسري، الحياة الاجتماعية في غرناطة في عصر دولة بني الأحمر، المجمع الثقافي أبوظبي ـ 2004
143. ↑  البيان المغرب في أخبار الأندلس والمغرب، تحقيق إحسان عباس، ار الثقافة بيروت، 1967، ج,2، ص. 238
144. ↑  محمد بن شريفة، أمثال العوام في الأندلس، فاس، 1971ج، 1، ص. 208
145. ↑  الونشريسي أبو العباس أحمد بن يحيى، المعيار المعرب والجامع المغرب، عن فتاوي أهل أفريقية والأندلس والمغرب، أشرف على التحقيق محمد حجي، دار الغرب الإسلامي بيروت، 1981،، ج، 1، ص. 85 وج، 5، ص. 103، 244. وثلاث رسائل أندلسية في أدب الحسبة والمحتسب، تحقيق ليفي بوفنسال، مطبعة المعهد العلمي الفرنسي للآثار الشرقية، القاهرة، 1955، ص. 84
146. ↑  أستور، تاريخ يهود إسبانيا المسلمة، مطبعة سفريم، قرية سفر، القدس، 1960، ج 1، ص. 181
147. ↑  الحضارة العربية الإسلامية في الأندلس، محمود علي مكي، تنسيق سلمى الخضراء الجيوسي، منشورات مركز دراسات الوحدة العربية، الطبعة الثانية، بيروت، 1999
148. ↑  الحضارة العربية الإسلامية في الأندلس، الجزء الأول، محمود علي مكي. إشراف سلمى الخضراء الجيوسي، الطبعة الثانية، نوفمبر 1999، مركز دراسات الوحدة العربية، بيروت
149. ↑  لسان الدين بن الخطيب، الإحاطة في أخبار عرناطة، (تحقيق محمد بن عبد عنان)، مكتبة الخانجي، القاهرة، 1973، ج1،صص. 103-105
150. ↑  ابن حزم، جمهرة أنساب العرب، (تحقيق عبد السلام محمد هارون)، دار المعارف، الطبعة الخامسة
151. ↑  "ذكر بعض مشاهير أعيان فاس في القديم" 1، مؤلف مجهول (تحقيق عبد القادر زمامة) مجلة البحث العلمي، العدد الثالث والرابع، السنة الأولى، 1964،ص.55
152. ↑  ابن عذاري المراكشي، البيان المغرب في أخبار الأندلس والمغرب (تحقيق كولان وليفي بروفنسال)، (الجزء الرابع، تحقيق إحسان عباس)، دار الثقافة، بيروت، 1967، ج 4، ص.69
153. 1 2  زمامة، ص.55
154. ↑  أبو محمد علي بن أحمد بن سعيد بن حزم الأندلسي، جمهرة أنساب العرب، [تحقيق عبد السلام هارون] دار المعارف بمصر ص.498-502
155. ↑  دويدار، حسن يوسف. "عناصر السكان في الأندلس". المجتمع الأندلسي في العصر الأموي (PDF). القاهرة: مطبعة الحسين الإسلامية. ص. ص 4-65. 1994/2547. مؤرشف من الأصل (pdf) في 2018-07-05.
156. ↑  محمد عبد الله عنان، دولة الإسلام في الأندلس، الجزء الأول. مكتبة الخانجي، القاهرة، (1997).، ص. 249
157. ↑  البيان، ج2، ص.259
158. 1 2 3  شحلان، أحمد. "مكونات المجتمع الأندلسي ومكانة أهل الذمة فيه". التاريخ العربي. مؤرشف من الأصل في 2016-03-24. اطلع عليه بتاريخ 2011-07-22.
159. ↑  أحمد بن محمد المقري التلمساني، نفح الطيب من غصن الأندلس الرطب...،تحقيق محمد محيي الدين عبد المجيد، مطبعة السعادة، مصر، 1949، ج2، ص.103
160. ↑  لسان الدين بن الخطيب، الإحاطة في أخبار غرناطة، (تحقيق محمد عبد الله عنان)، مكتبة الخانجي، القاهرة، ج 1، ص. 106- 107، 109
161. ↑  البيان ج 4، ص 69
162. ↑  دويدار، حسن يوسف. "عناصر السكان في الأندلس". المجتمع الأندلسي في العصر الأموي (PDF). القاهرة: مطبعة الحسين الإسلامية. ص. ص 4-65. 1994/2547. مؤرشف من الأصل (pdf) في 2018-07-05.
163. ↑  محمد عبد الله عنان، دولة الإسلام في الأندلس، الجزء الأول، مكتبة الخانجي الطبعة الرابعة 1997، ص67
164. ↑  دولة الإسلام في الأندلس-ج1، ص206
165. ↑  النفح، ج 1، ص. 10
166. ↑  البيان، ج2، ص. 12
167. ↑  أ. شتور، تاريخ يهود إسبانيا المسلمة، الجزء الأول، 1960
168. ↑  اليهود في إسبانية الإسلامية نسخة محفوظة 28 ديسمبر 2016 على موقع واي باك مشين.
169. ↑  العصر الذهبي ليهود الأندلس نسخة محفوظة 04 نوفمبر 2013 على موقع واي باك مشين.
170. ↑  ابن الفرضي، أبو الوليد عبدُ الله بن مُحمَّد بن يُوسُف بن نصر الأزدي؛ عُني بنشره؛ وصححه؛ ووقف على طبعه: السَّيِّد عزَّت العطَّار الحسُيني (1408هـ - 1988م). تاريخ عُلماء الأندلُس، الجُزء الأوَّل (ط. الثانية). القاهرة - مصر: مكتبة الخانجي. ص. 74. {{استشهاد بكتاب}}: تحقق من التاريخ في: |سنة= (مساعدة)
171. ↑  بيضون، إبراهيم (1986). الدولة العربيَّة في إسبانية من الفتح حتَّى سُقوط الخِلافة (ط. الثالثة). بيروت - لُبنان: دار النهضة العربيَّة. ص. 224. {{استشهاد بكتاب}}: تحقق من التاريخ في: |سنة= (مساعدة)
172. ↑  ابن الأثير الجزري، عزُّ الدين أبي الحسن عليّ بن أبي الكرم الشيباني؛ تحقيق: أبو الفداء عبدُ الله القاضي (1407هـ - 1987م). الكامل في التاريخ، الجُزء الخامس (ط. الأولى). بيروت - لُبنان: دار الكُتب العلميَّة. ص. 532. {{استشهاد بكتاب}}: تحقق من التاريخ في: |سنة= (مساعدة)
173. ↑  ابن فرحون، بُرهانُ الدين إبراهيم بن عليّ بن مُحمَّد اليعمري المالكي؛ تحقيق وتعليق: الدُكتور مُحمَّد الأحمدي أبو النور. الديباج المُذهَّب في معرفة أعيان عُلماء المذهب، الجُزء الثاني. القاهرة - مصر: دار التراث للطبع والنشر. ص. 352.
174. ↑  شبارو، عصام محمد (1987). تاريخ بيروت منذ أقدم العصور حتى القرن العشرين. بيروت-لبنان: دار مصباح الفكر. ص. 51. {{استشهاد بكتاب}}: تحقق من التاريخ في: |سنة= (مساعدة)
175. ↑  القضاء المغربي وخواصه دعوة الحق، العدد 224، شوال-ذو القعدة 1402/ غشت-شتنبر 1982 نسخة محفوظة 06 يوليو 2017 على موقع واي باك مشين.
176. ↑  مُحيي الدين صفيُّ الدين، الوضعُ الدينيّ لِنصارى الأندلُس على عهد الدولة الأُمويَّة (138- 422هـ/ 756- 1031م).- دورية كان التاريخية.- العدد الثامن عشر؛ ديسمبر 2012. ص 43 – 46.
177. 1 2 3  مركز دراسات الأندلُس وحوار الحضارات: التســــامح الديــني وأثــــره في حضـــارة الأنــدلس. بقلم د. عبَّاس الجرَّاري. نسخة محفوظة 29 مايو 2015 على موقع واي باك مشين.
178. ↑  العنصرية والسكان الأصليون نسخة محفوظة 25 فبراير 2014 على موقع واي باك مشين. [وصلة مكسورة]
179. ↑  المنوني، محمد، "لمحة عن تاريخ الخط العربي والزخرفة في الغرب الإسلامي"، في، المجلة التاريخية المغربية، عدد 53-54، جويلية 1989، صفحة: 205-230
180. ↑  غوستاف لوبون، حضارة العرب، (ترجمة عادل زعيتر)، مطبعة البابي الحلبي، 969، ص. 274
181. ↑  غسان: نهاية الأندلس ص379- 380
182. ↑  سيغريد هونكه: شمس العرب تسطع على الغرب
183. ↑  ابن عذاري، البيان المغرب جـ2 ص245
184. ↑  ابن خلدون: المقدمة جـ2 ص1240
185. ↑  ابن بصال، كتاب الفلاحة ص11- 36
186. ↑  عنان، تراجم إسلامية شرقية وأندلسية ص266
187. ↑  ابن جلجل: طبقات الأطباء والحكماء ص98
188. 1 2  العبادي: في التاريخ العباسي والأندلسي ص420
189. ↑  كريم عجيل: الحياة العلمية في بلنسيه ص263
190. ↑  آنخل جنثالت بالنثيا: تاريخ الفكر الأندلسي ترجمة حسين مونس ص221
191. ↑  خير الله طلفاح: حضارة العرب في الأندلس ص153
192. ↑  العبادي: في التاريخ العباسي والأندلسي ص421
193. ↑  شريف: دراسات في الحضارة العربية ترجمة شلبي ص80
194. ↑  عبد الرزاق نوفل: المسلمون والعلم الحديث ص64
195. ↑  عبد الرزاق نوفل: المسلمون والعلم الحديث ص66
196. 1 2  خوان فيرنيه، الحضارة العربية الإسلامية في الأندلس، الجزء الثاني، منشورات مركز دراسات الوحدة العربية، الطبعة الأولى: بيروت، 1998
197. ↑  ابن أبي أصيبعة: طبقات الأطباء 501
198. ↑  الدوميلي: العلوم عند العرب ص353
199. ↑  حكمت نجيب: تاريخ العلوم ص57
200. ↑  حكمت نجيب: تاريخ العلوم ص58
201. ↑  ابن جلجل: طبقات الأدباء والحكماء ص113
202. ↑  التغلبي: طبقات الأمم ص103
203. ↑  ابن أبي أصيبعة، عيون الأخبار في طبقات الأطباء ص500
204. ↑  الدوميلي: العلم عند العرب ص401
205. ↑  حكمت نجيب: تاريخ العلوم ص331
206. ↑  توفيق الطويل: العرب والعلم في عصر الإسلام الذهبي ص43
207. ↑  الدوميلي: العلم عند العرب ص414
208. ↑  عن الحركة الفكرية في الأندلس الإسلامية نسخة محفوظة 29 مايو 2015 على موقع واي باك مشين.
209. ↑  تطوّر الفكر الفلسفي في الأندلس نسخة محفوظة 05 مارس 2016 على موقع واي باك مشين.
210. ↑  الغزالي: المنقذ من الضلال ص101
211. ↑  عبد المقصود عبد الغني: في الفلسفة الإسلامية ص22، 23
212. ↑  إشكالية علاقة الدين بالفلسفة بالأندلس نسخة محفوظة 29 مايو 2015 على موقع واي باك مشين.
213. ↑  حامد طاهر: مدخل لدراسة الفلسفة الإسلامية ص21
214. ↑  ضمور الفلسفة في الأندلس ونمو التصوف نسخة محفوظة 22 ديسمبر 2015 على موقع واي باك مشين.
215. ↑  حساب سمت القبلة ووقت مواجهة الشمس للكعبة المكرمة نسخة محفوظة 23 فبراير 2017 على موقع واي باك مشين.
216. ↑  المقري: نفح الطيب جـ4 ص345
217. ↑  التغلبي: طبقات الأمم ص84
218. ↑  ابن الفرضي، تاريخ علماء الأندلس جـ2 ص126
219. ↑  صالح العلي: دراسة العلوم الرياضية ومكانتها في الحضارة الإسلامية، مجلة المورد، مجلد 3 العدد 4 لسنة 974 ص45
220. ↑  جابر بن حيان.. مؤسس علم الكيمياء نسخة محفوظة 26 ديسمبر 2016 على موقع واي باك مشين.
221. ↑  مصطفى لبيب عبد الغني: الكيمياء عند العرب ص109
222. ↑  الأدب العربي في العصر الأندلسي نسخة محفوظة 26 ديسمبر 2017 على موقع واي باك مشين.
223. ↑  أحمد أبو سعد وغيره، المفيد في الأدب العربى. بيروت
224. ↑  جوزيف الهاشم وغيره، الكتاب المفيد في الأدب العربي، ص 653
225. ↑  اتجاهات الشعر الأندلسي وأغراضه نسخة محفوظة 04 أكتوبر 2014 على موقع واي باك مشين.
226. ↑  فنون النثر في الأندلس نسخة محفوظة 21 ديسمبر 2012 على موقع واي باك مشين.
227. ↑  جوزيف الهاشم وغيره، الكتاب المفيد في الأدب العربي، ص 5-656
228. ↑  محمد كرد علي: غابر الأندلس وحاضرها، القاهرة، 2011 نسخة محفوظة 29 مايو 2015 على موقع واي باك مشين.
229. ↑  غوستاف لوبون: حضارة العرب، (ترجمة عادل زعيتر)، مطبعة البابي الحلبي، 969، ص 283
230. ↑  المقري: نفح الطيب جـ2 ص15
231. ↑  سيد عبد العزيز سالم: تاريخ المسلمين وآثارهم في الأندلس ص206
232. 1 2 3 4  العمارة والفنون الإسلامية في الأندلس نسخة محفوظة 28 مارس 2020 على موقع واي باك مشين.
233. ↑  گوستاڤ لوبون: حضارة العرب، (ترجمة عادل زعيتر)، مطبعة البابي الحلبي، 969، ص 284
234. ↑  كريم عجيل: الحياة العلمية في مدينة بلنسية ص27
235. ↑  الإدريسي: نزهة المشتاق ص312
236. ↑  ابن عذاري: البيان المغرب جـ2 ص231
237. ↑  عبد الرحمن علي الحجي: التاريخ الأندلسي من الفتح الإسلامي حتى سقوط غرناطة، بتصرف، دار القلم ـ دمشق 2010
238. ↑  إبراهيم حركات.المغرب عبر التاريخ.1/222. ط1. البيضاء: دار الرشاد الحديثة. 1984
239. ↑  فن العمارة عند المرابطين نسخة محفوظة 16 أغسطس 2017 على موقع واي باك مشين.
240. ↑  عبد المنعم ماجد: الحضارة الإسلامية ص285- 286
241. ↑  زكريا هاشم زكريا: فضل الحضارة الإسلامية والعربية على العالم ص572
242. ↑  عثمان: دول الطوائف ص4084
243. ↑  أحمد هيكل: الأدب الأندلسي: من الفتح إلى سقوط الخلافة (بتصرف)، المطبعة الأدبية، الطبعة الرابعة، القاهرة 1968
244. ↑  محمد زكريا عتاني: الموشحات الأندلسية ص21 وما بعدها الكويت 1980
245. ↑  صلاح جرار، زمان الوصل: دراسات في التفاعل الحضاري والثقافي في الأندلس، ص. 36 نسخة محفوظة 18 يونيو 2016 على موقع واي باك مشين.
246. ↑  الإدريسي أبو عبد الله محمد بن محمد: نزهة المشتاق في اختراق الافاق، نشرة دوزي ليدن، 1861
247. ↑  بقايا الوجود العربي في اللغة الإسبانية نسخة محفوظة 18 نوفمبر 2017 على موقع واي باك مشين.
248. ↑  جلال مظهر: أثر العرب على الحضارة الأوربية ص412
249. ↑  شاخت: تراث الإسلام ص136، توفيق عزيز: المعجم الفرنسي ذات الأصل العربي، ص45
250. ↑  شاخت: تراث الإسلام ص137
251. ↑  توفيق عزيز: المعجم الفرنسي ذات الأصل العربي ص42
252. ↑  شاخت: تراث الإسلام ص135- 136
253. ↑  توفيق عزيز: المعجم الفرنسي ذات الأصل العربي ص40- 41
254. ↑  توفيق عزيز: المعجم الفرنسي ذات الأصل العربي ص37
255. ↑  شاخت: تراث العرب ص310
256. ↑  أنستانس الكرملي: فضل العرب على علم الحيوان، مجلة المجمع العلمي العربي بدمشق 1044 جـ19 ص326
257. ↑  زكريا هاشم: فضل الحضارة ص514
258. ↑  عبد المنعم ماجد: الحضارة الإسلامية ص286
259. ↑  حكمت نجيب: تاريخ العلوم عند العرب ص231، عبد المنعم ماجد: تاريخ الحضارة ص2
260. ↑  جلال مظر: أثر العرب في الحضارة الأوربية 2 ص40
261. ↑  الباحث الإسباني رويث سييرا: "قرطبة العربية والإسلامية في جذورنا الثقافية" [وصلة مكسورة] نسخة محفوظة 4 مارس 2016 على موقع واي باك مشين.
262. ↑  المستعرب يشرف على موسوعة «مكتبة الأندلس» بالإسبانية نسخة محفوظة 18 ديسمبر 2019 على موقع واي باك مشين. [وصلة مكسورة]
263. ↑  التغلبي صاعد بن أحمد صاعد التغلبي الأندلسي (طبقات الأمم) النجف 1967.
264. ↑  بيدرو مارتينث مونتابيث: اللغة العربية أعمق من الإسبانية وهي الحاملة لها نسخة محفوظة 26 أغسطس 2017 على موقع واي باك مشين.
265. ↑  مظهر جلال (أثر العرب في الحضارة الأوربية) دار الرائد بيروت 1967.
266. ↑  المستعرب فدريكو كورينتي نسخة محفوظة 22 يناير 2018 على موقع واي باك مشين.
267. ↑  مجلة البيان - 232 - ذو الحجة - 1427 هـ ج232 ص23 نسخة محفوظة 26 يناير 2020 على موقع واي باك مشين.

### بلُغاتٍ أجنبيَّة
1. ↑  "Para los autores árabes medievales, el término Al-Andalus designa la totalidad de las zonas conquistadas — siquiera temporalmente — por tropas arabo-musulmanas en territorios actualmente pertenecientes a Portugal, España y Francia" ("For medieval Arab authors, Al-Andalus designated all the conquered areas — even temporarily —by Arab-Muslim troops in territories now belonging to Portugal, Spain and France"), José Ángel García de Cortázar, V Semana de Estudios Medievales: Nájera, 1 al 5 de agosto de 1994, Gobierno de La Rioja, Instituto de Estudios Riojanos, 1995, p.52.
2. ↑  Eloy Benito Ruano [بالإسبانية] (2002). Tópicos y realidades de la Edad Media. Real Academia de la Historia. ص. 79. ISBN:978-84-95983-06-0. مؤرشف من الأصل في 2017-07-16. "Los arabes y musulmanes de la Edad Media aplicaron el nombre de Al-Andalus a todas aquellas tierras que habian formado parte del reino visigodo: la Peninsula Ibérica y la Septimania ultrapirenaica." ("The Arabs and Muslims from the Middle Ages used the name of al-Andalus for all those lands that were formerly part of the Visigothic kingdom: the Iberian Peninsula and Septimania")
3. ↑  "Andalus, al-" Oxford Dictionary of Islam. John L. Esposito, Ed. Oxford University Press. 2003. Oxford Reference Online. Oxford University Press. Accessed 12 June 2006.
4. ↑  Lewis, Bernard. The Jews of Islam. PrincetMeyrick, Fredrick. The Doctrine of the Church of England on the Holy Communion.on, NJ: Princeton University Press, 1984.pg. 14.
5. ↑  Bossong, Georg (2002). Restle, David; Zaefferer, Dietmar (eds.). "Der Name al-Andalus: neue Überlegungen zu einem alten Problem" [The Name al-Andalus: Revisiting an Old Problem] (PDF). Trends in Linguistics. Studies and Monographs. Sounds and systems: studies in structure and change. (بالألمانية). Berlin: De Gruyter Mouton. 141: 149. ISSN:1861-4302. Archived from the original on 2019-09-14. Retrieved 2013-09-08. Only a few years after the lslamic conquest of Spain, Al-Andalus appears in coin inscriptions as the Arabic equivalent of Hispania. The traditionally held view that the etymology of this name has to do with the Vandals is shown to have no serlous foundation. The phonetic, morphosyntactic, and also historical problems connected with this etymology are too numerous. Moreover, the existence of this name in various parts of central and northern Spain proves that Al-Andalus cannot be derived from this Germanic tribe. It was the original name of the Punta Marroquí cape near Tarifa; very soon, it became generalized to designate the whole Peninsula. Undoubtedly, the name is of Pre-Indo-European origin. The parts of this compound (anda and luz) are frequent in the indigenous toponymy of the Iberian Peninsula.{{استشهاد بدورية محكمة}}:  صيانة الاستشهاد: BOT: original URL status unknown (link)
6. ↑  Reinhart Anne Pieter Dozy (نوفمبر 2009). Recherches Sur L'Histoire Et la Littérature de L'Espagne Pendant Le Moyen Age. BiblioBazaar. ص. 303. ISBN:978-1-117-03148-4. مؤرشف من الأصل في 2017-02-24.
7. ↑  Bossong, Georg. 2002. Der Name Al-Andalus: Neue Überlegungen zu einem alten Problem. In David Restle and Dietmar Zaefferer, eds, Sounds and systems: studies in structure and change. A festschrift for Theo Vennemann. Berlin: Mouton de Gruyter. p 150
8. ↑  Halm، Heinz (1989). "Al-Andalus und Gothica Sors". Der Islam. ج. 66 ع. 2: 252–263. DOI:10.1515/islm.1989.66.2.252. ISSN:0021-1818. {{استشهاد بدورية محكمة}}: الوسيط |تاريخ الوصول بحاجة لـ |مسار= (مساعدة)
9. ↑  Joaquín Vallvé (1986). La división territorial de la España musulmana. Instituto de Filología. ص. 55–59. ISBN:978-84-00-06295-8. مؤرشف من الأصل في 2017-07-16.
10. ↑  Majmū'ah Akhbār؛ Emilio Lafuente y Alcántara (1867). Ajbar MachmuØa: Coleccion de tradiciones ; Crónica anónima del siglo xi, dada á luz por primera vez. M. Rivadeneyra. ص. 255. مؤرشف من الأصل في 2016-04-24.
11. ↑  https://www.malagahoy.es/malaga/pondra-hornos-arabes-hallados-centro_0_325467690.html Un museo pondrá en valor unos hornos árabes hallados en el centro] نسخة محفوظة 15 سبتمبر 2016 على موقع واي باك مشين.
12. ↑  AL-SAQATI, "Kitab fi adab al-hisba", Adaptación de la trad. castellana de P. CHALMETA en "Al-Andalus", 1968, XXXIII, fasc. 2, pp. 370-371, 374-375 y 383-384
13. ↑  El consumo de vino en Al-Andalus نسخة محفوظة 27 أغسطس 2017 على موقع واي باك مشين.
14. ↑  Papel económico de la ganadería نسخة محفوظة 06 أبريل 2016 على موقع واي باك مشين.
15. ↑  Fátima Roldán Castro, Espiritualidad y convivencia en Al-Andalus, Universidad de Huelva, 2006, p. 109 نسخة محفوظة 7 مارس 2016 على موقع واي باك مشين.
16. ↑  Luis Suárez Fernández, Historia de Espana antigua y media, Ediciones Rialp, 1976, p. 293- 295
17. ↑  E. Levi-Provençal , l’Espagne musulmane au Xè siècle p. 191 et Rachèl Arié, l’Espagne musulmane au temps de Nasrides 1232-1492, ed. E. Boccard, Paris, 2em éd. 1990, pp. 320-322
18. ↑  Al Andalus (711-1492) نسخة محفوظة 13 فبراير 2018 على موقع واي باك مشين.
19. ↑  E. Lévi- Provençal, l’Espagne musulmane, Paris, 1932, P.29 = Lévi (Provençal 2)
20. ↑  E. Lévi - provençal , L’Espagne musulmane au Xè siècle , P. 160 = Lévi - (Proveçal )
21. ↑  Raymond , R. Thourent , " Chrétiens et Juifs à Grenade au IV siècle avant J.C " Hespéris , T. XXX( 1943) , PP. 201 -202
22. ↑  Wasserstein, 1995, p. 101
23. ↑  Jayyusi. The legacy of Muslim Spain
24. ↑  enéndez Pidal, R. (1926). Orígenes del castellano. ISBN 978-84-239-4752-2
25. ↑  Corriente, F. (2004): El elemento árabe en la historia lingüística peninsular. En Cano, R. (coord.) Historia de la lengua española, Barcelona, Ariel
26. ↑  Simonet, Francisco Javier. (1897-1903). Historia de los mozárabes de España. Real Academia de la Historia
27. ↑  El pueblo amazigh. Los primeros pobladores de Canarias[وصلة مكسورة] "نسخة مؤرشفة". مؤرشف من الأصل في 2017-08-26. اطلع عليه بتاريخ 2015-05-27.{{استشهاد ويب}}:  صيانة الاستشهاد: BOT: original URL status unknown (link)
28. ↑  Cultura Amazigh e identidad étnica en Canarias نسخة محفوظة 07 أغسطس 2017 على موقع واي باك مشين.
29. ↑  Arabic Influences in Various Languages نسخة محفوظة 07 أبريل 2017 على موقع واي باك مشين.
30. ↑  ENSEÑANZA DEL ACERVO LÉXICO ÁRABE DE LA LENGUA ESPAÑOLA نسخة محفوظة 28 مايو 2016 على موقع واي باك مشين.
31. ↑  La invasión árabe. Los árabes y el elemento árabe en español نسخة محفوظة 27 أغسطس 2017 على موقع واي باك مشين.
32. ↑  José Joaquín Martínez Egido, Constitución del léxico español. Palabras patrimoniales, cultas y semicultas. Latinismos. Arabismos. Helenismos نسخة محفوظة 18 يونيو 2016 على موقع واي باك مشين.
33. ↑  La extraordinaria riqueza de nuestros arabismos نسخة محفوظة 09 يوليو 2016 على موقع واي باك مشين.
34. ↑  AMADOR DE LOS RÍOS, Juan Fernández. Antigüedades ibéricas. Ed. Nemesio Aramburu, Pamplona. 1911.
35. ↑  (es) López de Coca: Historia de Andalucía, Ed. Planeta, Barcelona, 1980, tomo III
36. ↑  Islamic world. (2007). In Encyclopædia Britannica. Consultada el 2 de septiembre de 2007 en Encyclopædia Britannica Online
37. ↑  José María Ridao: La lección de al-Ándalus نسخة محفوظة 18 أبريل 2015 على موقع واي باك مشين.
38. ↑  Miguel CRUZ HERNANDEZ, Historia del pensamiento en el mundo islámico. 1.Desde los orígenes hasta el s. XII en Oriente. 2. El pensamiento de al-Andalus (s.IX-XIV) 3. El pensamiento islámico de Ibn Jaldun hasta nuestros días,Madrid, Alianza Editorial, D.L. 1996

## وصلات خارجية
- قصة العرب في إسبانيا. كتاب للمستشرق الإنجليزي ستانلي لين بول.
- طرد اليهود من الأندلس في العام 1492، موقع المكتبة الوطنية الإسرائيلية.
- الأندلس.
- فتح الأندلس.
- موقع الاْندلس.
- عرض لكتاب: الأندلس، التاريخ المصور- الدكتور طارق سويدان.
- الشعر الفصيح في العصر الأندلسي.